# León (España)
León (en leonés: Llión) es un municipio y ciudad española en el noroeste de la península ibérica, capital de la provincia homónima, en la comunidad autónoma de Castilla y León. Cuenta con una población de 122 243 habitantes (INE 2024), distribuidos en una superficie de 39,03 km². Además, su área metropolitana cuenta con aproximadamente 203 191 habitantes, según el mapa de áreas funcionales de la Junta de Castilla y León (otros proyectos dan cifras diferentes), distribuidos en quince municipios.
Nacida como campamento militar romano de la Legio VI Victrix hacia el 29 a. C., su carácter de ciudad campamental se consolidó con el asentamiento definitivo de la Legio VII Gemina a partir del año 74. Tras su parcial despoblación con motivo de la conquista musulmana de la península, León recibió un nuevo impulso como parte del Reino de Asturias. En 910 comenzó una de sus etapas históricas más destacadas al convertirse en cabeza del Reino de León, participando activamente en la Reconquista contra los musulmanes, llegando a ser uno de los reinos fundamentales en la configuración del Reino de España. La ciudad albergó las primeras Cortes de la historia de Europa en 1188, bajo el reinado de Alfonso IX, gracias a lo cual en 2011 fue proclamada por la UNESCO y por la Junta de Castilla y León como Cuna del Parlamentarismo. Desde la Baja Edad Media la ciudad dejó de tener la importancia de antaño, en parte debido a la pérdida de su independencia tras la integración del reino leonés en la Corona castellana, definitiva desde 1301.
Sumida en un período de estancamiento durante la Edad Moderna, en la guerra de la Independencia fue una de las primeras ciudades en sublevarse de toda España, y años después del fin de la misma, en 1833, adquiriría su rango de capital provincial. La llegada del siglo XX trajo consigo el Plan de Ensanche, que acrecentó la expansión urbanística que venía experimentando desde finales del siglo XIX, cuando la ciudad se convirtió en un importante nudo de comunicaciones del noroeste con motivo del auge de la minería del carbón y de la llegada del ferrocarril.
Su patrimonio histórico y monumental, así como diversas celebraciones que tienen lugar a lo largo del año, entre las que destaca la Semana Santa, y su situación como paso obligado del Camino de Santiago, considerado Patrimonio de la Humanidad por la UNESCO, la convierten en una ciudad receptora de turismo nacional e internacional. Entre sus monumentos más representativos se encuentran la Catedral de Santa María de Regla, el mejor ejemplo del gótico clásico de estilo francés en España, la basílica de San Isidoro, una de las iglesias románicas más importantes de España, tumba de los reyes de León medievales y considerada como la Capilla Sixtina del arte románico, el Monasterio de San Marcos, primer ejemplo de la arquitectura plateresca y renacentista española, el palacio de los Guzmanes, el palacio del Conde Luna, la iglesia de Nuestra Señora del Mercado, la iglesia de San Salvador de Palat del Rey, la Casa de las Carnicerías y la Casa Botines, de estilo modernista y realizada por el arquitecto catalán Antoni Gaudí; todos ellos declarados Bien de Interés Cultural. Ejemplo destacado de arquitectura moderna, y uno de los museos de la ciudad, es el MUSAC, de Mansilla + Tuñón Arquitectos.
La Universidad de León, fundada en 1979 como escisión de la Universidad de Oviedo, contaba en el curso 2019-2020 con 10 206 alumnos; tiene su sede en la ciudad y está catalogada, a partir de criterios como la demanda universitaria, los recursos humanos o los planes de estudio, como la segunda universidad de Castilla y León, tras la Universidad de Salamanca, y la trigésima de España. Desde el 4 de mayo de 2010, la ciudad alberga la segunda sede de la Universidad de Washington en Europa, tras su sede de Roma, con capacidad para 500 alumnos interesados en el aprendizaje del español. Desde 2011 la ciudad cuenta también con una sede del Instituto Confucio.

## Toponimia
El origen del nombre de la ciudad proviene de la palabra latina legio en su forma de caso acusativo legionem, que hace referencia a la Legio VII Gemina o Legión Séptima Gemela que fundó la ciudad en su actual emplazamiento. Esta tesis, comúnmente aceptada, propicia el gentilicio culto «legionense» para referirse a los habitantes de la ciudad, que coexiste con el popular «leonés». La evolución de Legione(m) (con pronunciación suave de la g) a León pasó por etapas intermedias como Leyone o Leyón.

## Geografía

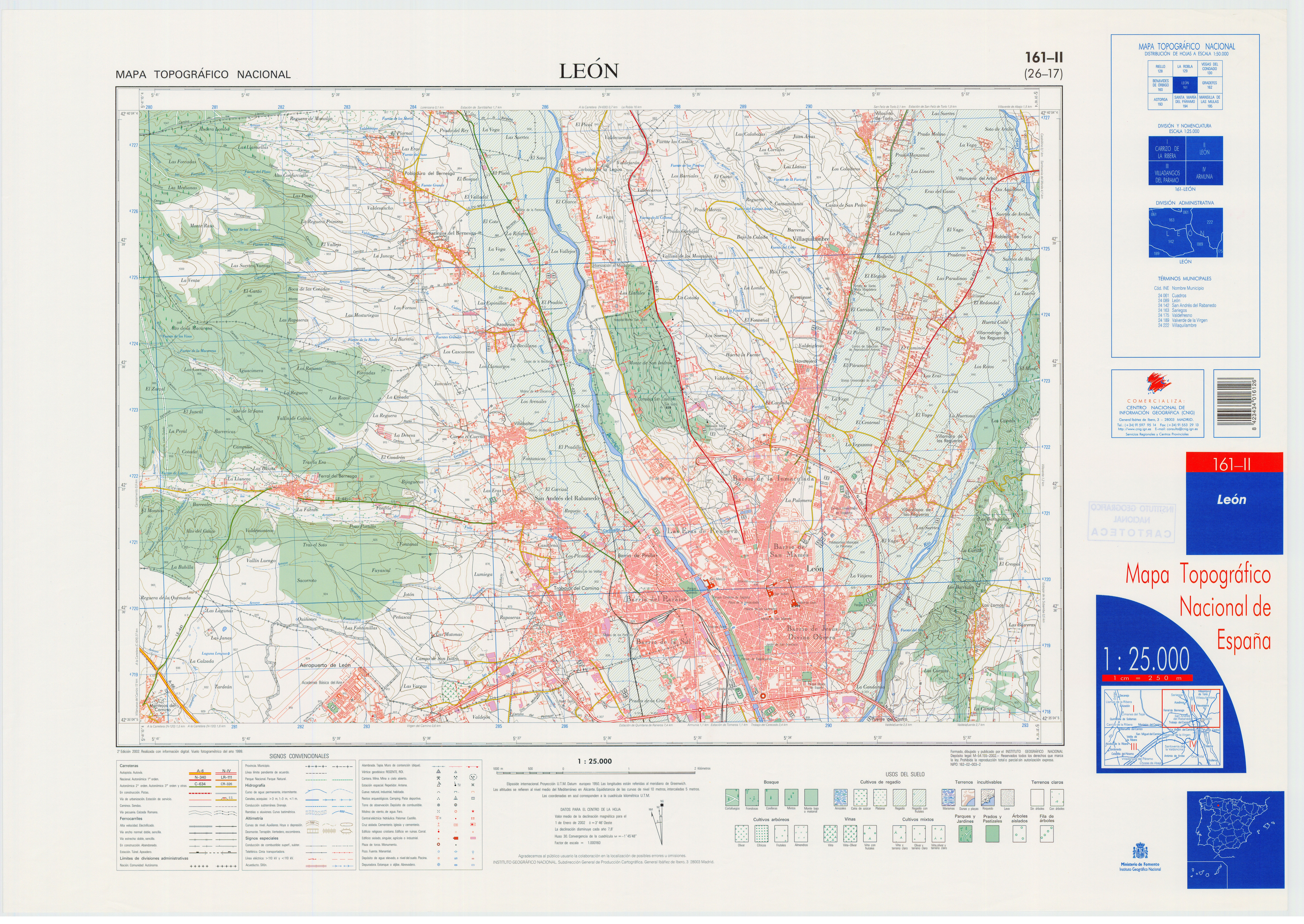
Fragmento de la hoja 161 del Mapa Topográfico Nacional de España de 2002 en el que se representa parte de León

La ciudad de León está ubicada en una terraza fluvial en la confluencia de los ríos Bernesga y Torío, a una altitud de 840 m s. n. m. Situada aproximadamente en el centro de la provincia, se encuentra en un lugar estratégico del noroeste peninsular, ya que es paso obligado para ir a Galicia y a Asturias.
Su término municipal limita al norte con Sariegos y con Villaquilambre, al este con Valdefresno, al sur con Santovenia de la Valdoncina, Onzonilla y Villaturiel, y al oeste con San Andrés del Rabanedo y Valverde de la Virgen. El territorio del término municipal está representado en la hoja 161 del Mapa Topográfico Nacional.
| Noroeste: Sariegos                                     | Norte: Villaquilambre | Nordeste: Villaquilambre |
| Oeste: San Andrés del Rabanedo y Valverde de la Virgen |                       | Este: Valdefresno        |
| Suroeste: Santovenia de la Valdoncina                  | Sur: Onzonilla        | Sureste: Villaturiel     |

### Orografía
Situado en la transición del Páramo Leonés a la cordillera Cantábrica, su ubicación en la confluencia de dos ríos hace que la capital leonesa se asiente en una zona predominantemente llana, si bien según se aleja del núcleo urbano el terreno se eleva, encontrándose por el norte con el Monte de San Isidro y por el este con los altos en los que se encuentra Golpejar de la Sobarriba. En el término municipal se encuentran los vértices geodésicos de Valenciano, a una altitud de 938 m s. n. m., y de San Isidro, a una altitud de 939 m. En centro de la ciudad se encuentra a una altitud de 837 m, mientras que la altitud del municipio varía desde los 800 m en el último tramo en la localidad del río Bernesga hasta los 944 m en el norte del municipio.

### Hidrografía

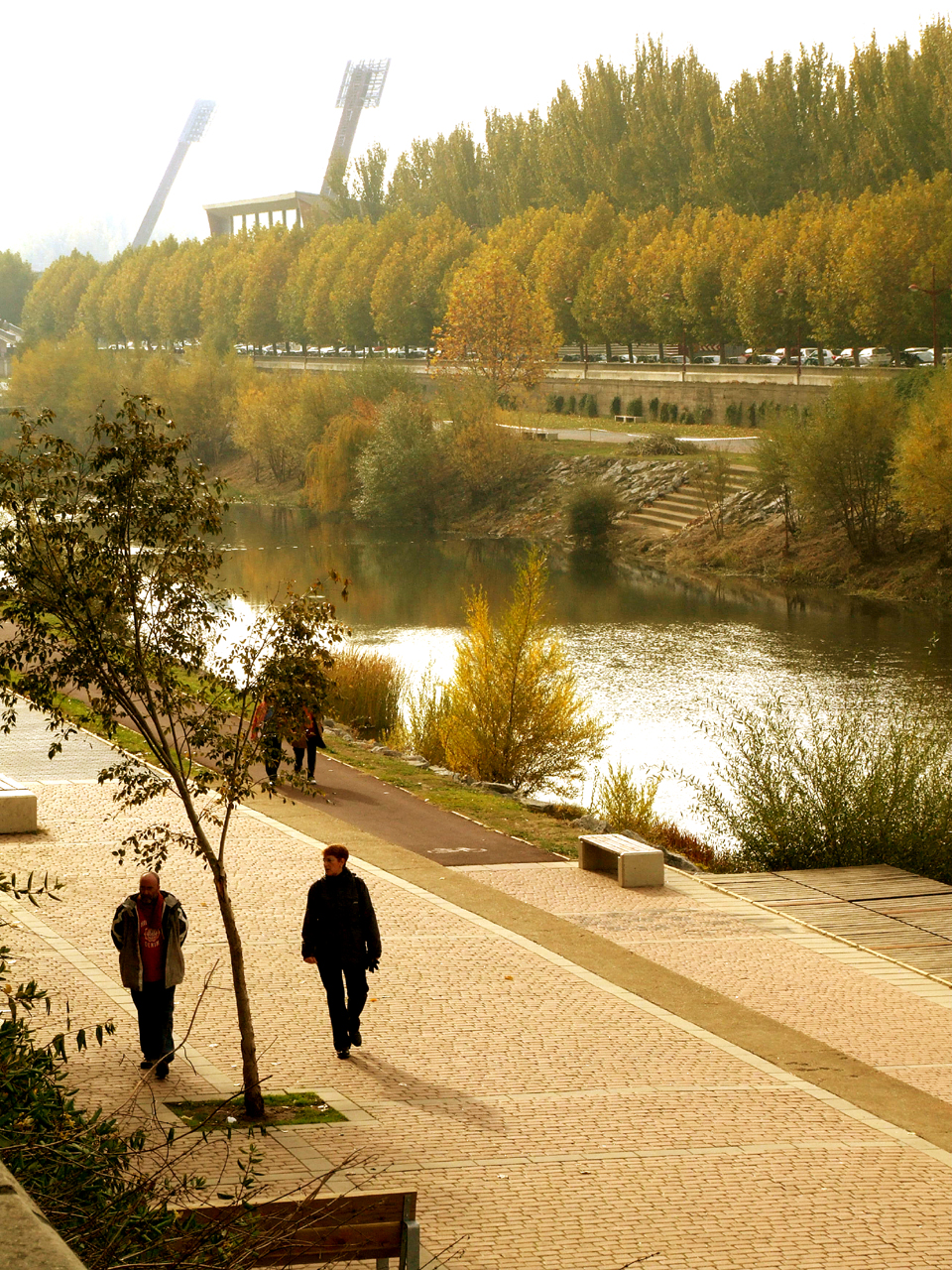
El Bernesga a su paso por León

León está bañada por los ríos Bernesga, que recorre la ciudad por el oeste, y el Torío, que la delimita por el este, situándose la mayor parte del núcleo urbano entre los dos cauces. A su paso por la ciudad, se encuentran canalizados y adecuados para el paseante, con jardines y paseos peatonales. La confluencia de ambos se sitúa a la altura del polígono de La Lastra, donde el Torío vierte sus aguas en el Bernesga.
Sobre el río, y en el centro de la ciudad, se encuentra el Aula de Interpretación de las Energías Renovables de León, perteneciente al Ayuntamiento de León. Es un aula destinada a enseñar a sus visitantes las soluciones complementarias y alternativas que proporcionan las energías renovables al sistema energético actual, pretendiendo ser un referente en ese aspecto en la comunidad autónoma de Castilla y León.
Se trata de un edificio situado en los márgenes del río Bernesga junto al Puente de los Leones, construido tras un acuerdo alcanzado por el EREN y el Ayuntamiento de León. El Aula posee un espacio de exposiciones sobre el medio ambiente y cuenta con una instalación solar térmica, una instalación solar fotovoltaica y una minicentral hidroeléctrica. La electricidad generada por estas tres últimas se incorpora a la red eléctrica general para su posterior utilización, siendo capaz de dar luz a 1100 familias.

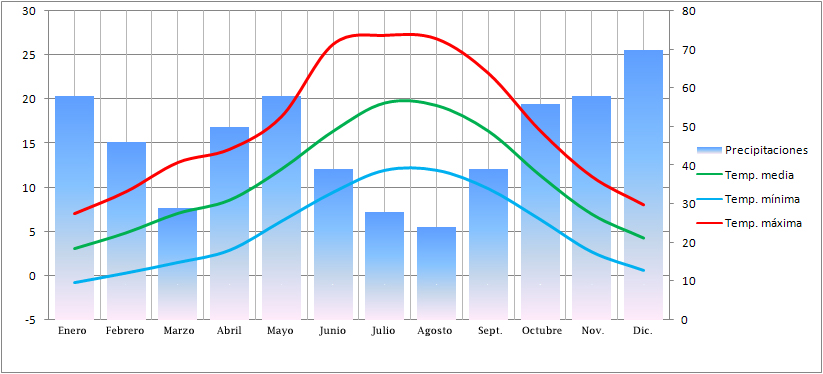
Climograma de León, Línea roja, Temp. máximas; Línea verde, Temp. medias; Línea azul, Temp. mínimas

### Clima
El clima de León es oceánico mediterráneo de tipo Csb de acuerdo a la clasificación climática de Köppen.
Las precipitaciones están repartidas, como es habitual en los climas mediterráneos, de forma muy irregular a lo largo del año, con mínimos en la época estival y máximos durante primavera y otoño. La precipitación media anual es de 515 mm. La ciudad disfruta al año de 2673 horas de sol al año y de 74 de lluvia, además de 16 de tormenta.
Las temperaturas son frescas, con una media anual de 11,1 °C según los datos de la estación meteorológica de La Virgen del Camino, con inviernos fríos, siendo frecuentes las heladas (71 días de helada de media al año). La nieve hace acto de presencia en la capital leonesa durante 13 días de media al año, si bien las grandes nevadas no son frecuentes salvo en fechas como diciembre de 2009, cuando la ciudad y parte de la provincia se colapsaron debido a un temporal de frío y nieve durante el cual se registraron temperaturas mínimas históricas en algunos lugares y obligó a la UME a intervenir para hacer frente a las complicaciones derivadas del mismo. El verano es caluroso, suavizado por la altitud de la ciudad, con temperaturas máximas que rondan los 27 °C.
A continuación se muestran los datos del observatorio meteorológico de la AEMET situado en el aeropuerto de León a 916 m s. n. m., en el municipio de Valverde de la Virgen, muy cerca de la ciudad de León.
| Parámetros climáticos promedio de observatorio del aeropuerto de León (916 msnm) (periodo de referencia: 1981-2010. Valores extremos absolutos) | Parámetros climáticos promedio de observatorio del aeropuerto de León (916 msnm) (periodo de referencia: 1981-2010. Valores extremos absolutos) | Parámetros climáticos promedio de observatorio del aeropuerto de León (916 msnm) (periodo de referencia: 1981-2010. Valores extremos absolutos) | Parámetros climáticos promedio de observatorio del aeropuerto de León (916 msnm) (periodo de referencia: 1981-2010. Valores extremos absolutos) | Parámetros climáticos promedio de observatorio del aeropuerto de León (916 msnm) (periodo de referencia: 1981-2010. Valores extremos absolutos) | Parámetros climáticos promedio de observatorio del aeropuerto de León (916 msnm) (periodo de referencia: 1981-2010. Valores extremos absolutos) | Parámetros climáticos promedio de observatorio del aeropuerto de León (916 msnm) (periodo de referencia: 1981-2010. Valores extremos absolutos) | Parámetros climáticos promedio de observatorio del aeropuerto de León (916 msnm) (periodo de referencia: 1981-2010. Valores extremos absolutos) | Parámetros climáticos promedio de observatorio del aeropuerto de León (916 msnm) (periodo de referencia: 1981-2010. Valores extremos absolutos) | Parámetros climáticos promedio de observatorio del aeropuerto de León (916 msnm) (periodo de referencia: 1981-2010. Valores extremos absolutos) | Parámetros climáticos promedio de observatorio del aeropuerto de León (916 msnm) (periodo de referencia: 1981-2010. Valores extremos absolutos) | Parámetros climáticos promedio de observatorio del aeropuerto de León (916 msnm) (periodo de referencia: 1981-2010. Valores extremos absolutos) | Parámetros climáticos promedio de observatorio del aeropuerto de León (916 msnm) (periodo de referencia: 1981-2010. Valores extremos absolutos) | Parámetros climáticos promedio de observatorio del aeropuerto de León (916 msnm) (periodo de referencia: 1981-2010. Valores extremos absolutos) |
| Mes | Ene. | Feb. | Mar. | Abr. | May. | Jun. | Jul. | Ago. | Sep. | Oct. | Nov. | Dic. | Anual |
| --- | --- | --- | --- | --- | --- | --- | --- | --- | --- | --- | --- | --- | --- |
| Temp. máx. abs. (°C) | 21.0 | 20.9 | 25.5 | 29.2 | 31.9 | 36.5 | 38.2 | 38.2 | 37.4 | 30.5 | 23.4 | 19.0 | 38.2 |
| Temp. máx. media (°C) | 7.1 | 9.5 | 13.3 | 14.8 | 18.6 | 24.0 | 27.4 | 26.9 | 22.9 | 16.7 | 11.2 | 8.0 | 16.7 |
| Temp. media (°C) | 3.2 | 4.7 | 7.6 | 9.0 | 12.6 | 17.1 | 19.8 | 19.6 | 16.5 | 11.7 | 7.0 | 4.2 | 11.1 |
| Temp. mín. media (°C) | -0.7 | 0.0 | 1.9 | 3.3 | 6.6 | 10.2 | 12.2 | 12.3 | 10.1 | 6.7 | 2.8 | 0.4 | 5.5 |
| Temp. mín. abs. (°C) | -17.4 | -14.4 | -11.2 | -6.1 | -4.0 | 0.0 | 3.0 | 2.6 | 0.0 | -3.4 | -7.2 | -15.4 | -17.4 |
| Precipitación total (mm) | 50 | 34 | 32 | 45 | 56 | 31 | 19 | 23 | 39 | 61 | 59 | 66 | 515 |
| Días de precipitaciones (≥ 1 mm) | 7.6 | 6.0 | 5.6 | 7.7 | 8.8 | 4.6 | 2.8 | 2.7 | 4.5 | 8.2 | 7.5 | 8.7 | 74.9 |
| Días de nevadas (≥ ) | 4.1 | 3.1 | 1.6 | 0.9 | 0.1 | 0.0 | 0.0 | 0.0 | 0.0 | 0.0 | 0.8 | 2.2 | 13.0 |
| Horas de sol | 130 | 161 | 214 | 228 | 259 | 314 | 358 | 327 | 246 | 178 | 137 | 120 | 2673 |
| Humedad relativa (%) | 82 | 74 | 66 | 65 | 62 | 56 | 52 | 54 | 62 | 74 | 80 | 83 | 67 |
| Fuente: Agencia Estatal de Meteorología | | | | | | | | | | | | | |

## Historia

### Fundación y época romana
La ciudad de León surgió hacia 29 a. C. como campamento militar romano de la Legio VI Victrix, en la terraza fluvial entre los ríos Bernesga y Torío, cerca de la ciudad astur de Lancia, con motivo de las llamadas guerras cántabras. A finales del siglo I, a partir de 74, el campamento es ocupado por la Legio VII Gemina, fundada por Galba, la cual permanecerá en León hasta aproximadamente principios del siglo V. Fue la única legión asentada en Hispania hasta la caída del Imperio Romano de Occidente (476), por lo que durante todo este tiempo León fue la capital militar de la Península. La ciudad perteneció al Convento Asturicense, con capital en Asturica Augusta, el cual formó parte de la provincia Tarraconense hasta el siglo III, cuando, con la creación de la provincia de Gallaecia, fue integrado en ésta.
El trazado campamental romano original aún puede observarse en la actualidad, puesto que se conservan gran parte de las murallas que lo rodeaban en los siglos III y IV. Alrededor de las murallas que delimitaban el campamento fue creándose un núcleo civil paralelo, la cannaba, en la que se asentaban todas las personas que se encargaban de cubrir las necesidades de los soldados. Por los restos arqueológicos se sabe que contaba con unas termas (con ruinas aún visibles bajo la catedral) e incluso un anfiteatro con capacidad para 5000 espectadores a extramuros, actualmente enterrado bajo la calle Cascalerías.

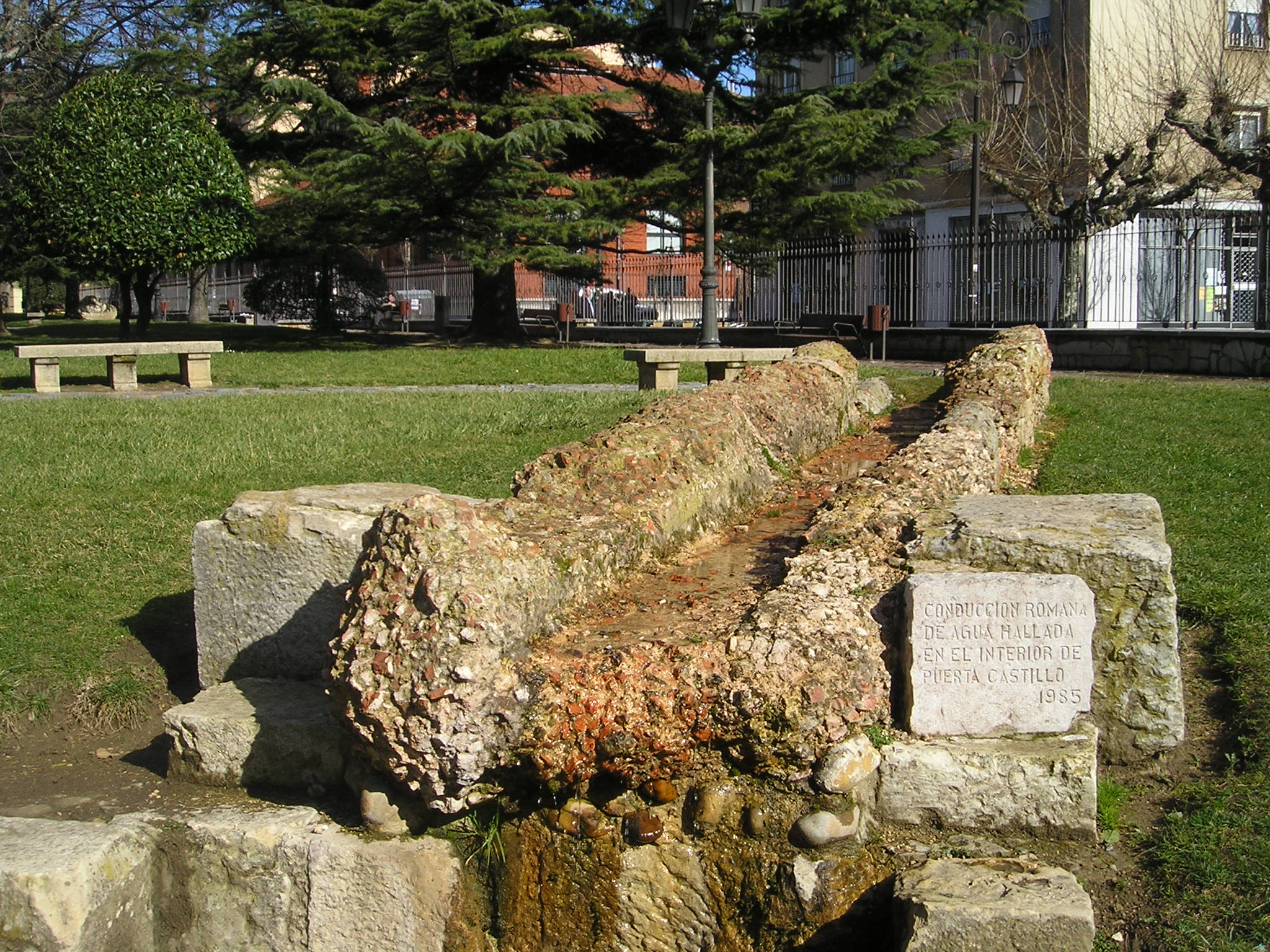
Canalización descubierta en la zona exterior del campamento de Legio VII Gemina
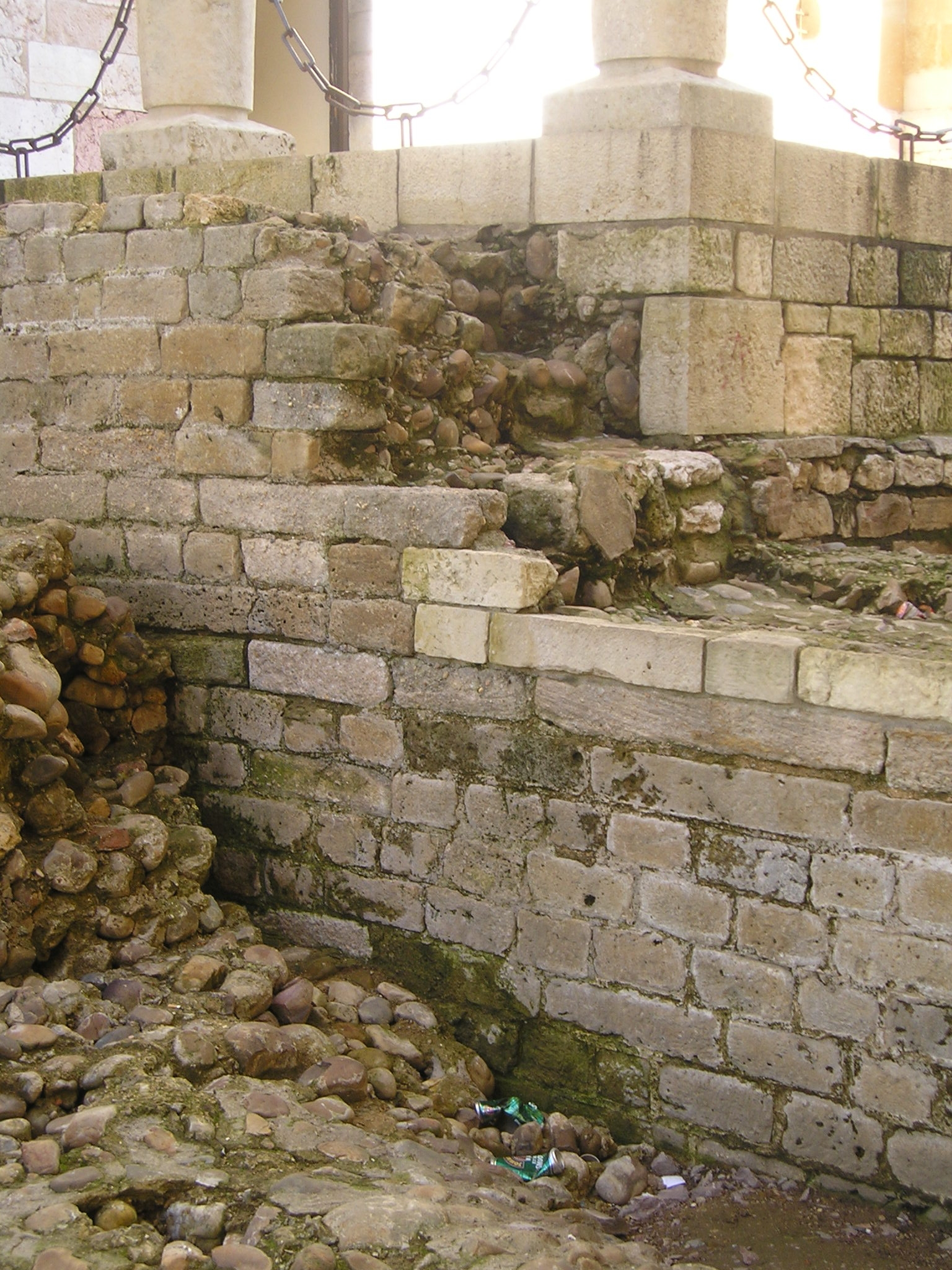
Restos de la muralla romana en el entorno de San Isidoro
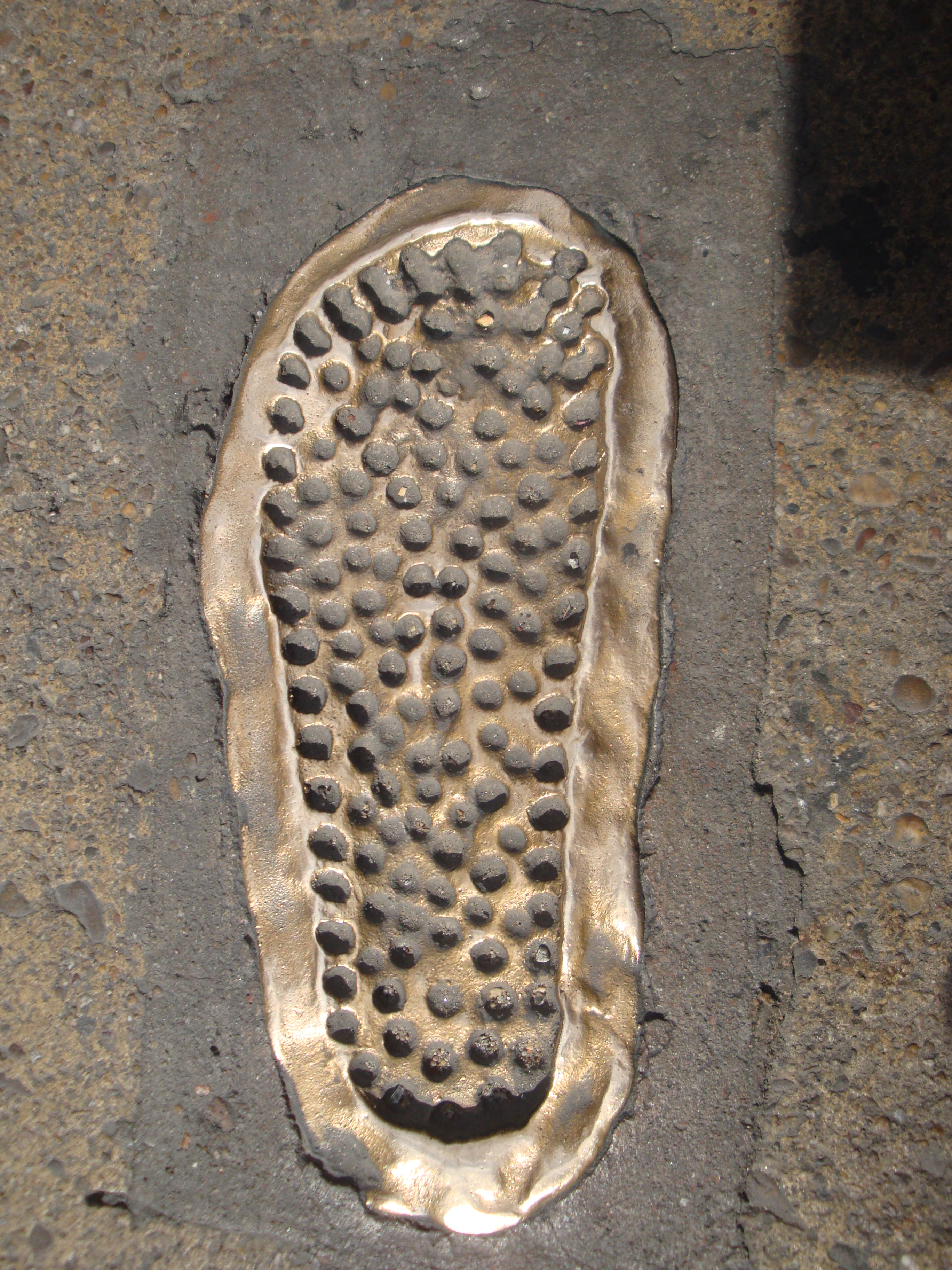
Huella simulada de la estancia de romanos en la ciudad
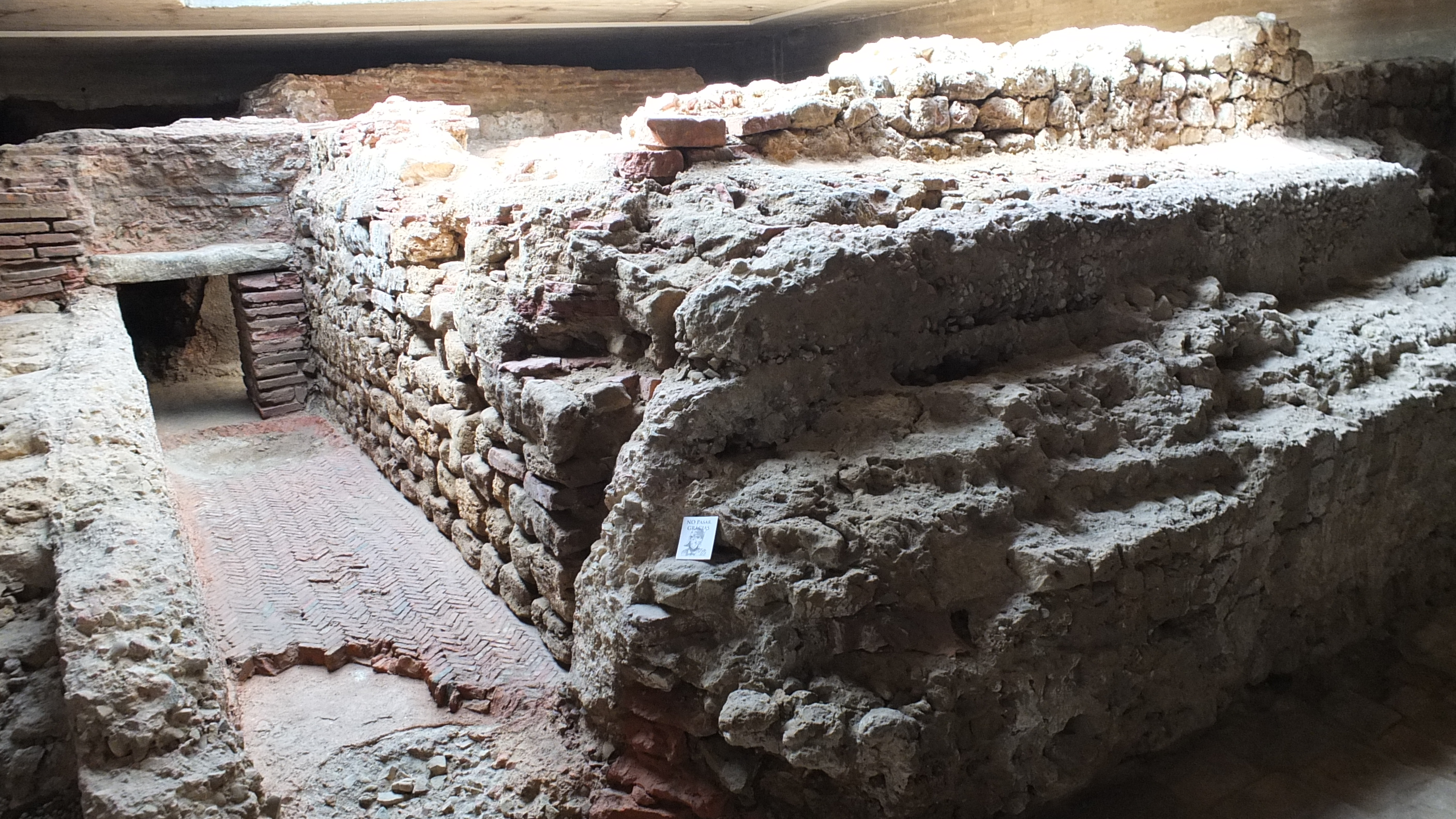
Restos de las termas del campamento

### Épocas sueva, visigoda y musulmana
Tras el período romano, la ciudad formó parte del Reino suevo y posteriormente, tras su conquista, del Reino visigodo. Entre los siglos VI y VIII la escasez de evidencias arqueológicas proyectan una imagen carente de vitalidad urbana, con una clara reducción del espacio habitado, aunque el descubrimiento de cerámicas pertenecientes al periodo omeya cordobés cerca de Puerta Obispo nos indica que la ciudad no fue abandonada completamente, sino que conservó cierta población estable. La ciudad fue conquistada, durante la invasión musulmana de la península, en el año 712, siendo recuperada en el 754 por Alfonso I aunque debido a su condición fronteriza se mantendría deshabitada durante casi un siglo.
En el año 846, un grupo de mozárabes intentó repoblar la ciudad, que pese haber permanecido despoblada al estar en el centro de la línea de combate entre cristianos y musulmanes aún conservaba sus murallas romanas. El intento fue frustrado por un ataque omeya que mantendría la ciudad despoblada hasta el año 853 en el que Ordoño I incorpora de forma efectiva la ciudad al Reino de Asturias, repoblándola con éxito. Sería finalmente con Ordoño II, que ocupó el trono (914-924) tras la muerte de su hermano García I, cuando la ciudad se convirtió en capital del reino astur, iniciando el Reino de León.

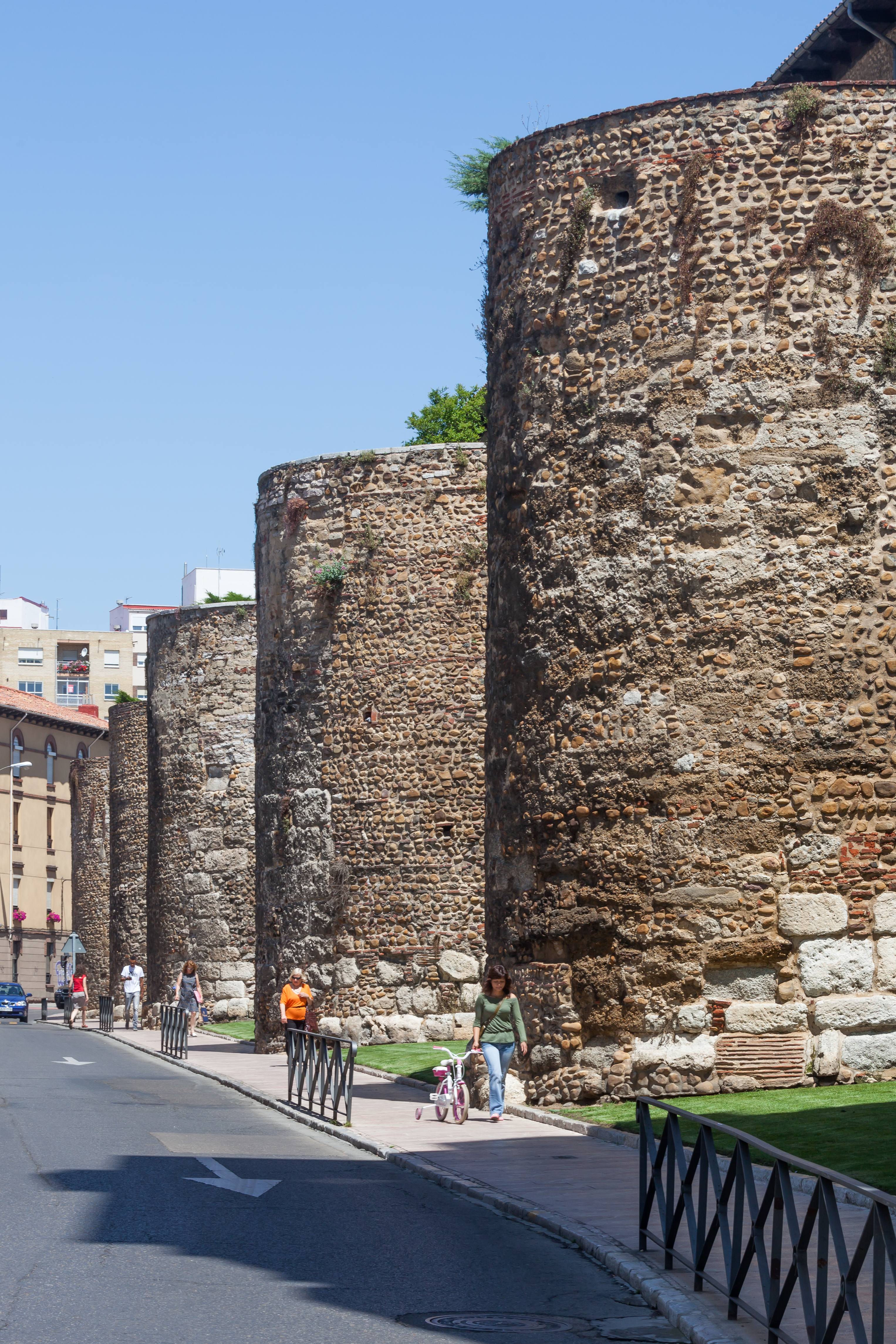
Las murallas de León permanecieron en pie durante el abandono
El reino suevo incluyó a la ciudad de León
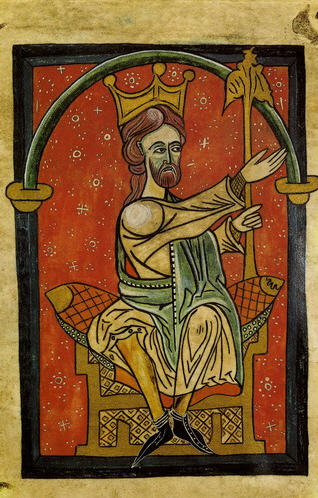
Ordoño II trasladó la capital del reino de Asturias a León
Reino de León en el 910

### Repoblación y capitalidad
La ciudad de León fue sede regia desde la fundación del reino, con García I, a principios del siglo X, hasta la integración en la Corona de Castilla en 1230, momento en que la capitalidad del reino unificado fue itinerante y debido a ello León fue creciendo y evolucionando en su desarrollo. En esta cuestión jugó un destacado papel el Camino de Santiago, quizás la más importante vía de circulación de gentes, ideas, cultura y arte del Medievo. En el siglo X destacarían reyes como Ordoño II, que fijó la capitalidad y consagró la primera catedral en las antiguas termas romanas, donde hoy se encuentra la catedral gótica, y su hijo Ramiro II, que construyó el primer palacio en Palat de Rey y, al igual que su padre, llevó a cabo exitosas campañas contra los musulmanes. La segunda mitad del siglo es de luchas civiles en León, reyes débiles con problemas con la nobleza, y de ataques y contraataques musulmanes a la ciudad, incluyendo uno de Almanzor, que causó graves daños. La recuperación y reordenamiento de la capital llegó con Alfonso V a inicios del siglo XI, así como el comienzo de la victoria cristiana en la península. Avanzado el siglo, hay un cambio de dinastía, destacando a Fernando I como rey iniciador de la basílica de San Isidoro, construida con motivo del traslado de los restos de San Isidoro a la ciudad y del panteón real del reino. Su sucesor Alfonso VI que pasó a los anales de historia por el avance en la reconquista con la conquista de Toledo y, sobre todo, por su relación política con el Cid, fue cuyo reinado presenció la consagración de la nueva catedral románica iniciada por Urraca en 1073, donde presumiblemente trabajarían los mismos canteros que en la basílica.
En el siglo XII, y tras el paso de la primera reina, Urraca I, destaca su hijo Alfonso VII, que avanzó notablemente la reconquista y llegó a coronarse emperador de toda Hispania en la antigua catedral leonesa. Es en este siglo cuando el geógrafo y viajero árabe Edrisi escribió lo siguiente sobre León: «Allí se practica un comercio muy provechoso. Sus habitantes son ahorradores y prudentes». Tenemos también noticia de León a través de diversos códices, entre ellos el Codex Calixtinus, manuscrito que, entre otras cosas, contiene información sobre la ruta que los peregrinos seguían hacia Santiago de Compostela. Con todo ello, la ciudad conoció el desarrollo de nuevos barrios, en ocasiones extramuros de una ciudad que ya se quedaba pequeña, y casi siempre a la vera del camino de los peregrinos, que accedían a la ciudad por la llamada Puerta Moneda.
Tras la muerte de Alfonso VII, este dividió los reinos de León y Castilla entre sus hijos; Fernando II reinó en León, destacando la reconquista de Extremadura. Su sucesor y último rey privativo de León fue Alfonso IX, que convocó las primeras cortes de Europa, con participación de todos los estamentos sociales, en la basílica de San Isidoro en 1188. Fue en 1230, cuando tras su muerte la Corona leonesa y la castellana recayeron sobre la cabeza del monarca Fernando III el Santo, algo que supuso para León la pérdida de la capitalidad fija, pues esta se volvió itinerante. No supondría no obstante el fin de la prosperidad de la ciudad, que durante todo el siglo XIII mantuvo un gran empuje comercial y crecimiento demográfico. Es en esta época cuando a mediados de siglo, Alfonso X el Sabio ordenó el derribo de la vieja catedral y la construcción de la actual, de estilo gótico.

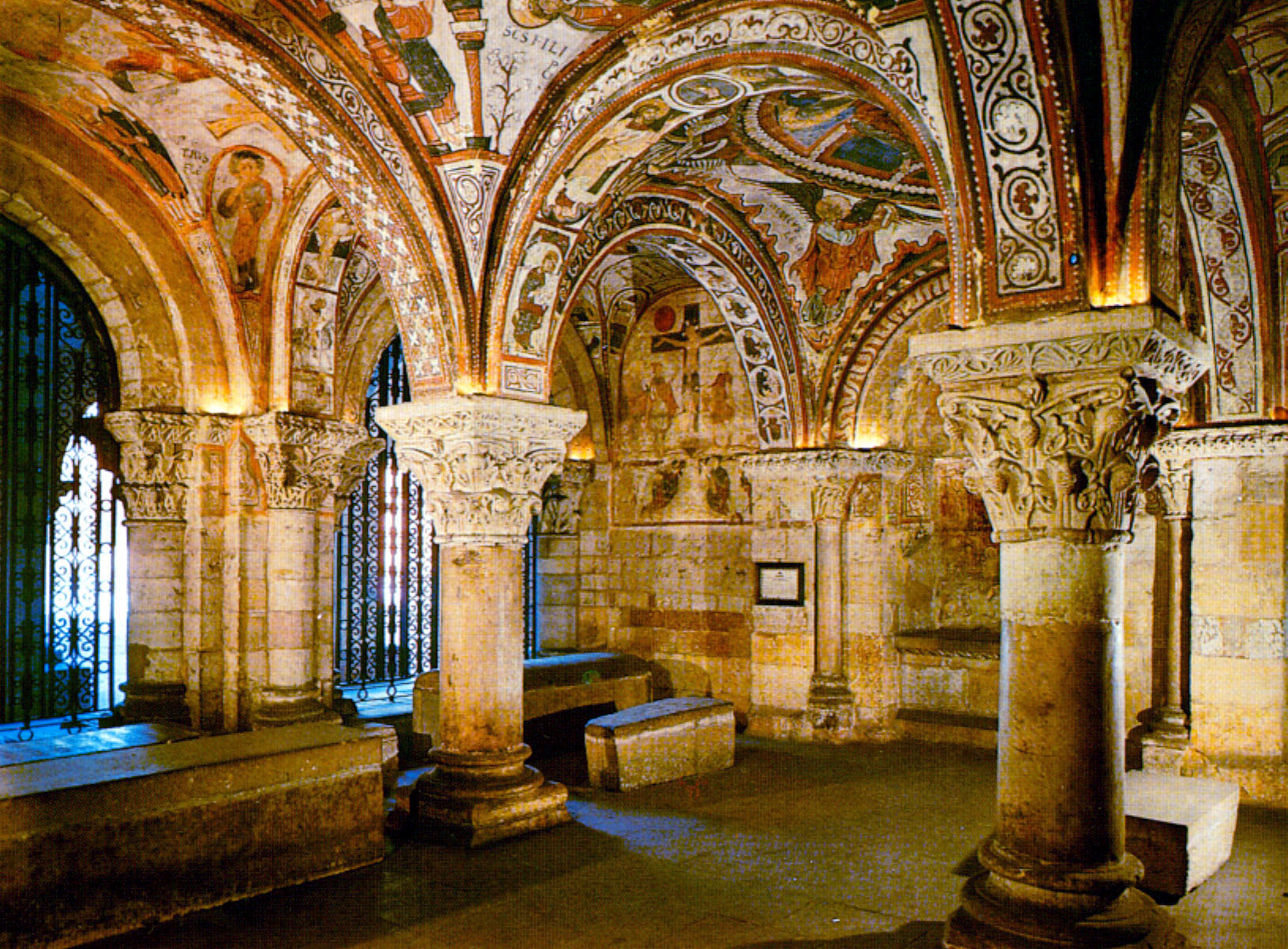
Panteón de los Reyes de León en San Isidoro
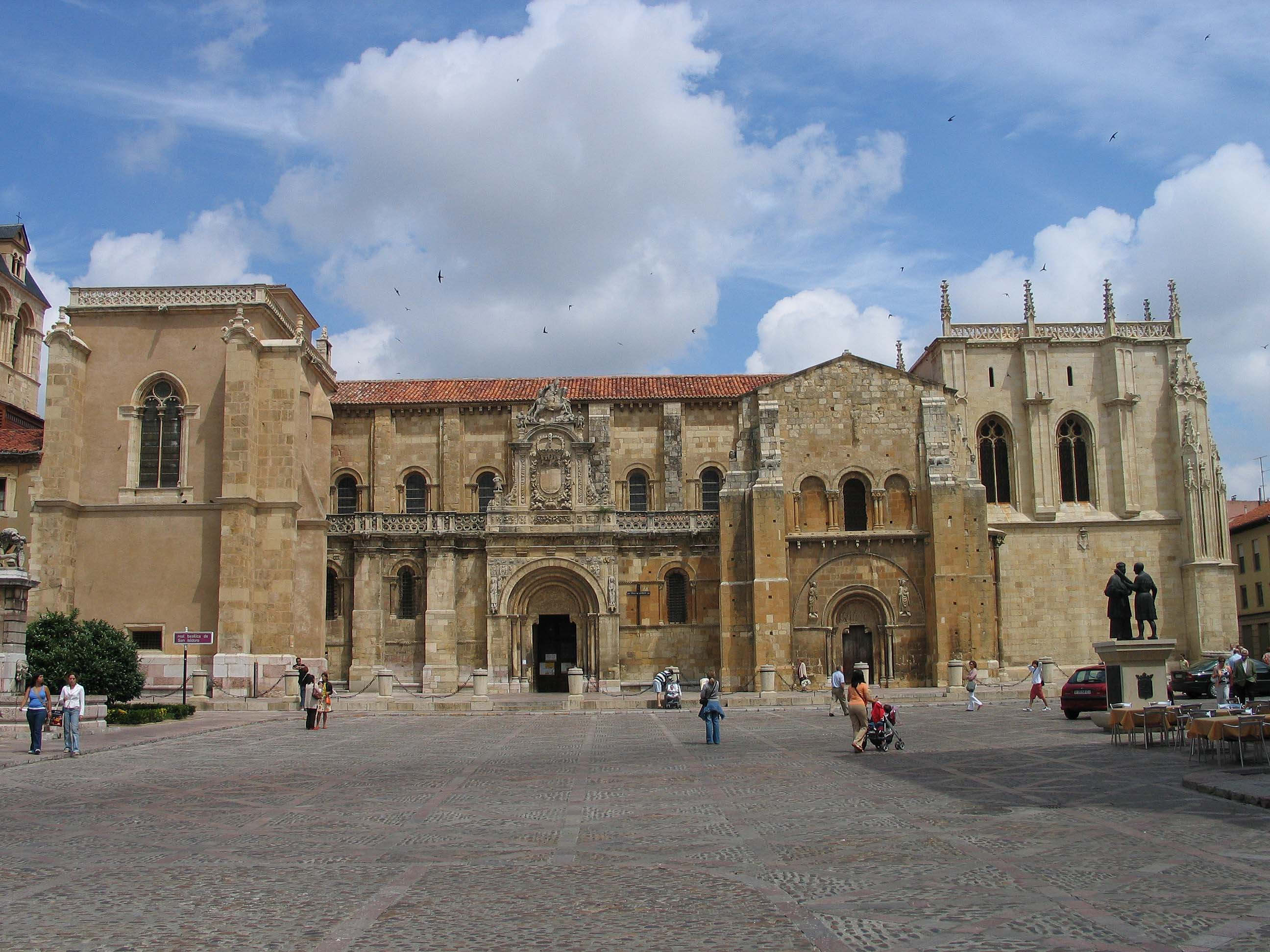
La basílica de San Isidoro
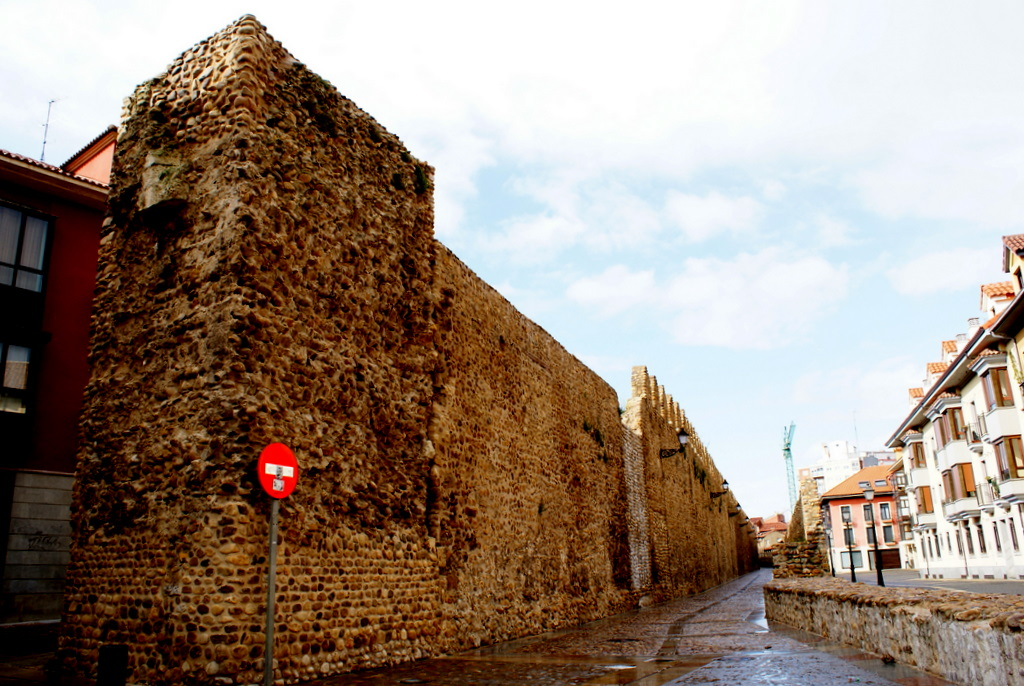
Restos de la puerta Moneda
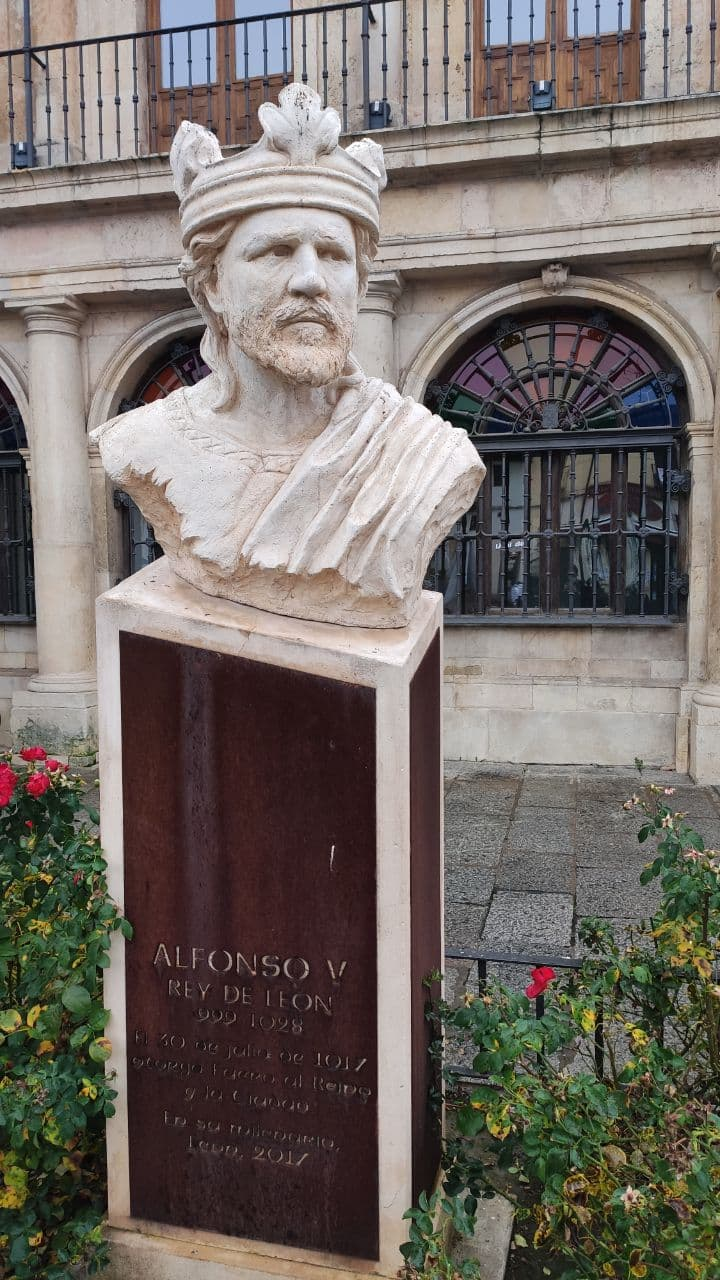
Alfonso V, rey de León
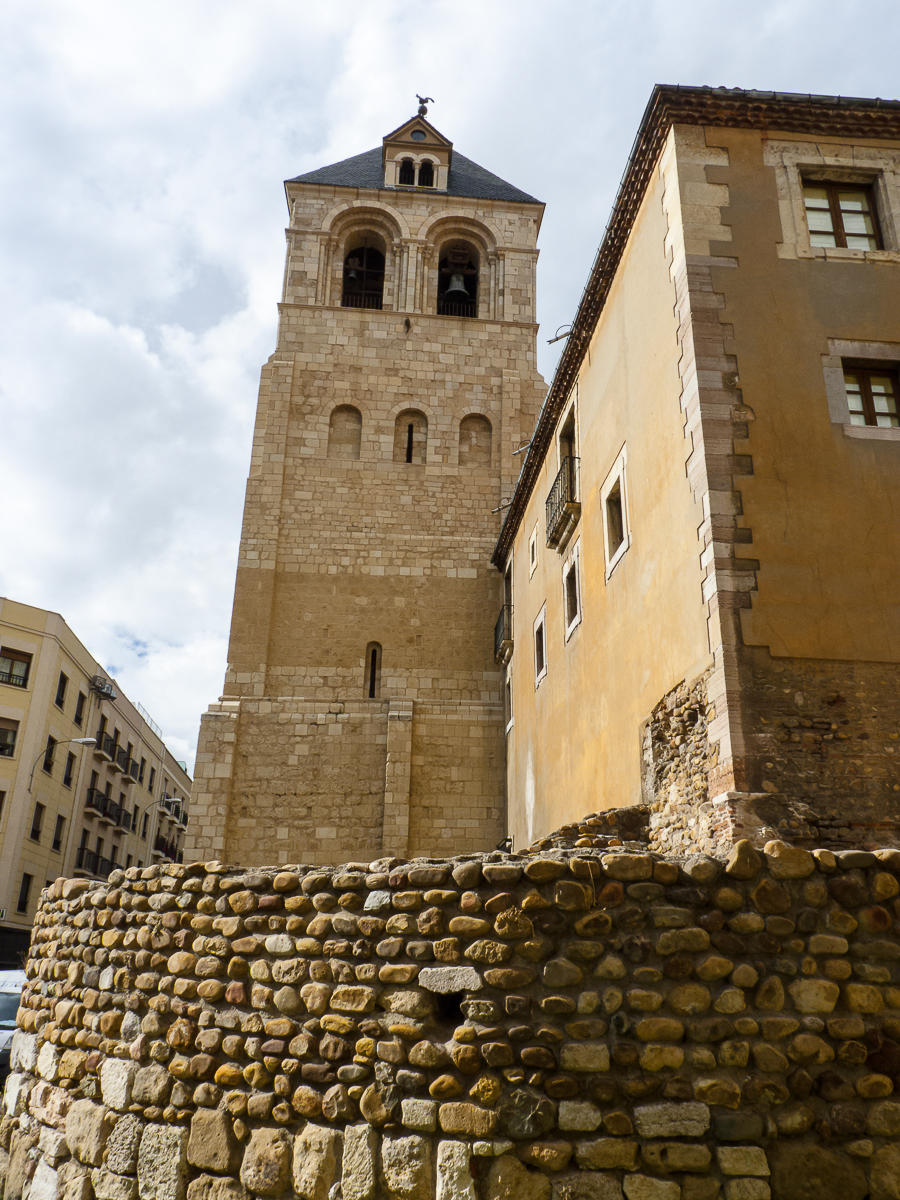
La torre del gallo de San Isidoro fue construida en el siglo XII
Sello del último rey de León: Alfonso IX

### Corona de Castilla
Tras la integración del Reino de León en la Corona de Castilla, pese a la pérdida de relevancia política, la ciudad se mantuvo próspera y fue durante el siglo XIII cuando la catedral de León se construyó, reiniciando su construcción por orden de Alfonso X en 1255 y finalizando en 1302 la totalidad del templo. Durante el siglo XIV, León experimentó una crisis económica que vino acentuada por una serie de acontecimientos climáticos en toda Europa que mermaron las cosechas, produciendo hambrunas y endeudamiento de los campesinos. Estas circunstancias fueron agravadas con la llegada de la peste a León entre 1349 y 1350, la cual provocó una gran mortandad en la zona, despoblando pueblos y mermando, según fuentes de la época, en más de un cuarto la población de la zona. A esta serie de fatalidades se le unieron una inestabilidad política en toda la Corona castellana que produjo continuas tensiones que a menudo desembocaron en conflictos armados.
En el siglo XV se observó un incremento notable en la población en la edificación de nuevas casas, reconstrucción de las anteriores y ensanche de los arrabales. Se hablaba en estos años de hacer una cerca que comprendiera el arrabal de la parte oriental de la ciudad, abarcando las iglesias de San Lorenzo, San Pedro de los Huertos y San Salvador del Nido de la Cigüeña.[cita requerida] Así, la ciudad de León, a finales de siglo, contaba con una población entre los cuatro y cinco mil habitantes mientras que ciudades vecinas como Salamanca y Burgos tienen quince mil y diez mil habitantes.
Guerra de las comunidades
En el siglo XVI, la Guerra de las Comunidades contra Carlos I en León destacó por un insólito fervor comunero en el cabildo catedralicio y en los barrios extramuros. En la órbita local, las dos familias dominantes de aquella época, los Guzmanes, por parte de los comuneros, y los Quiñones, por parte del rey, hicieron de la guerra la excusa perfecta para resolver sus diferencias.

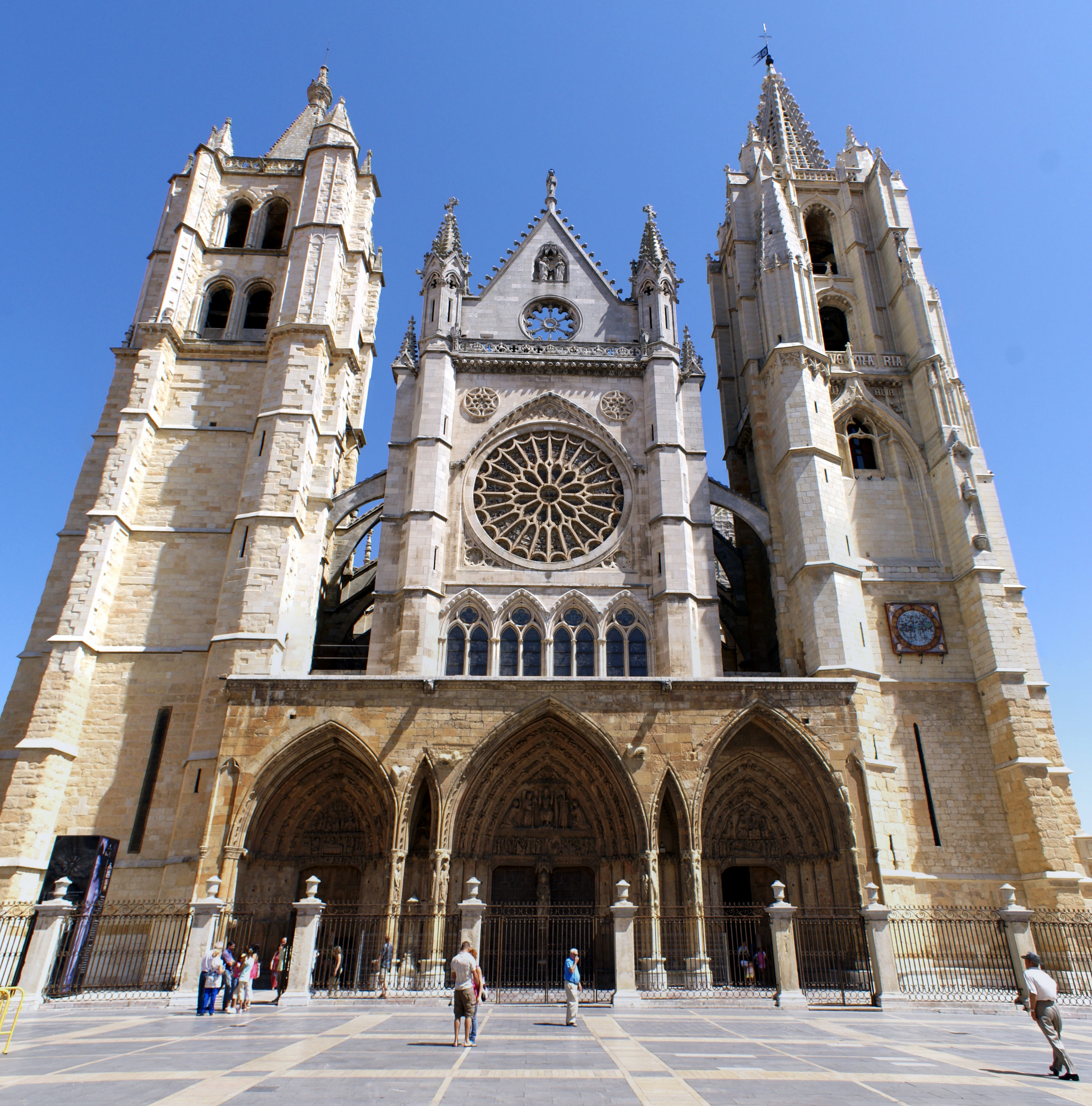
Catedral de León
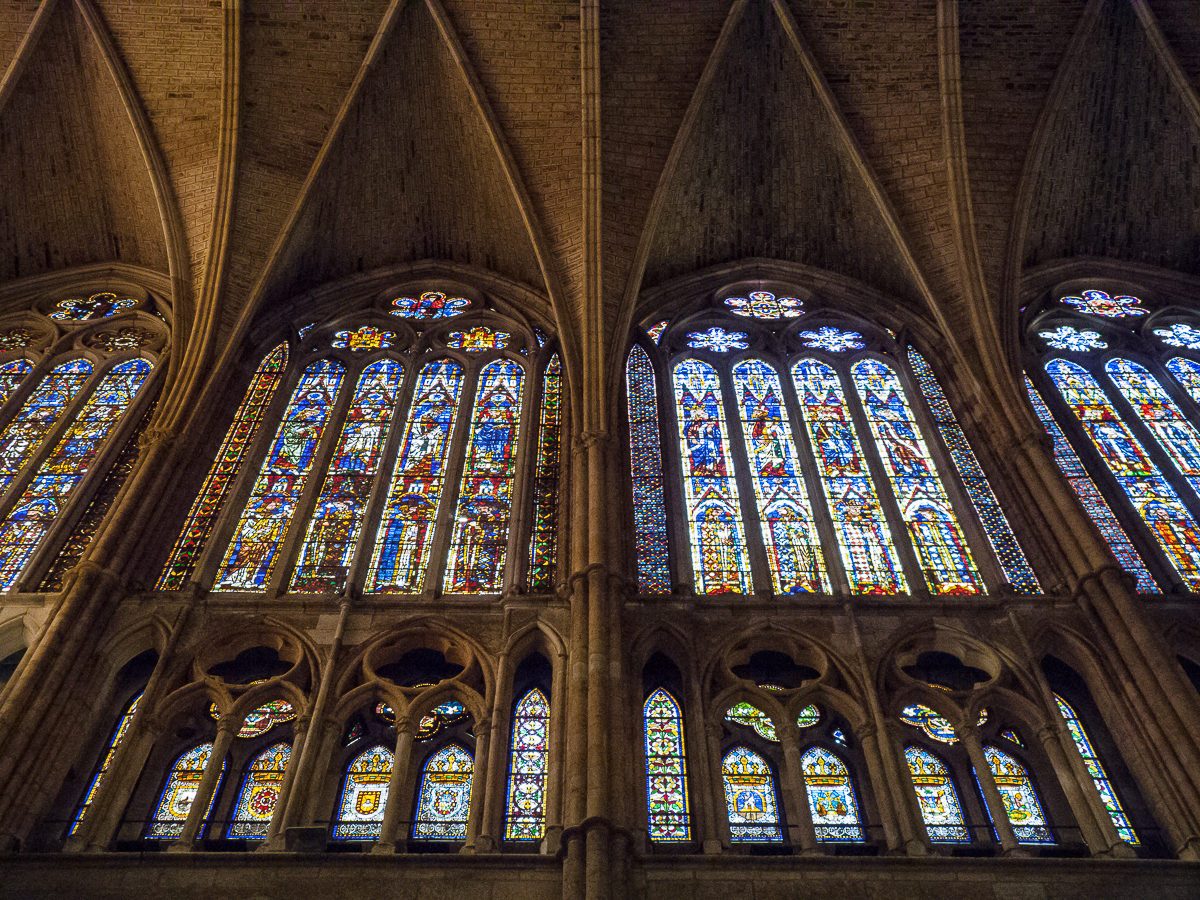
Vidrieras de la catedral
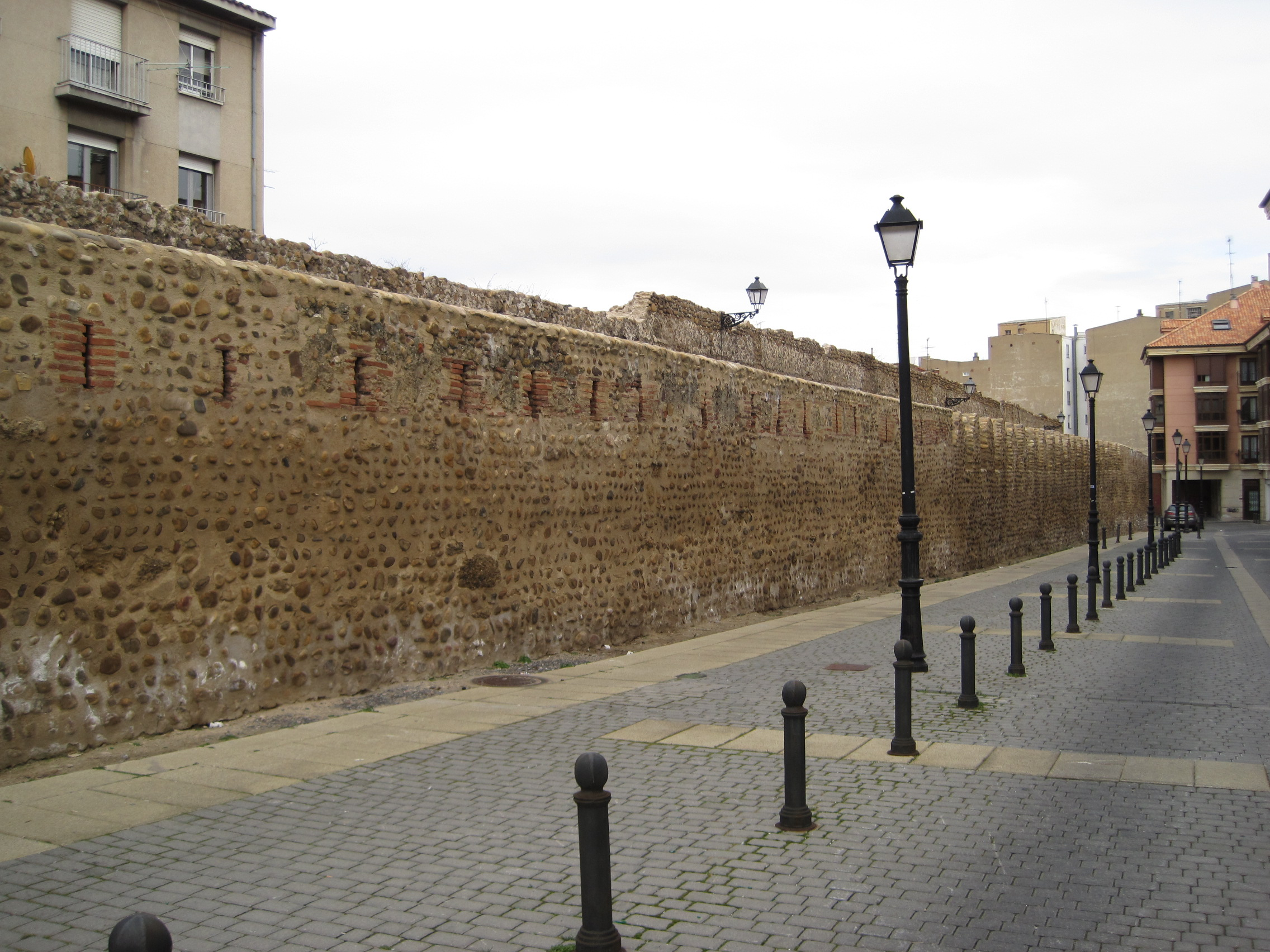
Cerca exterior para proteger el arrabal formado extramuros
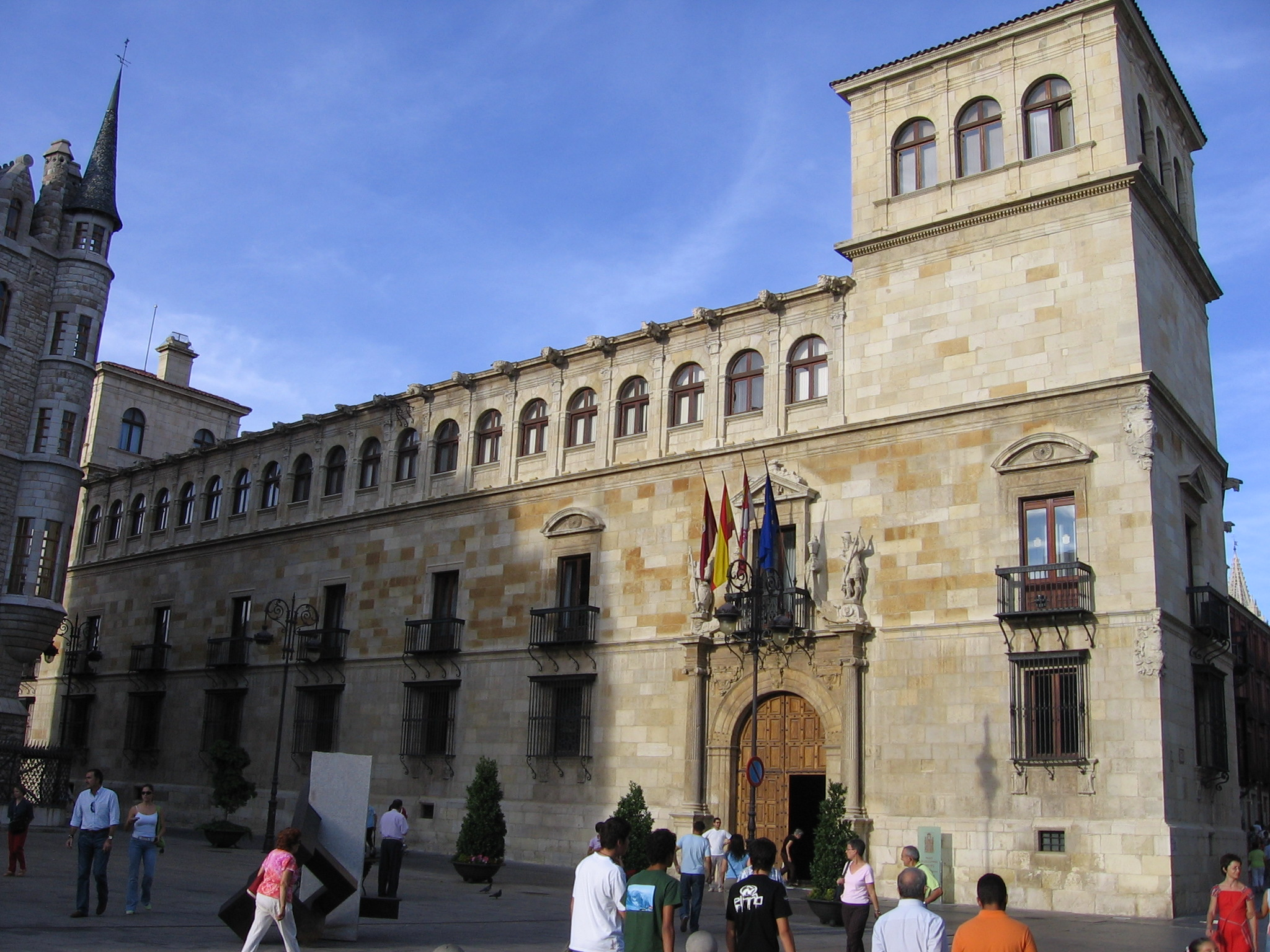
Palacio de los Guzmanes, cuya familia se alineó con el bando comunero
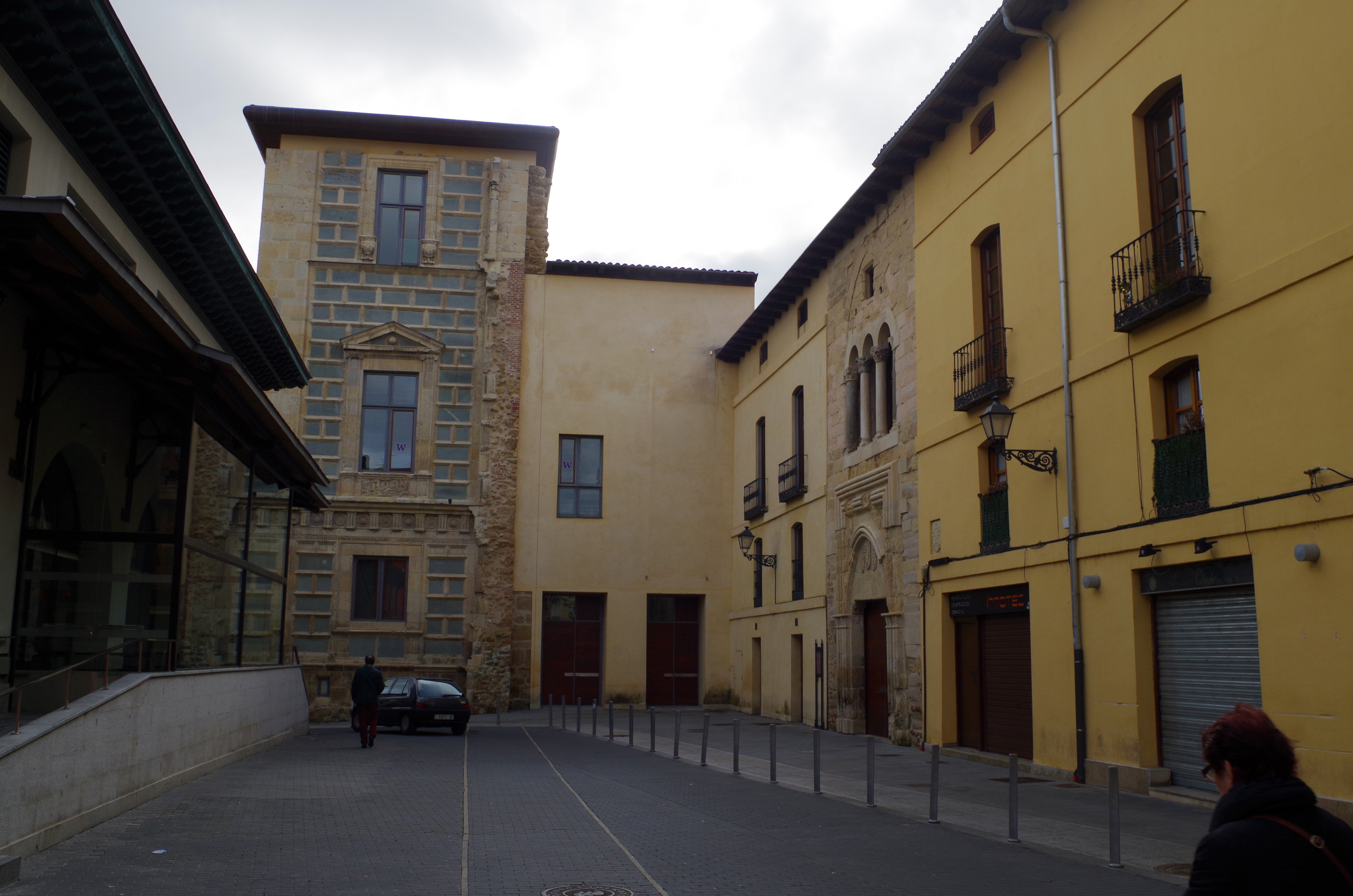
La familia de los Quiñones se alineó con el bando realista

### Decadencia
En estos siglos,[¿cuál?] León vive un estancamiento de su población, algo normal en las ciudades del interior. El leve incremento poblacional en la ciudad no se debe a un incremento de la actividad industrial o comercial, sino al empuje de la agricultura de las zonas rurales que rodean la ciudad. Prueba de la decadencia comercial e industrial de la ciudad es lo acontecido con las fábricas de hilados. En 1749, bajo los auspicios del secretario de Estado, José de Carvajal y Lancaster, se levantó un edificio en el llamado Campo de San Francisco para ampliar la fábrica de hilaturas que ya funcionaba en la calle de la Rúa, pero en 1769 esta fábrica ya había dejado de funcionar. El empeño puesto por el secretario de Estado contó con la oposición de las autoridades locales. Según Real Orden de 24 de enero de 1786, a instancias del obispo Cuadrillero, se crea en este edificio un hospicio, cuya obra se completa en 1793. También hubo intentos, con la ilustración, de modernizar la ciudad y sanearla con la construcción de nuevas fuentes y equipamiento público, así como con la creación de una de las Sociedades Económicas de Amigos del País en la ciudad.
La ciudad de León, con 5500 habitantes (aunque algunos viajeros, como el reverendo J. Townsend, aumenten la cifra a 6170 almas) era, junto con Zamora, una de las ciudades menos pobladas de la región y de la meseta. Las malas condiciones higiénicas y el hacinamiento contrarrestaban el avituallamiento regular y asegurado por los municipios en épocas de crisis. Además, en épocas de malas cosechas, atraían a mendigos, vagabundos y marginados de los amplios alrededores que, agrupados en las puertas de conventos y obispados, esperaban unas relativas garantías de no morir de hambre, introduciendo en la ciudad epidemias que aumentaban la tasa de mortalidad.

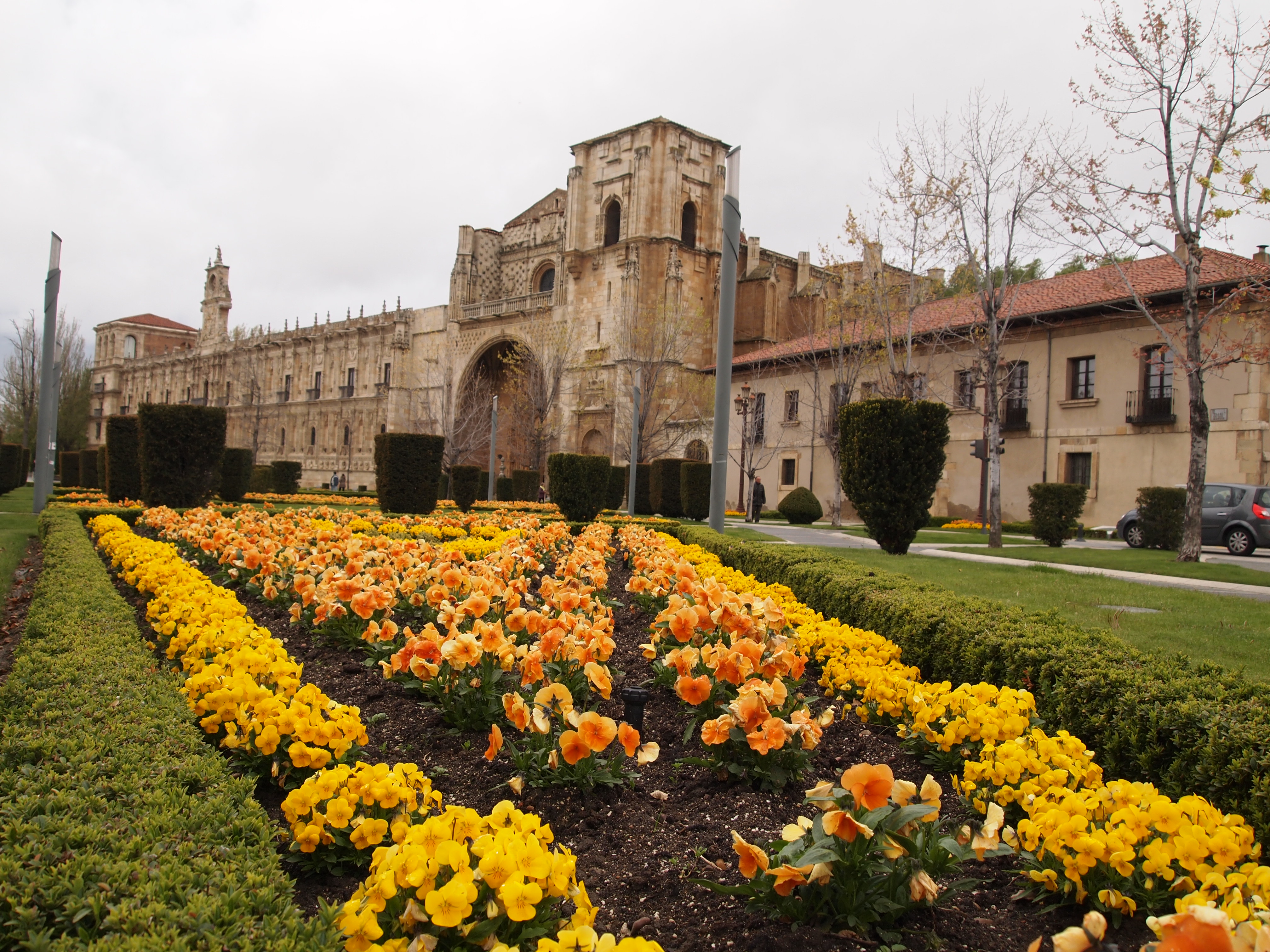
El convento de San Marcos actuó de hospicio ante la enorme pobreza existente
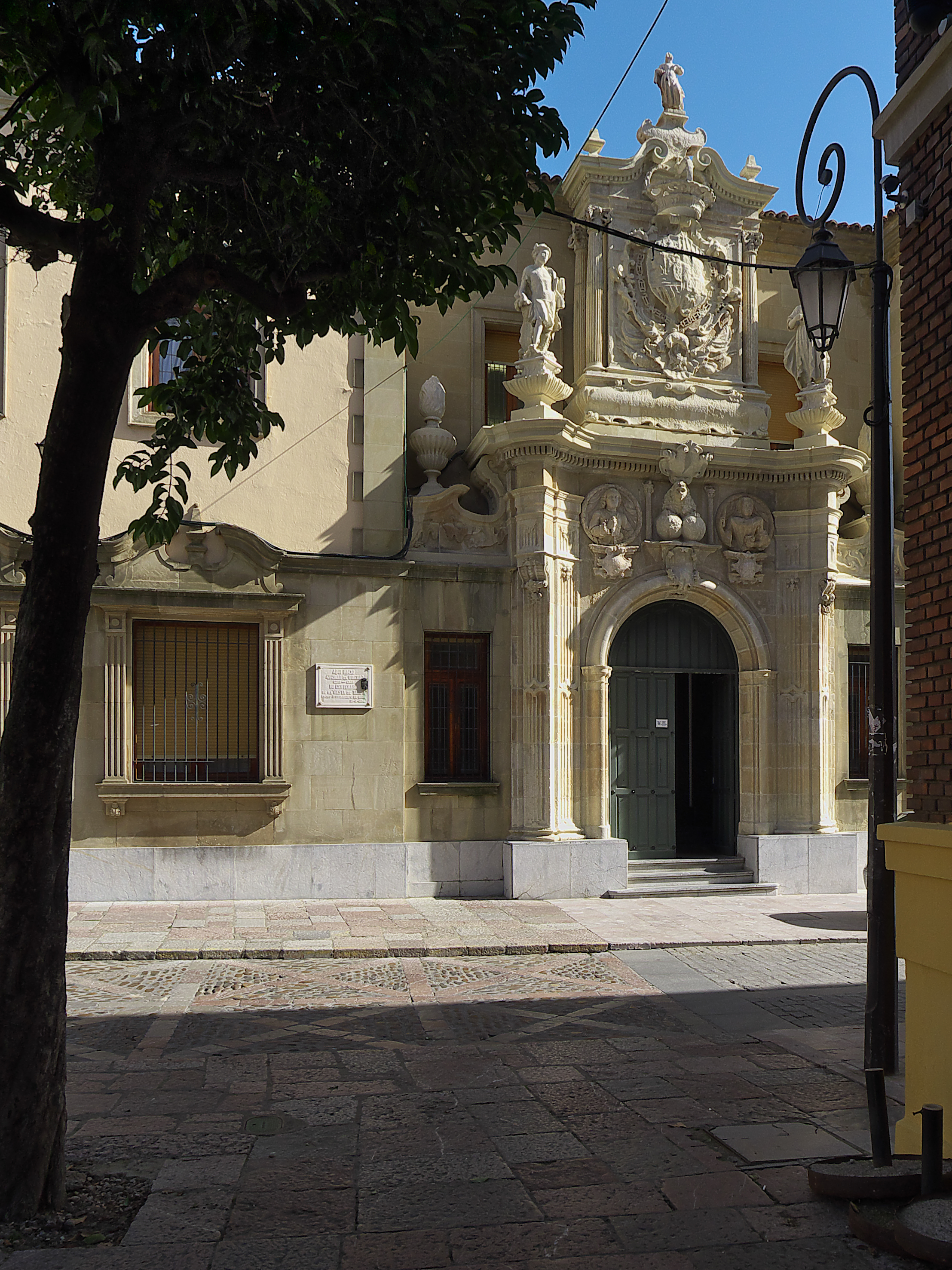
Puerta de la reina de la frustrada fábrica de hilaturas en la actual Audiencia Provincial
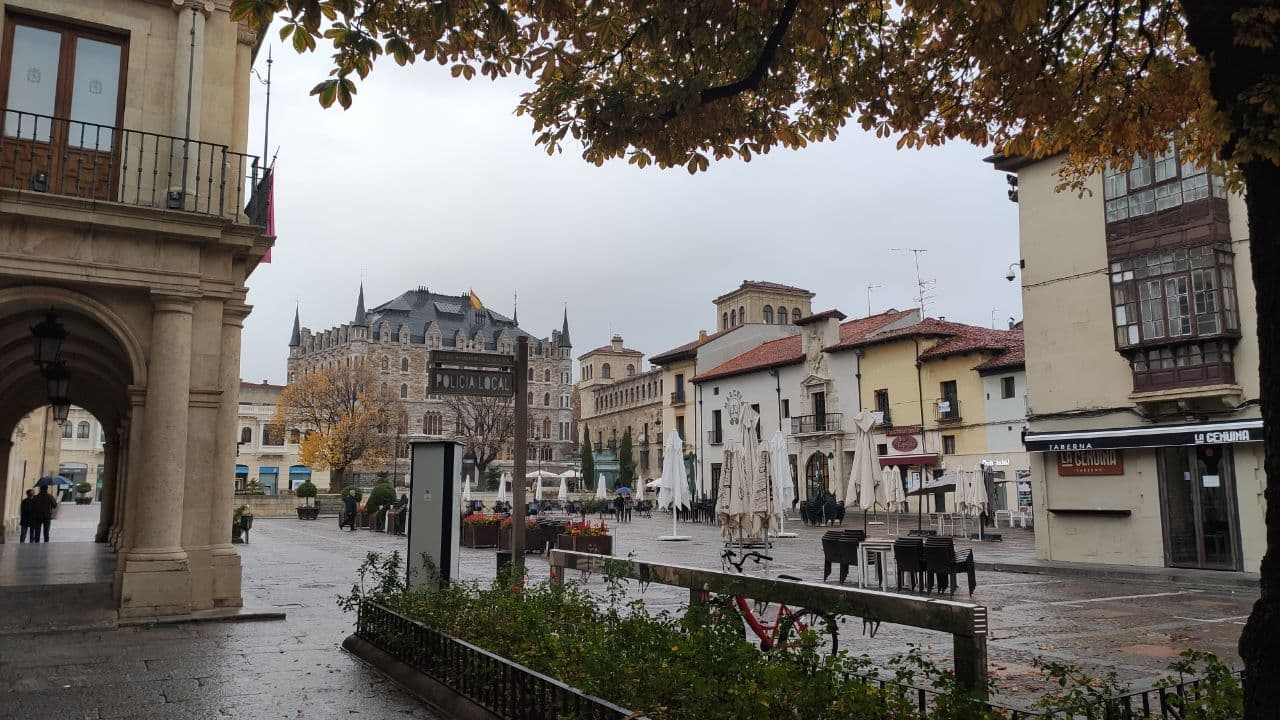
La plaza de San Marcelo fue el límite de la ciudad, que no rebasó el espacio intramuros

### Era industrial e independencia
En los días previos al estallido de la Guerra de la Independencia, en concreto el 24 de abril de 1808, tuvo lugar en León, al mismo tiempo que una serie de incidentes acaecidos en otras ciudades españolas como Burgos, Toledo o Madrid, una manifestación popular en favor de Fernando VII ante el miedo de que Carlos IV, el cual contaba con el favor de los franceses, volviera a reinar, suponiendo, por tanto, un rechazo a Napoleón. El 26 de julio de ese mismo año la ciudad caería ante el general galo Jean-Baptiste Bessières. Retomado su dominio en junio de 1812, solo volvió a manos francesas durante un breve período en 1813, pero acto seguido los franceses se replegaron totalmente, volviendo la ciudad a la normalidad.
En 1833 la ciudad adquirió el rango de capital de su provincia, la cual formaba parte, junto a Zamora y Salamanca, de la Región de León. Entre finales de siglo y principios del XX, el desarrollo de la minería del carbón la convirtió en nudo comercial y de comunicaciones fundamental en todo el noroeste, con el desarrollo de diversas infraestructuras, entre las que destacan la construcción de su estación de ferrocarril (luego propiedad de Renfe y hoy, de Adif) para vías de Ancho Ibérico, y el trazado de una línea de Ferrocarril de vía estrecha, conocida como "el hullero", que, desde León, conectaba las principales zonas de extracción carbonífera con el núcleo industrial de Bilbao.
En León, antes de la desamortización promovida por Juan Álvarez Mendizábal, gran parte de las tierras circundantes pertenecían a la iglesia, por lo que la ciudad tenía constreñido su crecimiento y carecía de una red vial adecuada, ya que las infraestructuras existentes se encontraban anticuadas, insuficientes para satisfacer las necesidades del nuevo y creciente tráfico rodado. Con la desamortización, las nuevas tierras desamortizadas quedaban libres para el desarrollo urbanístico, marcando un antes y un después en el desarrollo urbano de la ciudad que comenzó a superar su casco medieval. El ensanche, que es una forma de ordenar el espacio entre la ciudad y la nueva estación de tren, así como otros barrios de extrarradio, surgieron en las tierras eclesiásticas ahora libres. De todas las propiedades expropiadas, la que más destaca, es San Marcos, el cual fue vendido a la diputación por 985 700 reales, precio en el que había sido tasado.

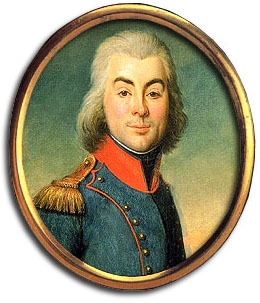
El general Jean-Baptiste Bessières tomó la ciudad en el verano de 1808
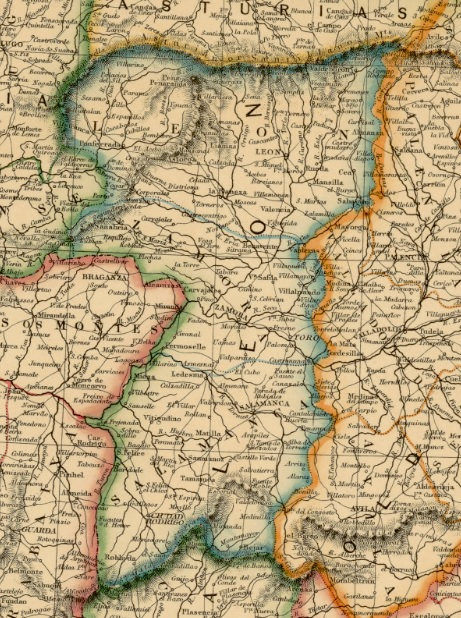
León fue nombrada capital de la provincia de León, situada en la Región de León
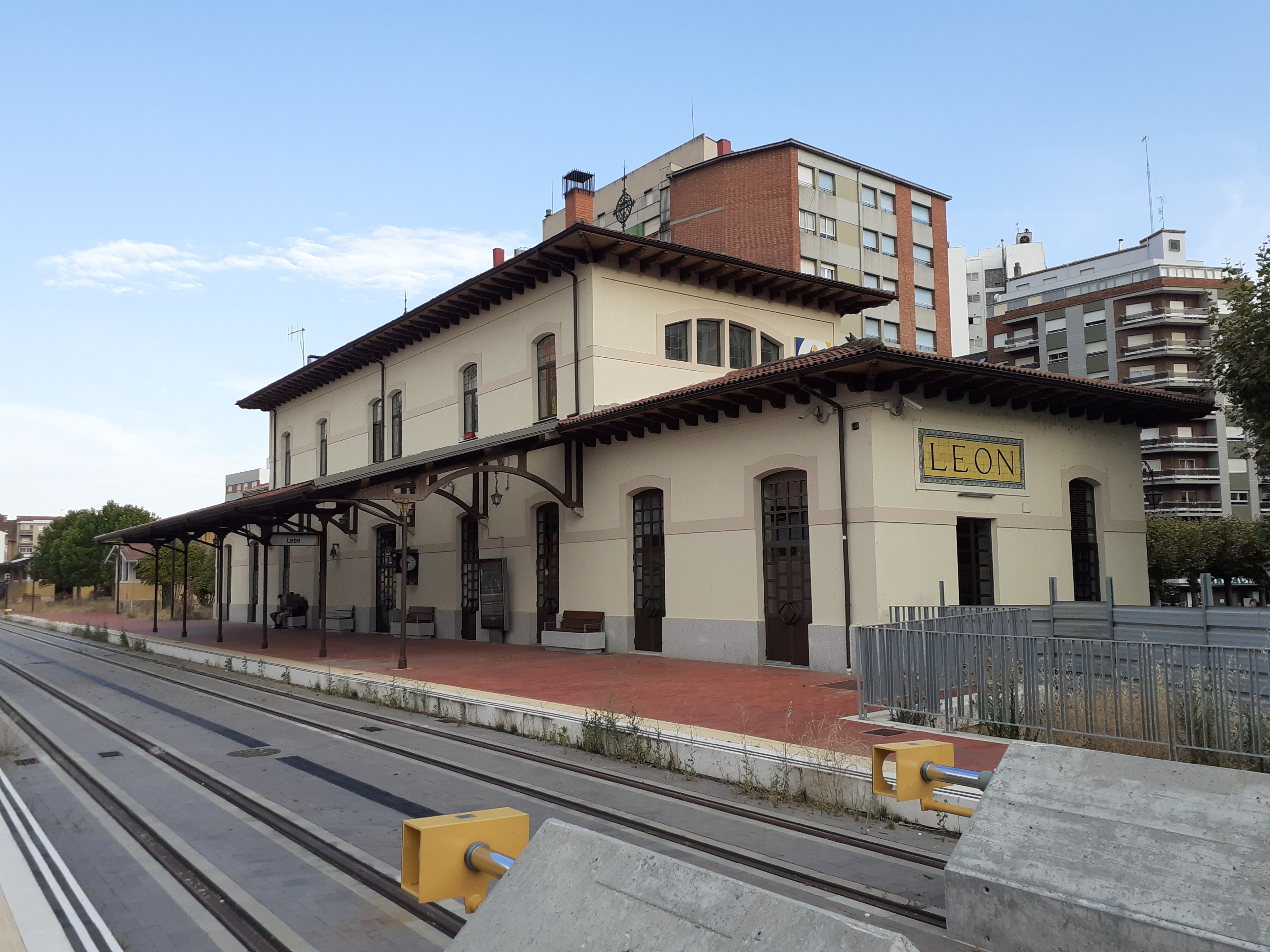
Estación de Matallana, inicio de la línea que conectaba la ciudad con Bilbao
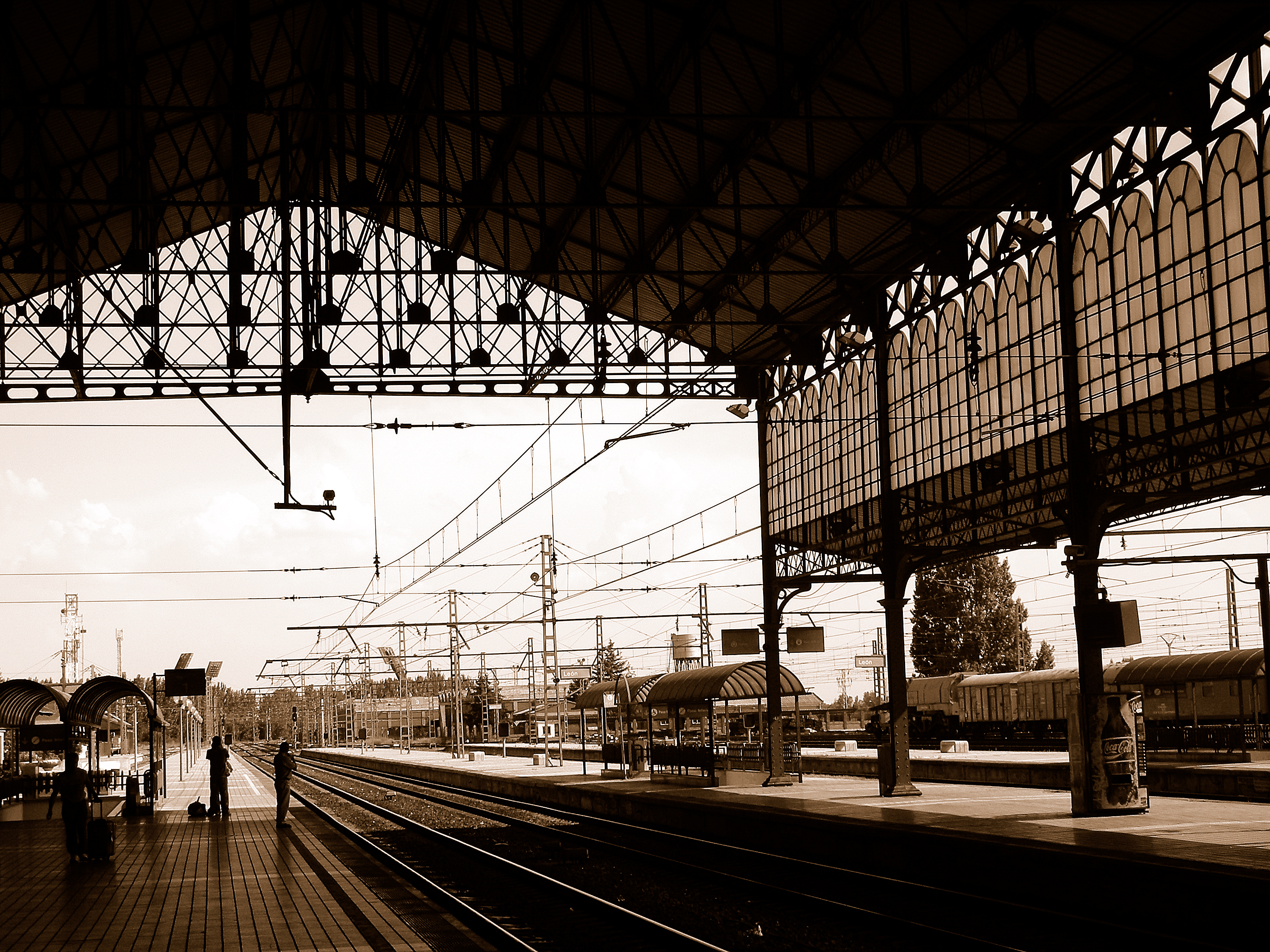
Marquesina de la estación de tren de León
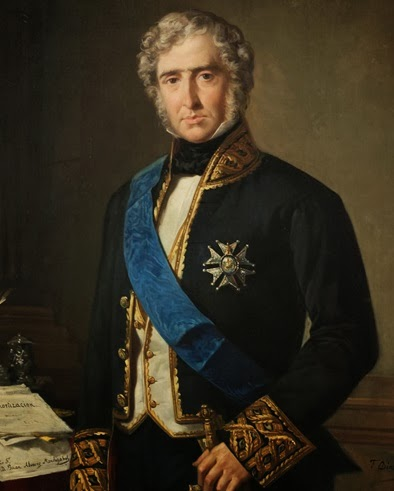
La desamortización de Mendizábal abrió oportunidades a la expansión de la ciudad

### Expansión urbana y ensanche
En 1863 llegó el ferrocarril a la ciudad, ubicándose la nueva estación en la margen derecha del río. Fueron las instalaciones de la estación las que se convirtieron en el principal factor dinamizador del crecimiento urbano leonés durante la segunda mitad del siglo XIX y primeras décadas del siglo XX. La estación constituía un núcleo de fijación y expansión constituida por sus propias instalaciones, conectadas mediante otras obras públicas y accesos a la ciudad. La situación de la estación, en la margen derecha del río Bernesga, y al oeste de la ciudad vieja, fue determinante para el desarrollo urbano de los siguientes años, ya que la ciudad se expandió prioritariamente hacia esa zona. En los alrededores de la propia estación comenzaron a instalarse industrias interesadas, empezando a aparecer las primeras agrupaciones de población obrera que trabajaba en el ferrocarril, formando así el barrio de la Estación en torno a la misma.
A medida que avanzaba el siglo XIX, la vieja ciudad medieval se revelaba como un marco vital cada vez más inadecuado para satisfacer las necesidades de la población. La ocupación del espacio era más densa y en la misma proporción crecían las necesidades de vivienda, a la vez que la movilidad comercial aparecía colapsada por una estructura vial construida siglos atrás. La ausencia o ineficacia de sistemas de evacuación de todo tipo de residuos, junto a la no existencia de una reglamentación estricta en materia higiénico-sanitaria, propiciaba un medio ambiente insano, responsable de las grandes plagas que atacaron a la población española a lo largo del siglo XX.
El ensanche
La situación del nuevo foco de desarrollo en torno a la estación potencia la unión de la plaza de Santo Domingo y del recinto amurallado con esta zona; tomando desde entonces ya cierta importancia Ordoño II, entonces paseo de las Negrillas, importancia que se confirma con la construcción de un nuevo puente de hierro sobre el Bernesga en 1871. Este cambio en la situación urbana de la ciudad induce al ayuntamiento a dar contenido teórico al ensanche, siendo el jefe municipal de obras públicas, José Manuel Ruiz de Salazar, quien define los elementos urbanísticos que ha de contener el nuevo barrio de la ciudad. Este primer estudio ya define algunos elementos característicos que se han conservado en la actualidad, tales como el carácter vertebrador de Ordoño II en la nueva trama urbana. Así mismo, también recoge la creación de un pulmón verde, el paseo de Invierno, que conecta el jardín de San Francisco con el Bernesga, que tiene su equivalencia actualmente en la avenida Lancia de la capital leonesa.

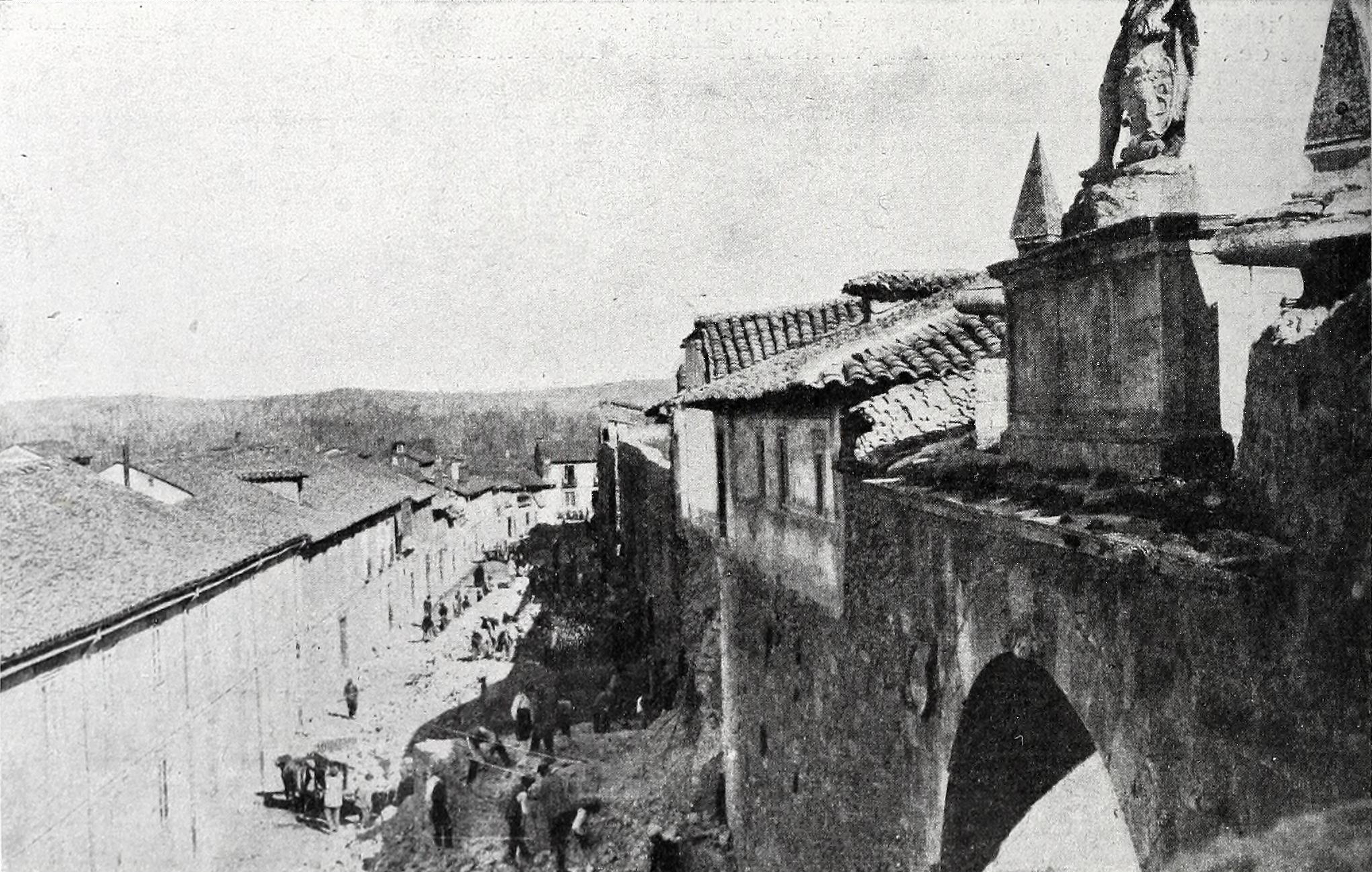
Demolición en 1906 de un tramo de las murallas de León

Dada la escasa viabilidad del estudio de 1889, el ayuntamiento convocó un concurso siete años más tarde que englobaba los terrenos del anterior estudio menos los pertenecientes al monasterio de San Claudio, quedándose la actuación en 55 hectáreas. Las expectativas de crecimiento que justificaban el ensanche se basaban en el crecimiento ferroviario, la centralidad adoptada por la ciudad en los importantes negocios mineros leoneses y en las expectativas militares de la ciudad, donde se sopesaba la creación de una capitanía general. El único trabajo que se presentó recogía todos los elementos esenciales en la trama viaria que el ayuntamiento de León exigía en el concurso. Así, el proyecto recogía como centros de referencia las plazas de Santo Domingo, centro geométrico tras la expansión de la ciudad con el ensanche, la plaza de Guzmán el Bueno, centro de distribución del tráfico entre la ciudad nueva y la vieja y la plaza de San Marcos, donde se buscaba conectar la ciudad vieja con el antiguo convento, ya por entonces declarado monumento nacional. Por todo ello, el proyecto original planteaba la Gran Vía de San Marcos como principal eje viario, siguiendo los preceptos del ensanche de Barcelona. El trazado de manzanas cuadriculadas, de una importante extensión, marcó el trazado de esta vía y una vía diagonal, Ordoño II, se ordenó con un sistema de manzanas triangulares. El proyecto se vino abajo de inmediato, con una serie de modificaciones que no permitieron su aprobación hasta 1935.
La falta de recursos impidió al ayuntamiento a acudir a la expropiación como vía para adquirir los terrenos, por lo que únicamente tuvo que negociar directamente con los propietarios, que forzaran la inclusión de modificaciones en el proyecto. Estas modificaciones supusieron la apertura de nuevas calles secundarias perpendiculares a Ordoño II, que en sustitución de Gran Vía se convirtió en la principal vía del nuevo barrio, así como la apertura de nuevas calles principales no contempladas en el proyecto inicial como Burgo Nuevo y Fajeros. El desarrollo del ensanche fue lento por la normativa municipal que prohibía la implantación de industrias y viviendas obreras, que se vieron también ahuyentadas del sector por un coste del terreno que hacía inasumible la inversión por lo que el desarrollo se realizaría en función de la demanda de la clase acomodada de la ciudad.

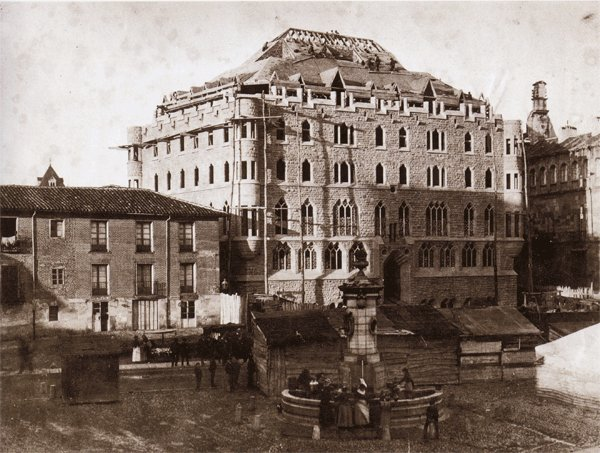
La casa Botines fue construida durante esta época
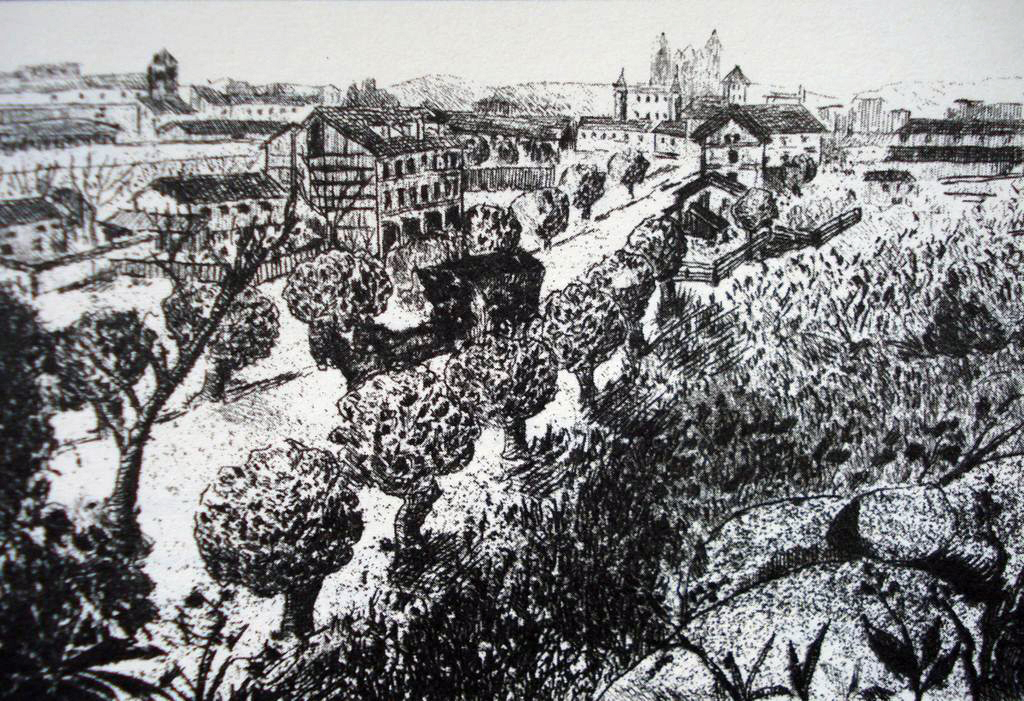
El Paseo de las negrillas se convirtió en Ordoño II
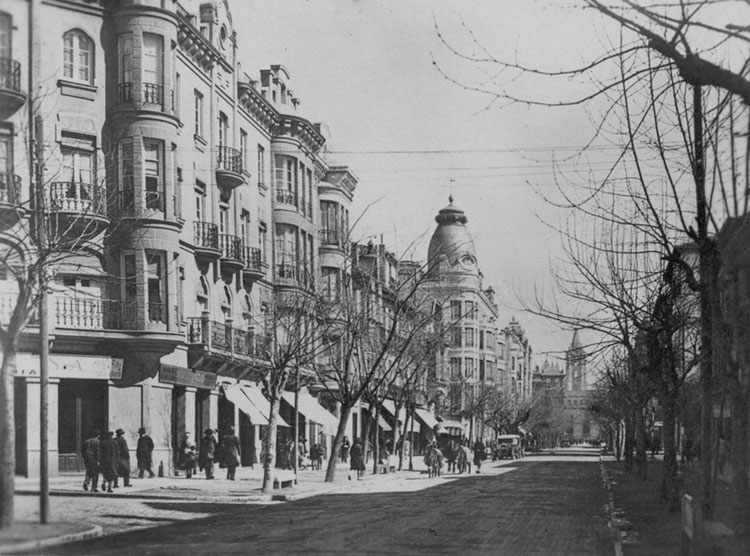
Calle de Ordoño II en el siglo XX
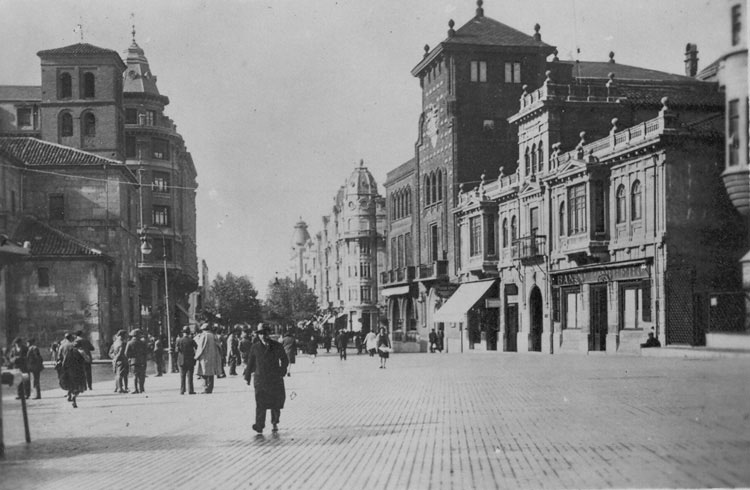
Plaza de San Marcelo junto a la Plaza de Santo Domingo
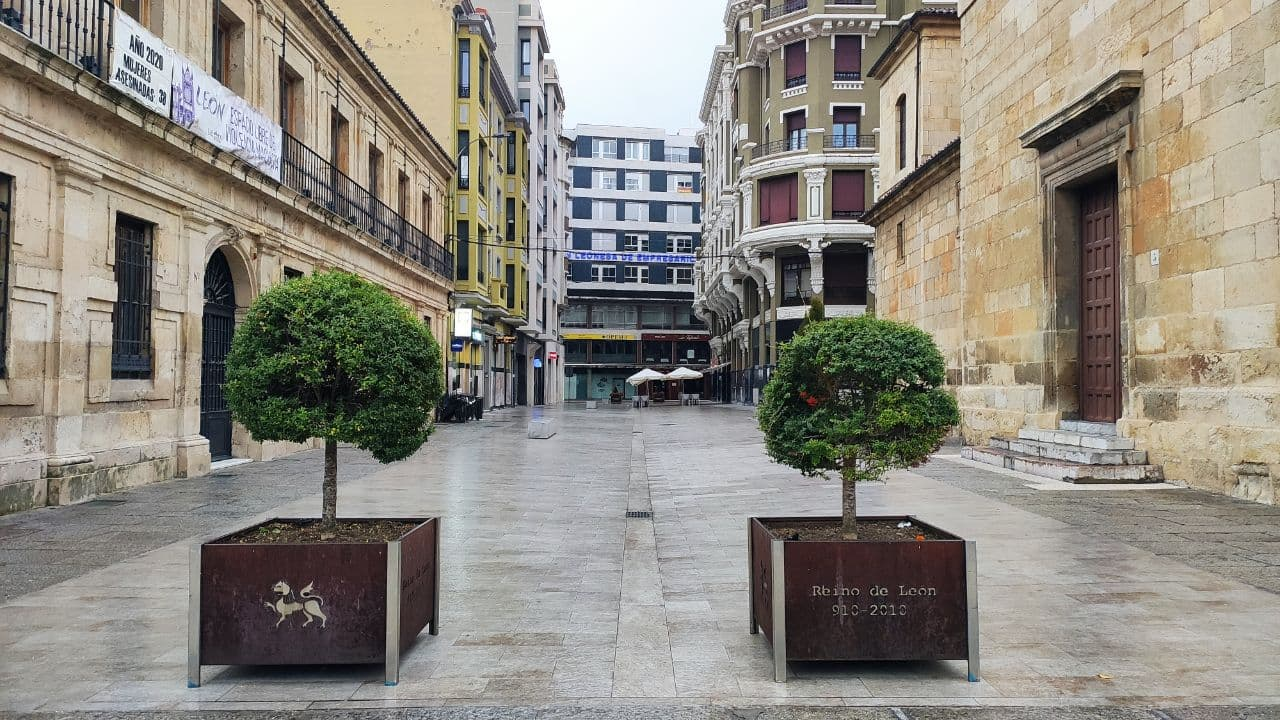
La calle Legio VII es parte de la ampliación de la ciudad que supuso el ensanche desde el antiguo caserío al río

### Segunda República y Guerra civil
Tras la sublevación de julio de 1936, que dio lugar al inicio de la Guerra civil, la mayor parte de la provincia quedó en manos de los sublevados. En León, la sublevación de la guarnición tuvo lugar el 20 de julio, una vez que la columna minera, que desde Asturias se dirigía a Madrid, hubo dejado la ciudad. Las tropas sublevadas, con el general Carlos Bosch y Bosch como gobernador militar, el coronel Julián Rubio López en el aeródromo de la Virgen del Camino, y los guardias civiles y de asalto que había en la provincia, controlaban la zona, contando pronto con la ayuda de tropas venidas de Galicia, al mando del comandante López Pita.
La resistencia fue escasa y los cargos públicos del Frente Popular, entre ellos el alcalde Miguel Castaño, fueron arrestados, condenados a muerte y ejecutados por fusilamiento.
Los republicanos, por su parte, establecieron en León cuatro comandancias: las de Belmonte, Puerto Ventana, Pola de Gordón y Cangas de Onís. El Comité Provincial de Milicias Antifranquistas, al igual que el resto de comités del Consejo Provincial del Frente Popular, se diluyó en Consejo Provincial del Frente Popular y luego en el Consejo Interprovincial de Asturias y León. En 1937, los republicanos intentaron sus últimos ataques, pero desde el mes de septiembre, la ofensiva franquista se generalizó, recuperando los puertos de montaña y dando fin a la guerra en el norte el 21 de octubre de 1937.

### Dictadura de Franco
Tras el impasse de la guerra, la ciudad continuó creciendo con normalidad, recibiendo oleadas de inmigrantes, en su mayoría obreros o empleados de baja cualificación en busca de empleo en la industria y los servicios. El problema fue inmediato ya que, si bien la ciudad ofrecía puestos de trabajo para atraer a inmigrantes, la falta de vivienda distaba de satisfacer las necesidades de estos nuevos inquilinos. Se daban además dos características: el Casco Antiguo estaba saturado y aún con un uso intensivo de las viviendas, donde era imposible alojar a tanta gente, y por otra parte, el Ensanche, donde debido a las normas municipales, estaba prohibido edificar casas de obreros. La solución a estos problemas fue la de iniciar la construcción de barrios obreros a las afueras, iniciando así la expansión suburbial de la ciudad. Comenzaron así las llamadas parcelaciones particulares, en las que el propietario de una finca la parcelaba, vendiéndola después con gran beneficio económico. El Ayuntamiento, por tolerancia o por incapacidad, fue dejando que se urbanizaran estos nuevos barrios sin los requisitos mínimos de infraestructuras como agua, electricidad o el acceso a la sanidad y la educación, creándose así urbanizaciones de ínfima calidad, que solo pudieron ser mejoradas con el concurso municipal para dotarlas de servicios años más tarde. De esa manera, al norte surgieron barrios como San Esteban, San Mamés, Mariano Andrés, Las Ventas y La Inmaculada.
Plan General de 1960
A mediados de los años 50 se iniciaron en León los proyectos para elaborar un Plan General de Ordenación Urbana, aprobándose definitivamente en 1960. Todas las actuaciones urbanísticas en la ciudad y en el municipio quedaban, por tanto, sujetas a los criterios, métodos y disciplina sancionados legalmente.
En los años 60, durante el milagro económico español (1959-1973), las ciudades españolas, y León no era una excepción, experimentaron importantes crecimientos. La localización de la industria y los servicios, las demandas del éxodo rural, la construcción de viviendas y la especulación sin límites otorgaban al crecimiento urbano las características de gran negocio. En estas condiciones, y ante perspectivas inmobiliarias tan prometedoras, la Ley del Suelo queda convertida en un estrecho marco de legalidad urbanística que no hizo otra cosa que entorpecer el libre juego de las fuerzas económicas de la ciudad. Consecuentemente, los Planes de Ordenación no se cumplieron, siendo más grave aún la imposibilidad de que movimientos sociopolíticos organizados puedan denunciarlo y reivindicarlo. Particularmente, se incumplieron aquellas partes del Plan dedicadas a la previsión y provisión de espacios para equipamientos y servicios sociales, culturales y recreativos; por supuesto, las zonas verdes no constituían ningún tipo de prioridad.
Fue gracias a este plan que se terminaron los grandes barrios periféricos de la ciudad, algunos de ellos iniciados en los años 20. La incontenible especulación de estos años certificó su presencia en la ciudad con el proyecto de la gran avenida que atravesaría el continuo urbano, engullendo el caserío existente desde Santa Ana, al sur, hasta la carretera de Asturias, al norte. Los tramos que se lograron construir (avenida Reino de León) muestran la naturaleza de la operación; aparentemente el objetivo era crear una vía de tráfico fluido pero a mayor anchura de la vía, mayor altura de los edificios, mayor número de plantas y, por tanto, más metros cuadrados a la venta.

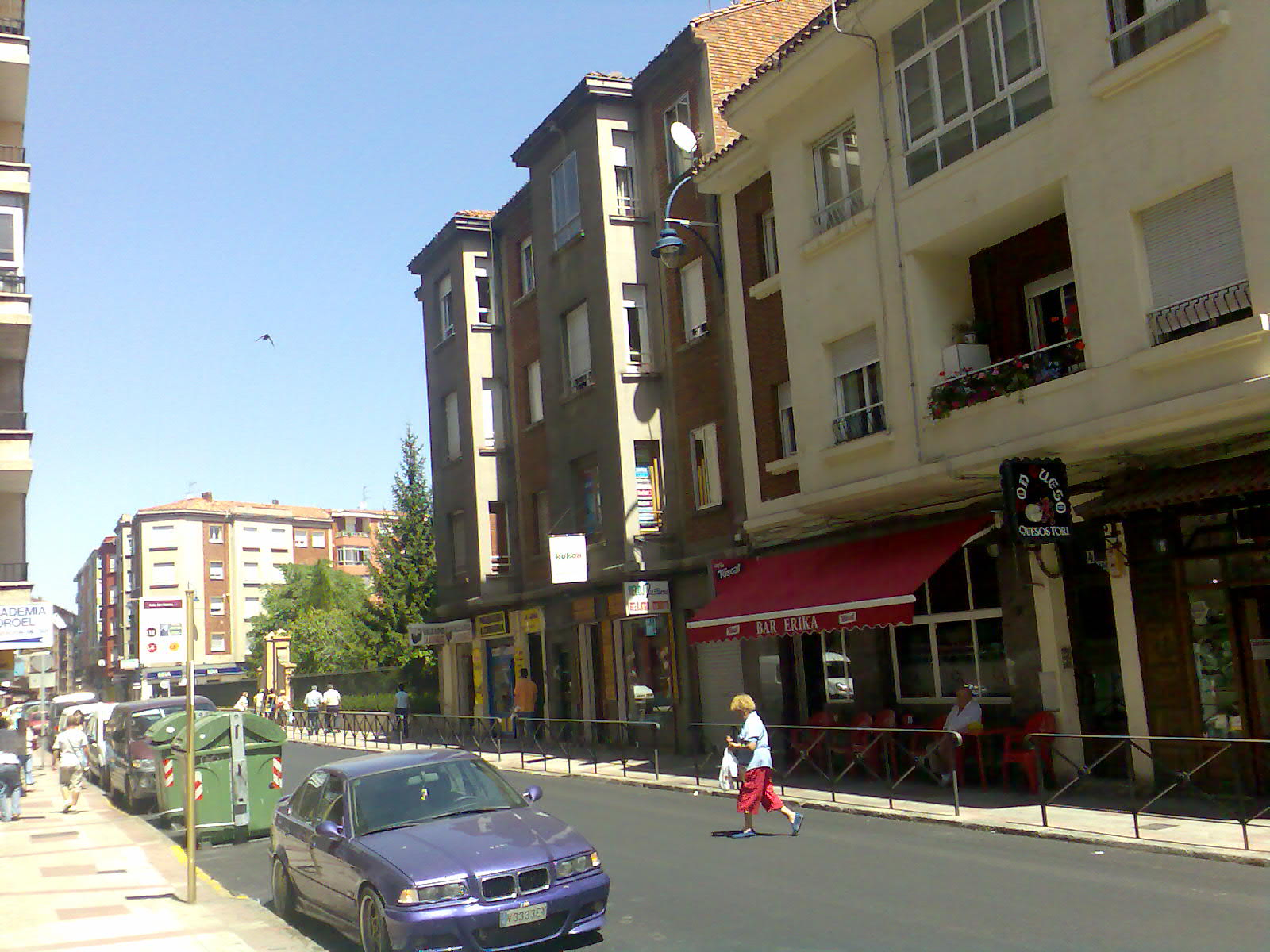
San Mamés es uno de los barrios obreros que surgen al norte
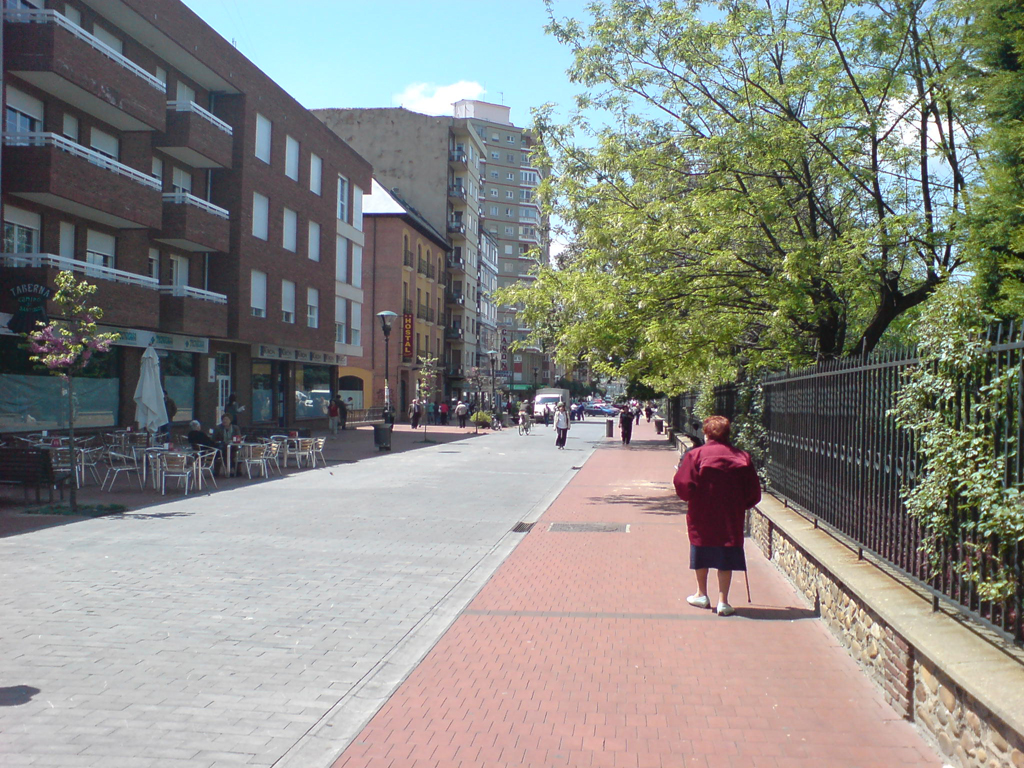
Vista del barrio del Crucero, surgido junto a la estación de tren

### Transición y Democracia
En 1979 se celebraron de nuevo elecciones democráticas en la ciudad de León, en las que se hizo con el triunfo el PSOE por un error de conteo de los votos, siendo finalmente el verdadero ganador el UCD, con Juan Morano a la cabeza, que gobernó hasta 1987. En este año se produjo el Pacto Cívico, impulsado por José Luis Díez Villarig, por el cual sacó del gobierno a Juan Morano durante dos años, tras los cuales volvería al gobierno municipal por el PP, gobernando hasta 1995. Le sucedió en ese año Mario Amilivia, que gobernó ocho años, hasta 2003, logrando en su primer mandato, el del 1995, la primera y única mayoría absoluta que ha existido en el Ayuntamiento de León hasta las elecciones municipales de mayo de 2011.
Paralelo al desarrollo de estos actos, renació el leonesismo, movimiento cultural del siglo XIX recuperado para la reivindicación política, produciéndose la aprobación de mociones en favor de una autonomía leonesa por parte de municipios y la Diputación Provincial de León en 1983, así como manifestaciones en favor de la autonomía leonesa, con 20 000 personas en 1983 y 90 000 en 1984.
En 1979 se creó la Universidad de León a partir de la escuela universitaria de Veterinaria perteneciente a Oviedo en el paraje de Vegazana. En esta época también se construyeron multitud de parques como el Quevedo, la Granja o el parque de los Reyes y se realizó la ampliación del caserío con la edificación de nuevos barrios como Eras de Renueva, Pinilla, el Polígono X o La Torre que permitían alojar a la entonces creciente población leonesa. Paralelamente y a finales de los 70 también la construcción del polígono de Onzonilla, supuso el primer intento de la ciudad de dotar de un espacio acotado para las actividades industriales que hasta ese momento se desarrollaban sin orden siguiendo las vías de comunicación. Las infraestructuras de la ciudad también fueron actualizadas, con la inauguración del aeropuerto y de la ronda este. Antes del cambio de siglo, en 1997, la calle ancha fue peatonalizada, iniciando el proceso de peatonalización del casco histórico. Parejo a estos desarrollos, los pueblos pertenecientes al Área metropolitana de León comenzaron a crecer, quienes con nuevos planes urbanísticos determinaron una gran área de desarrollo urbano entre Villadangos del Páramo y Mansilla de las Mulas.

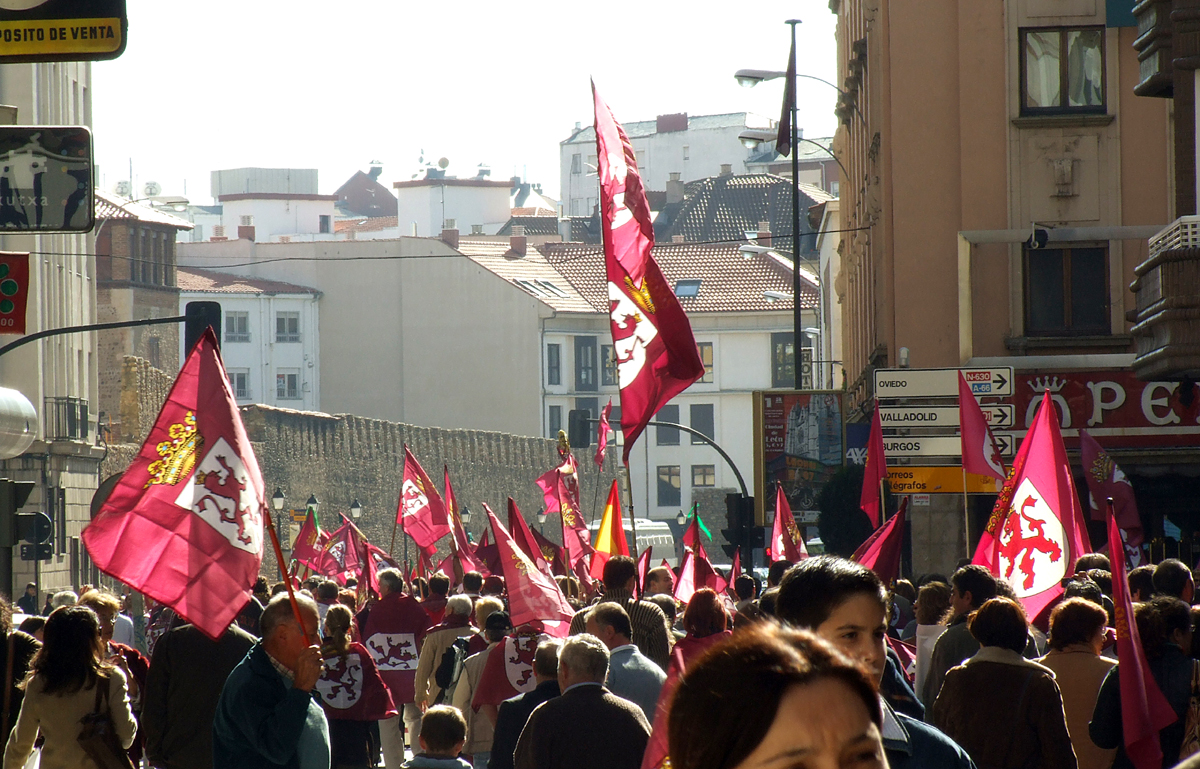
Las manifestaciones leonesistas se han ido repitiendo a lo largo de la historia democrática
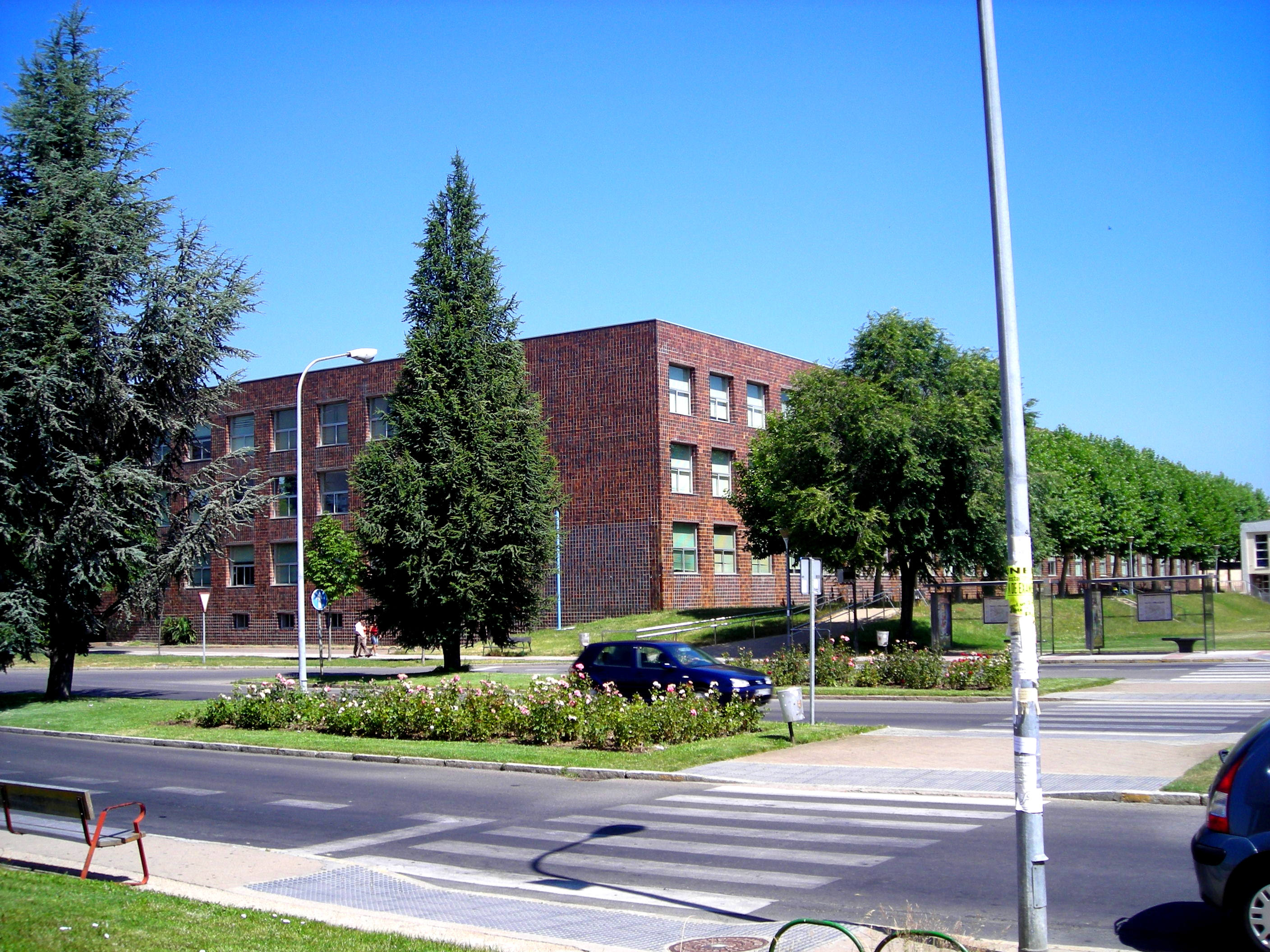
La Universidad de León fue inaugurada en 1979
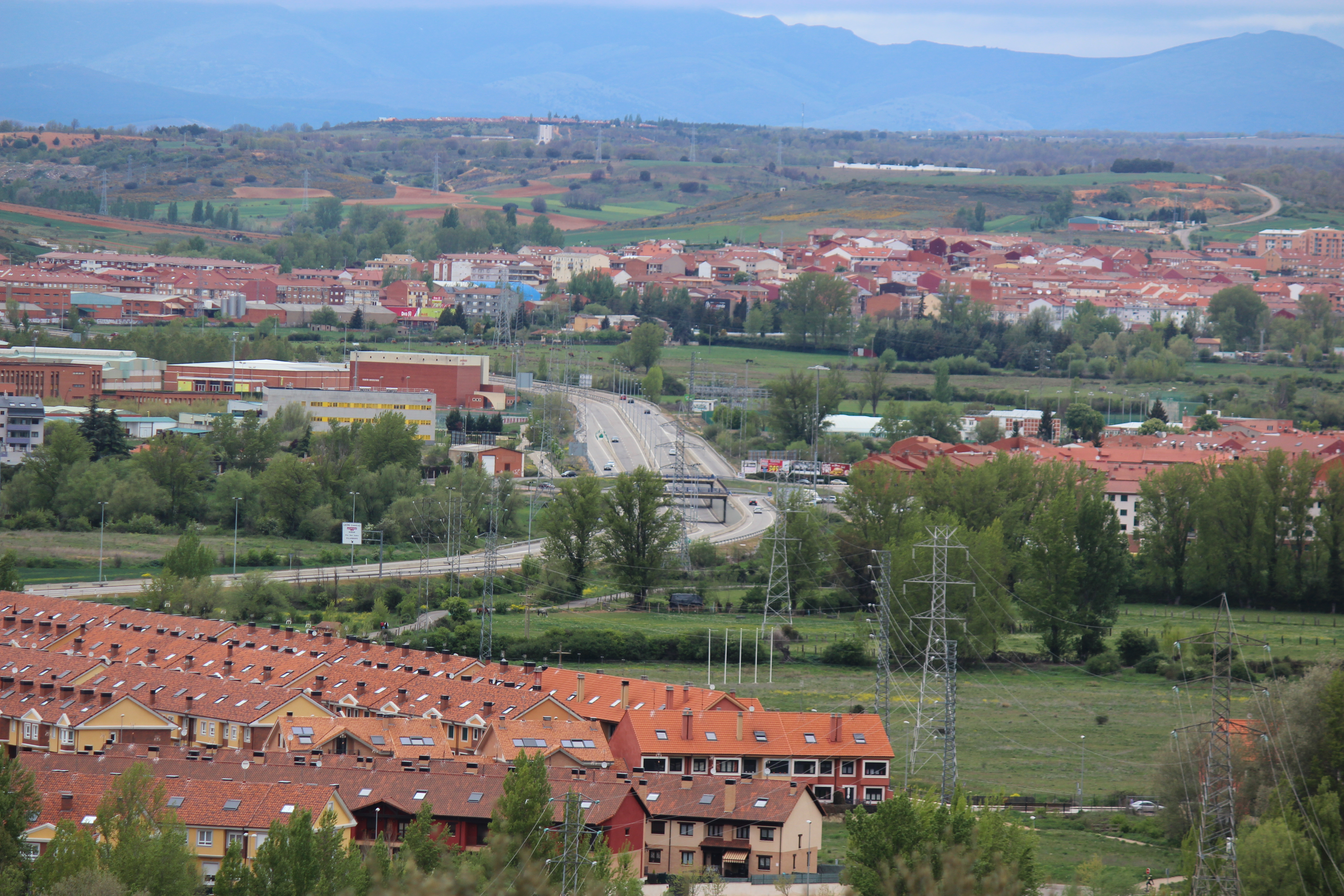
La LE-20 a la altura del cruce de Villaobispo de las Regueras vista desde el parque de La Candamia
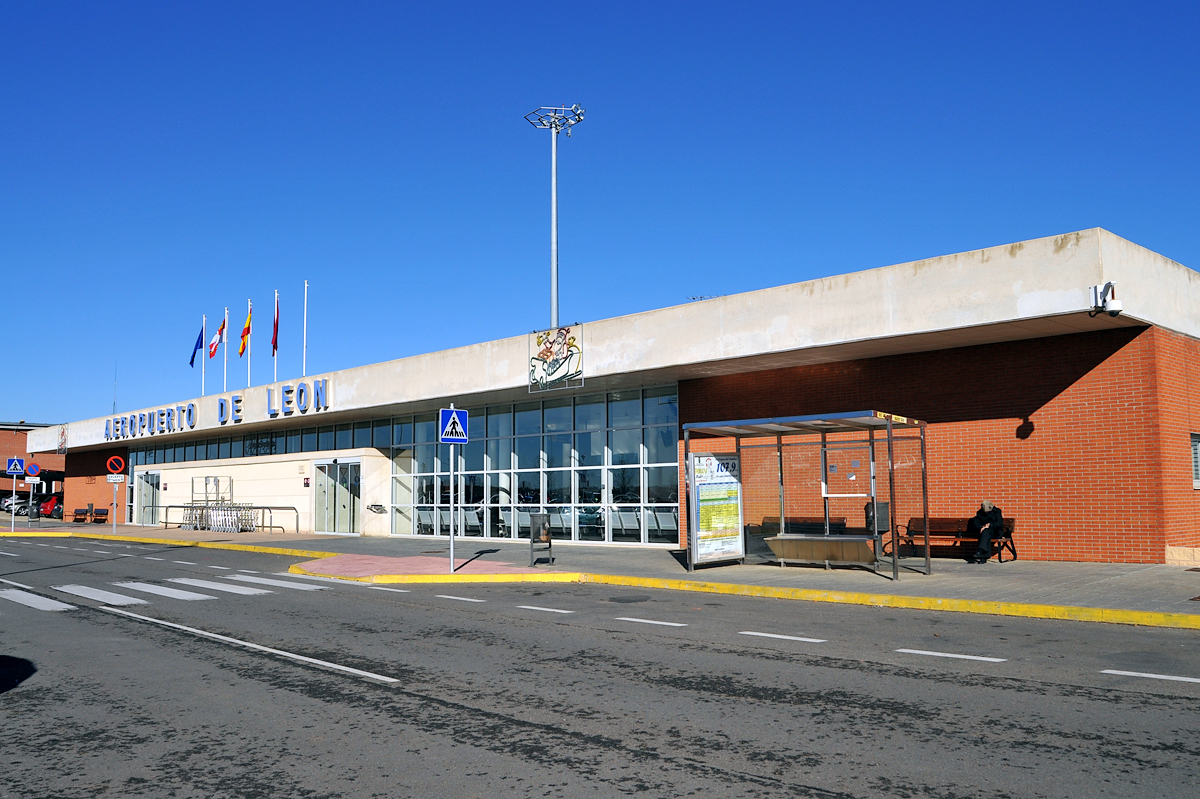
Antigua terminal del Aeropuerto de León, inaugurado al tráfico comercial en 1994
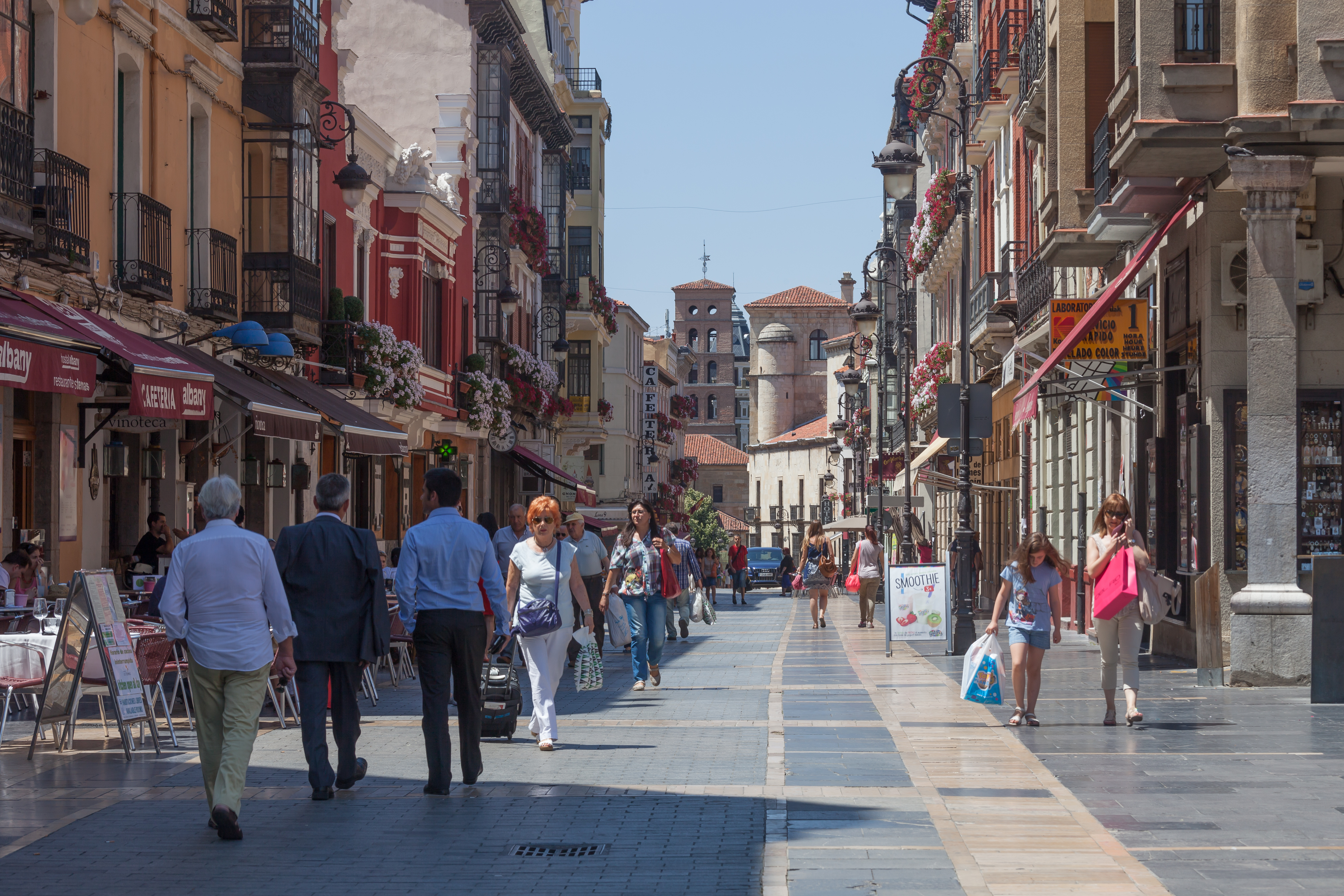
La calle ancha fue peatonalizada en 1997
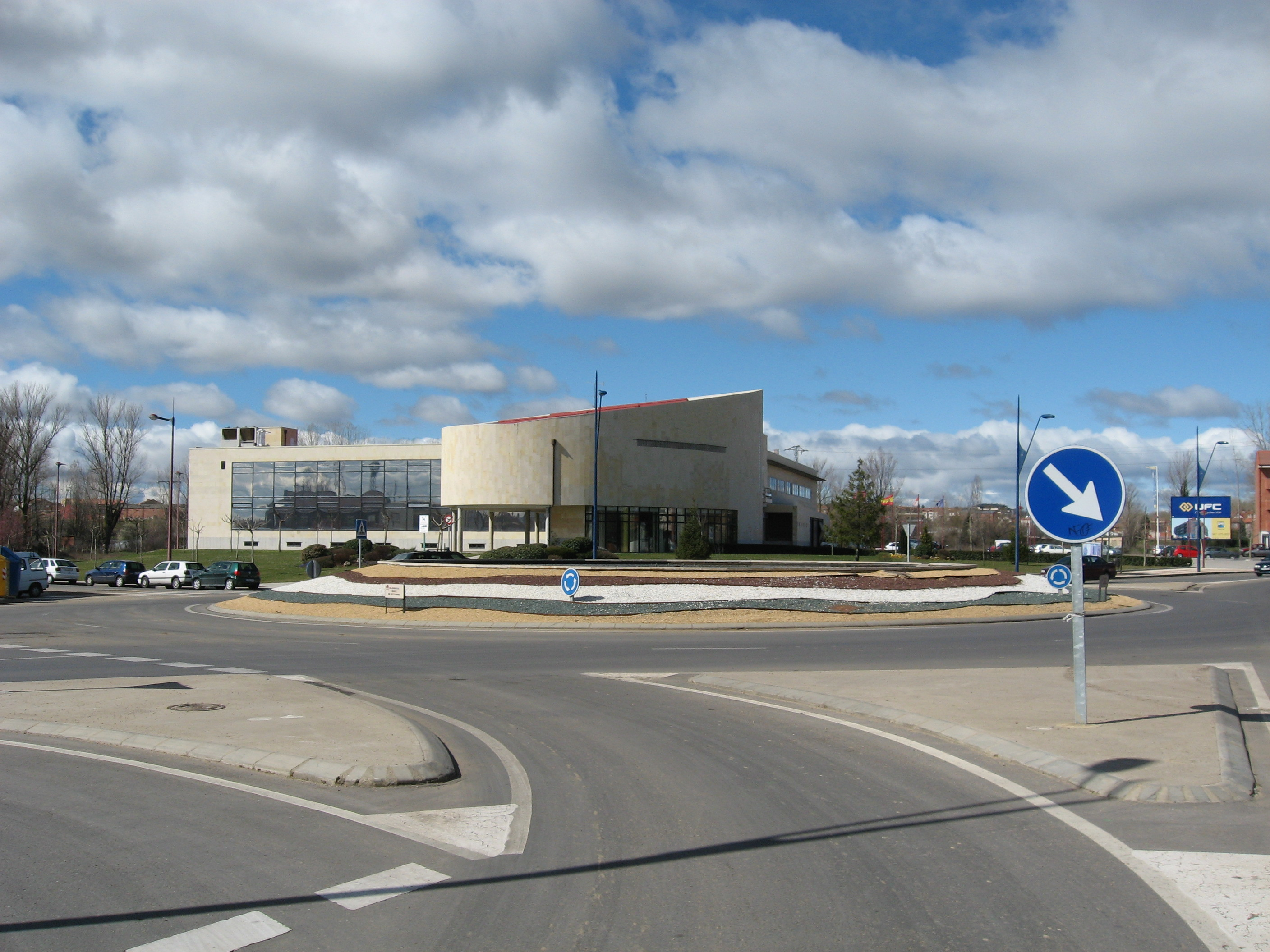
Los pueblos del área metropolitana iniciaron su despegue urbanístico en este periodo. En la imagen, el Ayuntamiento de San Andrés del Rabanedo

Siglo XXI
Con el cambio de siglo, León creció de forma acelerada con nuevos barrios que ampliaron aún más el espacio urbano. La Lastra por el sur colmató el espacio que había entre los ríos Bernesga y Torío mientras que al norte nuevos barrios y ampliación de otros como Universidad y Palomera permitieron ir rellenando el espacio entre el casco urbano y la ronda este. Los pueblos del alfoz, que ya habían comenzado a desarrollarse en el siglo XX crecen con más ímpetu alcanzando San Andrés los 30 000 habitantes, Villaquilambre los 15 000 y Valverde y Sariegos los 5000 habitantes. El proceso constructivo se paró con la llegada de la crisis inmobiliaria frenando la integración efectiva de estos nuevos barrios a la ciudad y dejando abandonadas múltiples promociones en el alfoz. Recientemente no obstante, en 2019, se ha iniciado la construcción por primera vez desde dicha crisis de un nuevo barrio en la ciudad, en las inmediaciones del parque de la Granja, retomando de nuevo la expansión urbana de la ciudad.
Si bien León no es una ciudad centrada en la industria, el espacio dedicado a la misma se ha ido ampliando, primero como un esfuerzo de ordenar las actividades industriales ya existentes en espacios preparados para ellas y después para permitir la expansión de las mismas. Así surgió la ampliación del polígono industrial de Onzonilla y nació el parque tecnológico mientras que en el alfoz paralelamente se desarrollaron los polígonos de Villaquilambre, San Andrés y Villadangos con proyectos para desarrollar nuevos espacios también en la localidad de Torneros. La expansión de la actividad industrial se ha centrado en los sectores farmacéutico y logístico principalmente, con múltiples empresas biotecnológicas que siguen la tradición empresarial de Antibióticos y grandes grupos de distribución como Inditex, Mercadona o Decathlon.
El desarrollo de nuevas infraestructuras que ha vivido el país con el cambio de siglo no es ajeno a León, donde se construyeron autovías hacia Astorga, Benavente y Valladolid mientras que se construyeron la ronda sur y el Acceso Sur a León. El aeropuerto también ha vivido un proceso continuado de ampliación que culminó en una nueva terminal de pasajeros inaugurada en 2010. Por su parte, el ferrocarril tampoco es ajeno a este desarrollo y se construyó la línea de alta velocidad que comunica la ciudad con Valladolid y Madrid desde 2015 mientras se continúa en su ampliación hacia Asturias. El ferrocarril de vía estrecha por su parte ha estado viviendo como se cierra el tramo entre el apeadero de la Asunción y la estación de Matallana, para ser reformado y convertirlo en un tren-tram, algo que en 2019 continúa pendiente. Las administraciones públicas también han trasladado a León la sede de varias instituciones de corte regional y nacional como el Musac, el Eren y el Incibe, siendo este último el que ha canalizado el desarrollo de actividades relacionadas con las nuevas tecnologías y la ciberseguridad.
En las elecciones de 2003, el Partido Popular no logró la mayoría y, a diferencia de lo ocurrido en 1999, año en el que pactó con Unión del Pueblo Leonés, este partido decidió dar su apoyo a Francisco Fernández, del PSOE. El PSOE duró un año en el gobierno municipal, pues una moción de censura y la ruptura del grupo municipal leonesista hizo que Amilivia recuperase la alcaldía hasta 2007. En las elecciones de dicho año, el PSOE consiguió por primera vez en la historia de la democracia el mayor número de votos en las elecciones, no llegando aun así a la mayoría absoluta, teniendo que pactar con UPL nuevamente. Tras cambiar de nuevo de signo político hacia el PP, este gobernó la ciudad hasta 2019, cuando el PSOE consiguió de nuevo recuperar la alcaldía.

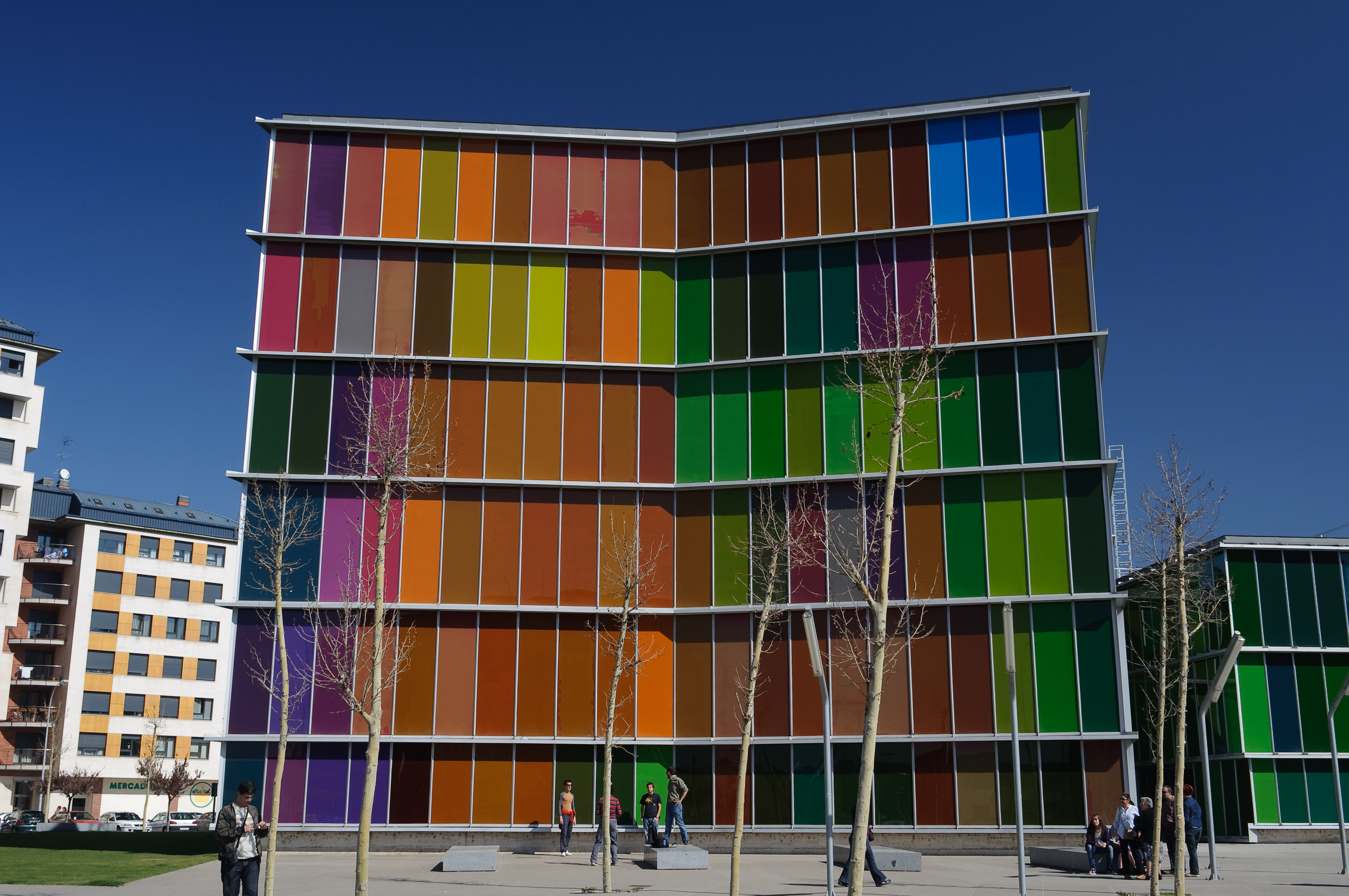
Musac, premio Mies van der Rohe en 2007
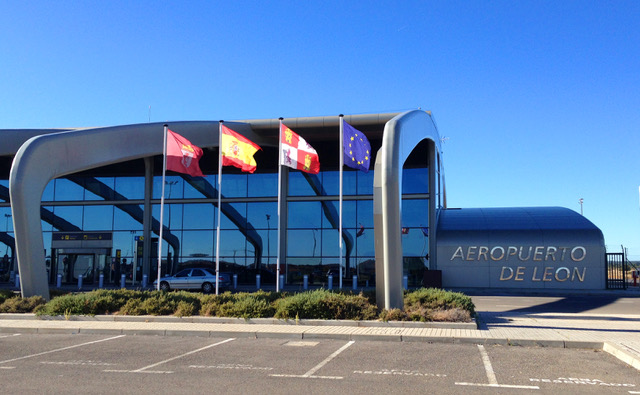
Nueva terminal del aeropuerto
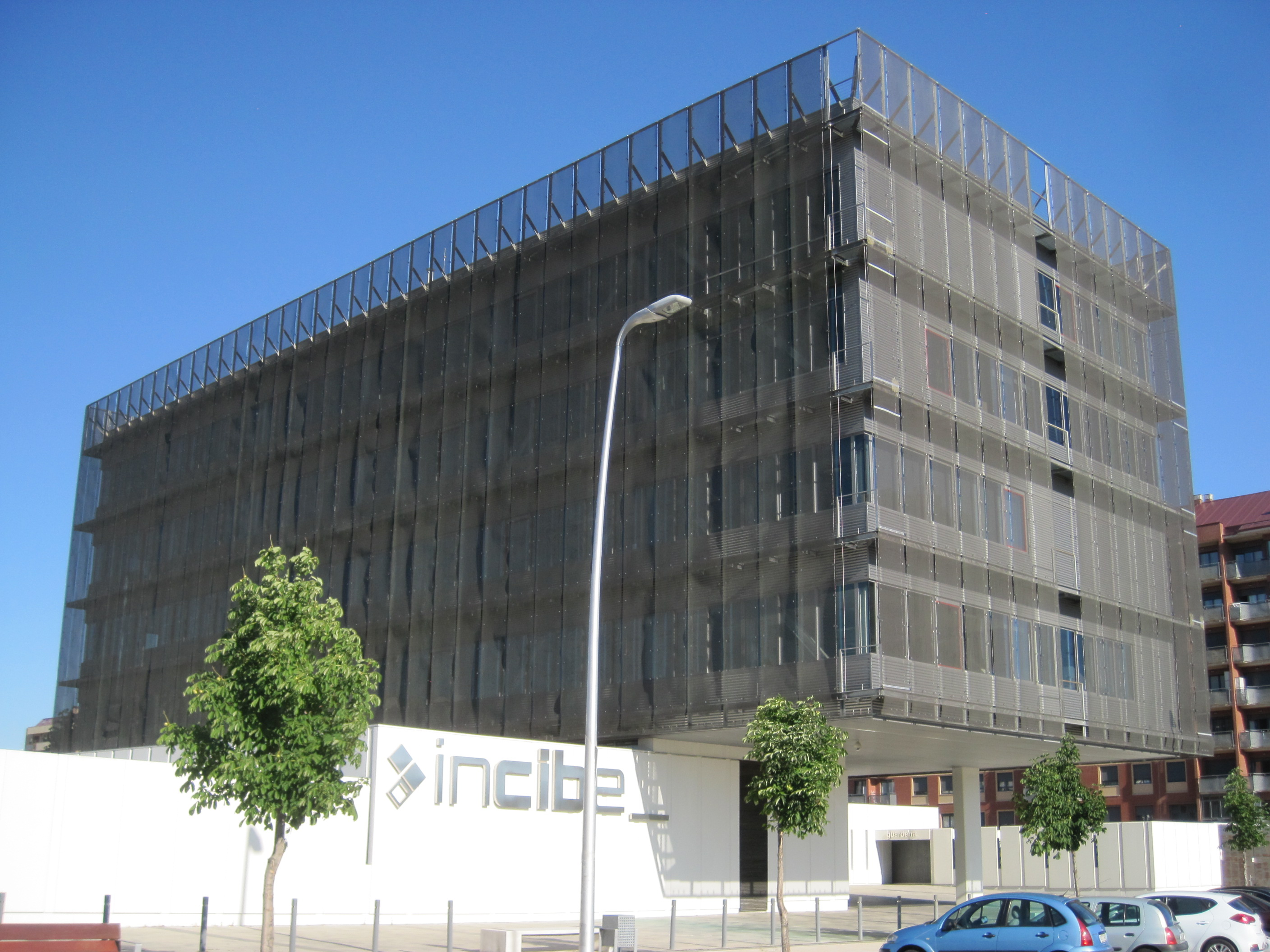
Sede del Incibe
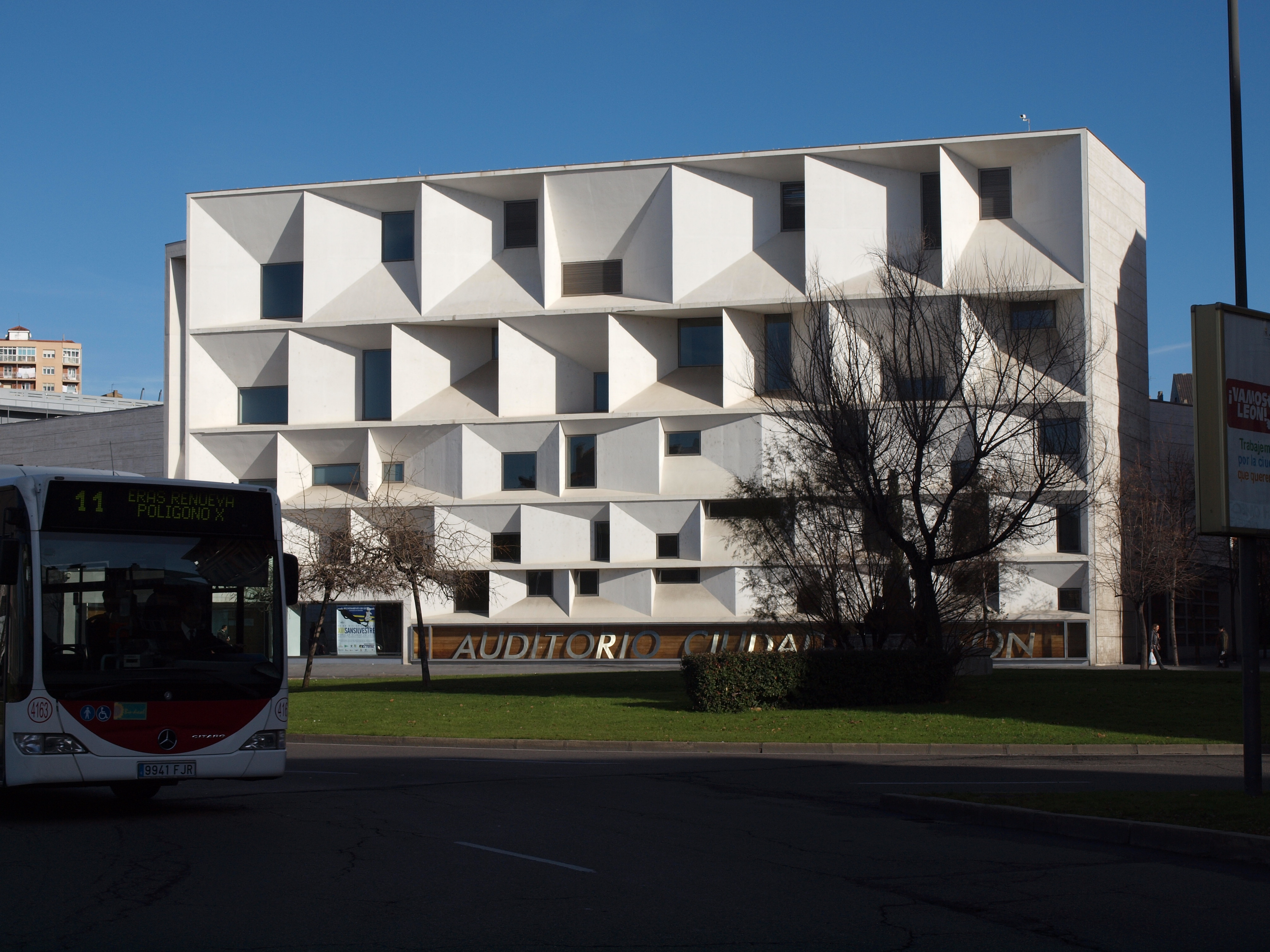
Auditorio Ciudad de León
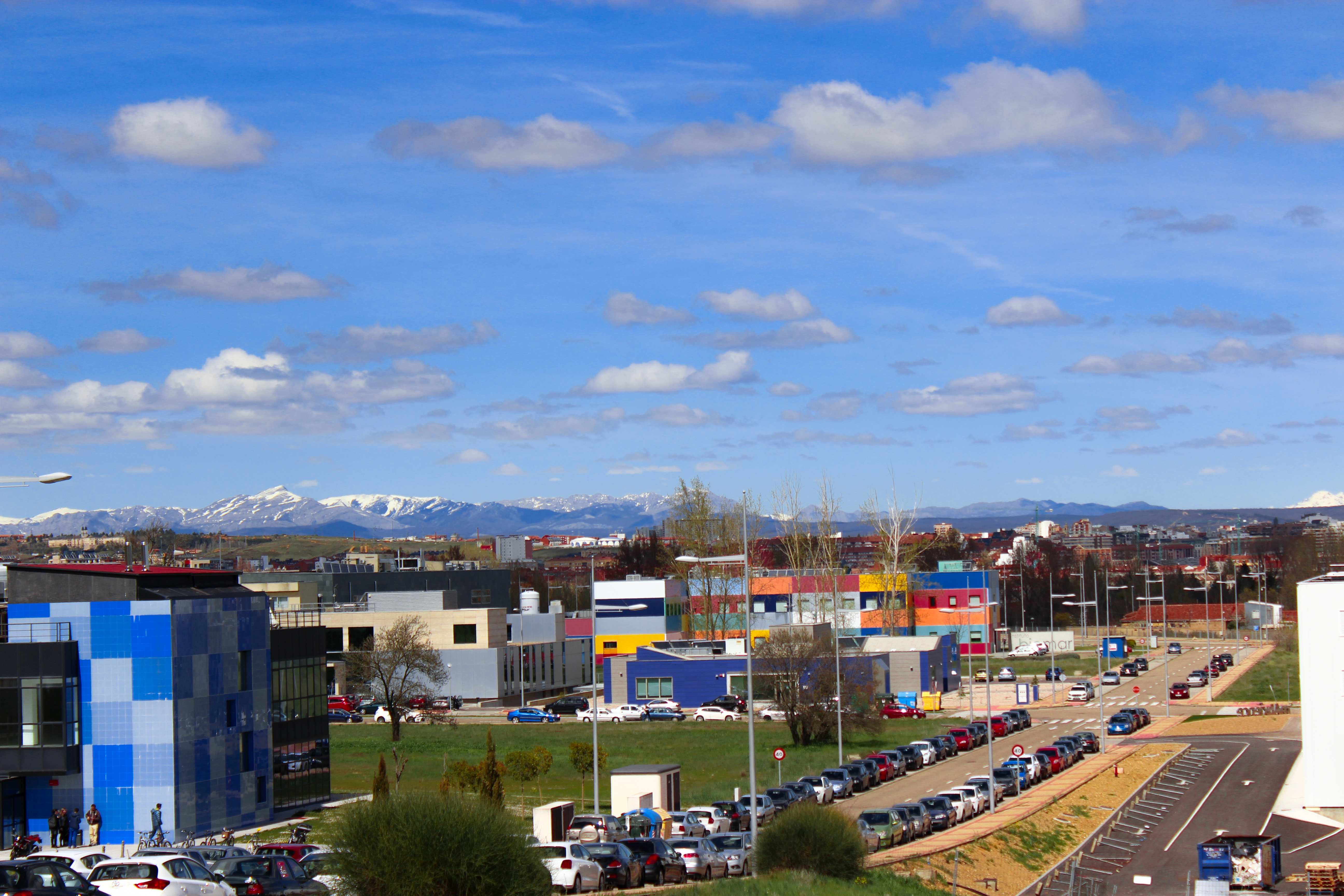
Parque tecnológico, donde actualmente trabajan más de 1000 personas
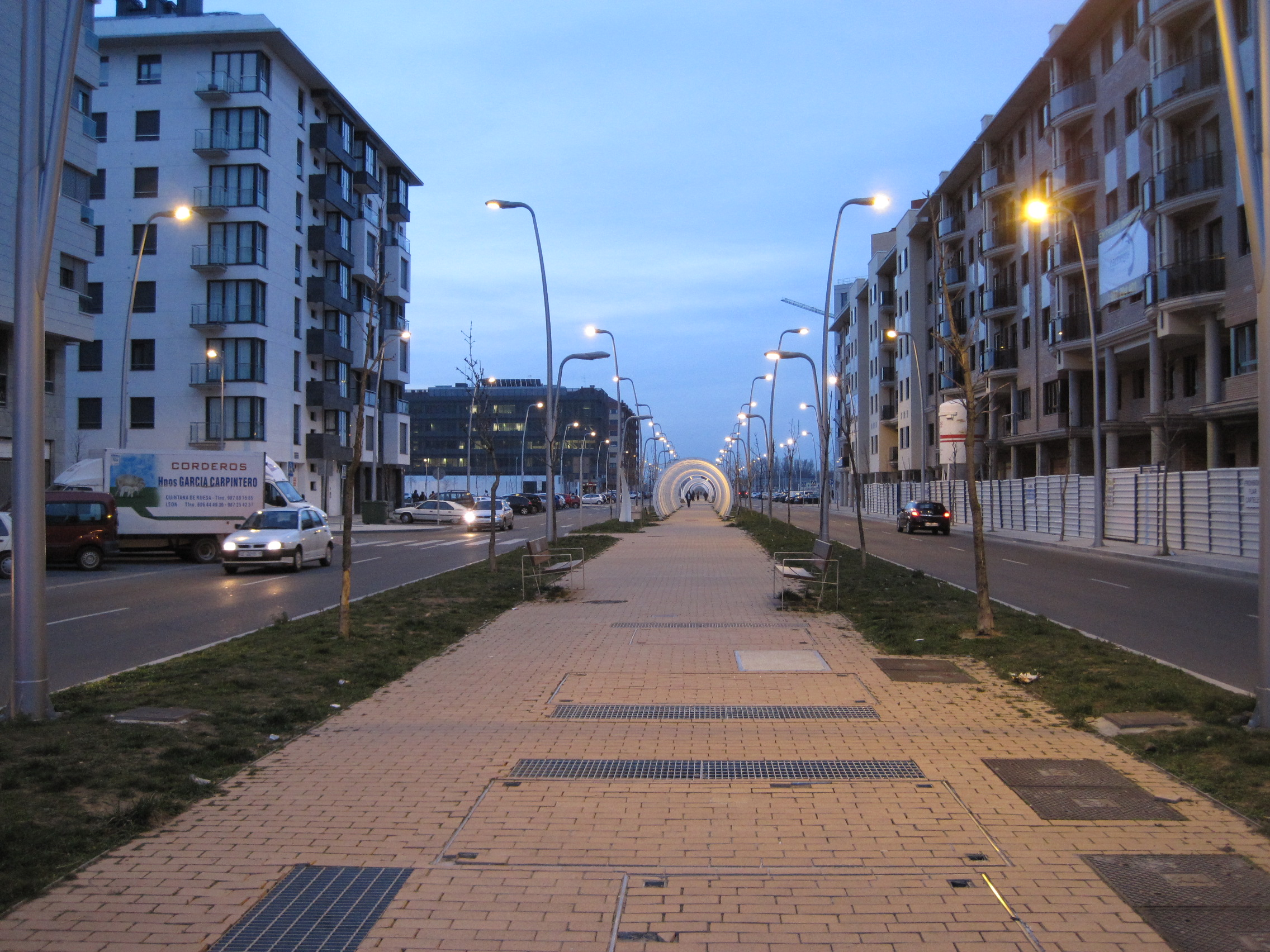
Prolongación de José Aguado, en La Lastra

## Demografía
El municipio de León cuenta con 124 772 habitantes según el censo de población de 2018 del INE, de los que 56 536 son varones y 68 236 son mujeres. En cuanto a su distribución, 121 393 viven en León, 5076 en Armunia, 757 en Trobajo del Cerecedo y 327 en Oteruelo de la Valdoncina. En 1995, la población residente alcanzó la cifra más alta, 147 780 habitantes censados, y a partir de esa fecha se ha ido produciendo un descenso continuado del censo como consecuencia del envejecimiento de la población, la escasez de nacimientos y de la emigración de la población hacia los municipios del alfoz.
Pirámide de población
Los datos de la pirámide de población de 2011 se pueden resumir así:
- La población menor de 20 años es el 15,68 % del total.
- La comprendida entre 20-40 años es el 25,41 %.
- La comprendida entre 40-60 años es el 29,43 %.
- La mayor de 60 años es el 29,48 %.

Esta estructura de la población es típica en el régimen demográfico moderno, con una evolución hacia un envejecimiento de la población y una disminución de la natalidad anual.
Evolución demográfica
En 1860, la ciudad contaba con una población de 9866 habitantes, población que se incrementó rápidamente gracias a la mejora de las comunicaciones, en las que jugó un papel clave la llegada del ferrocarril a León en 1863. Así, la población creció un 58 % en apenas cuarenta años, hasta los 15 580 habitantes. Este crecimiento no se debió a un aumento de la natalidad o a una disminución del número de defunciones, sino al éxodo rural, que hizo que la mitad de las personas residentes en la ciudad hubiesen nacido en otro lugar.
Con el cambio de siglo, la ciudad comenzó un leve crecimiento, aumentando un 37 % en veinte años, hasta llegar a los 21 399 censados en 1920. Es a partir de este momento cuando se produjo el mayor crecimiento de la ciudad, duplicando el número de habitantes en el mismo período de veinte años hasta los 44 755. Como en décadas pasadas, este crecimiento se debió casi en exclusiva al éxodo rural. En el período entre 1940 y 1960, el crecimiento poblacional se moderó, debido principalmente a la continencia de la avalancha migratoria desde el medio rural, que redujo su aportación al crecimiento de la ciudad de un 97 % a un 25 %. La ciudad, con 73 483 habitantes representaba ya el 12 % del total provincial. En la década de 1960, acabada la época autárquica, el éxodo rural se intensificó, incrementando la población de la ciudad en un 62 % hasta 1975, fecha en la que la ciudad contaba con 115 176 habitantes.
A partir de 1975, la ciudad cambió la dinámica y aminoró su crecimiento a favor de un alfoz creciente donde comenzaron a despuntar pueblos como Trobajo del Camino. Este cambio de tendencia se confirmó a partir de 1995, año en que la ciudad alcanzó su máximo histórico de 147 625 habitantes. A partir de este año, la población de la capital leonesa se fue reduciento de forma prácticamente ininterrumpida, con algunos años de leve recuperación, hasta los 135 119 habitantes de 2008. Durante esos años, por el contrario, el área metropolitana de la ciudad experimentó un rápido crecimiento desde los apenas 31 974 habitantes con los que contaba en 1975 hasta los 69 256 habitantes con que contaba en 2008. Las razones hay que buscarlas en la falta de vivienda o un precio de ésta más elevado en la capital que en el área metropolitana.
| Gráfica de evolución demográfica de León entre 1842 y 2021 |
| |
| Población de derecho según los censos de población del INE Población de hecho según los censos de población del INE En 1970 crece el término del municipio porque incorpora a Armunia |

Distribución de la población
Las entidades de población que componen el término municipal de León son las siguientes:
| Entidad de población                                        | Coordenadas                               | Pob. (2022) | Mapa                                                              |
| ----------------------------------------------------------- | ----------------------------------------- | ----------- | ----------------------------------------------------------------- |
| León                                                        | 42°35′56″N 5°34′1″O / 42.59889, -5.56694  | 114 889     | \| León Armunia Oteruelo de la Valdoncina Trobajo del Cerecedo \| |
| Armunia                                                     | 42°34′29″N 5°35′21″O / 42.57472, -5.58917 | 5035        | \| León Armunia Oteruelo de la Valdoncina Trobajo del Cerecedo \| |
| Oteruelo de la Valdoncina                                   | 42°34′49″N 5°36′15″O / 42.58028, -5.60417 | 327         | \| León Armunia Oteruelo de la Valdoncina Trobajo del Cerecedo \| |
| Trobajo del Cerecedo                                        | 42°33′51″N 5°34′43″O / 42.56417, -5.57861 | 700         | \| León Armunia Oteruelo de la Valdoncina Trobajo del Cerecedo \| |
| Total                                                       |                                           | 120 951     |                                                                   |
| León Armunia Oteruelo de la Valdoncina Trobajo del Cerecedo |                                           |             |                                                                   |

Movimiento migratorio

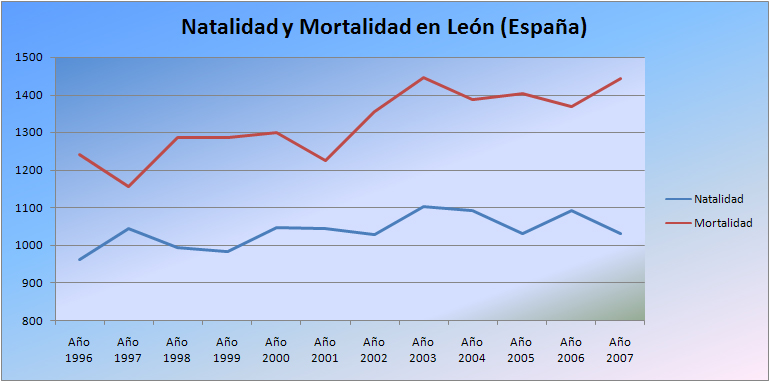
Evolución de la natalidad y mortalidad en León en el periodo 1996-2007

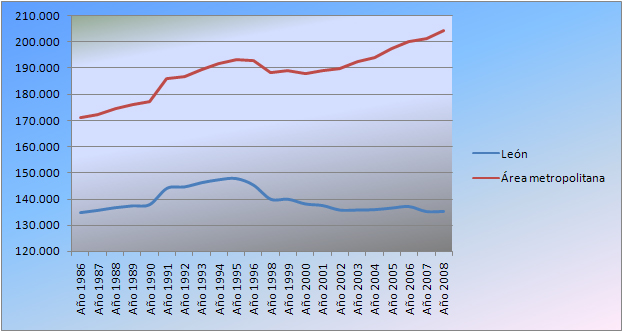
Crecimiento de la población de León y su área metropolitana en el periodo 1986-2008

El colectivo inmigrante durante 2008 en la ciudad de León se cifró en 8280 personas, entre los que destacan los procedentes de América, con 3417 personas del total. Por países, los más numerosos son los de nacionalidad marroquí, integrando este colectivo 1418 personas, rumana con 1038 censados y los procedentes de Colombia con 1006, el resto de inmigrantes se reparte entre varias nacionalidades de todos los continentes.
Área metropolitana
En 1970, el área metropolitana de León contaba con una población total de 153 526 habitantes, población que disminuyó años después hasta los 150 104 de 1975. A partir de esta última fecha, el área urbana comenzó un rápido crecimiento que se prolongó hasta 1996, año en el que alcanzó los 190 648 habitantes. A partir de ese momento, hubo una pequeña caída en el número de habitantes del área debido a los efectos de la crisis del carbón, que atenazó las comarcas circundantes a León y a la propia ciudad. La población bajó hasta 183 611 habitantes en 2001. Es a partir de este año cuando comenzó un rápido crecimiento, que absorbió en su totalidad los municipios aledaños a León, crecimiento que todavía continúa, y que en 2008 supuso que el área tuviese 201 987 habitantes.
| 1970    | 1975    | 1981    | 1986    | 1991    | 1996    | 2001    | 2006    | 2008    |
| ------- | ------- | ------- | ------- | ------- | ------- | ------- | ------- | ------- |
| 153 526 | 150 104 | 160 478 | 168 825 | 183 681 | 190 648 | 183 611 | 198 583 | 204 935 |

## Urbanismo
El desarrollo urbanístico de la capital leonesa ha estado condicionado por su situación entre los ríos Bernesga y Torío. Entre ambos se situó el núcleo romano de la Legio VII y durante la Edad Media se expandió por el lado sur, estando rodeado todo él por una muralla. A principios del siglo XIX la ciudad seguía siendo ese pequeño núcleo urbano, articulado en torno a la Catedral y de marcado carácter rural.
La llegada del ferrocarril en 1863 se convirtió en el factor que provocó el crecimiento de la ciudad a partir de ese momento. La situación de la estación, en la margen derecha del Bernesga, y al oeste del casco antiguo, fue decisiva para el posterior desarrollo urbano que vivió su área circundante, ya que la ciudad se expandió principalmente hacia esa zona. A medida que avanzó el siglo, la ciudad vieja se reveló como un marco inadecuado para satisfacer las necesidades de la creciente población.

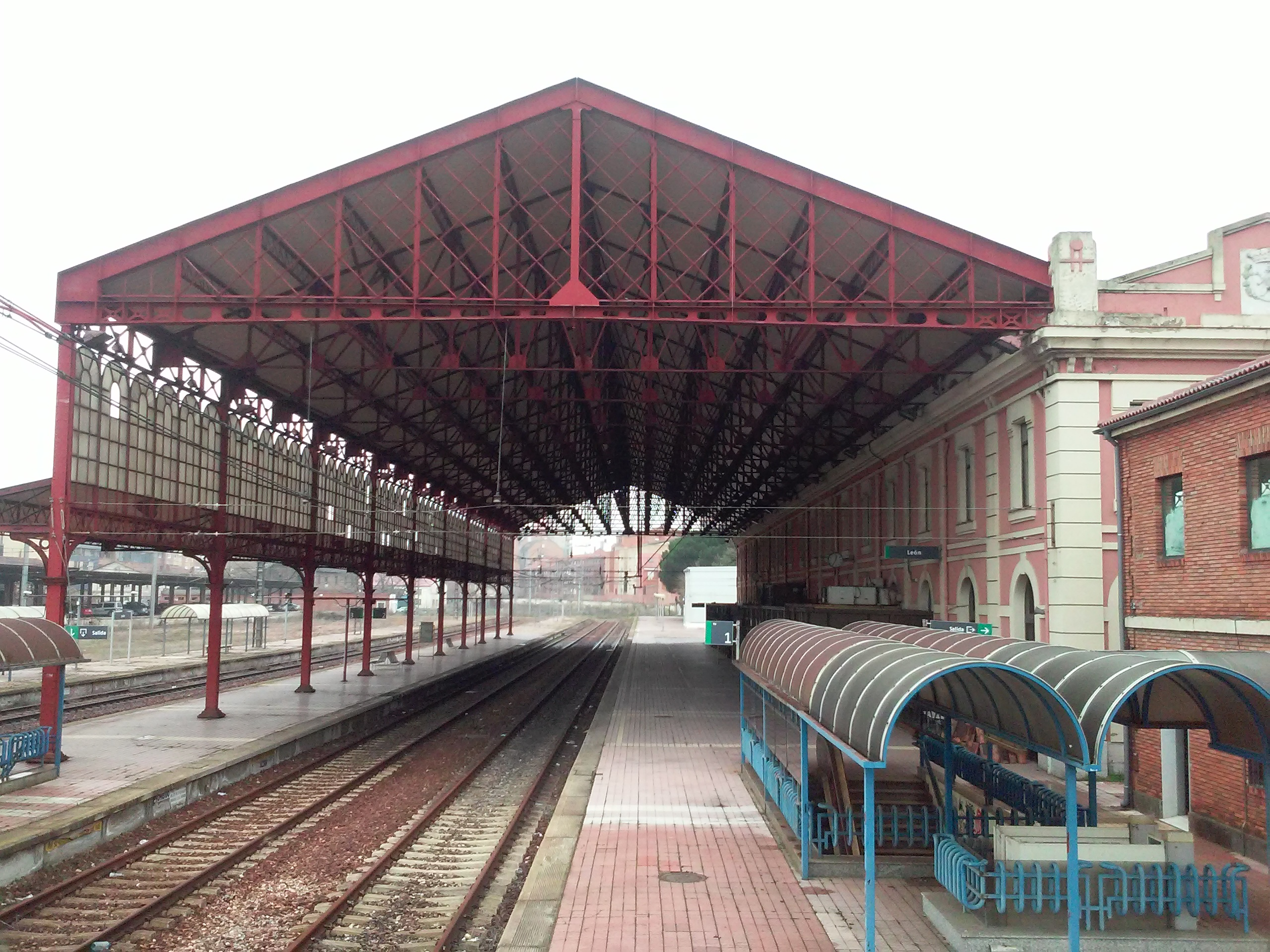
Antigua estación de tren

En 1904 se inició el ensanche de la ciudad en torno a su eje principal, la calle Ordoño II. Durante medio siglo supuso el lugar de asentamiento de la burguesía leonesa debido a que la legislación prohibía casas obreras e industrias en la zona. Entre 1910 y 1950 la llegada de inmigrantes a la ciudad fue continua, lo que provocó un problema pues la falta de vivienda distaba de satisfacer las necesidades de estos nuevos inquilinos; la solución fue la de iniciar la construcción de barrios obreros a las afueras, comenzando así la expansión suburbial de la ciudad.
A mediados de los años 1950 se iniciaron los proyectos para elaborar un Plan General de Ordenación Urbana (PGOU), aprobándose definitivamente en 1960. Gracias al mismo, se concluyen los barrios periféricos de la ciudad, algunos de ellos iniciados en los años 1920. En los años 1970 dicho PGOU había quedado superado, por lo que se hacía necesaria la implantación de un nuevo Plan: en 1975 se iniciaron los trámites, aunque finalmente solo será una adaptación del Plan de 1960.
Tras el desarrollo a finales del siglo XX del barrio Eras de Renueva, dos son los nuevos espacios residenciales con los que contará la ciudad una vez acabados: La Lastra, junto a la confluencia de los dos ríos, y La Torre, junto a la universidad. Asimismo, desde finales del mismo siglo, la ciudad ha trasladado la mayor parte de su crecimiento fuera de los límites municipales, beneficiando a su área metropolitana, con municipios como San Andrés del Rabanedo, Villaquilambre o Valverde de la Virgen.
Si bien la llegada del ferrocarril fue un revulsivo para la ciudad, el soterramiento del mismo en la segunda década del siglo XXI supondrá otro tanto, pues a la desaparición de la barrera urbanística que significaba el tren hay que añadir el espacio liberado que se dedicará a diversos usos como zonas verdes, viviendas, equipamientos, etc.

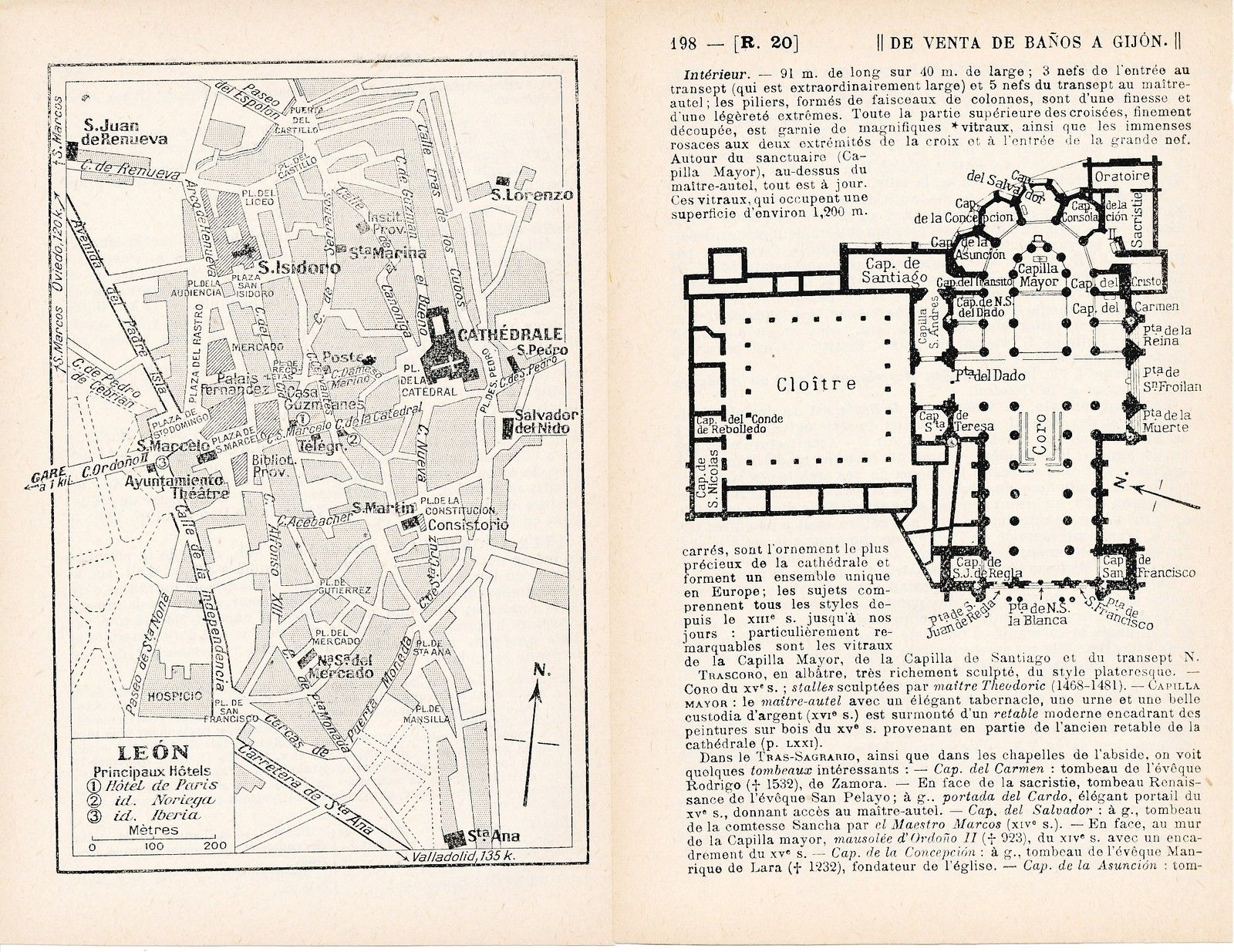
La ciudad hasta el siglo XX se concentraba alrededor de la catedral
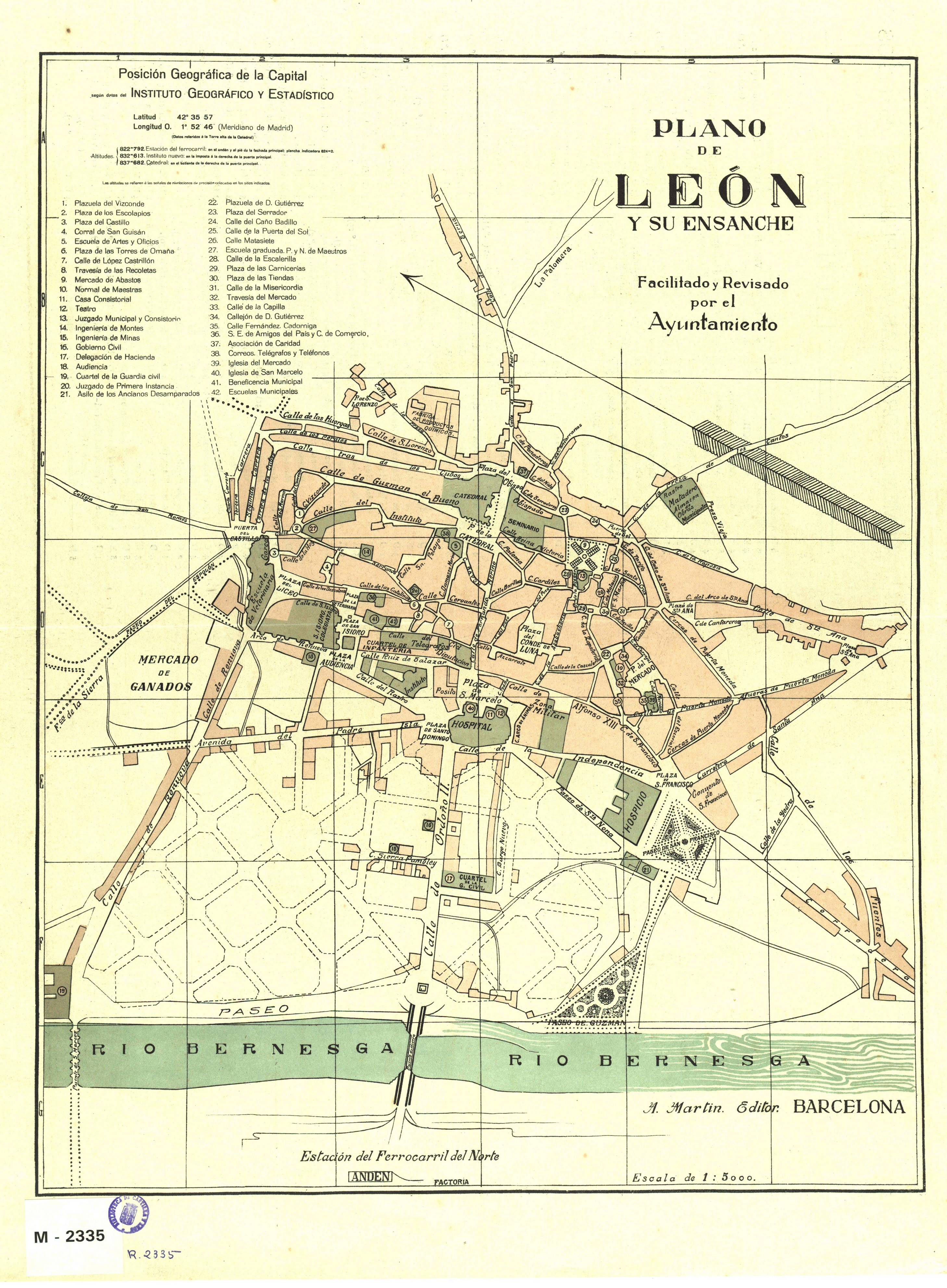
Plano del ensanche
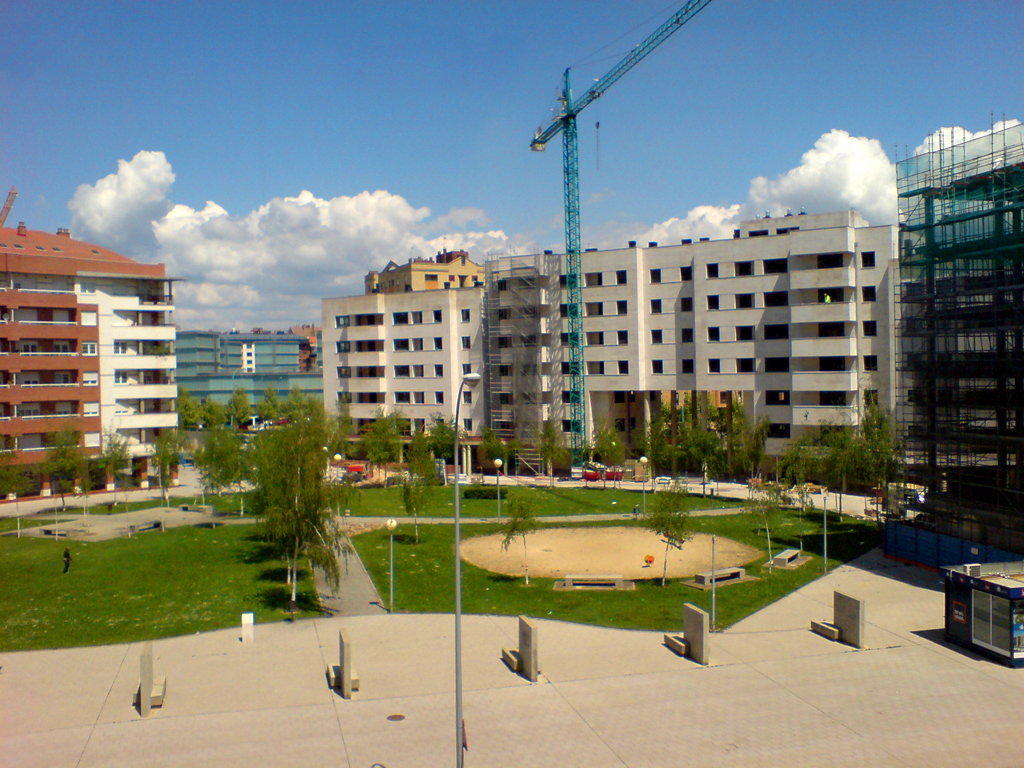
Eras de Renueva supuso el crecimiento de la ciudad hacia el norte
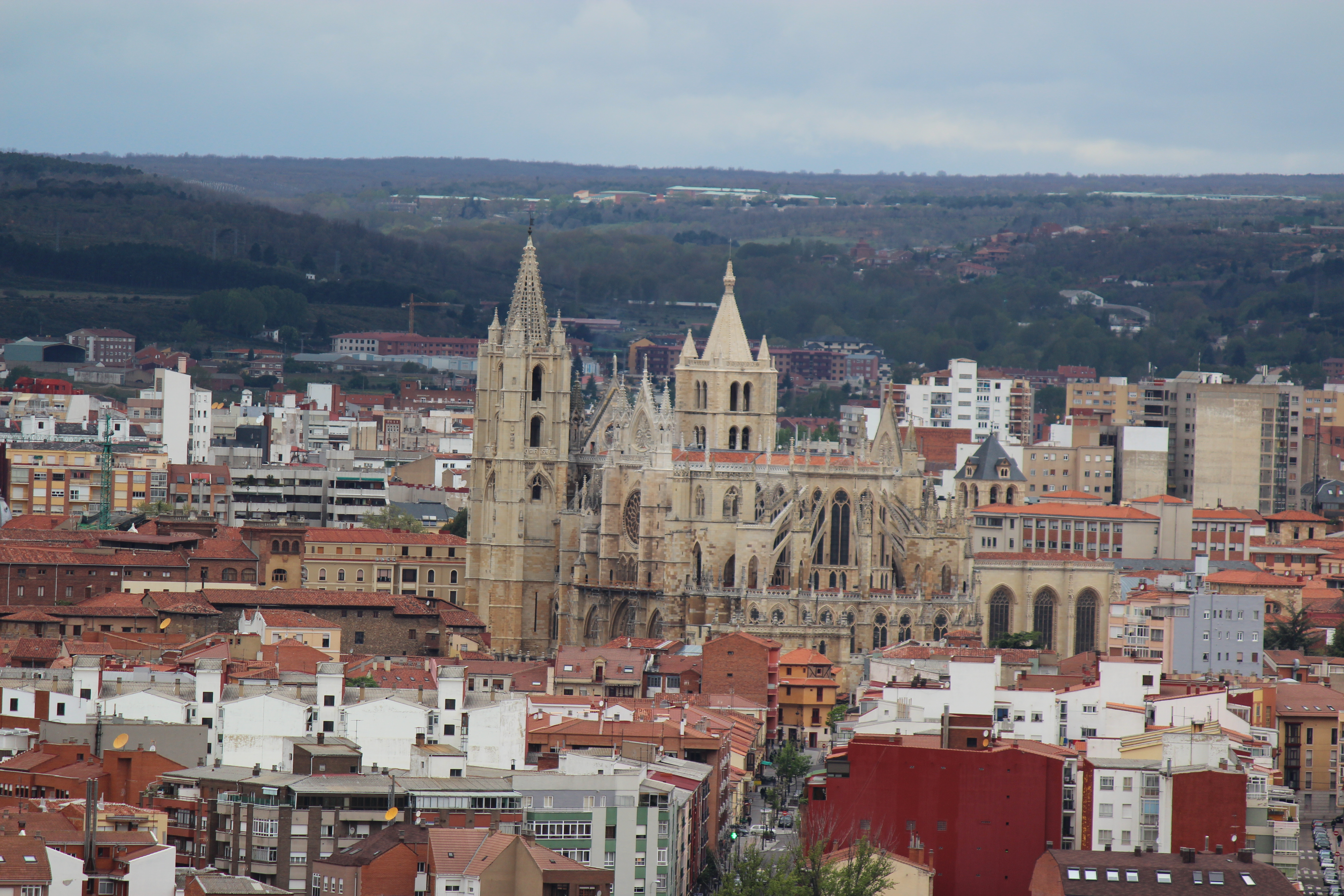
Vista de la catedral desde la Candamia
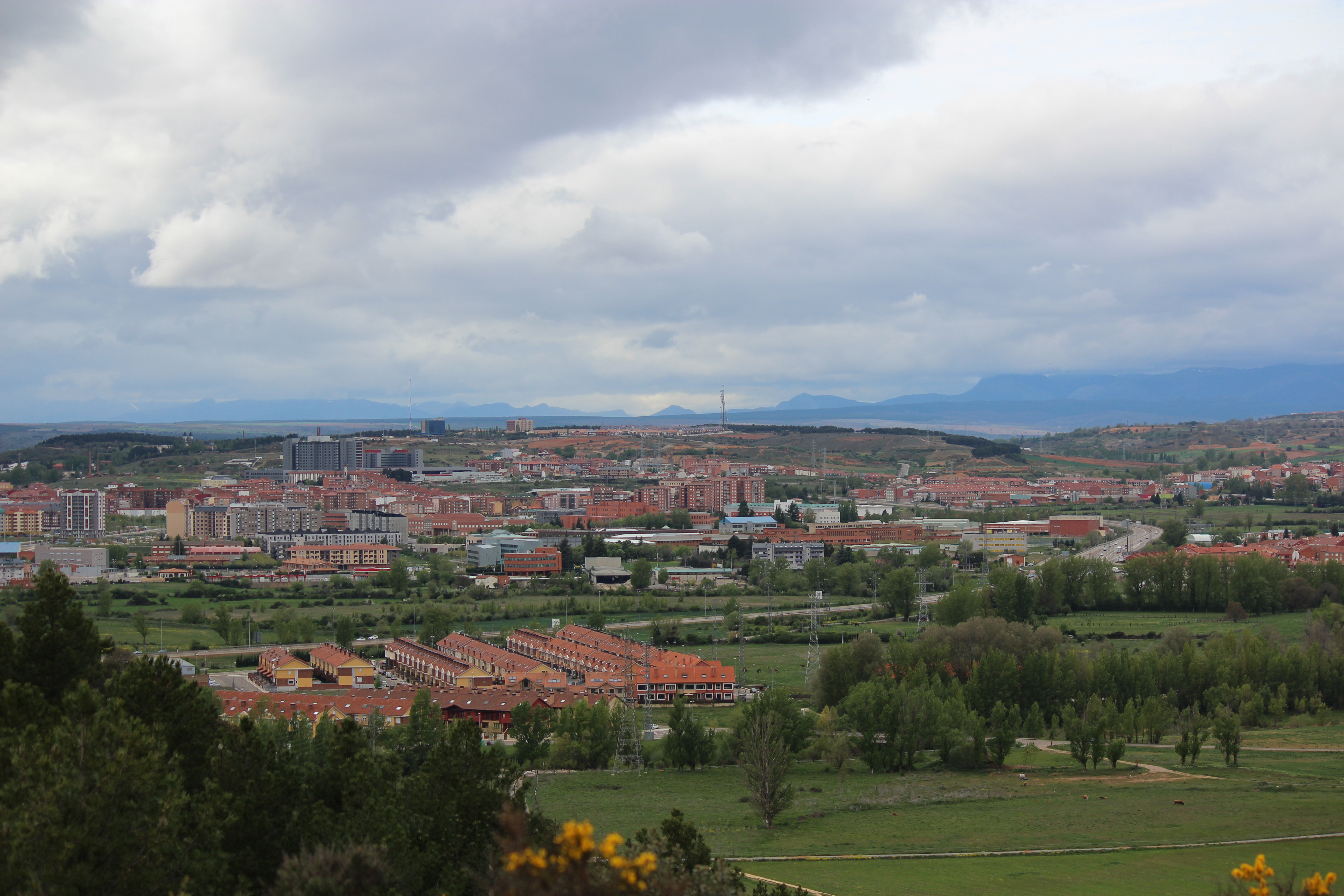
Norte de la ciudad desde la Candamia

## Economía

### Historia económica

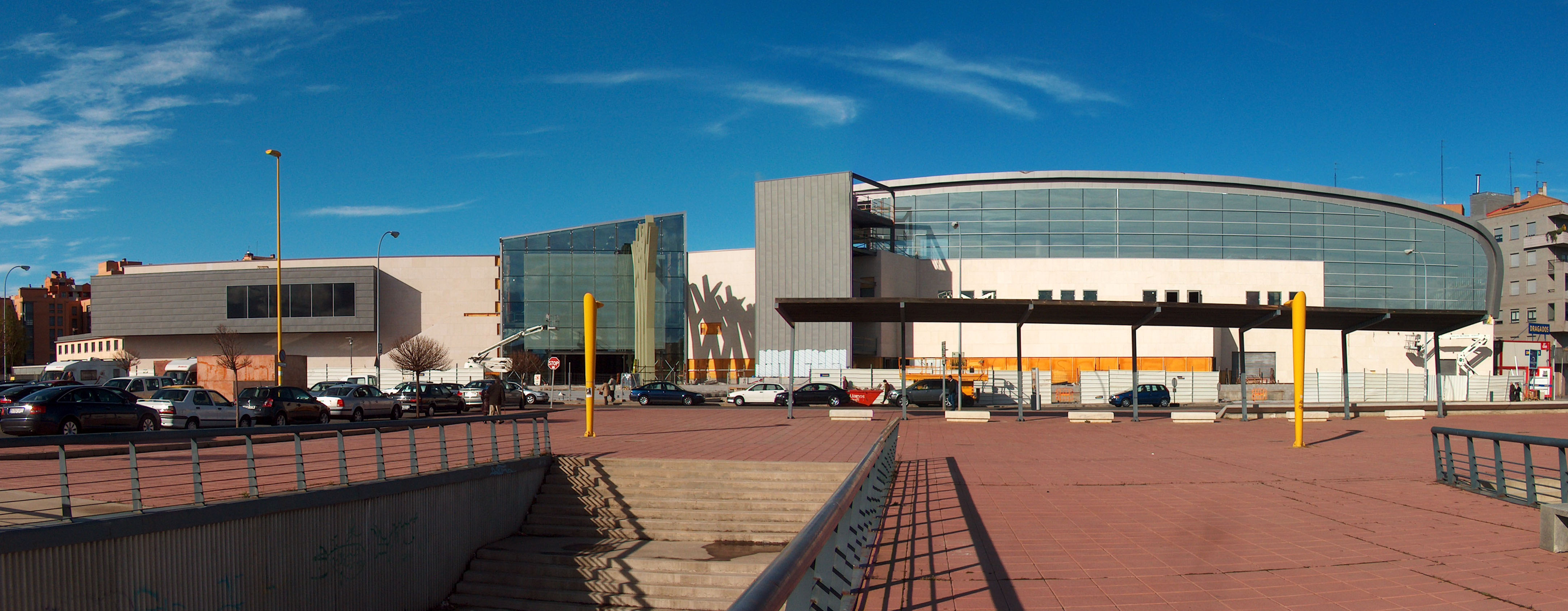
Centro comercial León Plaza

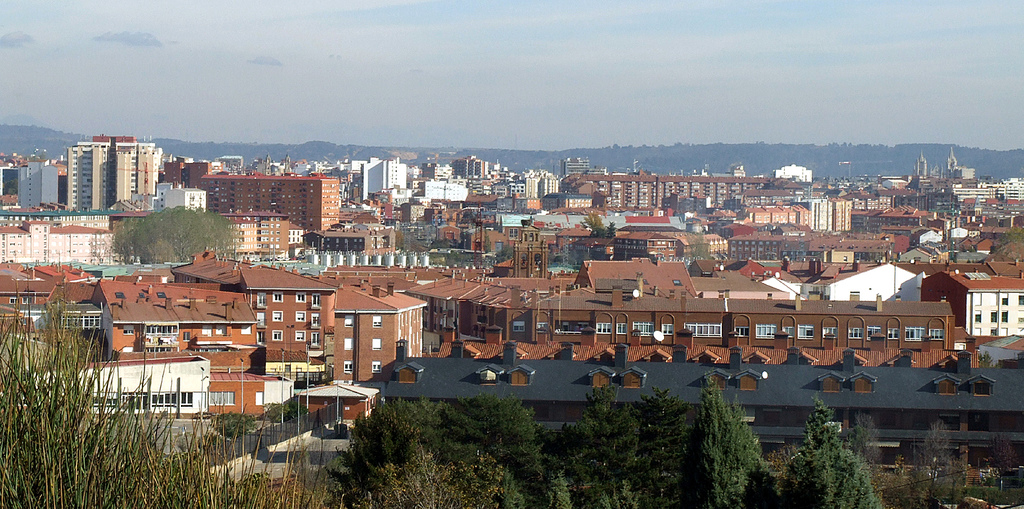
El crecimiento de la ciudad durante el último siglo ha sido notable

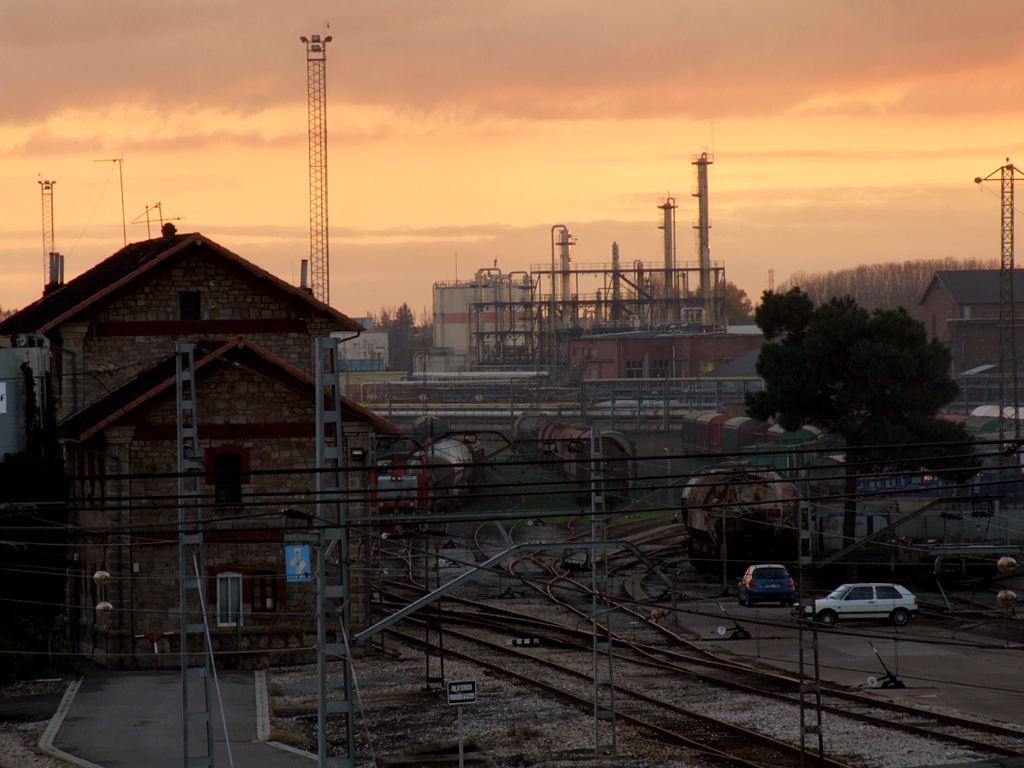
Estación de clasificación de León, en Armunia. La ciudad se expandió preferentemente junto al ferrocarril a la llegada de este

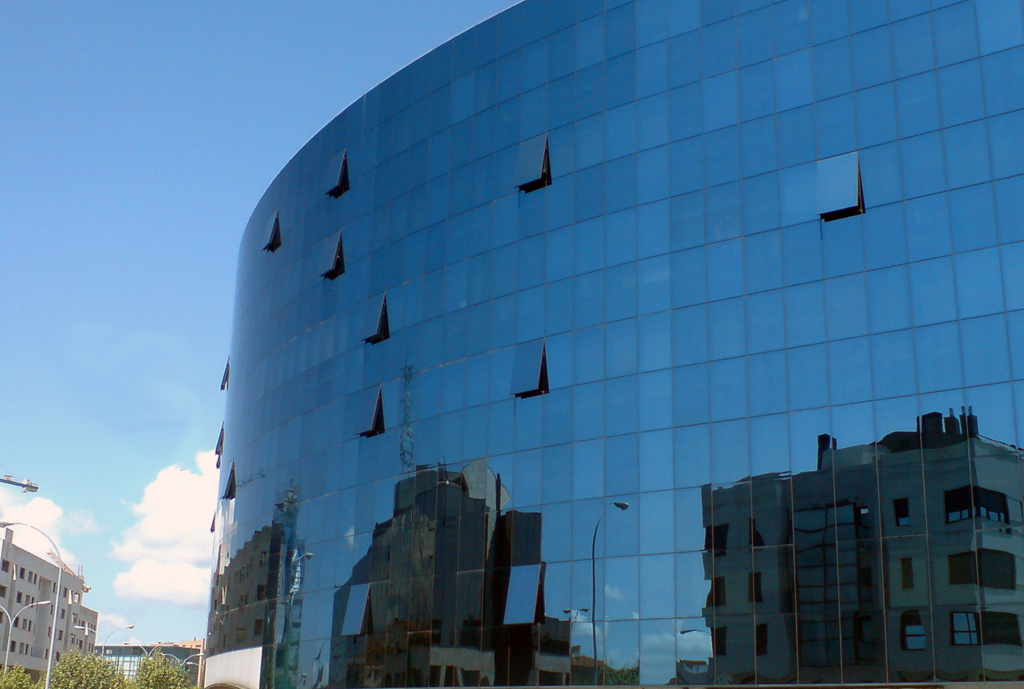
El edificio Europa, uno de los edificios de oficinas emblemáticos de la capital leonesa

Una vez fue establecido el campamento romano en torno a los años 74-75, este se encargó del control, gestión y explotación de las minas de oro, de las cuales la más importante era la de Las Médulas. Su actividad atrajo a población civil que se asentó alrededor del campamento para satisfacer las necesidades de los soldados, asentándose en el recinto civil canabae, que desarrollaba actividades como la artesanía o el comercio, que evolucionaron para no dar servicio tan solo a la legión sino también a la creciente población civil, crecimiento que atestigua la presencia de unas termas, de uso militar y civil.
Con la caída del Imperio romano, León entró en decadencia, el comercio y la artesanía pasaron a ser testimoniales y la población se redujo en gran medida, razón por la cual la ciudad pasó a ser un centro agrícola de poca importancia y un lugar de paso para los ganaderos de la zona. Con la llegada de los árabes, la ciudad se despobló definitivamente, sirviendo sus murallas como majada para los ganaderos de la zona.
No fue hasta el año 856 en el que Ordoño I repuebla la ciudad y reconstruye sus murallas, reactivando el comercio y la artesanía en la ciudad. Sin embargo el verdadero impulso lo dio Ordoño II al convertir a León en capital de su reino, haciendo que esta se convirtiera en uno de los principales centros urbanos de la España cristiana. Los avatares políticos fueron quitando protagonismo a León a lo largo de la historia, culminando esta pérdida de protagonismo en la definitiva integración en la Corona de Castilla en 1230. Pese a ello, muchas de las instituciones del reino tuvieron continuidad después de la integración en dicha Corona.
Las malas comunicaciones con el resto del país hicieron que la ciudad mantuviese un aspecto rural y una población estable hasta comienzos del siglo XX. Es en ese siglo, cuando la ciudad inició una recuperación económica. Su condición de capital de provincia, y por ende, de centro urbano de referencia de la zona, así como la llegada del ferrocarril hizo que la ciudad se expandiera en todas direcciones con el ensanche y los barrios periféricos. La industria se asentó en un primer momento en los alrededores de la estación de ferrocarril desplazándose más tarde hacia el extrarradio y luego hacia los polígonos industriales habilitados en torno a la ciudad; no obstante la importancia de este sector nunca llegó a ser relevante en la estructura económica de la ciudad, en la que pesa más el sector servicios.
Con la entrada del siglo XXI, la ciudad está viviendo una reactivación del sector industrial, motivado por su promoción como centro de transportes del noroeste con el aeropuerto y con las nuevas vías de alta capacidad, reactivación que se ve acompañada por el crecimiento de sectores económicos relacionados con el I+D, donde destacan especialmente la industria farmacéutica, sector en el que la ciudad es el tercer polo del país, así como el sector tecnológico. El 30 de septiembre de 2015 entró en servicio comercial la línea de alta velocidad Valladolid-Palencia-León, que recortó el tiempo de viaje a Madrid a unas 2 horas.

### Estructura económica

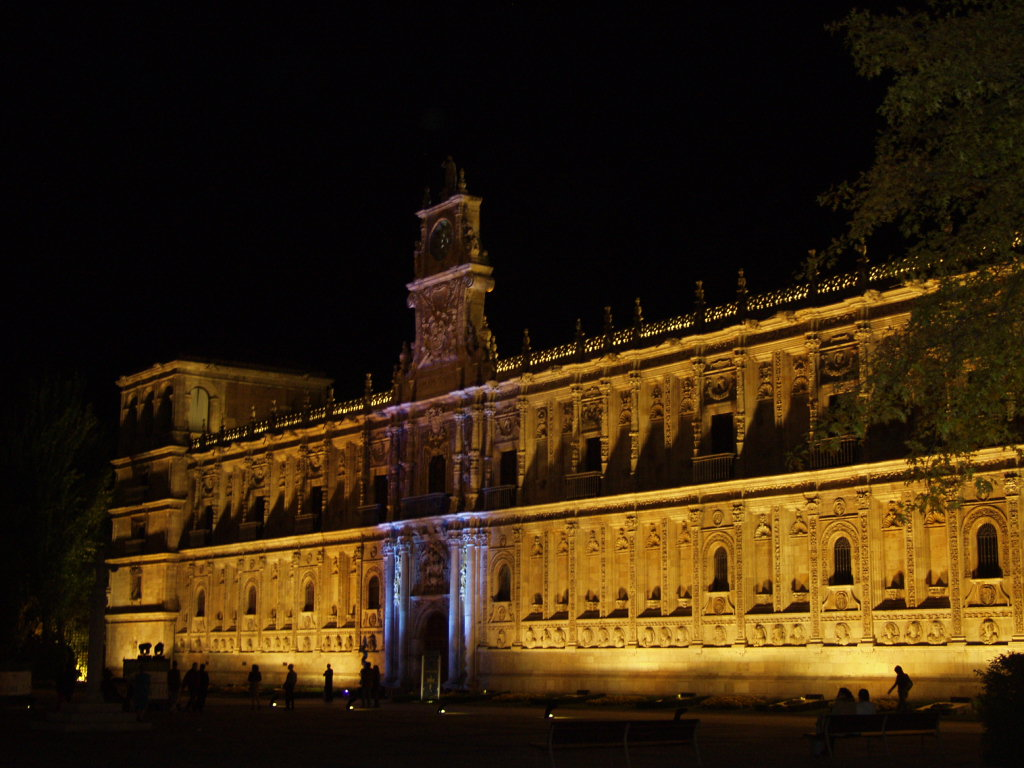
Parador de San Marcos
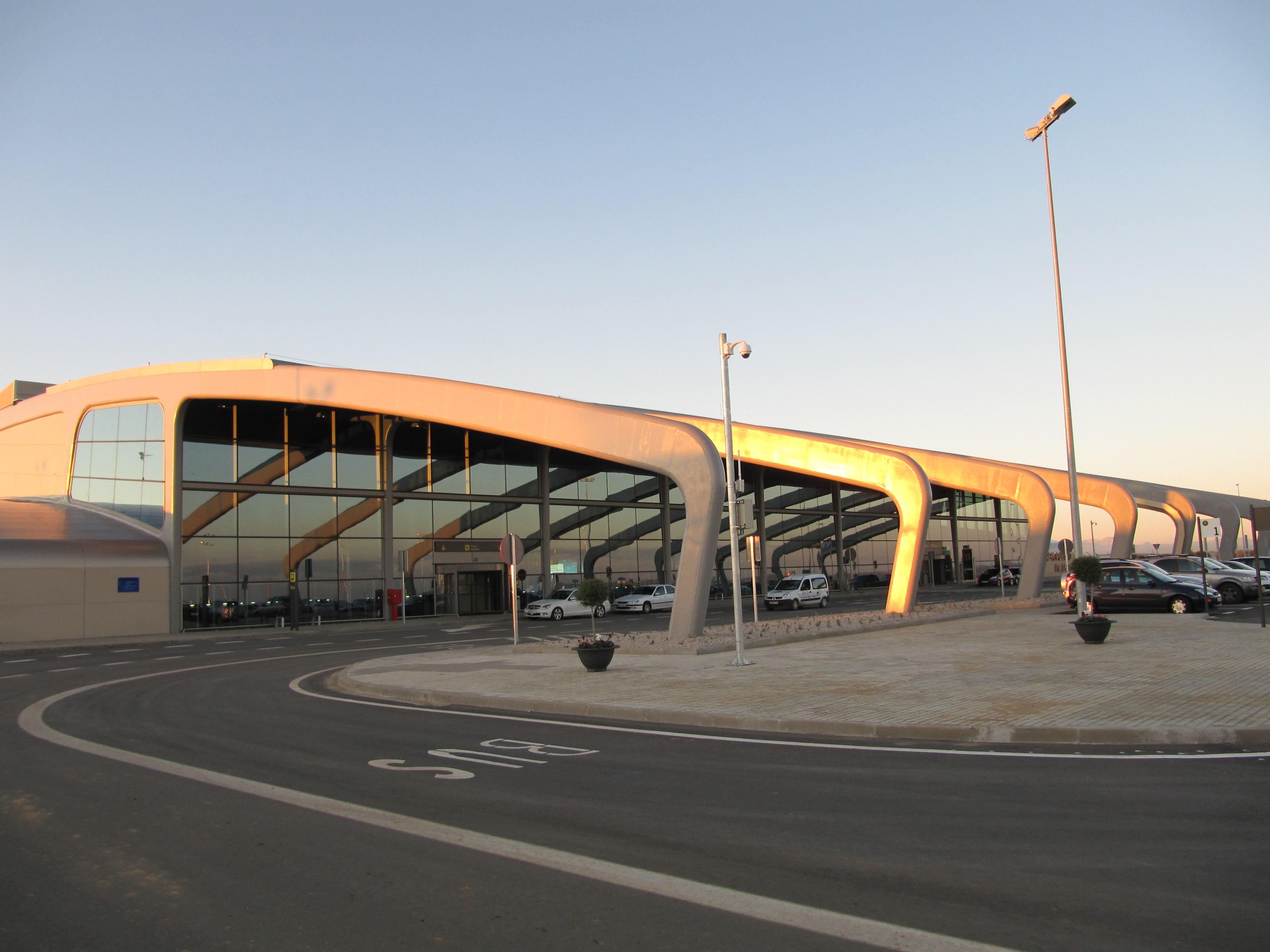
Aeropuerto de León
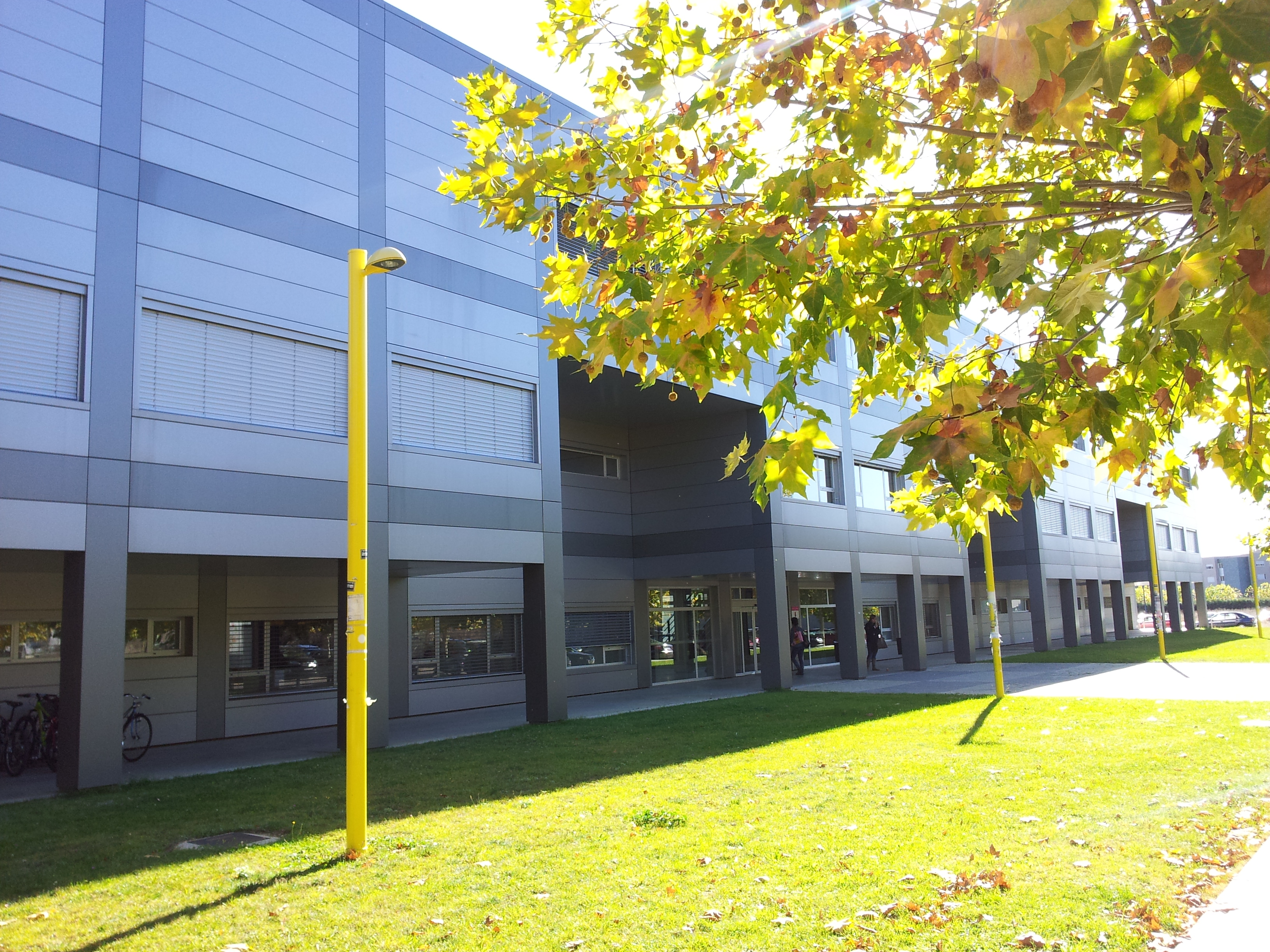
Caléndula, en la Universidad de León
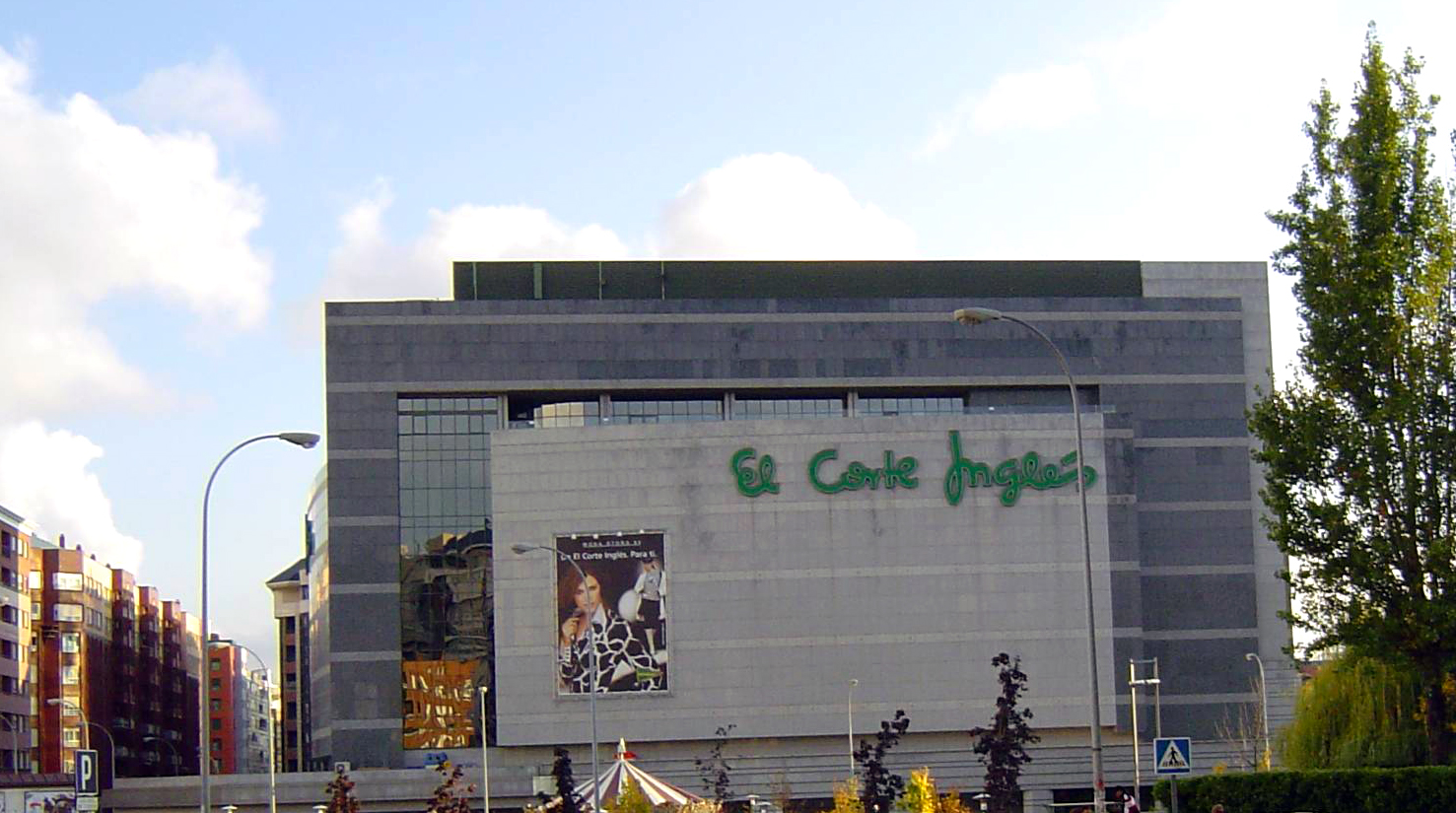
El Corte Inglés de León
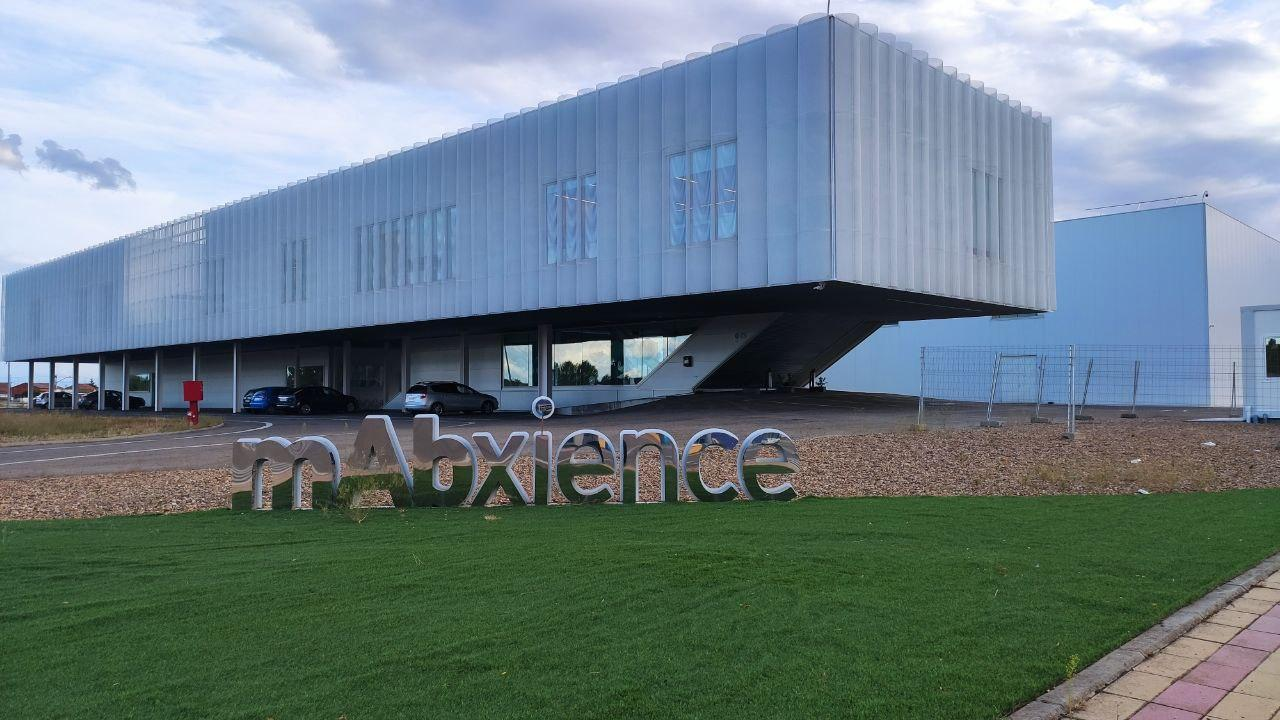
Mabxience

El sector primario en León se encuentra en vías de desaparición por la presión urbanizadora que la ciudad ejerce sobre los terrenos agrícolas todavía disponibles. No obstante, aún quedan remanentes de este antaño importante sector económico para la ciudad, en las vegas de los ríos Torío y Bernesga y en el alfoz, consistentes sobre todo en una modesta cabaña ganadera que hace uso de los pastos que rodean la ciudad y en pequeñas plantaciones de cultivos cerealistas, como la cebada y el trigo.
Es importante también citar la silvicultura, que se centra en las riberas de los ríos y utiliza el chopo, por su condición de especie de rápido crecimiento y aceptable calidad maderera. Por el contrario, la presencia de la acuicultura y la pesca es despreciable, en cuanto que de la primera apenas existen empresas y la actividad pesquera se centra solamente en la pesca deportiva en los ríos cercanos.
El sector secundario leonés se caracterizaba por su debilidad y por lainexistencia de grandes empresas que generen un entramado empresarial a su alrededor, basándose pues en pequeñas y medianas empresas, no obstante, con el cambio de siglo, la evolución y crecimiento del sector químico-farmacéutico ha permitido la aparición de empresas por encima de los 500 e incluso 1.000 empleados. Los sectores en los que tradicionalmente se ha basado el entramado industrial de la ciudad, bastante diverso, son la metalúrgica de transformados metálicos, la industria química, de maquinaria, alimentaria, cerámica, del vidrio, del papel y artes gráficas y el textil. Es reseñable que la mayoría de las industrias de la ciudad se encuentran ubicadas fuera del término municipal de la ciudad, ubicadas en polígonos industriales que en su mayoría se encuentran conurbados con la ciudad.
Desde comienzos del siglo XXI y a consecuencia de la apertura de las grandes infraestructuras leonesas, tales como la A-66, la AP-71, la A-231 y el aeropuerto de León, inaugurado en 1999, la ciudad está experimentado cierto auge industrial, palpable en un aumento del suelo industrial disponible en el área metropolitana y en menor medida en el propio término municipal de León. El desarrollo de zonas como Villadangos, en proceso constante de expansión desde inicios de siglo, ha llevado a un aumento claro en las actividades logísticas con empresas como Mercadona, Decathlon o Inditex con bases en la ciudad, así como el fortalecimiento y expansión del sector farmacéutico, donde Insud y Mabxience lideran un sector donde no falta la presencia local como Syva y que emplea a más de 3000 trabajadores, siendo el tercer polo del país.
La reactivación ha afectado también a las actividades relacionadas con la innovación y el desarrollo tecnológico, que tras el apoyo de las administraciones públicas con la implantación en la ciudad de varios centros tecnológicos como el Inteco y el superordenador Caléndula, perteneciente a la fundación de supercomputación de Castilla y León, además de la colaboración de la universidad con el impulso del sector, ha experimentado un desarrollo privado, con la llegada de varias empresas importantes del sector, como Hewlett-Packard o Indra entre otras. 
El sector servicios leonés se encuentra diversificado, como corresponde a un centro urbano de cierta entidad, de este modo, la ciudad es el centro de referencia comercial de la provincia. Así, la ciudad cuenta con un sector comercial basado en su mayoría en un comercio tradicional, complementado en los últimos años con la apertura de grandes y medianas superficies en la ciudad, tales como Carrefour, El Corte Inglés, el E.Leclerc, Mercadona, entre otras, así como de centros comerciales, como Espacio León y León Plaza.
El turismo es también un factor clave en el sector servicios de la ciudad, pues la ciudad es visitada anualmente por más de 600 000 personas, animados por la presencia en la capital de un gran patrimonio monumental y de bellos espacios naturales en las inmediaciones de esta, así como de varias fiestas de gran afluencia y reconocido prestigio, entre las que sobresale la Semana Santa.
La Cámara Oficial de Comercio e Industria de León está presente en la ciudad desde 1907 por iniciativa de un grupo de comerciantes e industriales de la ciudad. Con sede en un edificio modernista de la avenida Padre Isla de la ciudad, la cámara se encarga de representar y defender los intereses generales del comercio y la industria de la provincia de León.

## Transporte y comunicaciones

### Transporte urbano
Autobuses Urbanos de León

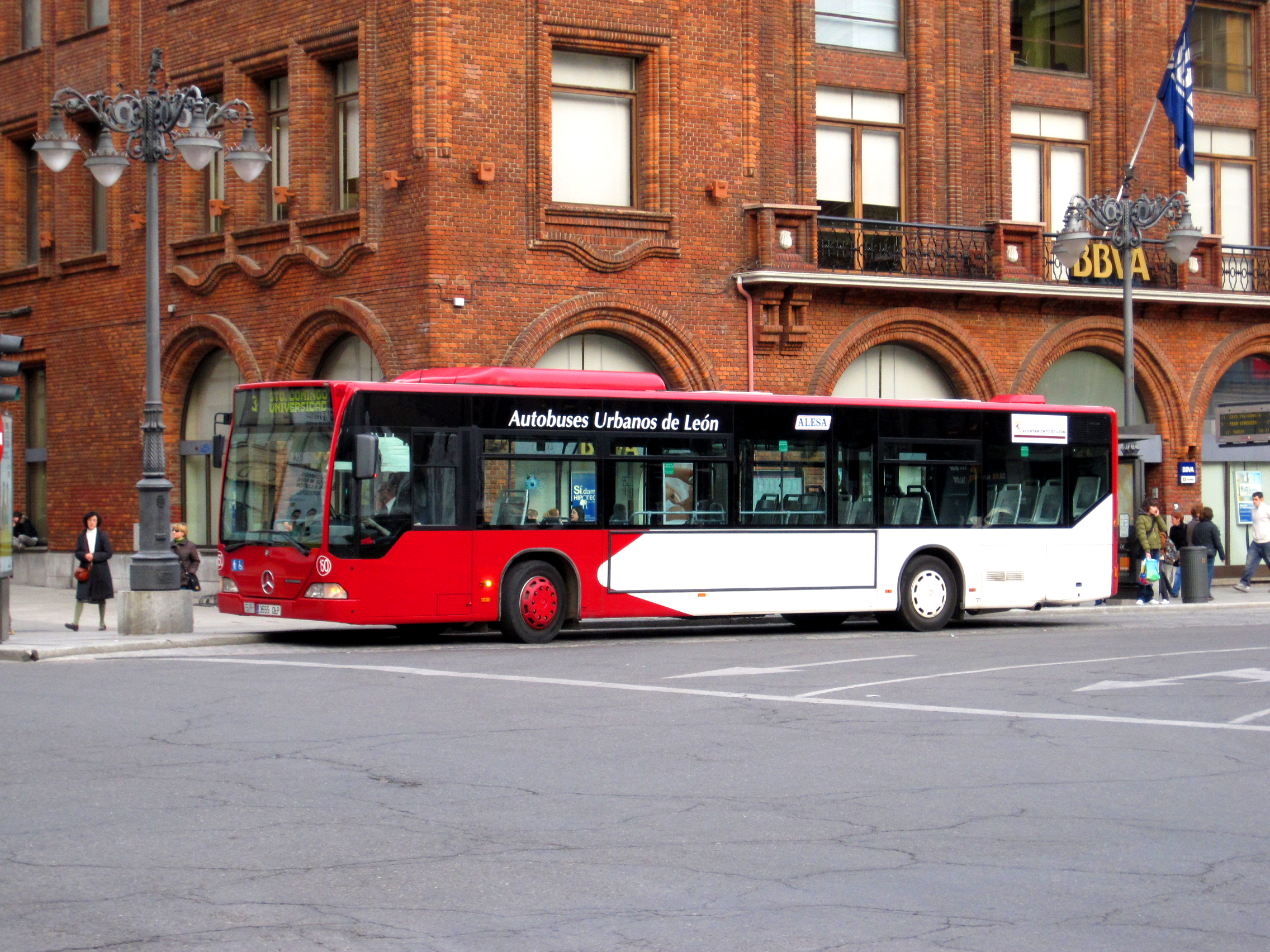
Los autobuses urbanos de León se reconocen por su característico color rojo

El transporte urbano en León es gestionado por la empresa Alesa, filial del grupo ALSA. Presta servicio mediante una red de 14 líneas operadas con 52 autobuses, si bien las previsiones apuntan a la ampliación de las mismas con el objeto de ofrecer servicio al polígono industrial de Onzonilla y al aeropuerto.
Cercanías
La empresa FEVE mantiene en funcionamiento un servicio de Cercanías entre las localidades de León y Guardo, en Palencia, , en la provincia de Palencia, aprovechando la línea de ferrocarril que discurre entre León y Bilbao. Este servicio atraviesa en su recorrido los municipios de León, Villaquilambre, Garrafe de Torío, Matallana de Torío, La Vecilla, Boñar, La Ercina Cistierna y Valderrueda.
Tranvía

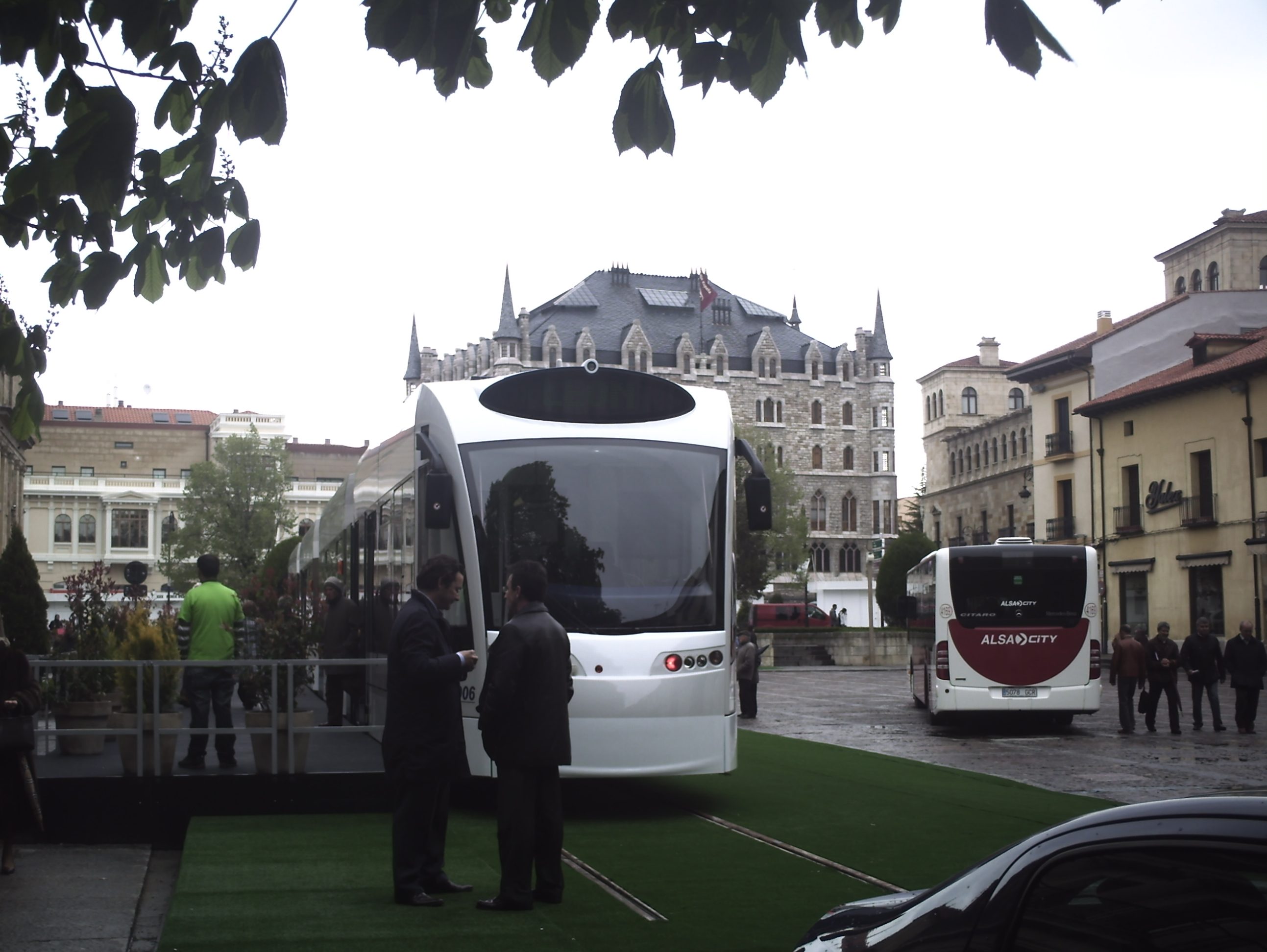
Presentación del Plan de Movilidad Urbana Sostenible (PMUS) de León

Tras grandes cambios de un proyecto inicial que planteaba la creación de seis líneas de tranvía, el proyecto final planteaba dos en forma de Y. La primera de ellas discurriría entre el Área 17 y Puente Castro y la segunda, aprovechando la traza de Feve, discurriría entre la plaza de Santo Domingo y el límite municipal con Villaquilambre, con un ramal al complejo Hospitalario y la posibilidad de construcción de un segundo ramal al campus de Vegazana de la Universidad de León.
Presupuestado en 150 millones de euros, el tranvía leonés en su máximo desarrollo tendría un longitud de 9 kilómetros, sirviendo a una población de 130 000 personas a menos de 500 m de cada parada, con una frecuencia de paso de 8 minutos en hora punta, y un uso en torno a los 9 millones de usuarios anuales. Sin embargo, el Partido Popular anunció que bajo su gobierno no desarrollaría tal proyecto por considerarlo innecesario.
Carril bici

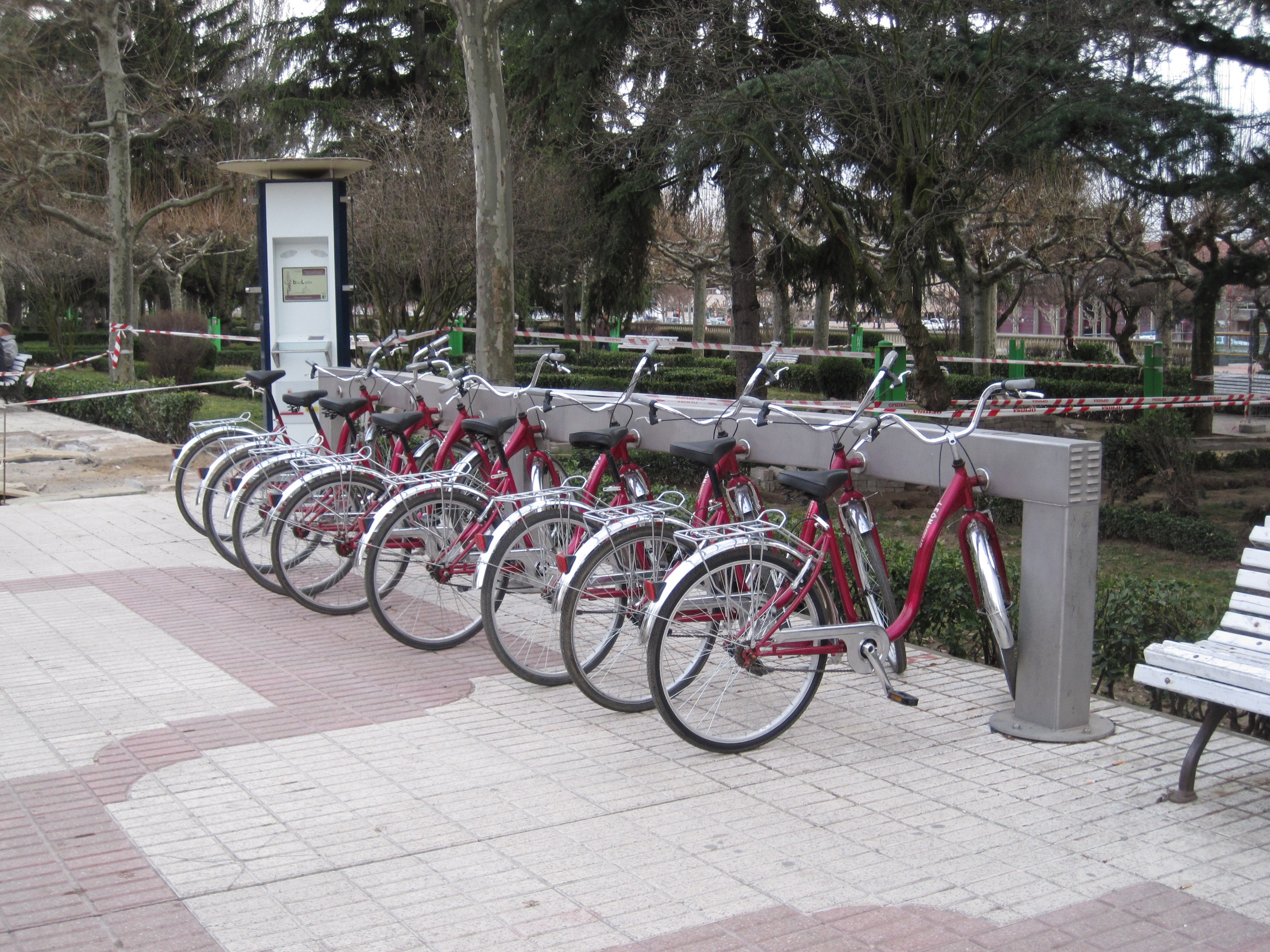
Estación del servicio de préstamo de bicis de la ciudad

La ciudad de León cuenta con una red de carril-bici en la que tradicionalmente los mayores itinerarios se reducían a las riberas del río Bernesga y del río Torío como elementos de esparcimiento, nunca de transporte de masas. Sin embargo, en los últimos años se ha mejorado la red con la construcción de nuevos itinerarios aprovechando los tramos inconexos anteriores.
Así, en 2007 se inició la construcción de un carril bici de 2,5 kilómetros, hoy inaugurado, paralelo a la ronda este y que recorre la periferia del campus universitario, viéndose prolongado poco después en 900 m en el PAU de la Universidad. Se han construido otros itinerarios que conectan la universidad con distintos barrios de la ciudad y aprovechando la reforma de Fernández Ladreda un tramo de 800 m.

### Transporte interurbano
Carreteras

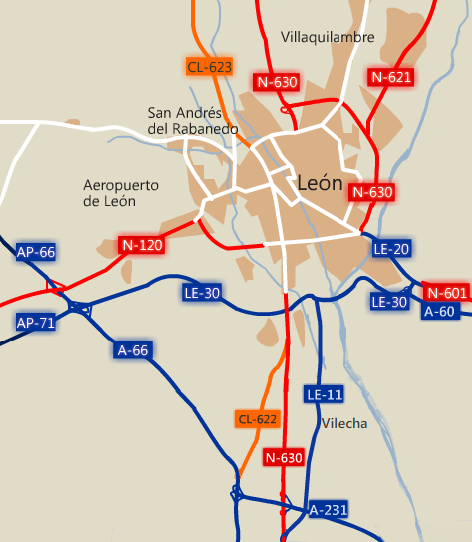
Mapa de carreteras de la ciudad

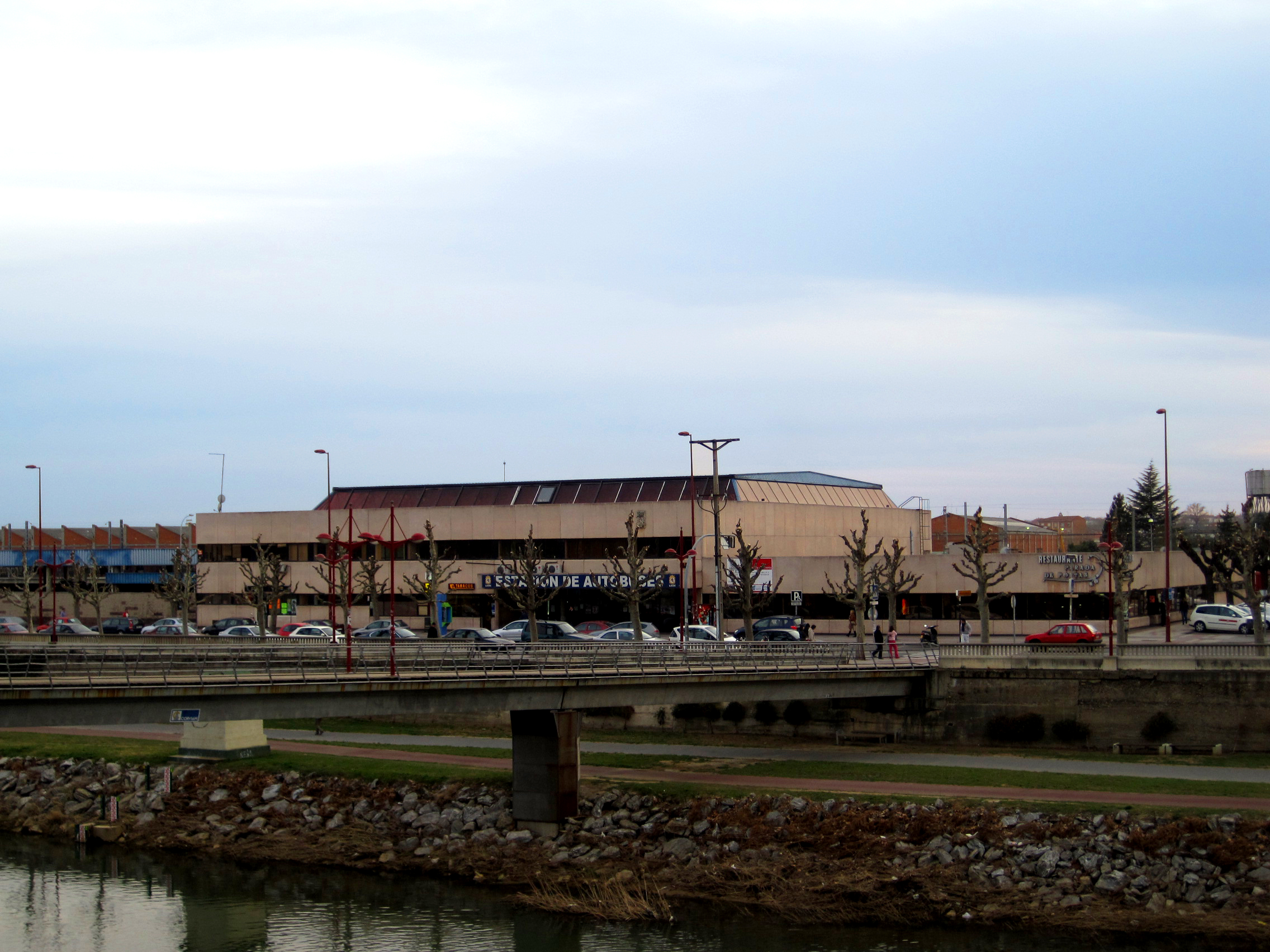
Estación de autobuses de León

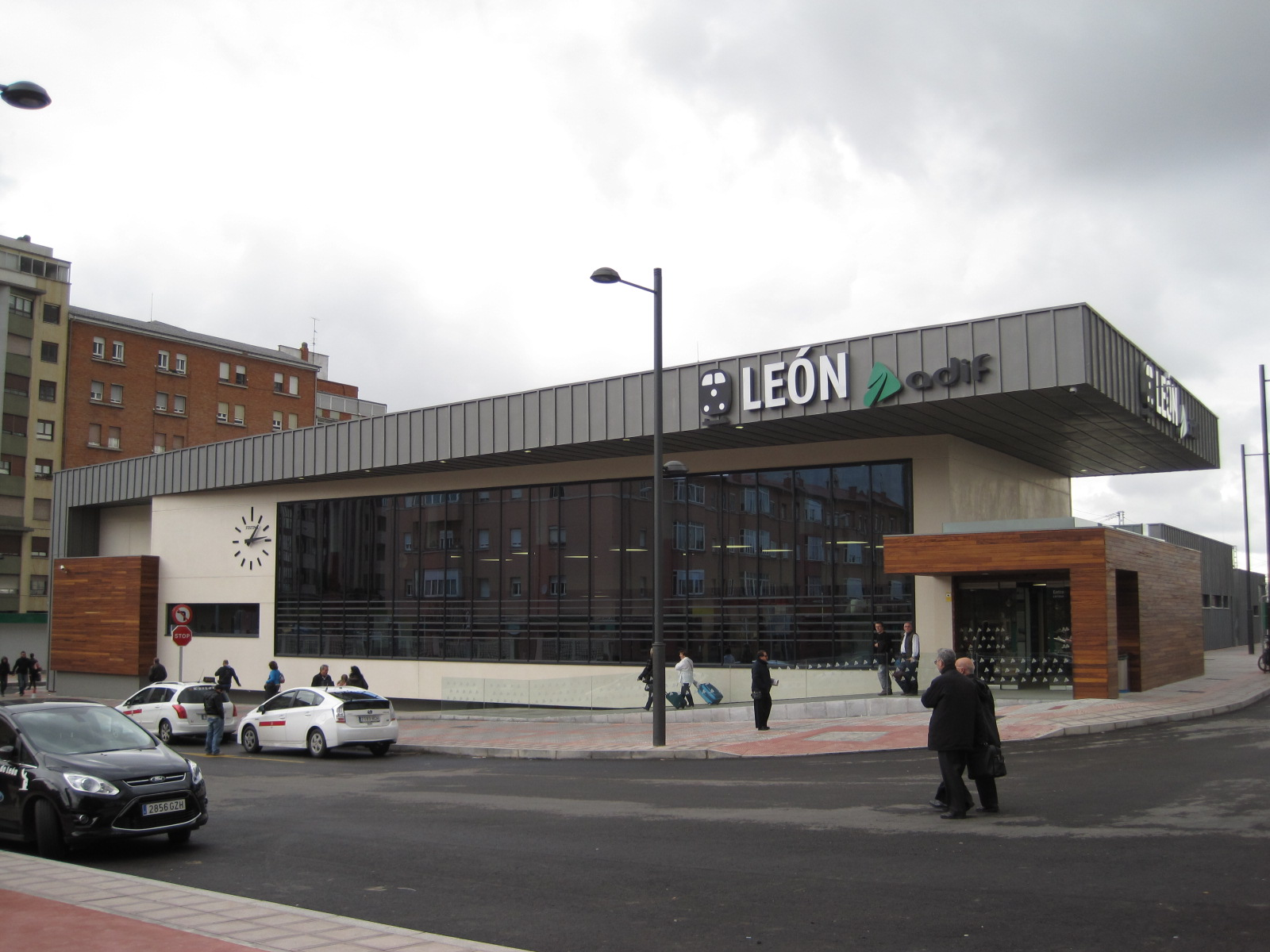
Estación provisional de tren

La ciudad de León es cruce de comunicaciones del noroeste de España, siendo lugar de paso hacia Asturias desde la meseta y hacia Galicia desde el noreste de España. Dentro de la red principal de comunicaciones, una nutrida red de autovías, autopistas y carreteras tiene origen en León o simplemente pasan por la ciudad. Cuenta con las siguientes vías de gran capacidad:
| Tipo             | Identificador                    | Denominación | Itinerario |
| ---------------- | -------------------------------- | --- | --- |
| Autovías         |                                  | | |
| A-231            | Autovía del Camino de Santiago   | León-Burgos | |
| AP-71            | Autovía León-Astorga             | León-Astorga | |
| A-60             | Autovía León-Valladolid          | León-Valladolid | |
| A-66             | Autovía de la Ruta de la Plata   | Gijón - Oviedo - Mieres - Campomanes - León - Benavente - Zamora - Salamanca - Plasencia - Cáceres - Mérida - Sevilla - SE-30 | |
| AP-66            | Autopista de la Ruta de la Plata | A-66 - Campomanes - Caldas de Luna - La Magdalena - A-66                                                                      | |
| LE-11            | Acceso Sur a León                | Cembranos - LE-30 | |
| LE-20            | Ronda Este                       | A-60 - Puente Castro - N-630                                                                                                  | |
| LE-30            | Circunvalación de León           | AP-71 - Puente Castro | |
| Otras carreteras | N-630                            | Carretera Ruta de la Plata | Gijón - Oviedo - Mieres - Puerto de Pajares - León - Zamora - Salamanca - Plasencia - Mérida - Sevilla                                |
| Otras carreteras | N-621                            | Carretera Nacional N-621 | León - Boñar - Riaño - Potes - Panes - Unquera                                                                                        |
| Otras carreteras | N-601                            | Carretera Madrid - Gijón | Madrid - Adanero - Ávila - Valladolid - León - Puerto de Pajares - Campomanes - Mieres - Oviedo - Gijón                               |
| Otras carreteras | N-120                            | Carretera Logroño - Vigo | Logroño - Burgos - Sahagún - León - Astorga - Bembibre - Ponferrada - El Barco de Valdeorras - Orense - Porriño - Vigo                |
| Otras carreteras | CL-622                           | Carretera del Páramo | León - Ribaseca - Andoncino - Fontecha del Páramo - Santa María del Páramo - Valdefuentes del Páramo - Requejo de la Vega - La Bañeza |
| Otras carreteras | CL-623                           | Carretera de la Magdalena | León - La Magdalena |

Autobuses interurbanos
La estación de autobuses de León se encuentra en la avenida Ingeniero Sáenz de Miera y enlaza la ciudad no solo con diferentes puntos de la provincia y de la Comunidad, sino también con destinos nacionales e internacionales.
Entre las distintas compañías, el Grupo ALSA es uno de los que más servicios ofrece, enlazando León con múltiples destinos nacionales como por ejemplo La Coruña, Alicante, Barcelona, Bilbao, Gijón, Madrid, Valladolid, Málaga o Sevilla.
Transporte ferroviario
La ciudad de León es un centro de primer orden en el transporte ferroviario, con vías que en su mayor parte son una herencia del pasado minero de la provincia. Así la ciudad cuenta con dos estaciones de ferrocarril, la estación de León (ubicada en el barrio del Crucero) en las líneas de ancho ibérico Venta de Baños-Gijón y León-La Coruña y desde 2015 en la línea de alta velocidad Valladolid-León, sustituida de manera provisional por una nueva hasta el soterramiento del ferrocarril en León, y la estación de Matallana en la línea de ancho métrico del Ferrocarril de La Robla.
Transporte aéreo
El aeropuerto de León, que entró en servicio en 1999, es el único aeropuerto ubicado en la provincia y el más cercano al municipio, encontrándose entre Valverde de la Virgen y San Andrés del Rabanedo. En octubre de 2010 se inauguraron las obras de ampliación, centradas en la construcción de una nueva terminal y en la duplicación de la superficie de la plataforma.

## Símbolos
El escudo de León está compuesto por un campo de plata en el que figura un león rampante de púrpura, linguado, uñado, armado de gules y coronado de oro. Aparece timbrado con una corona abierta de oro (la forma de la antigua corona real, usada hasta el siglo XVI). En el escudo de la ciudad de León aparece representada una corona marquesal en vez de la antigua real y el león no figura coronado.
Al producirse la integración en 1230 de la Corona leonesa en Castilla con Fernando III el Santo se dispuso que en el escudo del rey los elementos heráldicos castellanos (un castillo almenado de oro sobre un campo de gules) y leoneses formaran un escudo cuarteado. Es de destacar que en los cuartelados no había sitio para dos leones, hasta aquel momento pasantes, por lo que se les situó como rampantes para ocupar por completo los cuarteles que les correspondían. Esta es la disposición que ha llegado a la actualidad. El uso de la corona sobre la cabeza del león no apareció documentado hasta el reinado de Sancho IV de Castilla y León (1284-1295).
Actualmente el escudo de León es el símbolo de la provincia y, acompañado por adornos exteriores, de la ciudad de León.

## Administración y política

### Gobierno municipal
La ciudad de León está gobernada por el Ayuntamiento de León, cuyos representantes se eligen cada cuatro años por sufragio universal de todos los ciudadanos mayores de 18 años de edad. El órgano está presidido por el alcalde de León, José Antonio Díez Díaz desde 2019.

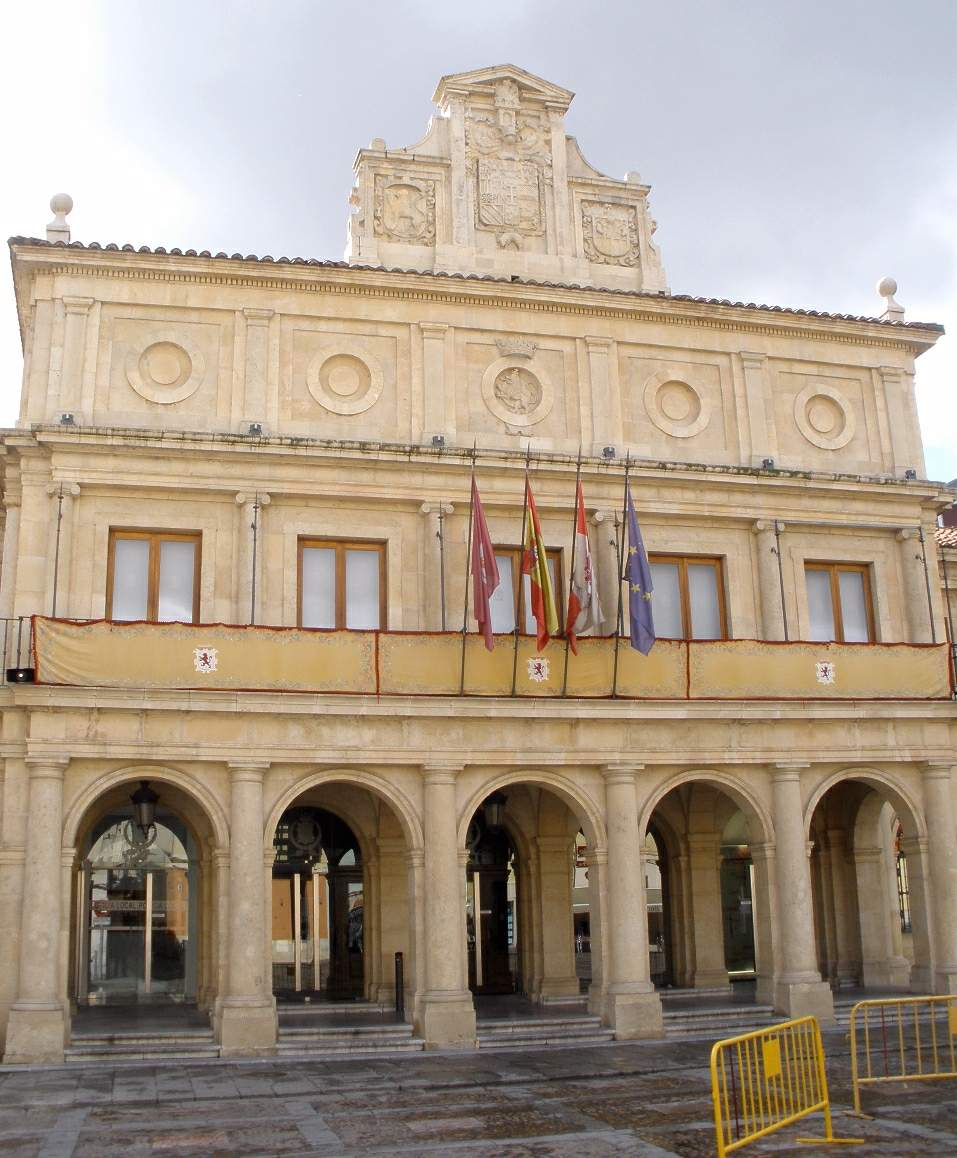
Ayuntamiento de León

| Periodo   | Nombre                                                   | Partido | Partido                                  |
| --------- | -------------------------------------------------------- | ------- | ---------------------------------------- |
| 1979-1979 | Gregorio Pérez de Lera                                   |         | Partido Socialista Obrero Español (PSOE) |
| 1979-1983 | Juan Morano Masa                                         |         | Unión de Centro Democrático (UCD)        |
| 1983-1987 | Juan Morano Masa                                         |         | Independiente                            |
| 1987-1988 | José Luis Díez Villarig                                  |         | Alianza Popular (AP)                     |
| 1988-1989 | Luis Diego Polo                                          |         | Independiente                            |
| 1989-1989 | María Francisca Fernández (en funciones)[cita requerida] |         | Independiente                            |
| 1989-1991 | Juan Morano Masa                                         |         | Independiente                            |
| 1991-1995 | Juan Morano Masa                                         |         | Partido Popular (PP)                     |
| 1995-2003 | Mario Amilivia González                                  |         | Partido Popular (PP)                     |
| 2003-2004 | Francisco Fernández Álvarez                              |         | Partido Socialista Obrero Español (PSOE) |
| 2004-2007 | Mario Amilivia González                                  |         | Partido Popular (PP)                     |
| 2007-2011 | Francisco Fernández Álvarez                              |         | Partido Socialista Obrero Español (PSOE) |
| 2011-2015 | Emilio Gutiérrez Fernández                               |         | Partido Popular (PP)                     |
| 2015-2019 | Antonio Silván Rodríguez                                 |         | Partido Popular (PP)                     |
| 2019-act. | José Antonio Díez Díaz                                   |         | Partido Socialista Obrero Español (PSOE) |

| Partido político                         | 2023        | 2023        | 2023        | 2019   | 2019  | 2019       | 2015   | 2015  | 2015       | 2011   | 2011  | 2011       | 2007   | 2007  | 2007       |
| Partido político                         | Votos       | %           | Concejales  | Votos  | %     | Concejales | Votos  | %     | Concejales | Votos  | %     | Concejales | Votos  | %     | Concejales |
| Partido Socialista Obrero Español (PSOE) | 20 553      | 35,24       | 11          | 20 669 | 32,07 | 10         | 15 833 | 24,75 | 8          | 20 792 | 30,99 | 10         | 32 292 | 44,17 | 13         |
| Partido Popular (PP)                     | 16 938      | 29,04       | 9           | 19 083 | 29,61 | 9          | 20 314 | 31,76 | 10         | 29 932 | 44,61 | 15         | 27 472 | 37,57 | 11         |
| Unión del Pueblo Leonés (UPL)            | 11 137      | 19,09       | 5           | 6069   | 9,42  | 3          | 3391   | 5,30  | 1          | 4615   | 6,88  | 2          | 7925   | 10,84 | 3          |
| Vox                                      | 5206        | 8,92        | 2           | 3199   | 4,96  | 0          | 511    | 0,80  | 0          | —      | —     | —          | —      | —     | —          |
| Podemos                                  | 2010        | 3,44        | 0           | 3447   | 5,35  | 1          | 5227   | 8,17  | 2          | —      | —     | —          | —      | —     | —          |
| Ciudadanos (CS)                          | 1057        | 1,81        | 0           | 9013   | 13,98 | 4          | 8489   | 13,27 | 4          | —      | —     | —          | —      | —     | —          |
| Izquierda Unida (IU)-León en Común       | Con Podemos | Con Podemos | Con Podemos | 1506   | 2,34  | 0          | 4538   | 7,10  | 2          | 2793   | 4,16  | 0          | 1035   | 1,42  | 0          |

### Organización territorial
- Casco Antiguo
  - Barrio Húmedo
  - Santa Marina
  - Barrio del Mercado
- Barrio de la Inmaculada
- Ventas
- Cantamilanos
- Barrio San Esteban
- La Lastra
- La Chantría
- Fernández Ladreda
- Centro
- San Claudio
- San Mamés
- El Crucero
- Pinilla
- Polígono 58
- Eras de Renueva
- El Ejido
- Polígono X
- Santa Ana
- La Palomera
- La Asunción

Por otra parte, en el municipio, además de la cabecera, se encuentran las localidades de Armunia, Oteruelo de la Valdoncina y Trobajo del Cerecedo.

## Equipamientos y servicios

### Educación
La educación en la ciudad de León depende de la consejería de Educación de la Junta de Castilla y León, que asume las competencias de educación a nivel autonómico.
Educación infantil, primaria y secundaria
La ciudad de León cuenta con numerosos centros de enseñanzas no universitarias. De carácter público, cuenta con 17 centros de educación infantil y primaria, uno de educación especial, 9 de educación secundaria y un centro específico de formación profesional. De carácter privado, la ciudad cuenta con 20 centros, dos de los cuales son de educación especial y uno de formación profesional.
Durante el curso 2019/2020 hubo 5654 alumnos en educación infantil, 10 993 en educación primaria, unos 112 en Educación Especial, y 4663 de Formación Profesional. El total de estudiantes no universitarios está en 32 726 (27 063 en el municipio de León), de los que 19 275 estudian en centros públicos, 13 451 en centros privados o concertados.
En cuanto a las enseñanzas de régimen especial, León cuenta con una Escuela Oficial de Idiomas (en la que se imparten alemán, francés, inglés, italiano, portugués y español para extranjeros), una Escuela de Arte y de Conservación y Restauración de Bienes Culturales, dos Conservatorios de Música (uno de ellos de carácter privado) y un Centro de Educación de Personas Adultas (CEPA).
| Formación            | Alumnos de León y su alfoz | Centros privados | Centros públicos | % públicos sobre total |
| -------------------- | -------------------------- | ---------------- | ---------------- | ---------------------- |
| Educación infantil   | 5654                       | 2519             | 3135             | 55,45 %                |
| Educación primaria   | 10 993                     | 4927             | 6066             | 55,18 %                |
| ESO                  | 7689                       | 3739             | 3950             | 51,27 %                |
| Bachillerato         | 3615                       | 1219             | 2324             | 64,29 %                |
| FP de grado medio    | 1596                       | 285              | 1225             | 76,75 %                |
| FP de grado superior | 2686                       | 478              | 2208             | 82,20 %                |
| FP básica y PCPI     | 381                        | 144              | 237              | 60,20 %                |
| Educación especial   | 112                        | 44               | 68               | 60,71 %                |

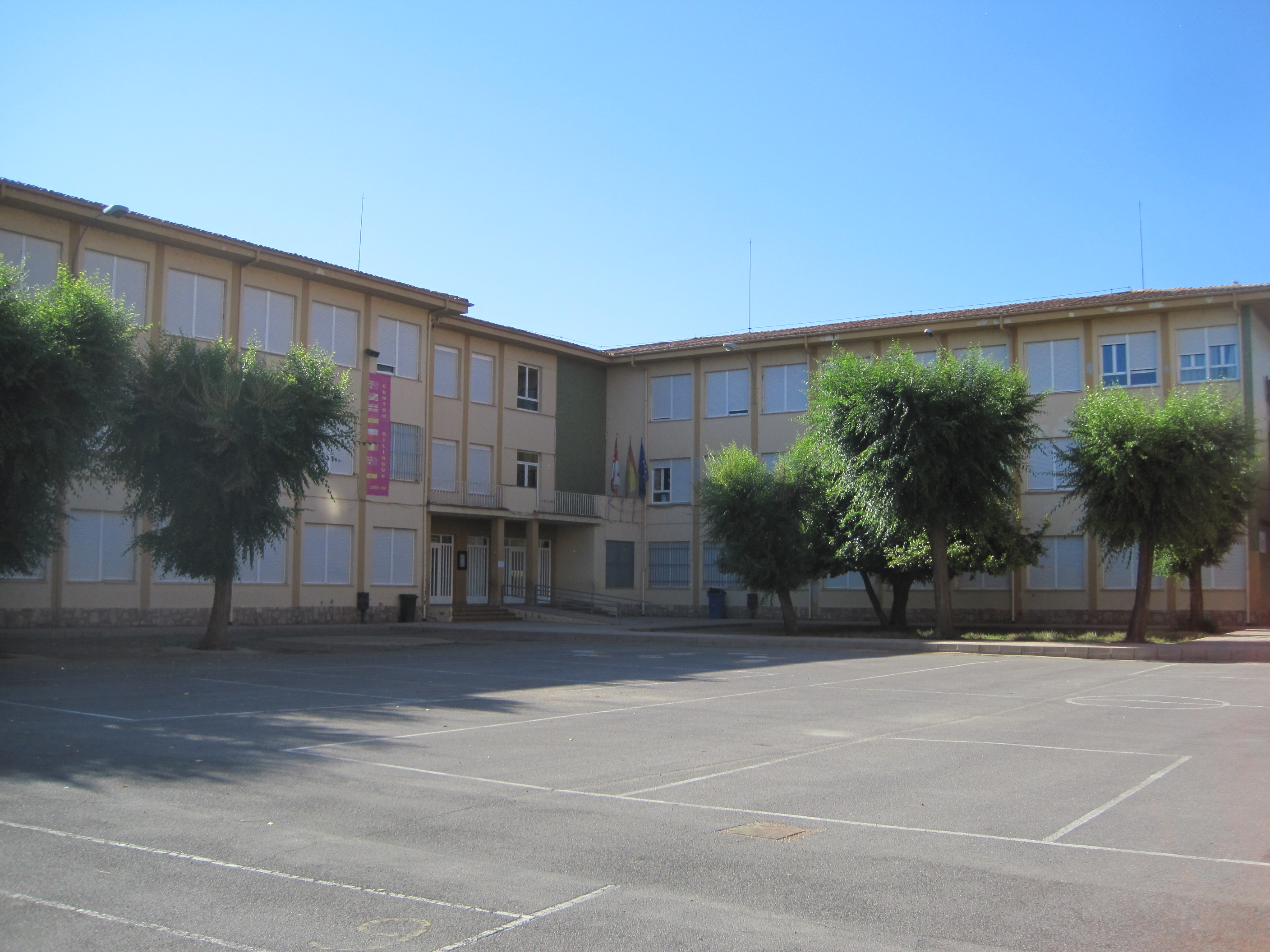
Colegio público Luis Vives
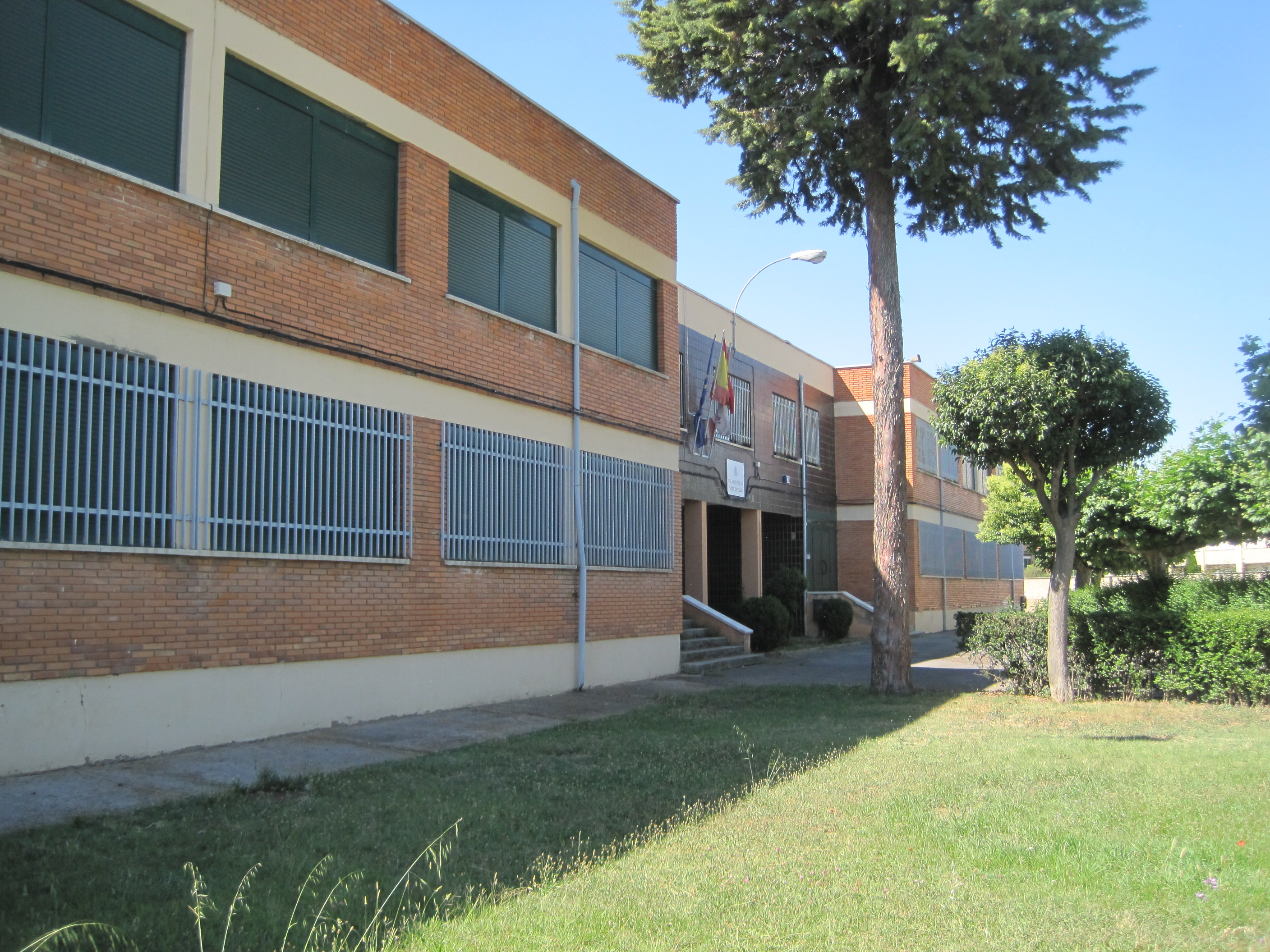
Colegio público Lope de Vega
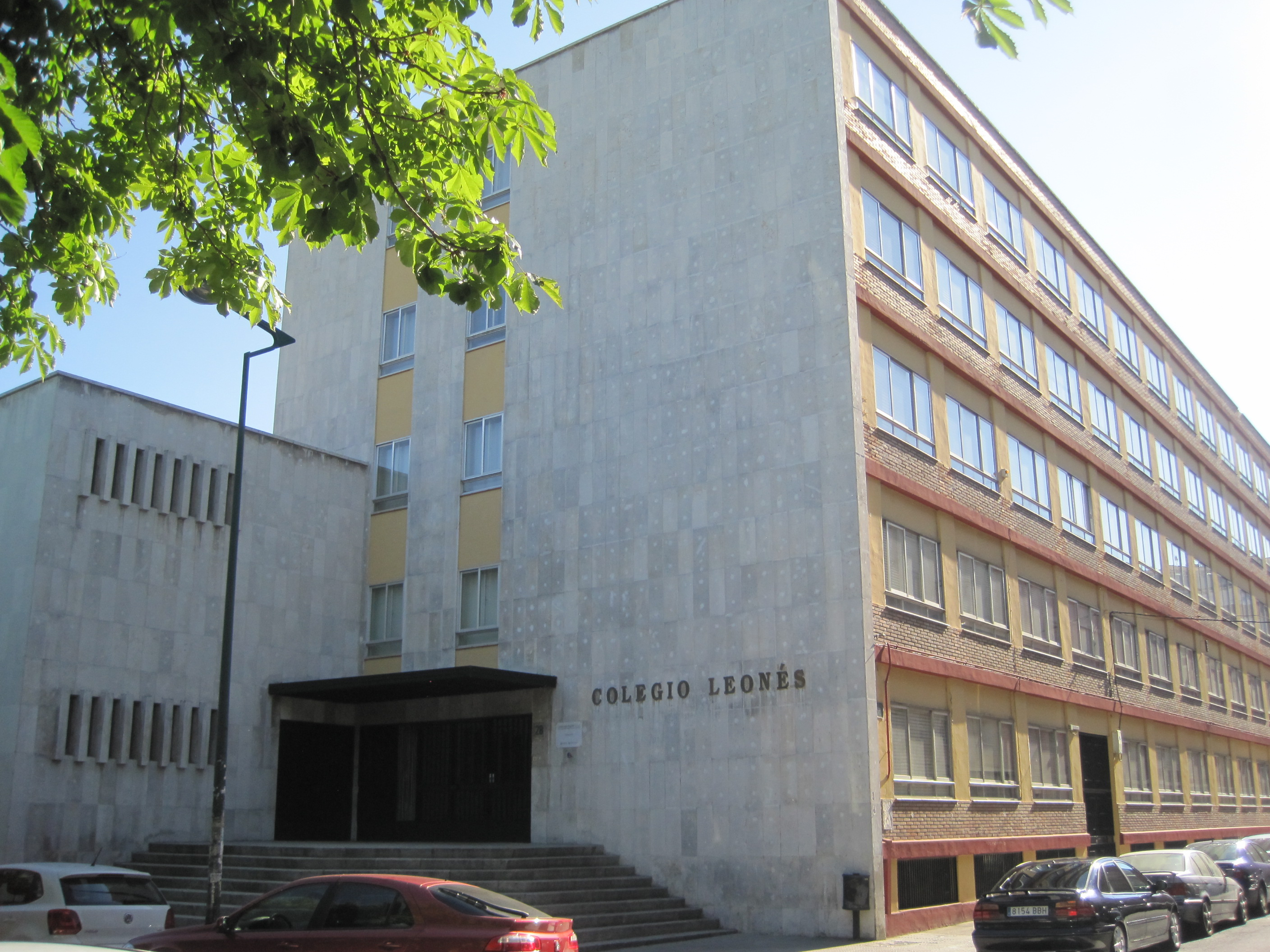
Colegio privado y concertado Leonés
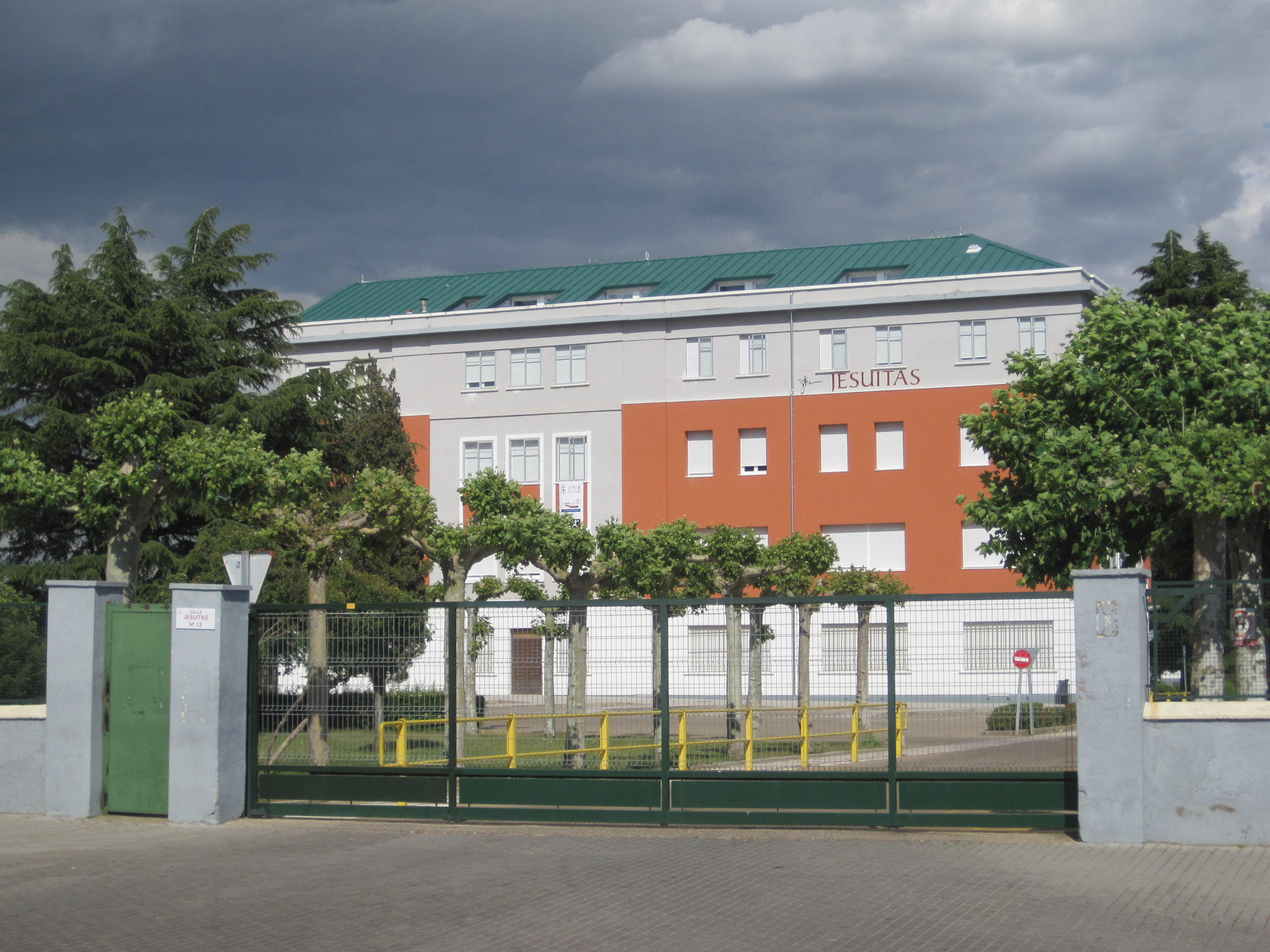
Colegio privado y concertado Jesuitas
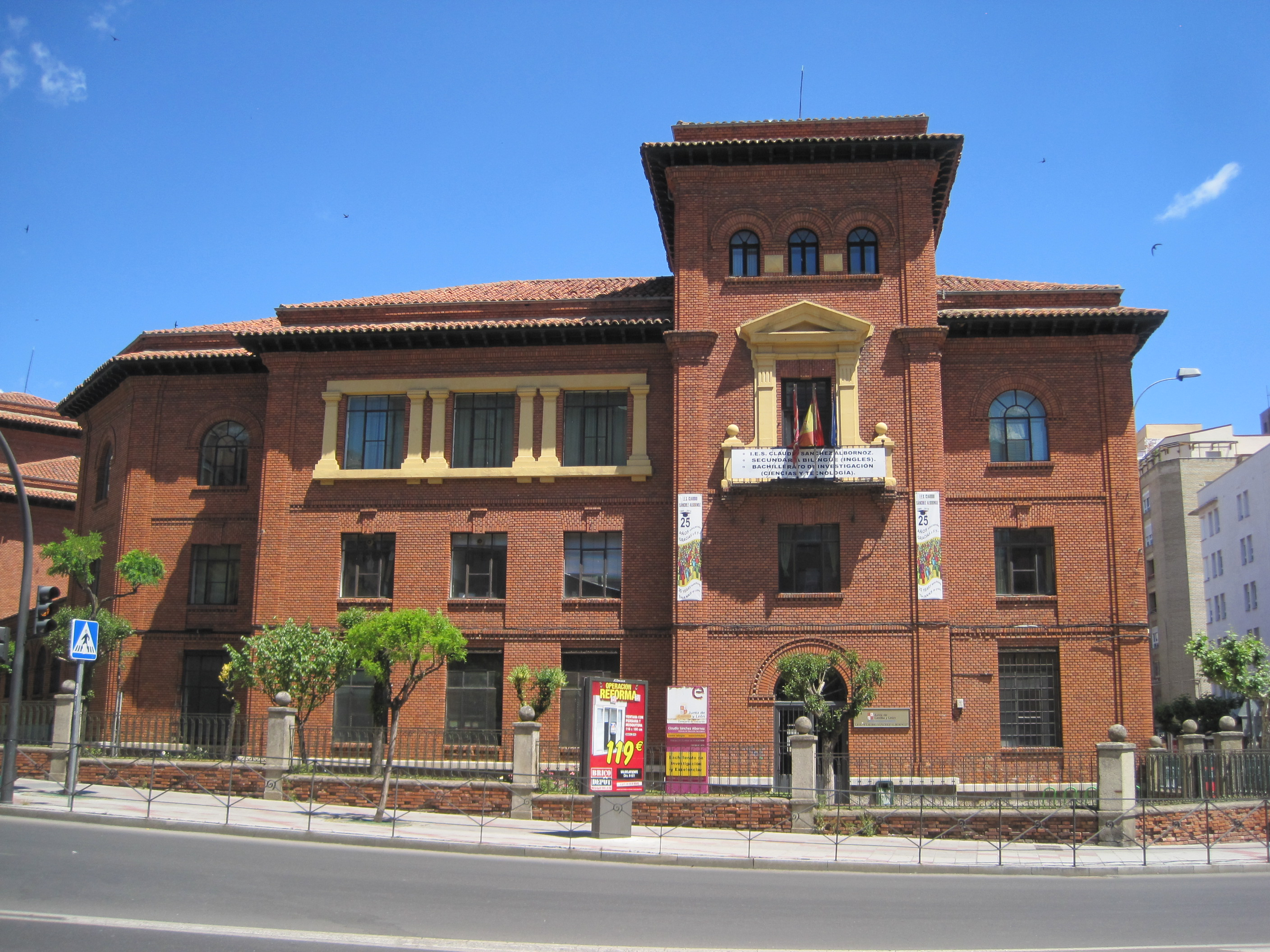
Instituto público Sánchez Albornoz
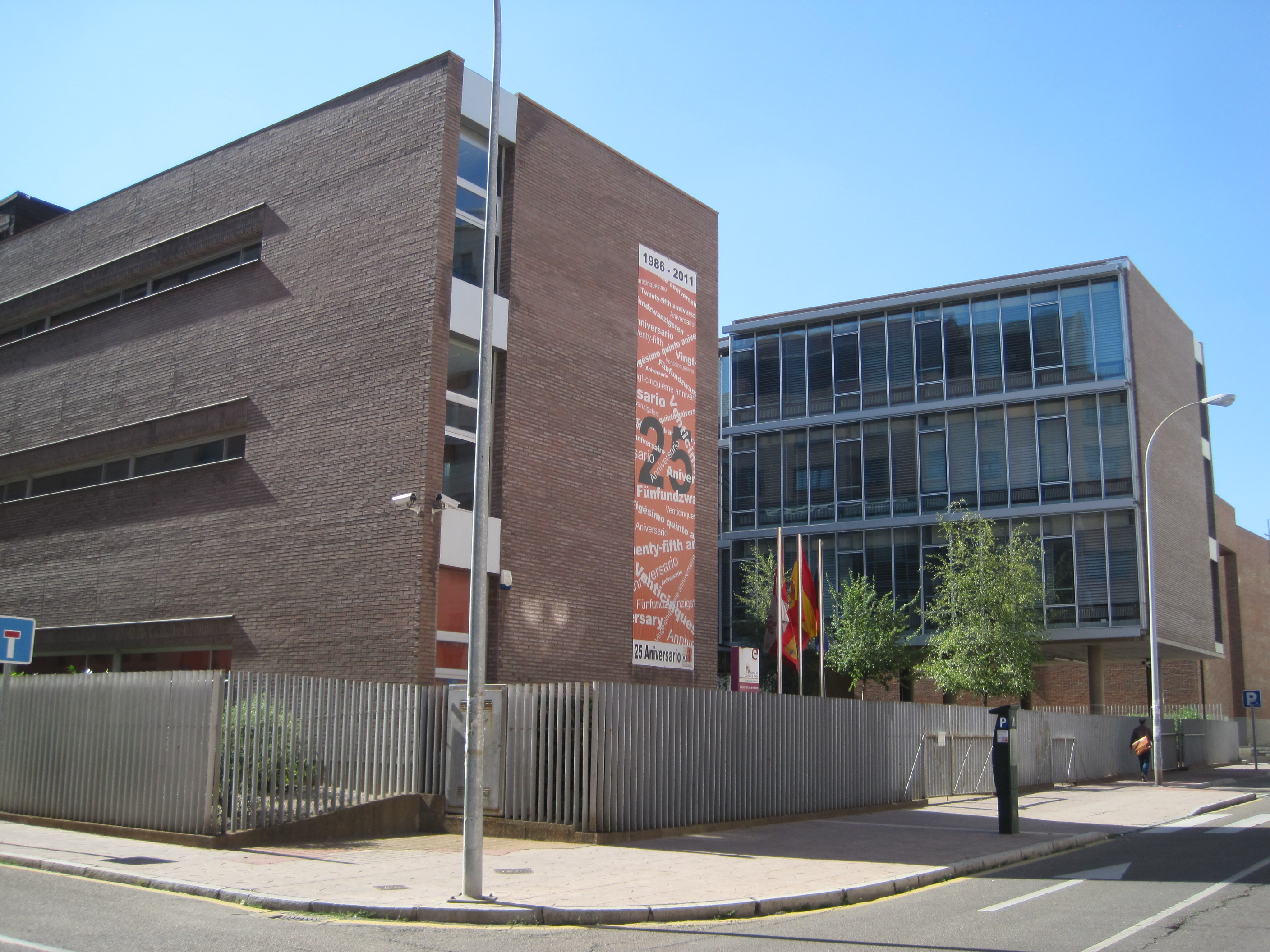
Escuela oficial de idiomas de León

Educación universitaria
La ciudad de León es sede de la Universidad de León y tiene también una sede de la Universidad de Washington en el centro del casco histórico.
La Universidad de León cuenta con 8 facultades (facultad de Veterinaria, Ciencias Biológicas y Ambientales, Educación, Derecho, Filosofía y Letras o Ciencias del Trabajo, entre otras), 6 escuelas y dos centros privados adscritos distribuidos entre los campus de Vegazana y Ponferrada. Junto a ello, la oferta se completa con un centro de idiomas perteneciente a la universidad, un Centro TIC, donde se encuentra el superordenador Caléndula. Asociada a la universidad esta también el Hospital Clínico Veterinario de Castilla y León, donde realizan sus prácticas los estudiantes de la Facultad de Veterinaria, con influencia en Asturias, Cantabria, el País Vasco, además de Castilla y León, un total de 9,5 millones de cabezas de ganado.
| Centro universitario                     | Alumnos | Hombres | Mujeres |
| ---------------------------------------- | ------- | ------- | ------- |
| Ingenierías industrial e informática     | 1519    | 1239    | 283     |
| CC Económicas y empresariales            | 1322    | 625     | 697     |
| Educación                                | 1066    | 309     | 757     |
| CC Biológicas, ambiental y biotecnología | 954     | 391     | 563     |
| Veterinaria                              | 801     | 207     | 594     |
| Filosofía y letras                       | 753     | 305     | 448     |
| Derecho                                  | 647     | 275     | 372     |
| Ciencias de la salud                     | 413     | 69      | 344     |
| Actividad Física y del Deporte           | 381     | 292     | 89      |
| Ciencias del trabajo                     | 172     | 63      | 109     |
| Ingeniería técnica minera                | 137     | 97      | 40      |
| Superior y Técnica Ing. Agraria          | 87      | 61      | 26      |
| Trabajo social                           | 60      | 14      | 46      |

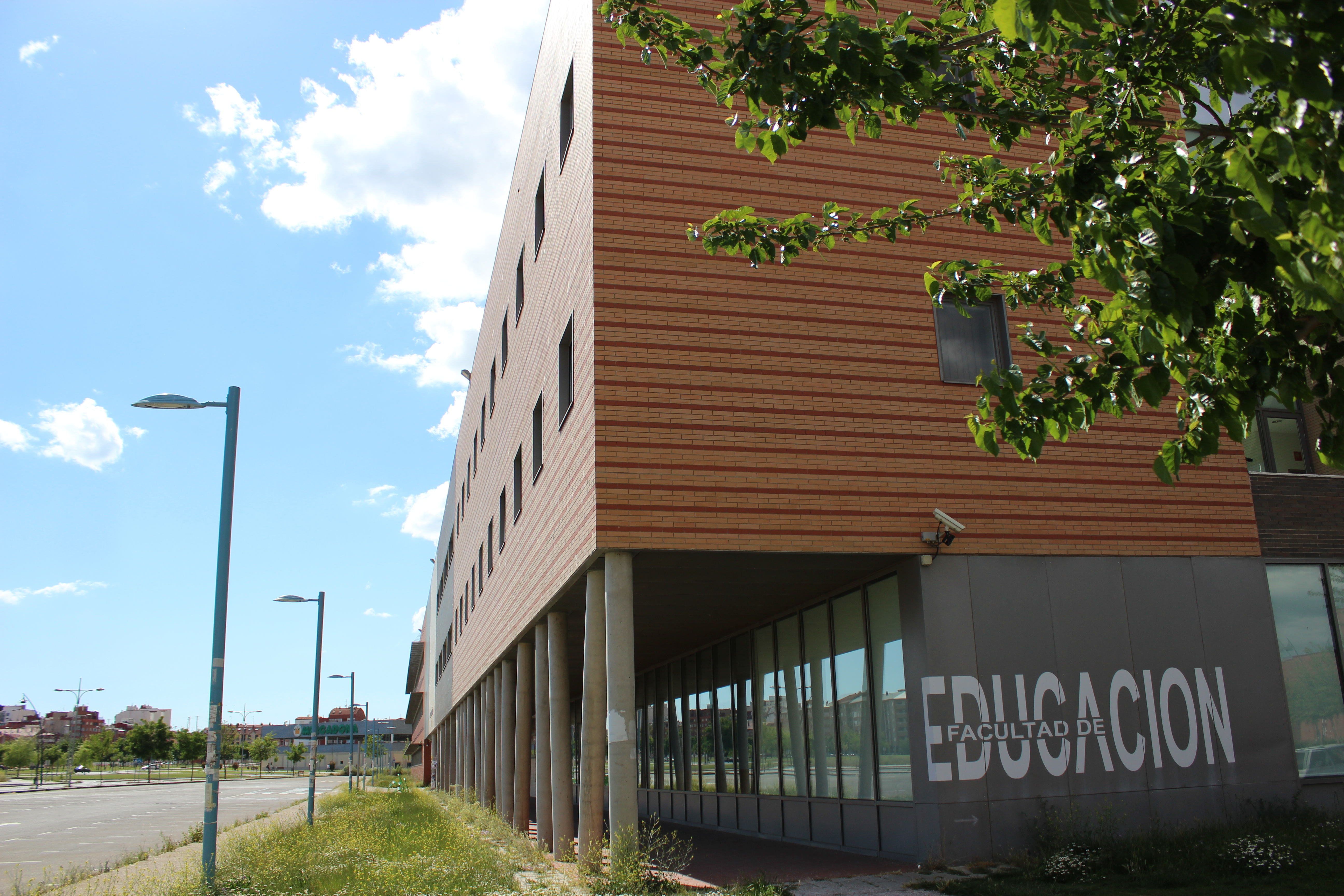
Facultad de Educación
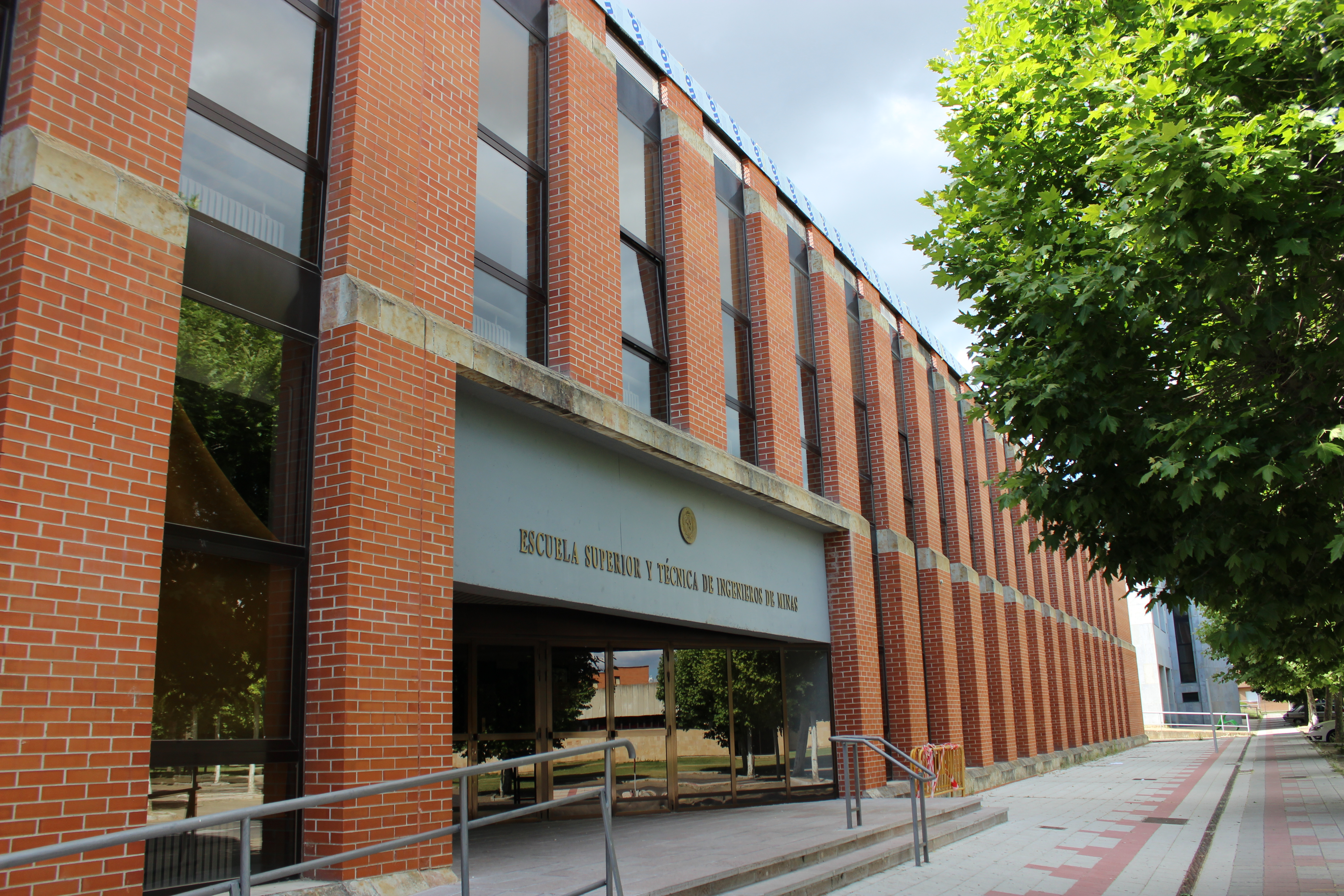
Escuela de enfermería
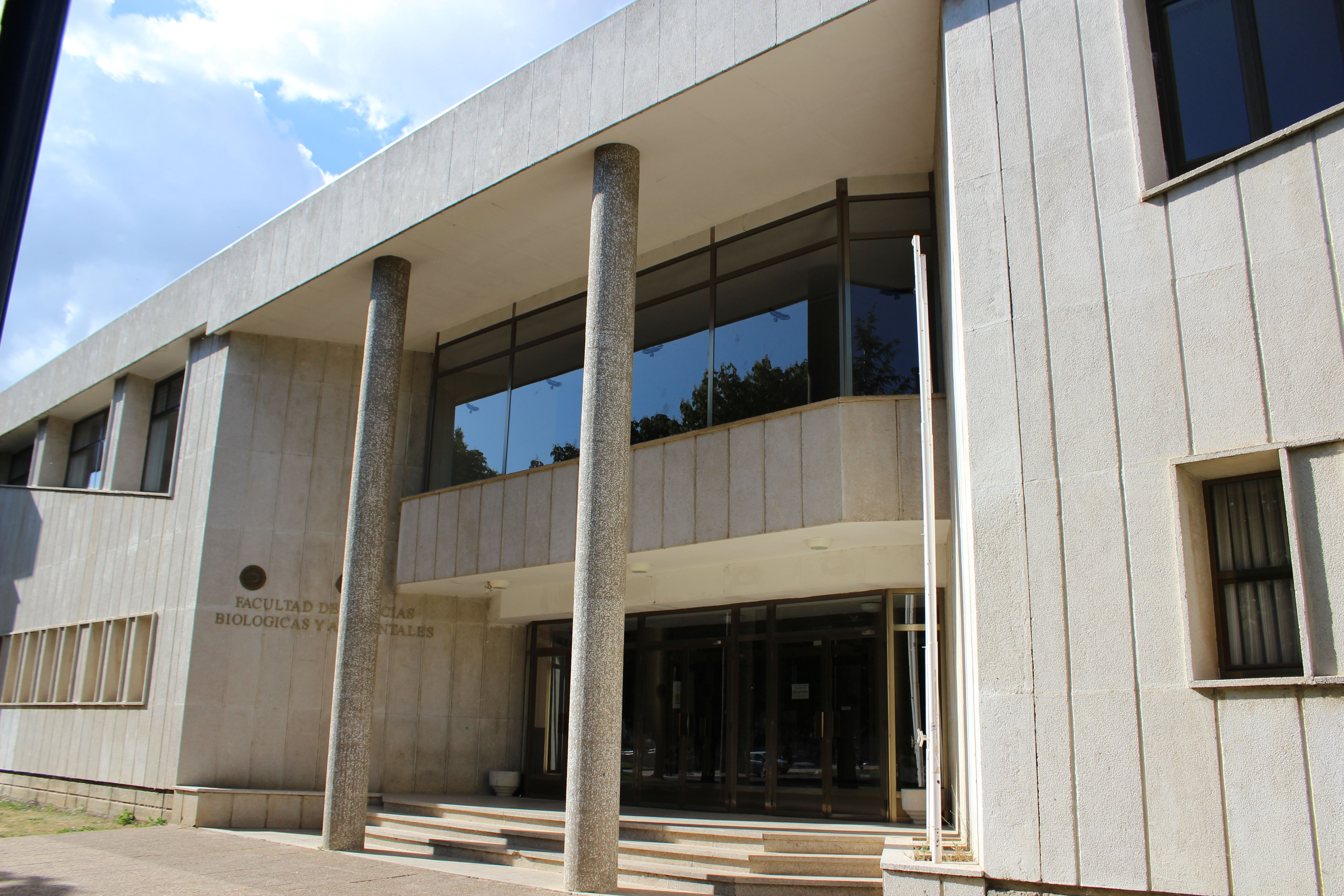
Facultad de ciencias biológicas
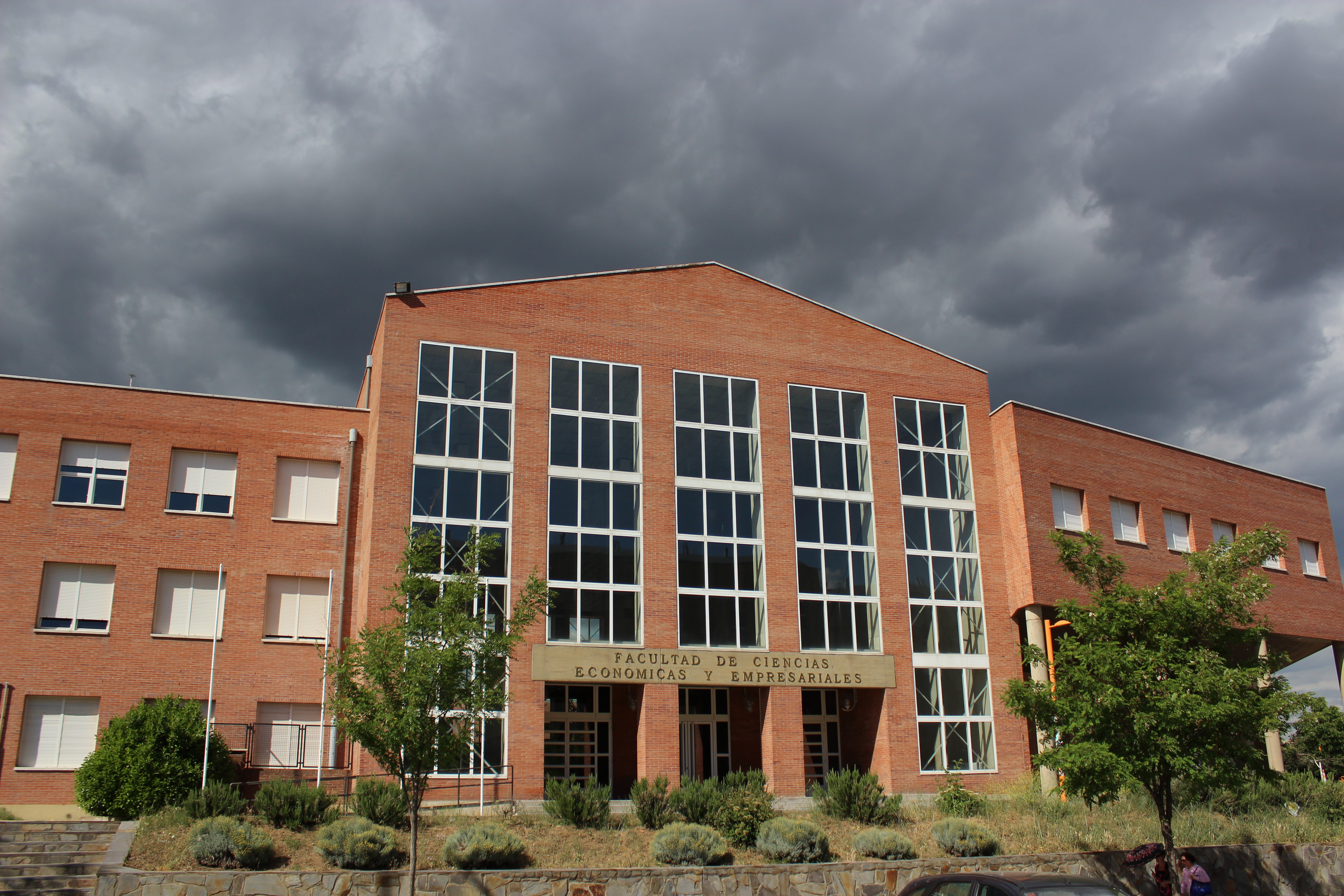
Facultad de ciencias económicas
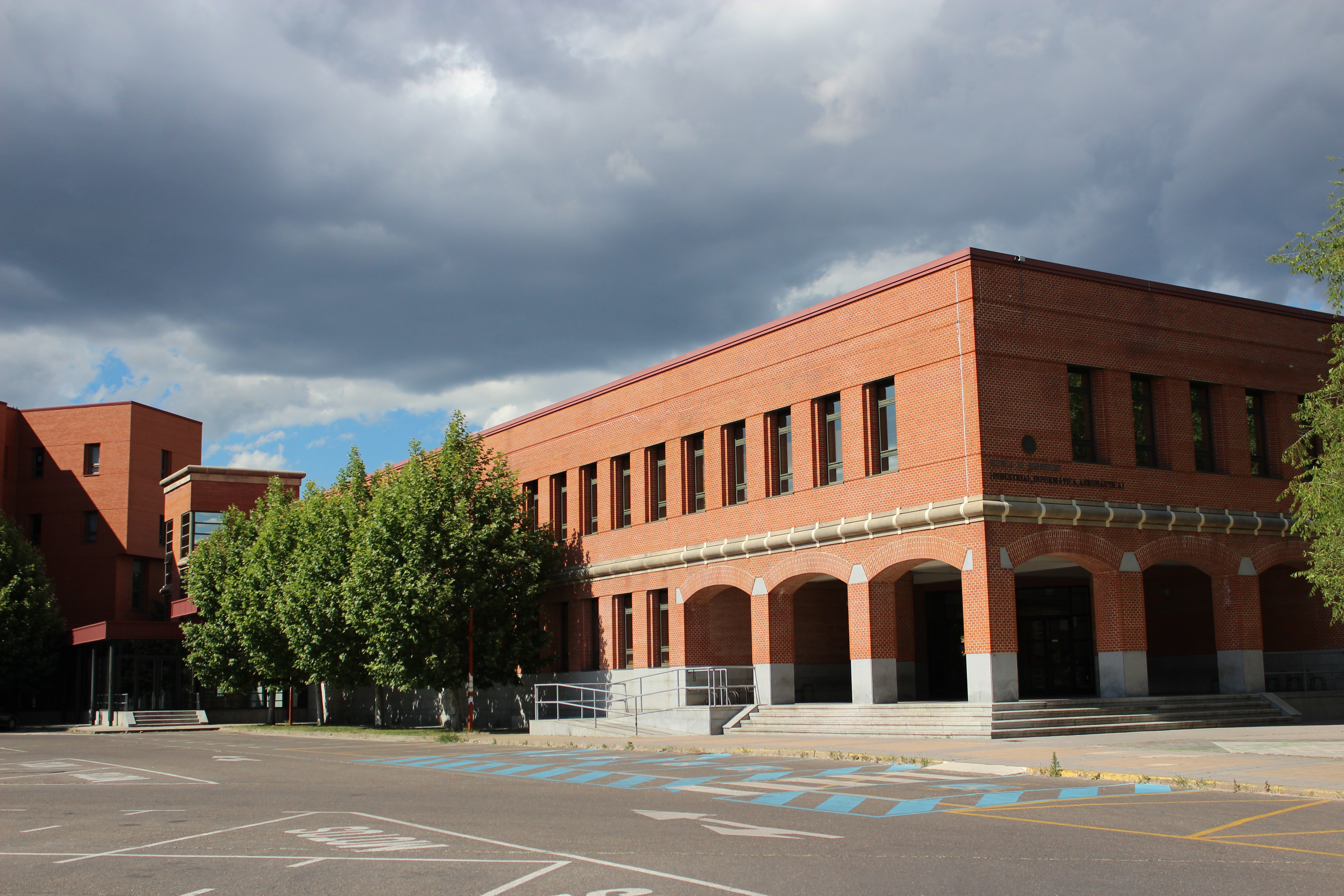
Escuela de ingenierías
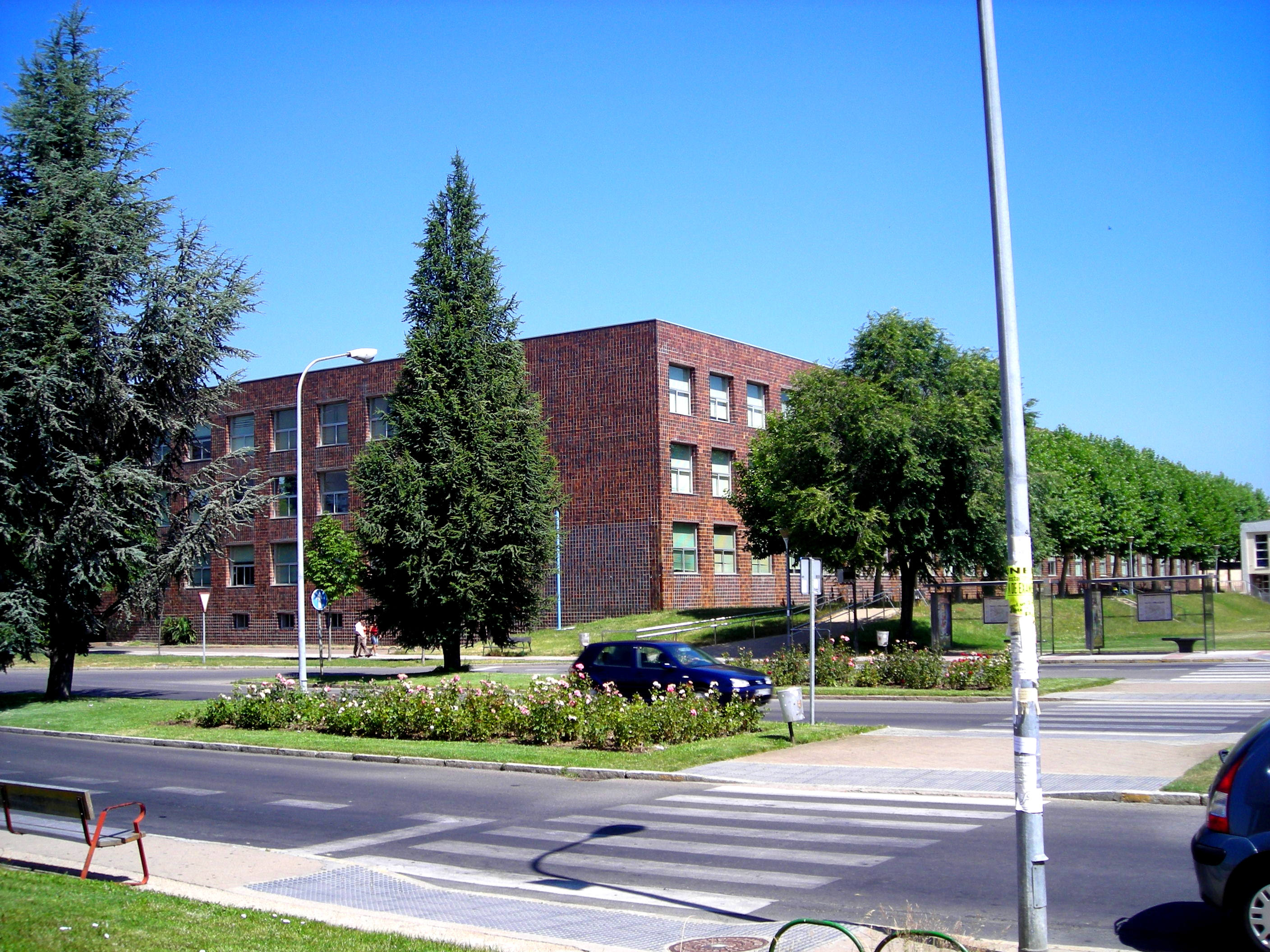
Facultad de filosofía
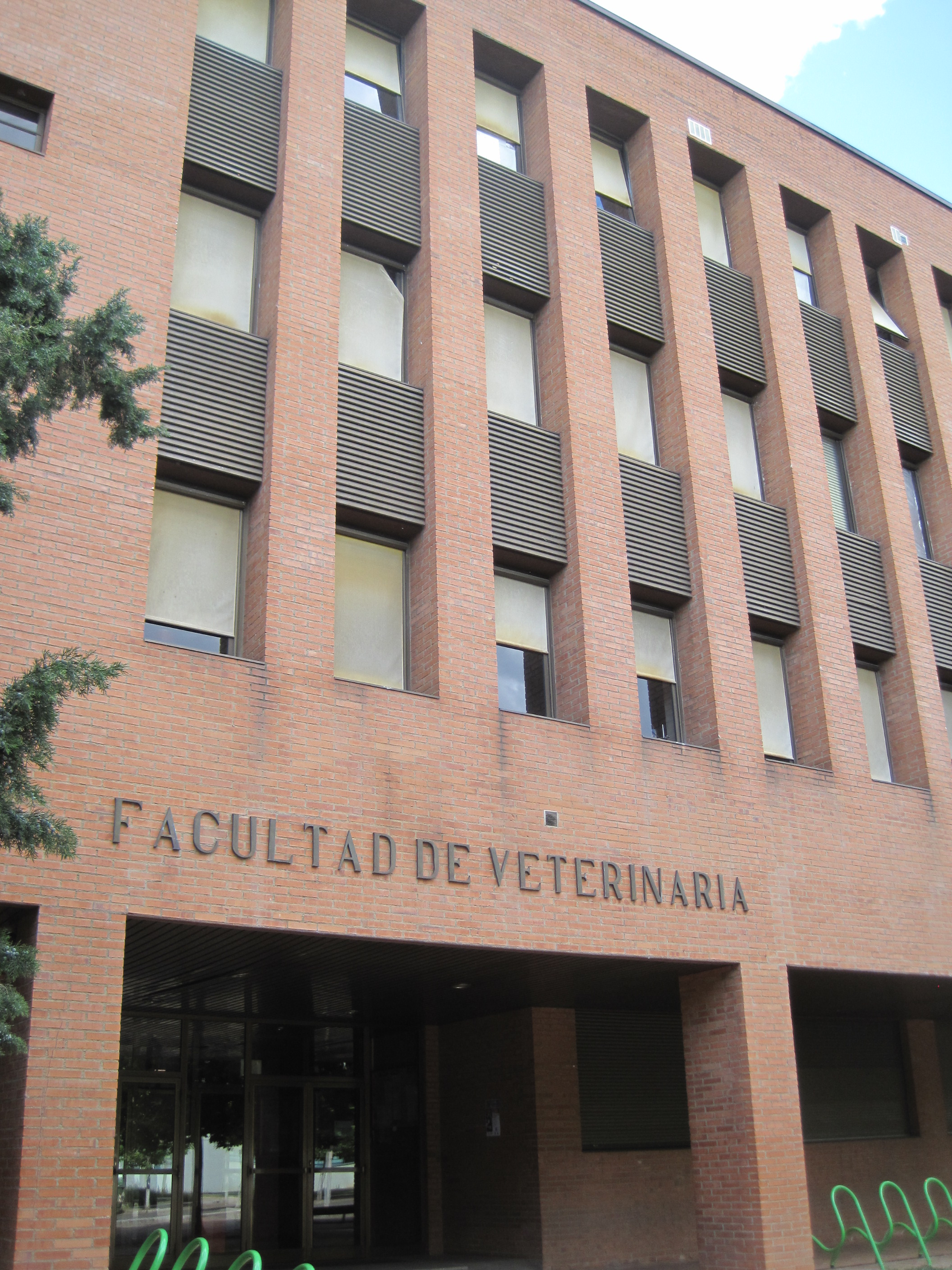
Facultad de veterinaria

### Sanidad

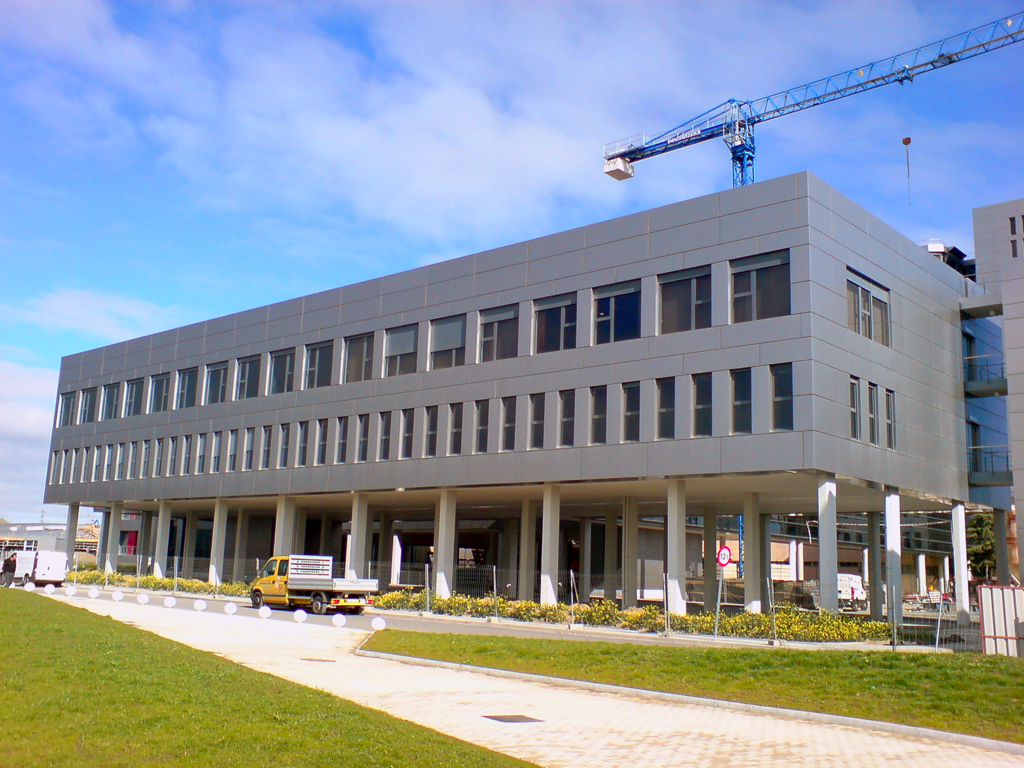
Un módulo del Hospital de León

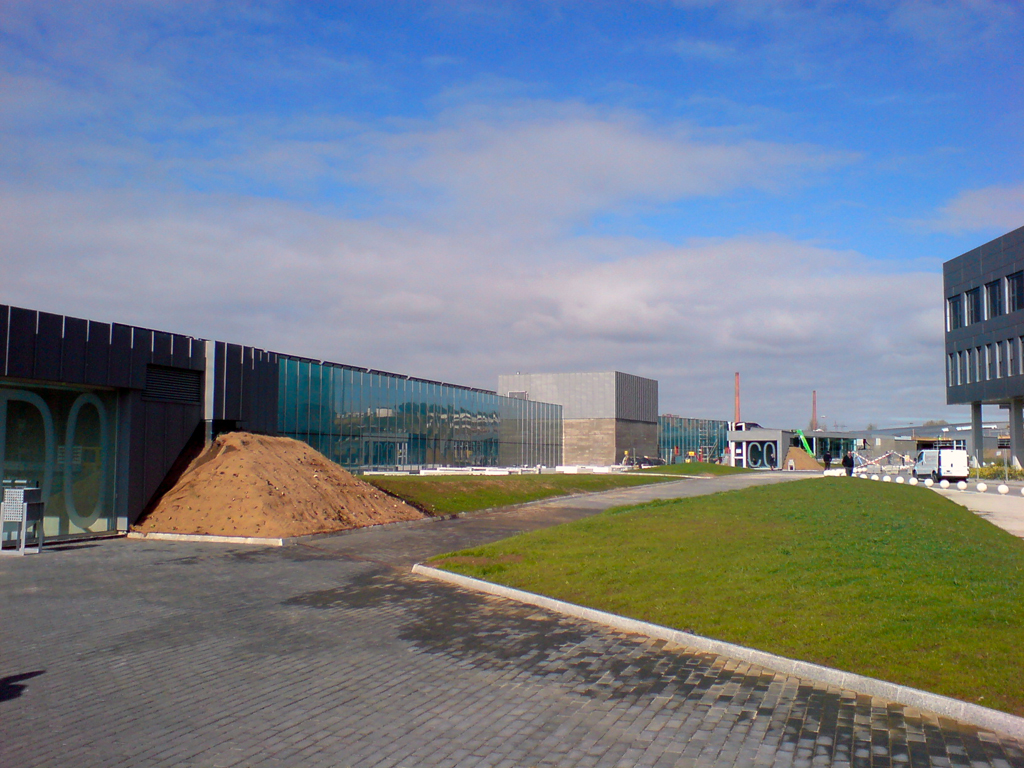
Estacionamiento del hospital

El sistema sanitario de la ciudad de León se divide entre las prestaciones del sistema público de salud, gestionado por Sacyl (Sanidad Castilla y León), y las que realiza la medicina privada. La Ley 1/1993, de 6 de abril, de Ordenación del Sistema Sanitario, divide la atención sanitaria en tres niveles de atención: primaria, especializada y continuada.
La atención primaria en la provincia se divide en dos Áreas de Salud, El Bierzo y León. Esta última engloba 28 Zonas Básicas de Salud, correspondiendo a la capital 7 de las mismas. Para desarrollar esa atención primaria, León cuenta con 7 centros de salud, los de Eras de Renueva, La Palomera, El Crucero, Armunia, La Condesa y los dos de José Aguado.
Para la atención especializada, la ciudad cuenta con el Hospital de León, el cual lo conforman varios centros:
- Hospital de León: situado en los Altos de Nava, en el límite con el municipio de Villaquilambre. Si bien forma un único complejo, este es resultado de un largo proceso de reforma y ampliación emprendido en 1999 y todavía sin finalizar. Tal proceso tenía el objetivo de integrar la antigua Residencia Virgen Blanca (Seguridad Social), inaugurada en 1968, y el Hospital Princesa Sofía (Diputación Provincial de León), construido en 1974, que inicialmente actuaban de forma paralela hasta la firma de un convenio en 1990 por el que ambos centros fueron asumidos por el INSALUD, siendo posteriormente transferidas las competencias a la Junta de Castilla y León. Cuenta con 795 camas.
- Hospital San Antonio Abad: situado junto a los edificios Virgen Blanca y Princesa Sofía, no queda integrado en el complejo hospitalario. Fue construido a comienzos del siglo XX y alberga diferentes servicios no asistenciales, además hasta 2009 albergaba la Escuela Universitaria de Ciencias de la Salud de la Universidad de León, actualmente en el Campus de Vegazana.
- Hospital Monte San Isidro: antiguo hospital de tuberculosos, situado en el paraje natural del Monte de San Isidro, se integró en el Hospital de León en enero de 2002. Cuenta con 145 camas.
- Hospital Santa Isabel: situado en el Alto del Portillo, también se integró en el Hospital de León en 2002. Cuenta con 90 camas.
- Igualmente, en el complejo asistencial se integran también dos centros de especialidades, el de La Condesa y el de José Aguado.

En cuanto a la sanidad privada, además de numerosas consultas particulares, existen 4 centros hospitalarios: la Clínica San Francisco, que cuenta con 94 camas y aglutina gran número de especialidades, la Clínica López Otazú, el Hospital de San Juan de Dios, perteneciente a la Orden Hospitalaria San Juan de Dios, que se encuentra en el límite municipal entre San Andrés del Rabanedo y León y cuenta con 234 camas y el Hospital de Nuestra Señora de Regla, con 120 camas y administrado por la Obra Hospitalaria Nuestra Señora de Regla, perteneciente al Obispado de León.

### Servicios sociales
Los servicios sociales en la ciudad de León son gestionados por la Concejalía de Bienestar Social. Esta cuenta con una serie de programas sociales como Ayudas de Emergencia Social, Servicio de Apoyo a las Familias, Servicio de Ayuda a Domicilio, Servicio de Información y Orientación, Servicio de Teleasistencia y Minorías Étnicas.
Entre los medios que ofrece están el Hogar Municipal de Transeúntes, el Centro Municipal de Atención a Inmigrantes (CEMAI), el Centro Municipal de Acción Voluntaria y Cooperación (CAV) y 8 CEAS, los cuales dan cobertura a los distintos barrios y prestan los llamados Servicios Sociales Básicos, como por ejemplo Servicio de Apoyo a la Familia y Convivencia, Servicio de Atención a la Mujer o Servicio de Animación Comunitaria.

### Abastecimiento
Electricidad
Del transporte de la energía eléctrica por todo el territorio nacional se ocupa la empresa Red Eléctrica de España. La distribución de la electricidad en León la realiza Endesa-Distribución, del grupo Endesa. El consumo total de energía eléctrica durante el segundo trimestre de 2008 fue de 615 149 MWh, de los que 203 427 MWh correspondieron al consumo doméstico.
Derivados del petróleo
León y su provincia se abastecen de combustibles derivados del petróleo (gasolina y gasóleo) desde las instalaciones de almacenamiento que la Compañía Logística de Hidrocarburos (CLH) posee en la localidad de Vega de Infanzones, cercana a León.
Gas natural
El gas natural que se consume en León proviene, como en la mayor parte de España, principalmente de Argelia. Es transportado por una red básica en alta presión responsabilidad de Enagás, desde donde se distribuye a viviendas e industrias por las instalaciones de Gas Natural Castilla y León.
EREN

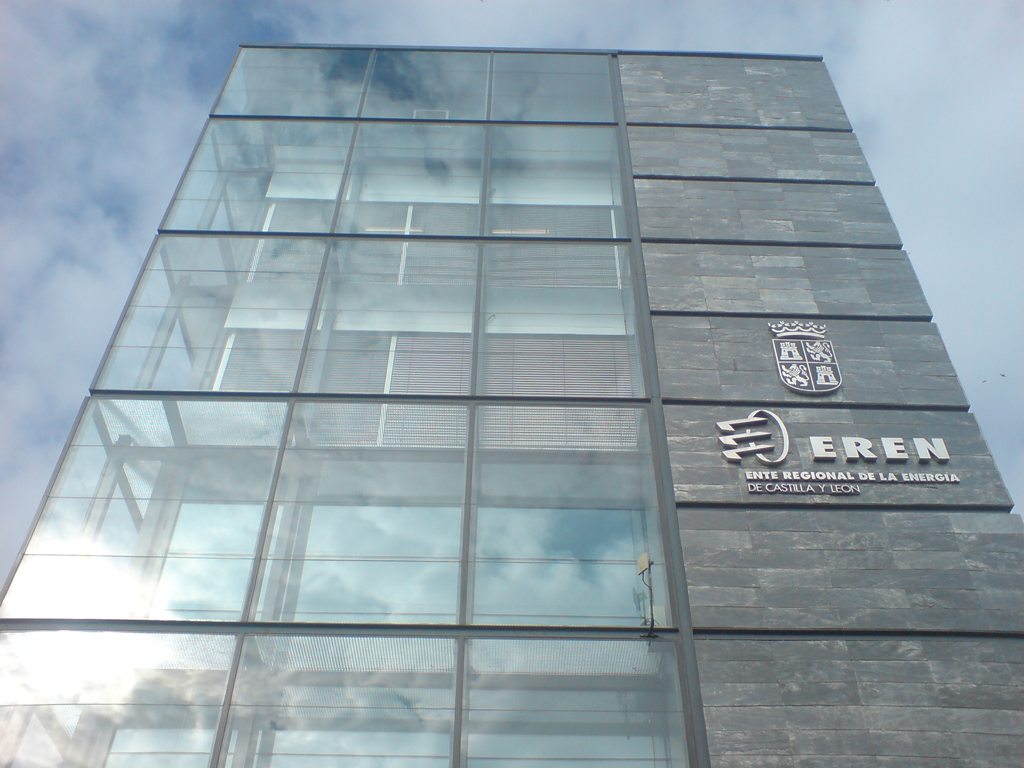
Edificio del Ente Regional de la Energía (EREN)

El Ente Regional de la Energía es un organismo público dependiente de la consejería de Economía y Empleo de la Junta de Castilla y León, creado el 3 de diciembre de 1996, sus funciones son las de asesorar en materia energética a las empresas de la comunidad autónoma de Castilla y León, promoviendo subvenciones a fin de mejorar la eficiencia energética en el sector empresarial y en las administraciones públicas.
Su sede se encuentra en un edificio vanguardista situado en el barrio de Eras de Renueva, enfrente del MUSAC y al lado del Tanatorio de SERFUNLE. Es la sede del organismo regional que se dedica a la planificación de la energía en la autonomía y servir de apoyo para las decisiones en el campo de la energía con la realización de estudios sobre la viabilidad e incidencia económica de dichas decisiones. En el EREN funcionan 21 m cuadrados de paneles térmicos y una instalación fotovoltaica de 5 kWh, para auto abastecimiento energético del edificio.
Agua potable
El abastecimiento de agua a León lo realiza la entidad Aguas de León. Antiguamente, el agua se tomaba de los ríos Luna y Torío y de cinco perforaciones hechas en el área Bernesga-Torío, pero debido a las frecuentes restricciones estivales, se tomó la decisión de tomar agua del río Porma, corriente abajo del embalse Juan Benet. Este se sitúa en la zona norte de la provincia, en el municipio de Boñar, y cuenta con una capacidad de 317 hm³.
A su llegada a León, la conducción de agua termina en la estación de tratamiento de agua potable (ETAP), que se encuentra en la localidad de Villavante. Por su parte, la depuración de las aguas residuales se lleva a cabo en la estación de depuración de aguas residuales (EDAR), situada junto al río Bernesga, en la localidad de Trobajo del Cerecedo. Esta estación sirve a la Mancomunidad Municipal para el Saneamiento Integral de León y su Alfoz (SALEAL) (integrada por los municipios de León, San Andrés del Rabanedo, Villaquilambre, Santovenia de la Valdoncina y Sariegos), la cual es titular del Servicio Público de Tratamiento y Depuración de Aguas Residuales.

### Residuos y limpieza
Urbaser es la empresa responsable de la gestión de los residuos sólidos urbanos y la limpieza de las vías públicas de León. Entre otros servicios, la ciudad cuenta con recogida selectiva de residuos, dos puntos limpios fijos, un punto limpio móvil y servicio de recogida puerta a puerta.
León pertenece al Consorcio Provincial de Residuos (GERSUL), el cual gestiona los residuos urbanos generados en toda la provincia mediante su tratamiento en tres plantas de clasificación y un Centro de Tratamiento de Residuos (CTR), ubicado en San Román de la Vega, en el municipio de San Justo de la Vega.

### Alimentación
La encargada del abastecimiento de la ciudad es la entidad Mercados Centrales de Abastecimiento de León (Mercaleón). Se creó el 29 de diciembre de 1989 como resultado de la colaboración del Ayuntamiento de León y la Empresa Nacional de Mercados Centrales de Abastecimiento S.A. (Mercasa) para la distribución al por mayor de productos perecederos en la ciudad de León y su área de influencia. Inició su actividad en abril de 1993, siendo una de las 23 unidades alimentarias de Mercasa, que a su vez depende de la Sociedad Estatal de Participaciones Industriales (SEPI) y del Ministerio de Medio Ambiente, Medio Rural y Marino.
Sus instalaciones, que cubren una superficie de 41 185 m², albergan a 32 empresas, de las cuales 17 son mayoristas (frutas, hortalizas y pescados) y el resto se dedica a tareas de distribución, logística o servicios a usuarios. Cuenta con un mercado de frutas y hortalizas, un mercado de pescados, un pabellón polivalente y servicios complementarios para facilitar el desarrollo de la actividad en el centro.
Su área de influencia no solo se limita a León y su provincia, sino que se extiende incluso a otras provincias limítrofes como Lugo, Orense, Asturias, Zamora y Palencia, facilitado por su situación estratégica y por la mejora de las vías de comunicación en el noroeste peninsular.

## Cultura

### Arquitectura

#### Iglesias
Catedral de León
Templo gótico dedicado a Santa María, fue comenzada a construir en el reinado de Alfonso X el Sabio a mediados del siglo XIII sobre la antigua catedral románica, que a su vez ocupaba los terrenos del Palacio Real que cediera Ordoño II para ello y que, a su vez, se asentaba sobre las termas romanas. De planta similar a la catedral francesa de Reims, tiene reducida su planta en 1/3 con respecto a esta. Una característica peculiar es que las torres aparecen separadas de la nave central mediante arbotantes. Su planta es de tres naves, con bóveda de crucería. Trabajaron en ella distintos arquitectos como el Maestro Simón, el Maestro Enrique y Juan Pérez (estos dos empleados por entonces también en la catedral de Burgos) y el Maestro Jusquín. El cuerpo principal del edificio fue terminado a principios del siglo XIV junto al claustro y la torre norte, mientras que la torre sur fue terminada en el siglo XV, en estilo gótico flamígero. En los siglos XVII y XVIII sufrió modificaciones estéticas por parte de Juan de Náveda y Joaquín de Churriguera, elementos que provocaron daños al edificio y fueron retirados en el siglo XIX por Matías Laviña, Juan Madrazo, Demetrio de los Ríos, Juan Bautista Lázaro y Juan Crisóstomo Torbado, muchos de los cuales llevaron a cabo la intensa restauración decimonónica que salvó el templo de la ruina, además de devolverle su esencia gótica original. Lo más impresionante es su interior, destacando los más de 1800 m cuadrados de vidrieras de los siglos XIII al XVI, incluyendo tres grandes rosetones y vidrieras en la parte baja y el triforio, algunas de ellas añadidas en las restauraciones del siglo XIX.

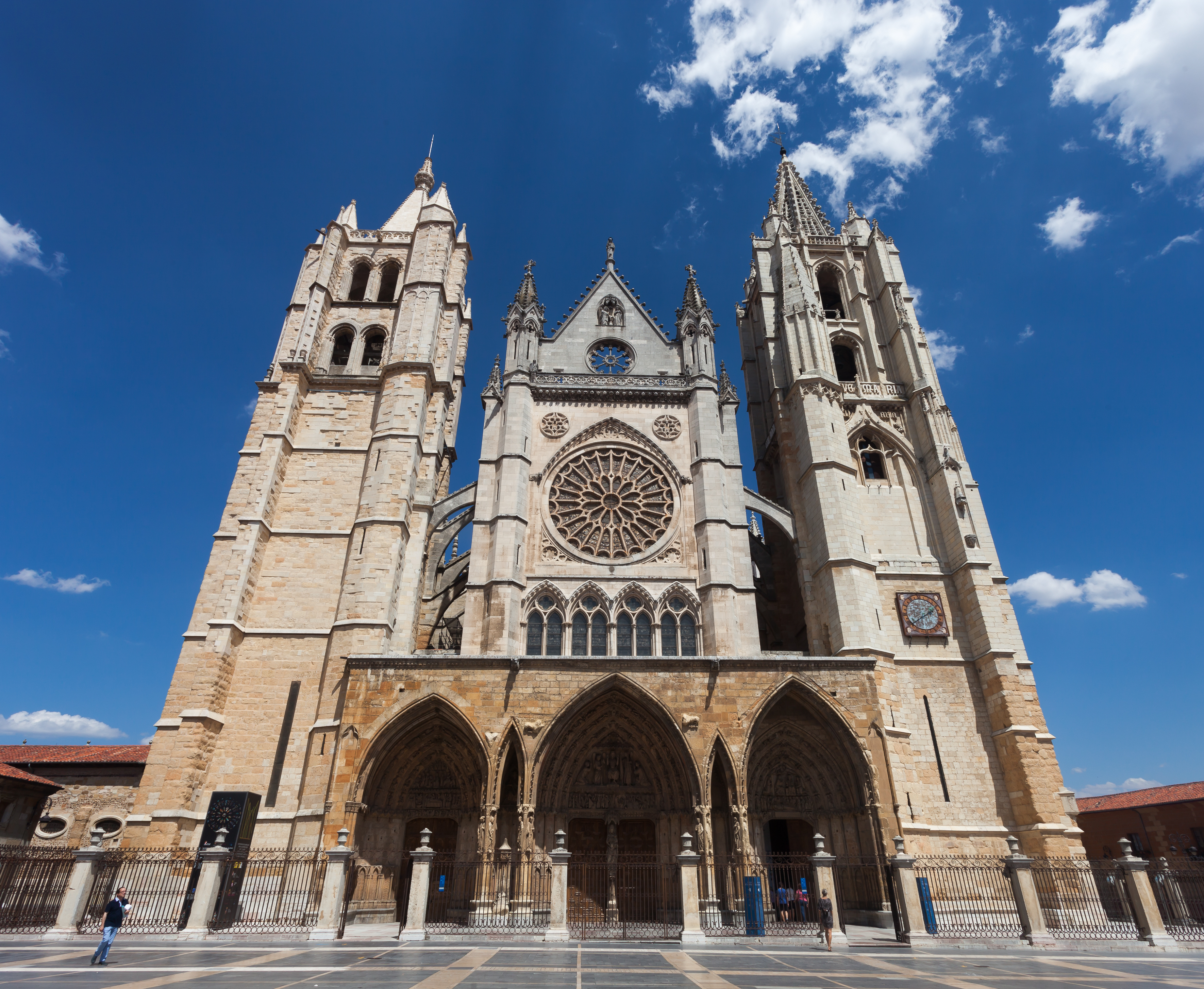
Fachada oeste de la catedral
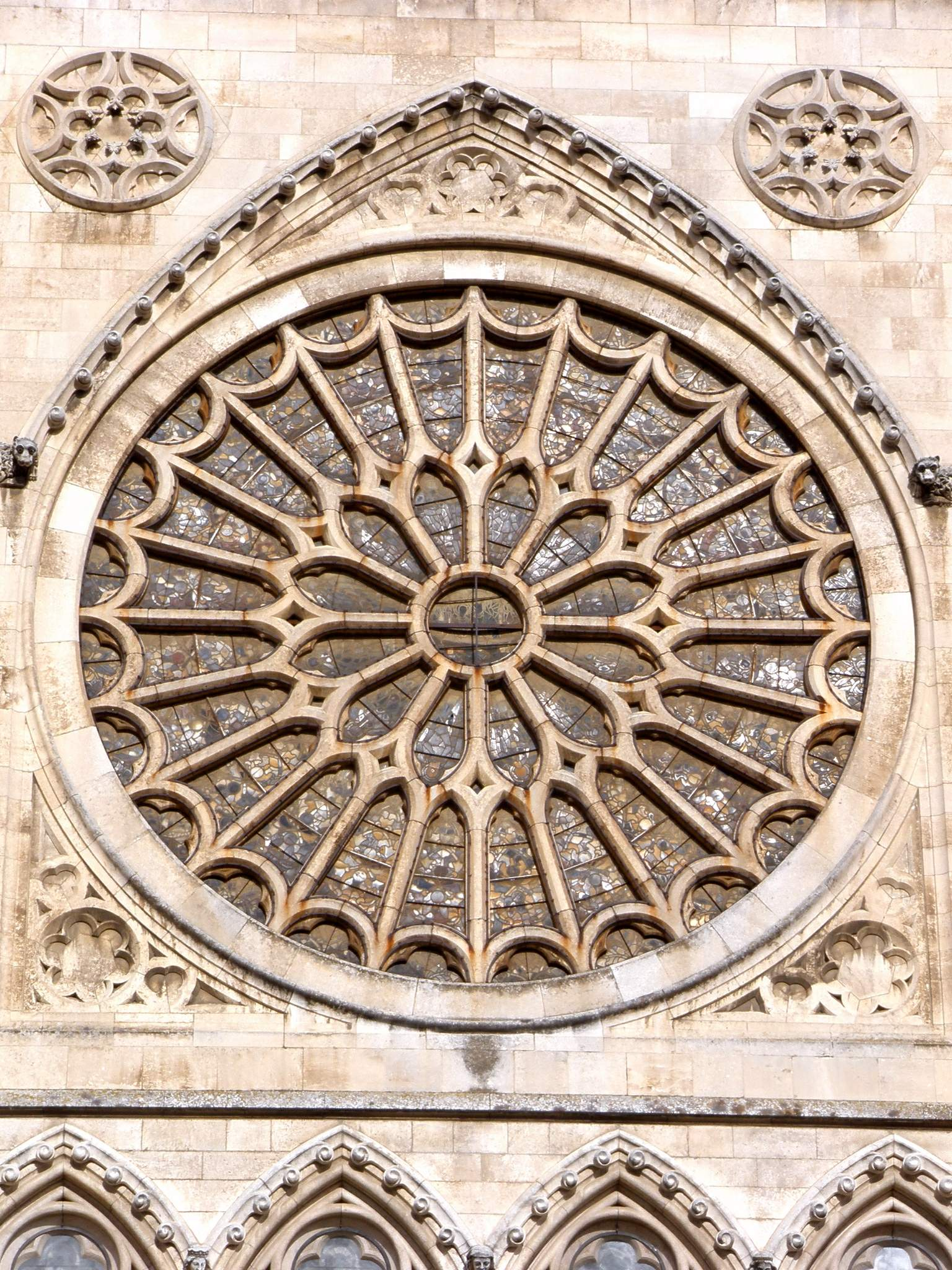
Detalle del rosetón oeste
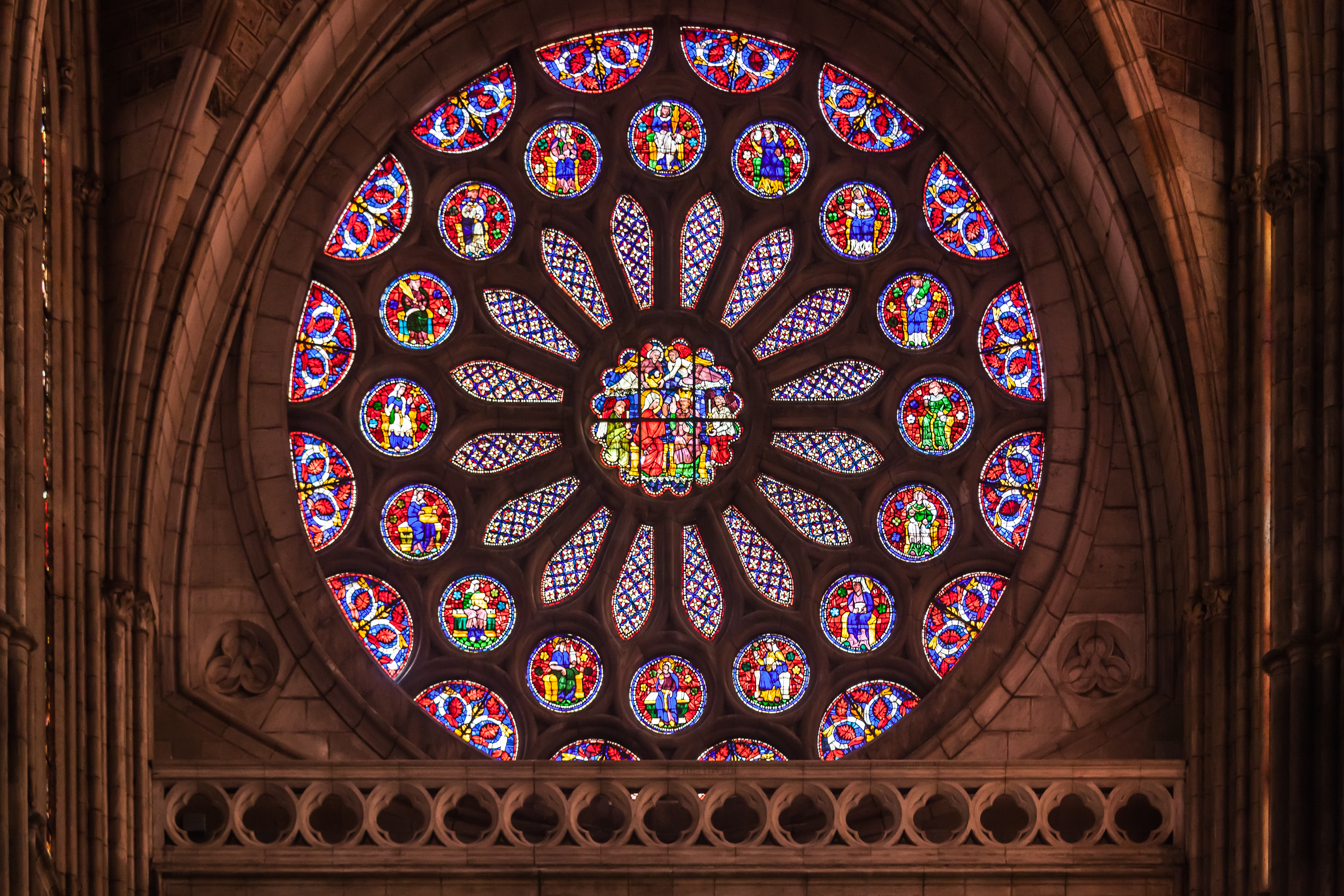
Rosetón sur, desde el interior
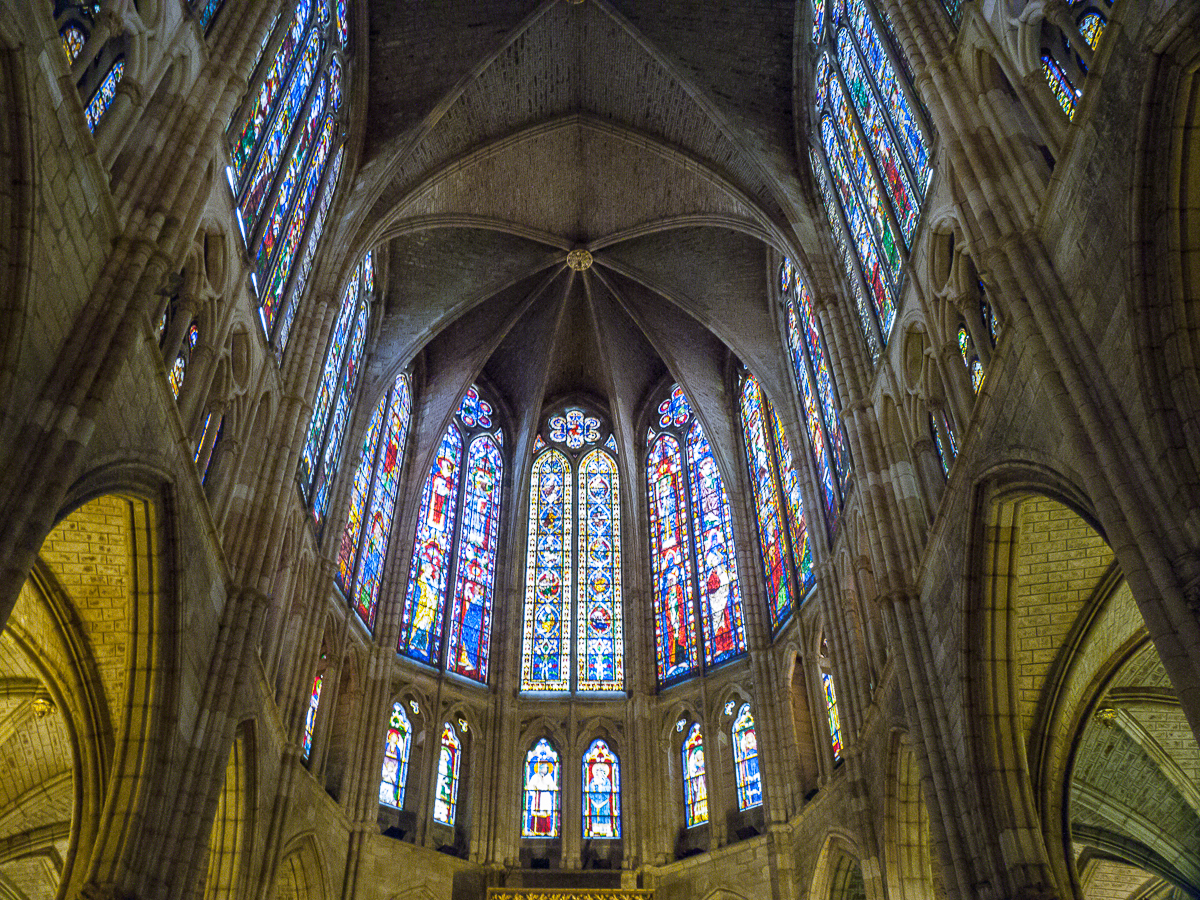
Vidrieras
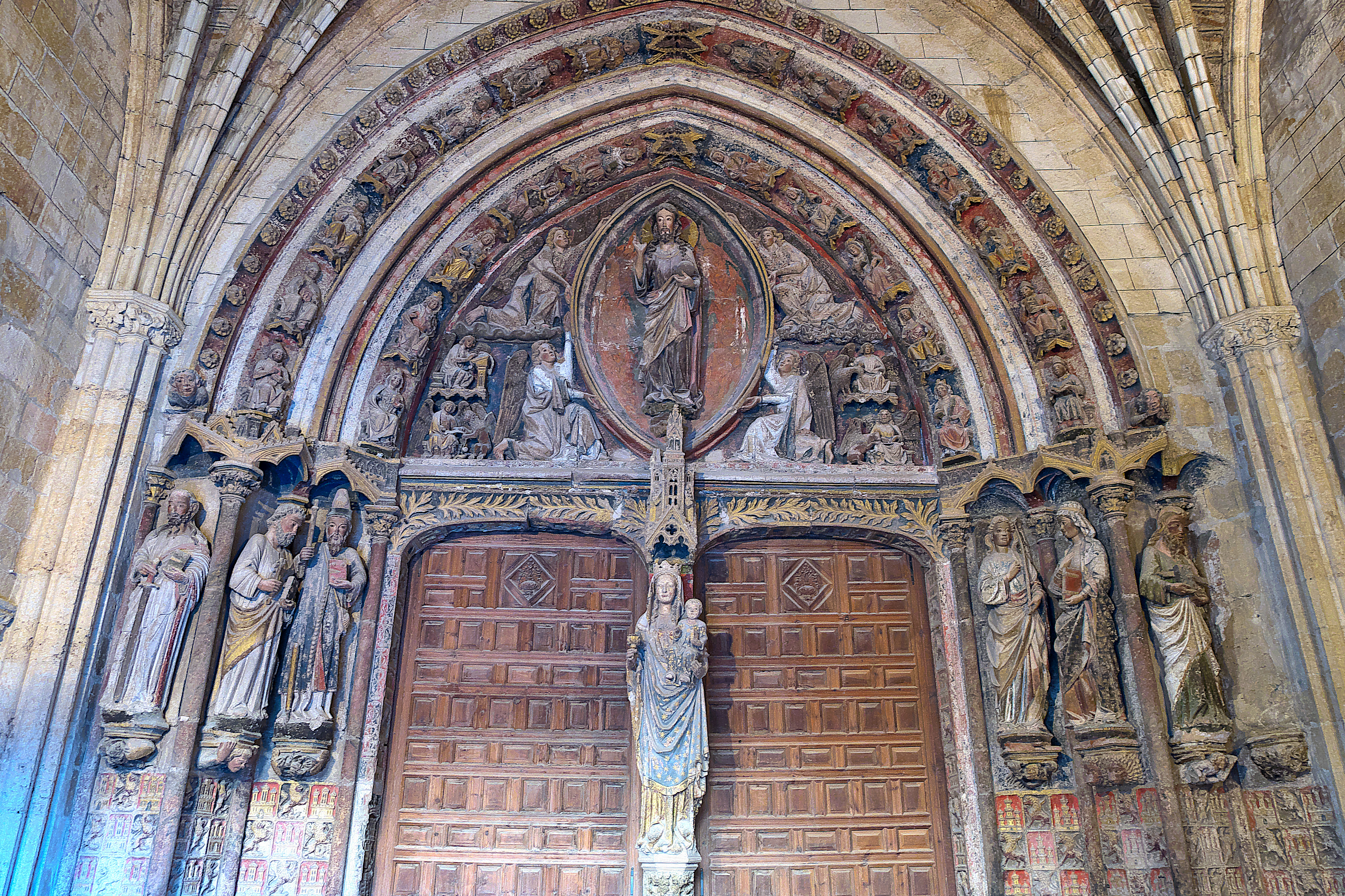
Portada de la Virgen del dado

Basílica de San Isidoro
Constituye uno de los ejemplos de arte románico más importantes de España y, sin duda, uno de los conjuntos más completos en este estilo, por cuanto que en él confluyen arquitectura, escultura y pintura, albergando en esta última técnica el Panteón Real, llamado por los expertos Capilla Sixtina del Arte Románico. Impulsada su construcción por los reyes Fernando I y su esposa Sancha de León en el siglo XI, originariamente fue un monasterio dedicado a San Juan Bautista, y se supone que anteriormente se asentaba en sus cimientos un templo romano. Con la muerte de San Isidoro, obispo de Sevilla, y con el traslado de sus restos a León, se cambió la titularidad del edificio. Albergó las primeras Cortes de la historia, las Cortes de León, celebradas en 1188.

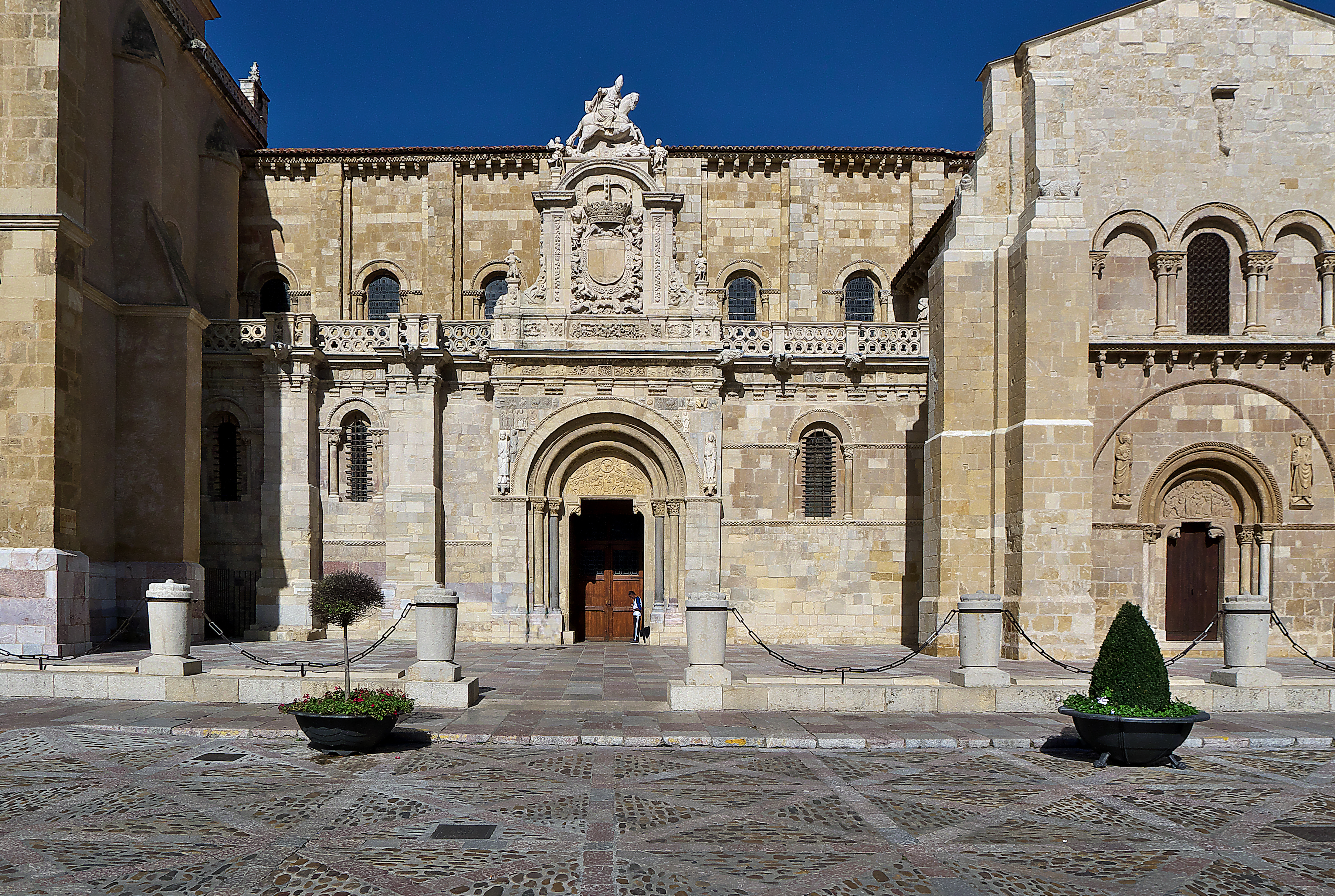
Fachada principal
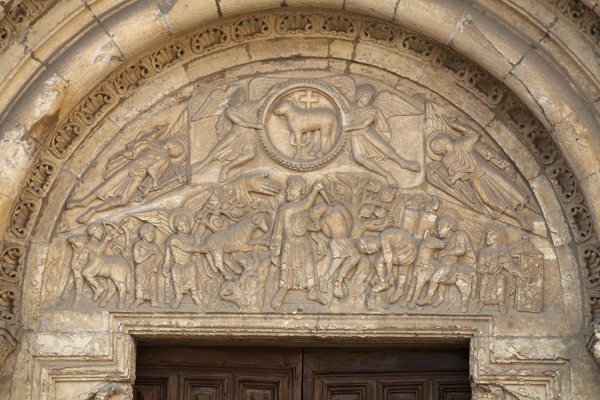
Detalle de la puerta del cordero
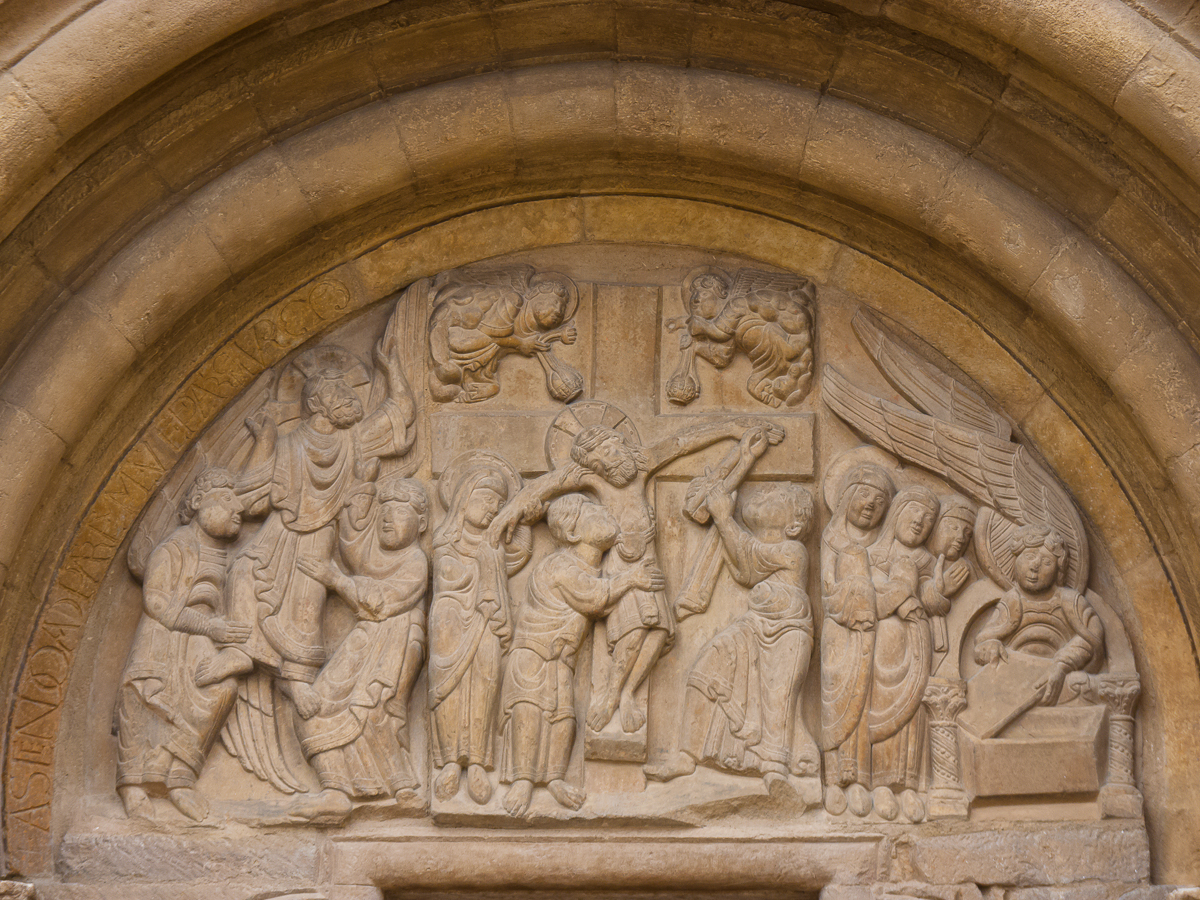
Detalle de la puerta del perdón
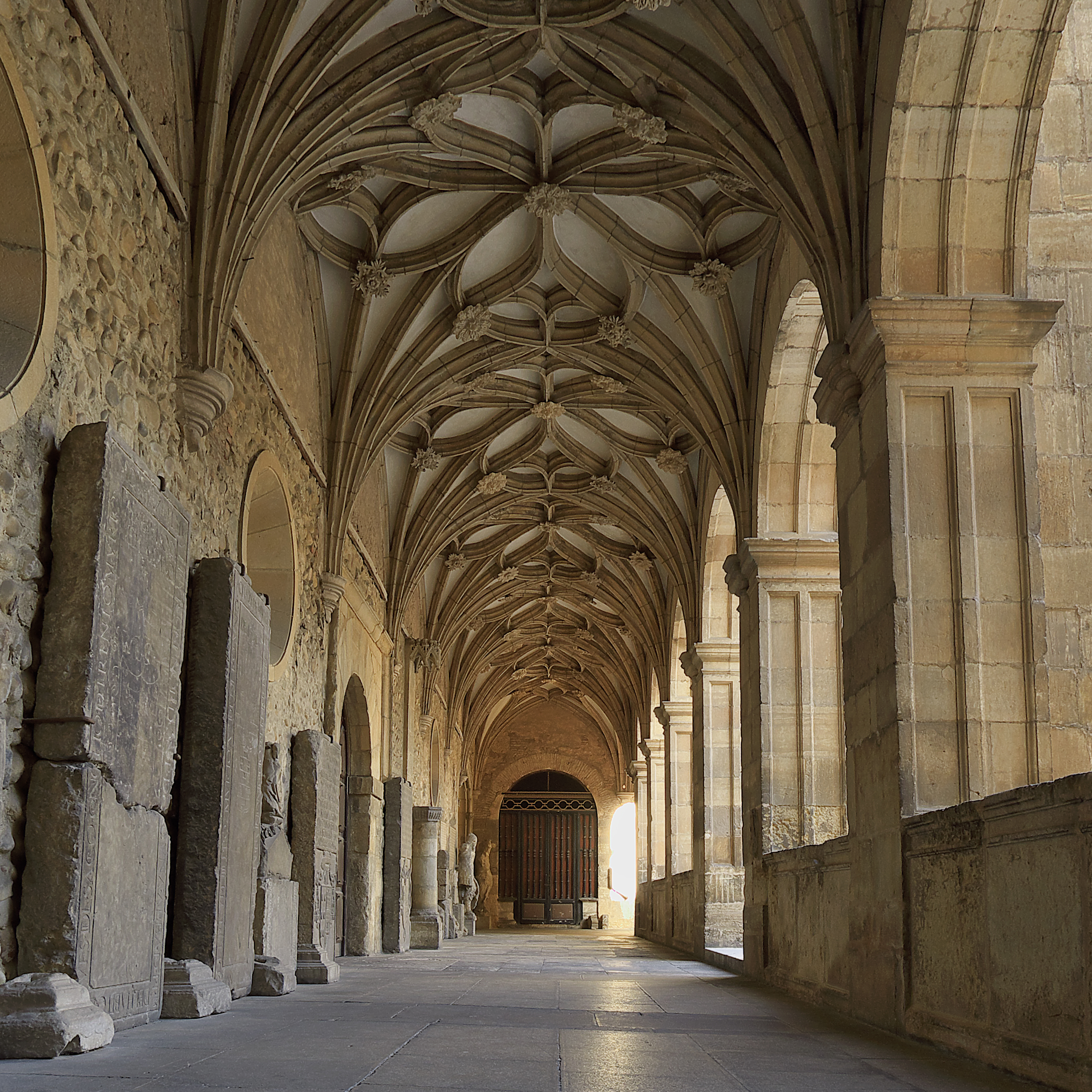
Claustro de la colegiata
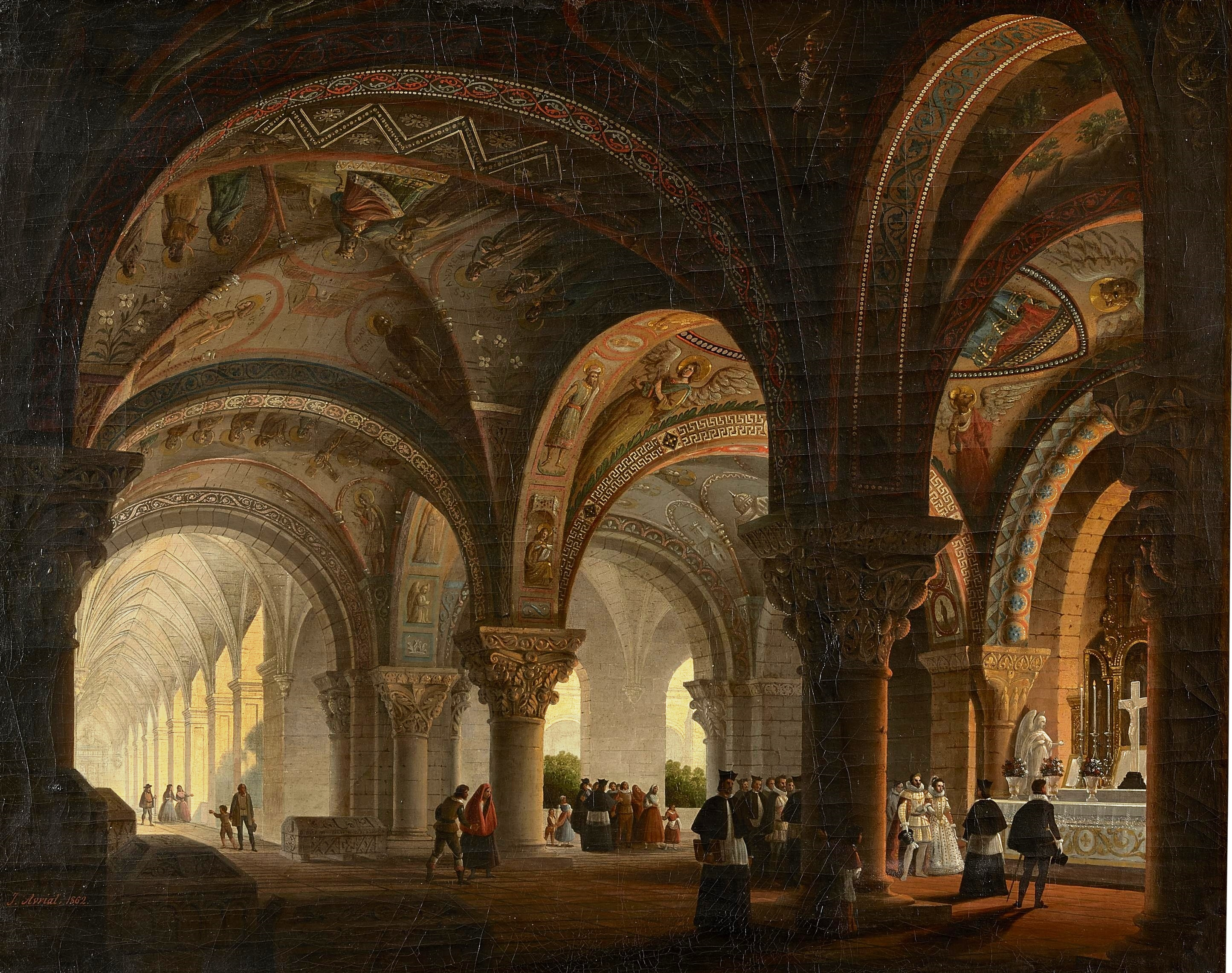
Pintura sobre la visita de Felipe III al panteón de los reyes
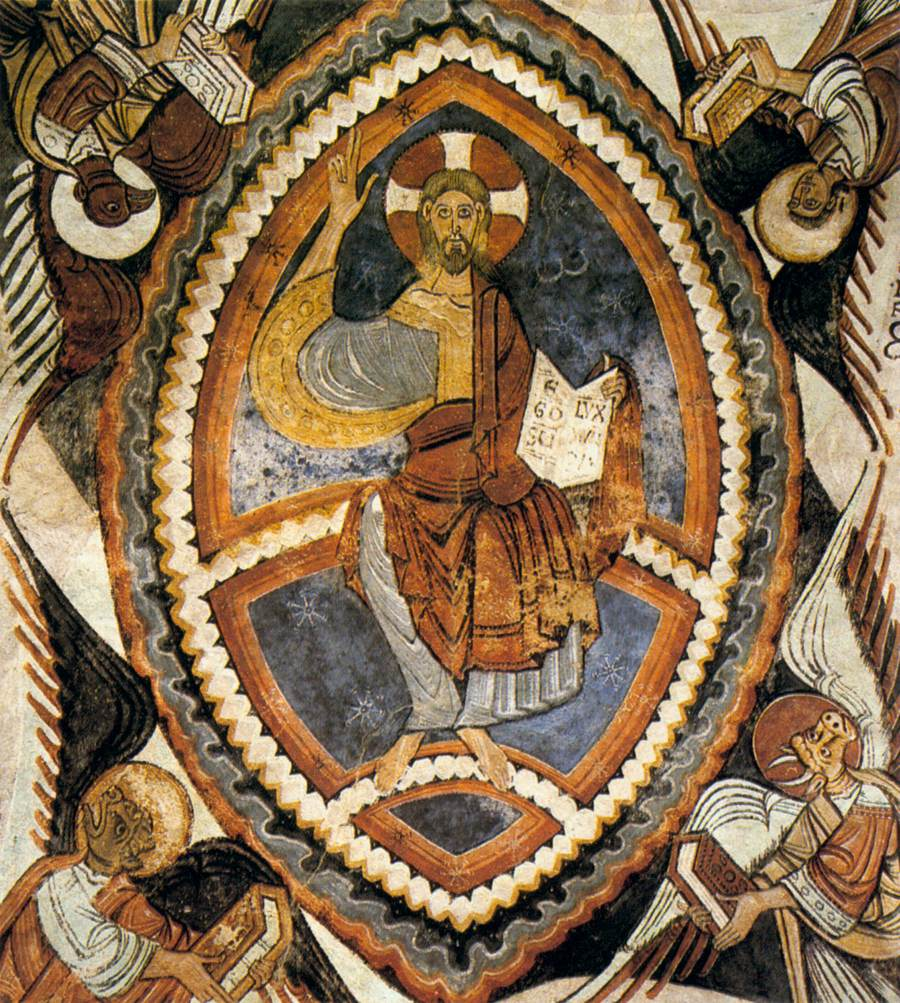
Pantocrátor del panteón de los reyes

Convento de San Marcos
Impulsada su construcción por los Reyes Católicos como sede de la Orden de Caballería de Santiago, puesto que de hecho fue erigido a orillas del río Bernesga y literalmente junto al puente medieval de San Marcos, por el que los peregrinos continuaban el Camino de Santiago, es hoy uno de los monumentos más importantes de León. De estilo plateresco, en su construcción participaron Juan de Orozco, que firmó los planos de la iglesia, Martín de Villarreal, autor de la fachada, y Juan de Badajoz el Mozo, a quien se debe el claustro y la sacristía. En el siglo XVIII se construyó el ala izquierda del edificio, respetando su arquitectura plateresca. Su historia ha estado llena de avatares y su uso original no duró mucho: tras ello ha sido cárcel (en ella encerró el conde-duque de Olivares a Francisco de Quevedo), cuartel, sede de los estudios veterinarios, origen de la Facultad de Veterinaria de la Universidad de León y del Instituto General y Técnico (uno de los tres primeros Institutos de Enseñanza Media creados en España por ley de 1845), fundado en 1846 (hoy IES Padre Isla), e incluso fue campo de concentración durante la Guerra civil. Actualmente es un parador de cinco estrellas.

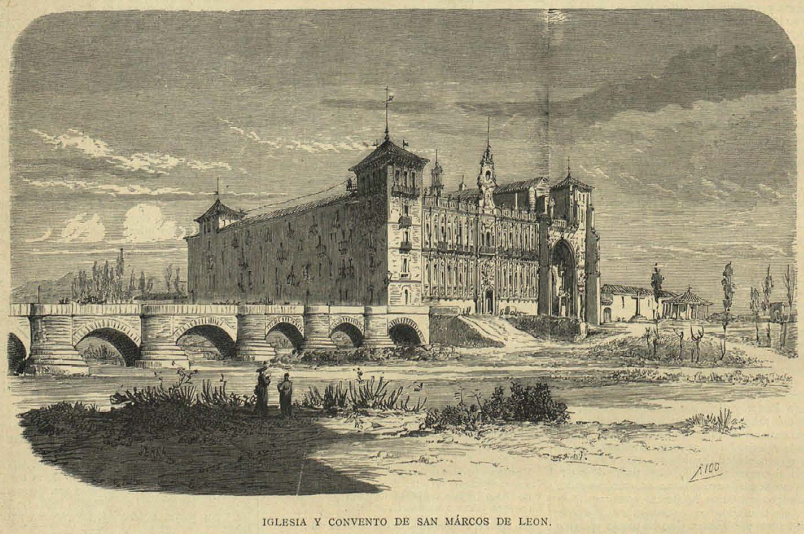
Estampa de san Marcos en el siglo XIX
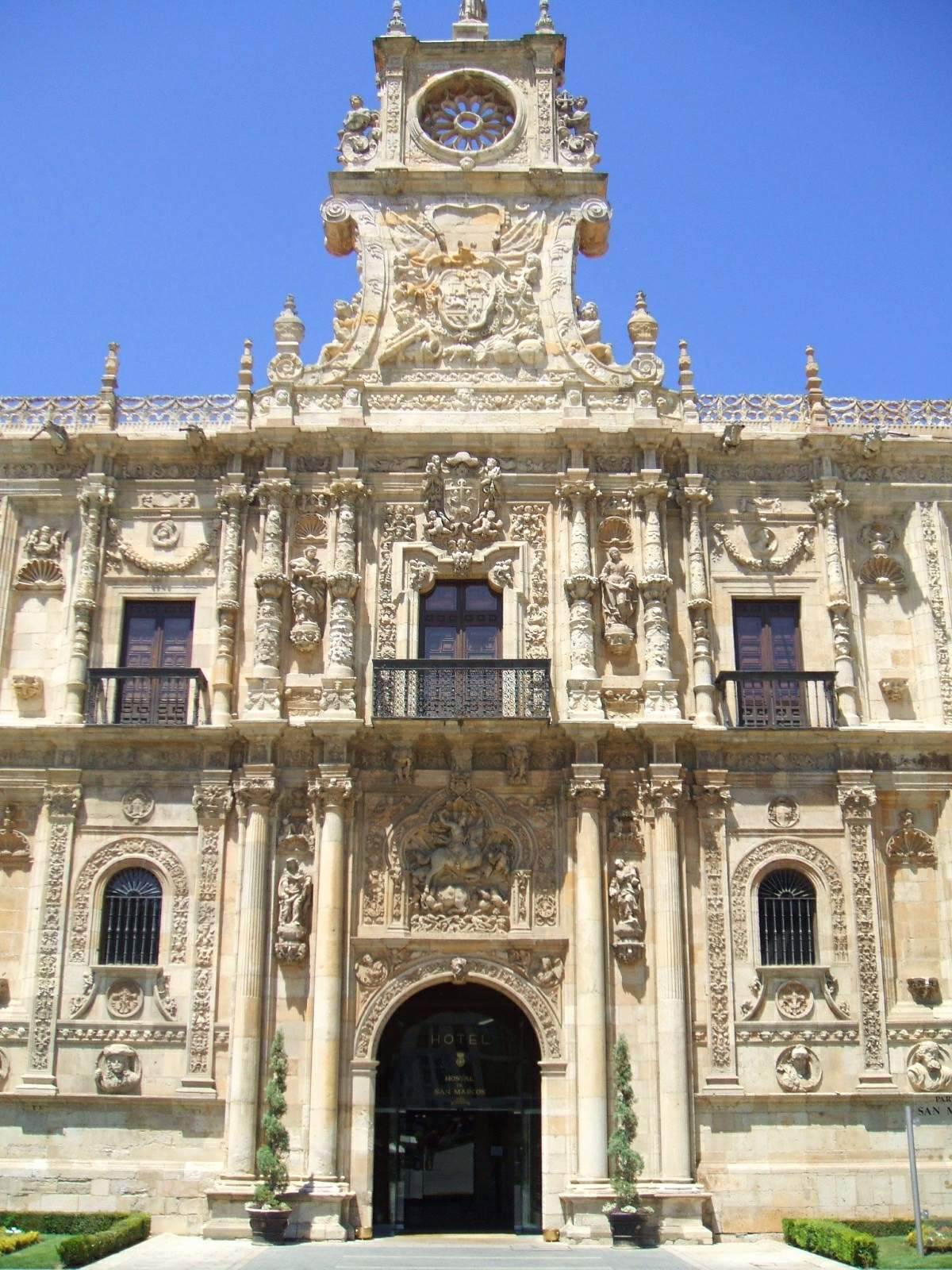
Entrada principal al convento y actual parador
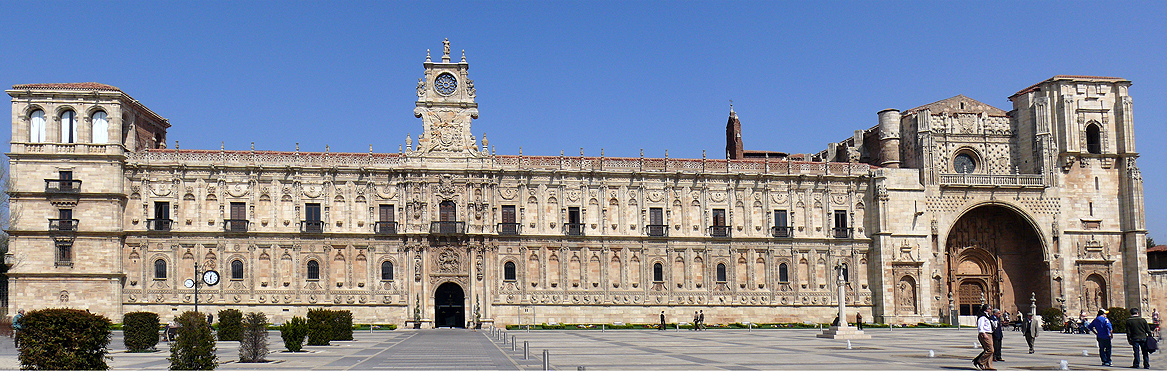
Vista completa de la fachada de San Marcos
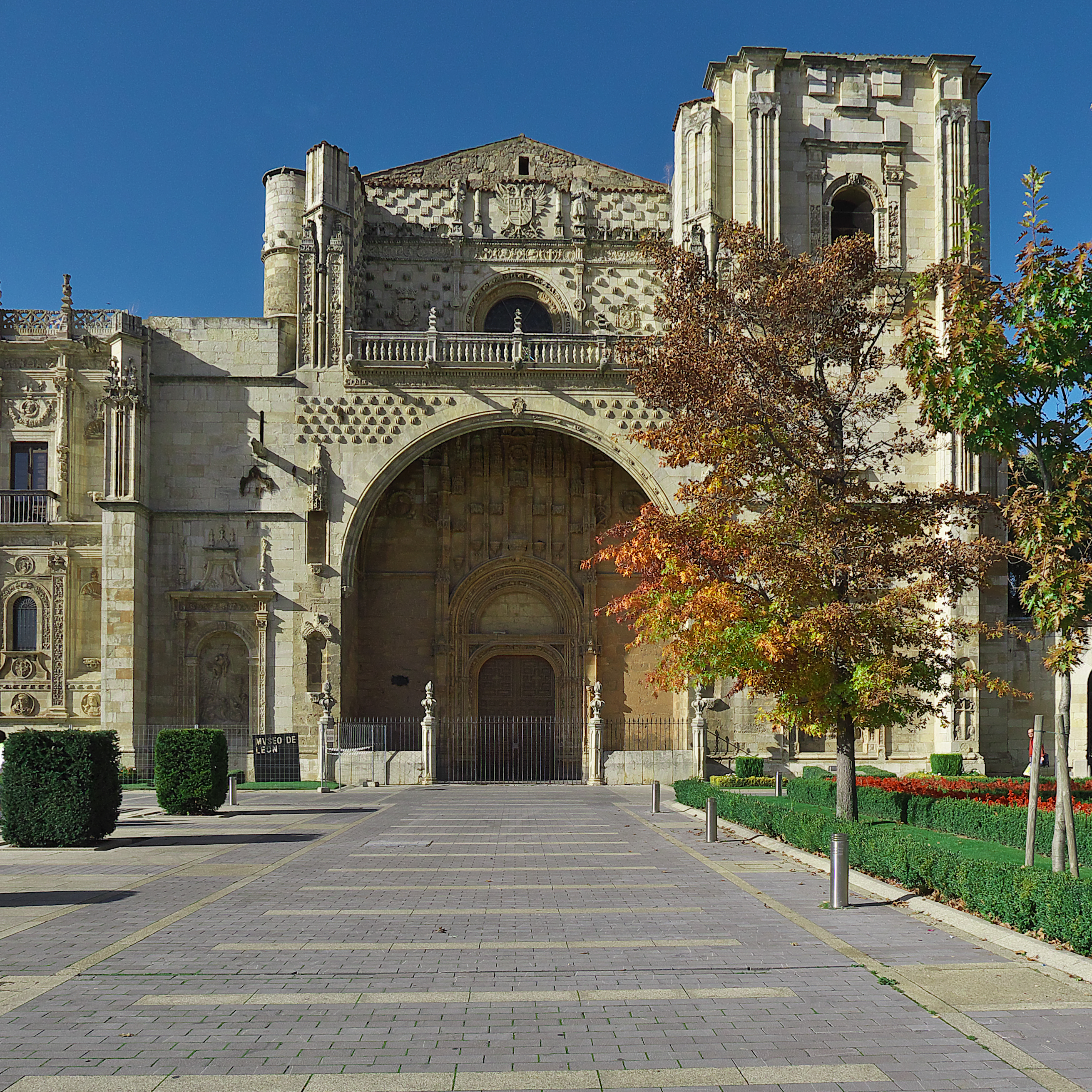
Entrada a la iglesia
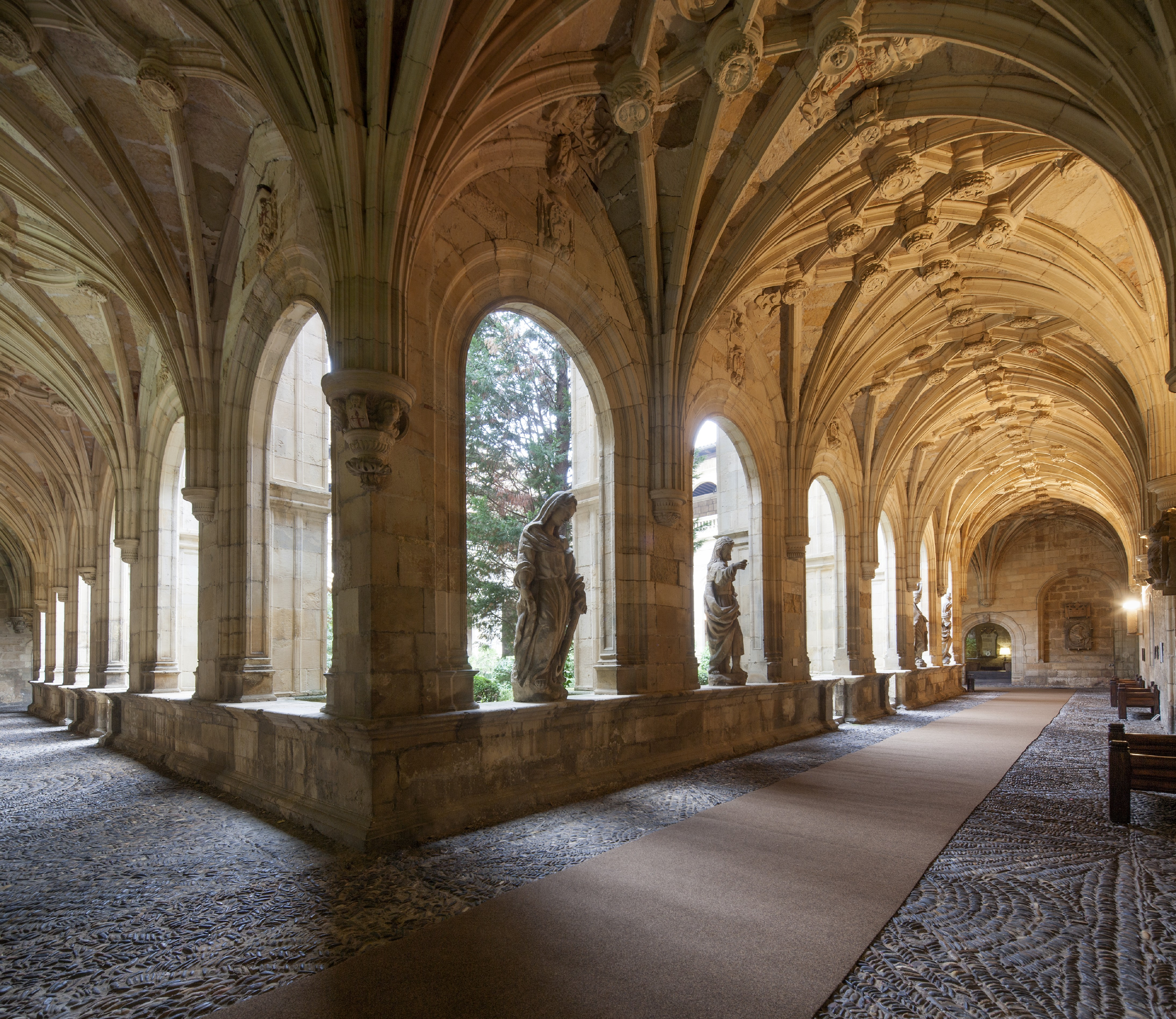
Claustro de San Marcos

Otras iglesias
En el casco histórico tenemos que destacar las iglesias del Palat del Rey, nuestra Señora del mercado y la iglesia de San Marcelo. La iglesia de San Salvador de Palat del Rey trata del templo más antiguo de la ciudad de León, fue fundada en el siglo X por Ramiro II de León y, como su nombre indica, se trata del templo del Palat (el Palacio) del rey. De su pasado como oratorio regio de la monarquía leonesa da buena cuenta la propia elección de la dedicación, San Salvador, recordando al templo mayor ovetense, o su uso como panteón de la monarquía, antes de la construcción del que sería el gran mausoleo isidoriano. Del templo original, prerrománico, pueden apreciarse hoy pocos restos, aunque ha sido recientemente restaurada y musealizada. La Iglesia de Nuestra Señora del Mercado es una iglesia con planta basilical en forma de sepulcro, siendo más estrecha a los pies. Presenta una portada románica de arco ciego, dos ábsides también románicos decorados con bóveda de horno, capiteles y líneas de imposta con taqueado jaqués. Los pies del edificio se cierran con bóveda de crucería. La torre es obra de Felipe de Cajiga (1598), habiendo sido rematada por Fernando de Compostiza. De lo que fuera la iglesia dedicada al centurión romano Marcelo no queda más que una portada gótica. El templo actual es de estilo herreriano, terminado a principios del siglo XVII. Del exterior destaca la torre cuadrada de la iglesia, cubierta de característicos ladrillos, que se asoma a la plaza de Santo Domingo.
Otros conjuntos eclesiásticos de relevancia podrían ser la iglesia de San Francisco, la iglesia de San Juan y San Pedro y Renueva y el convento de las concepcionistas. La iglesia de San Francisco, cuya actual construcción se remonta a la segunda mitad del siglo XVIII, construida con formas clásicas y dedicada a San Francisco. Está asociada al convento de los Capuchinos y se sitúa frente al parque al que da nombre. El Convento de las Concepcionistas, fundado en 1512 por Leonor de Quiñones, presenta una portada románica del antiguo edificio y corredores con pinturas mudéjares. Su iglesia es de una sola nave, con cabecero del siglo XVI, obra de Juan del Ribero. Se conservan en su interior mobiliario artístico, retablos barrocos, pintura y orfebrería. Mención aparte merece la capilla del cristo de la victoria, de estilo neorrománico, fue realizada a finales del siglo XIX por Demetrio de los Ríos, uno de los restauradores principales de la catedral de León. La portada imita la puerta del Perdón de la Basílica de San Isidoro de León. En su interior se conserva una escultura gótica del crucificado.

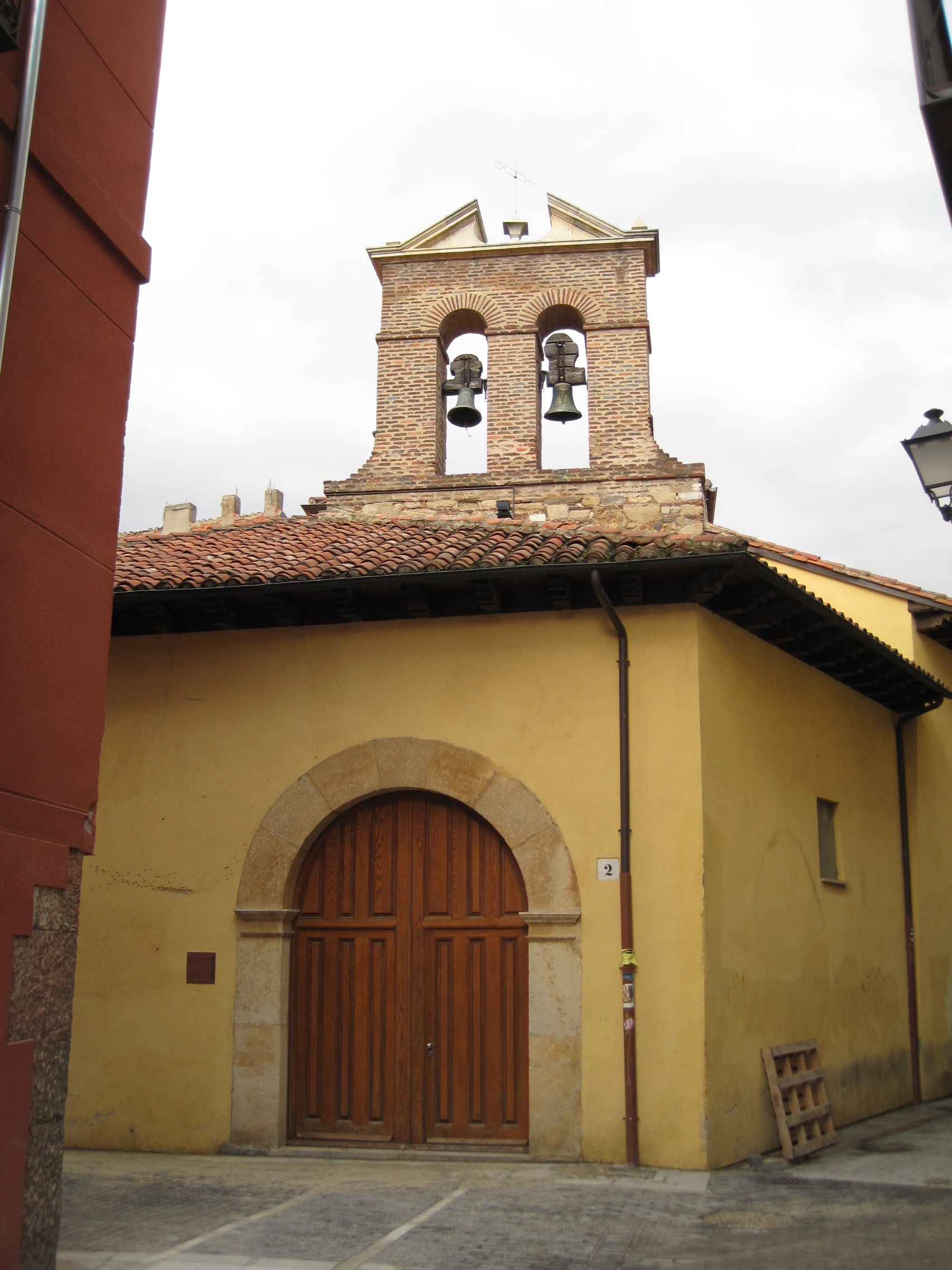
Palat del rey es la iglesia más antigua de la ciudad
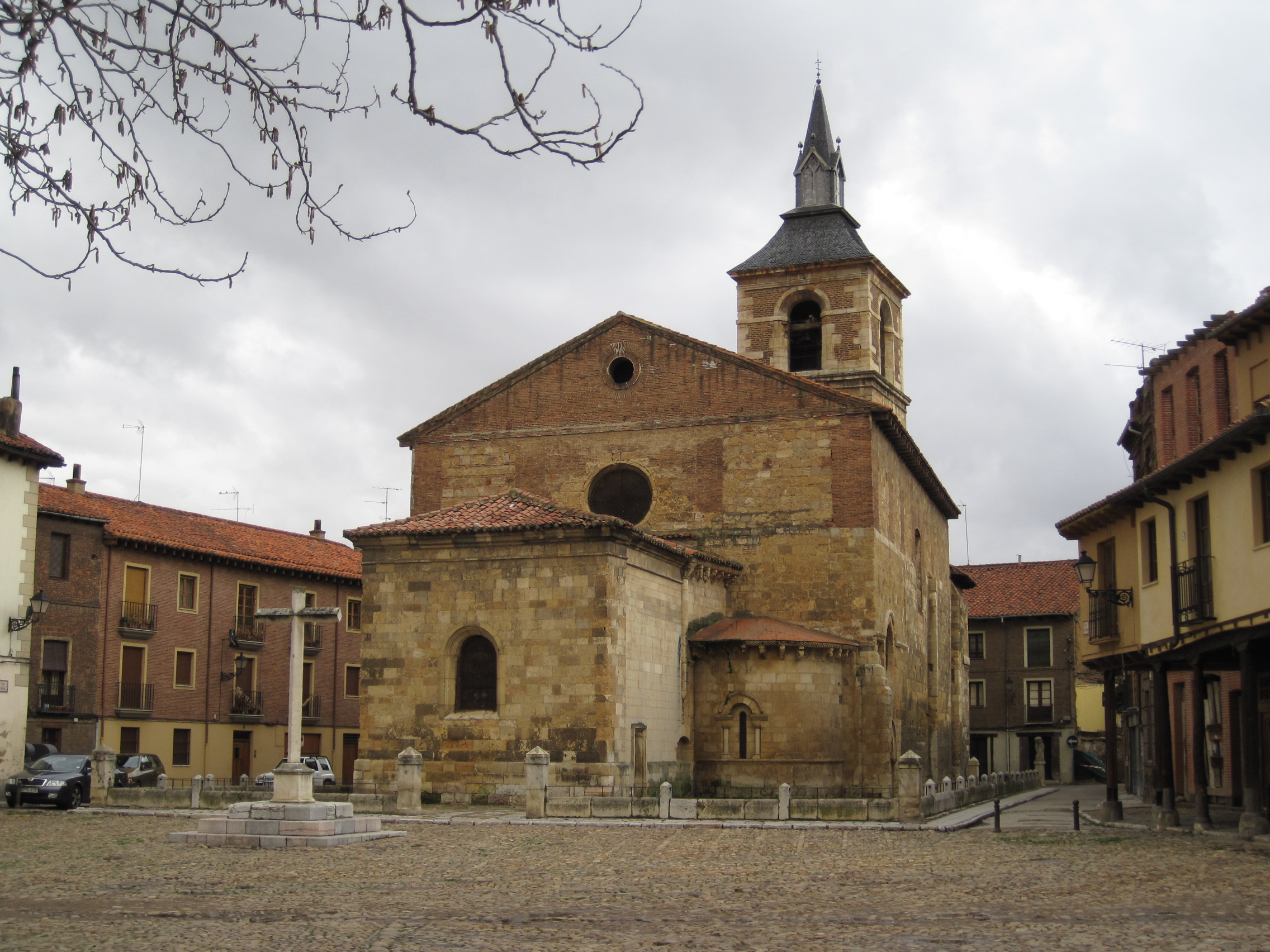
Iglesia de nuestra señora del Mercado
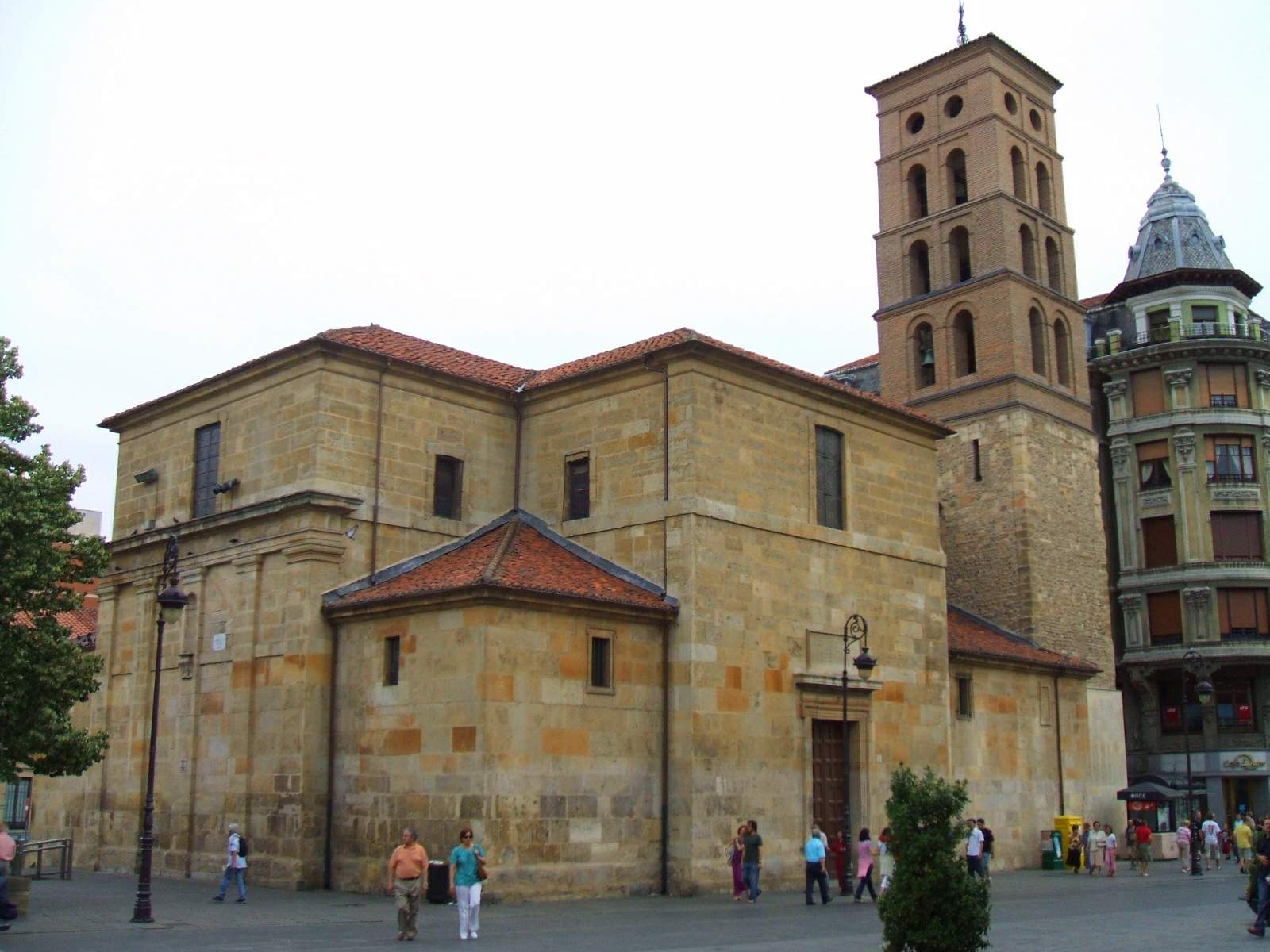
Iglesia de San Marcelo
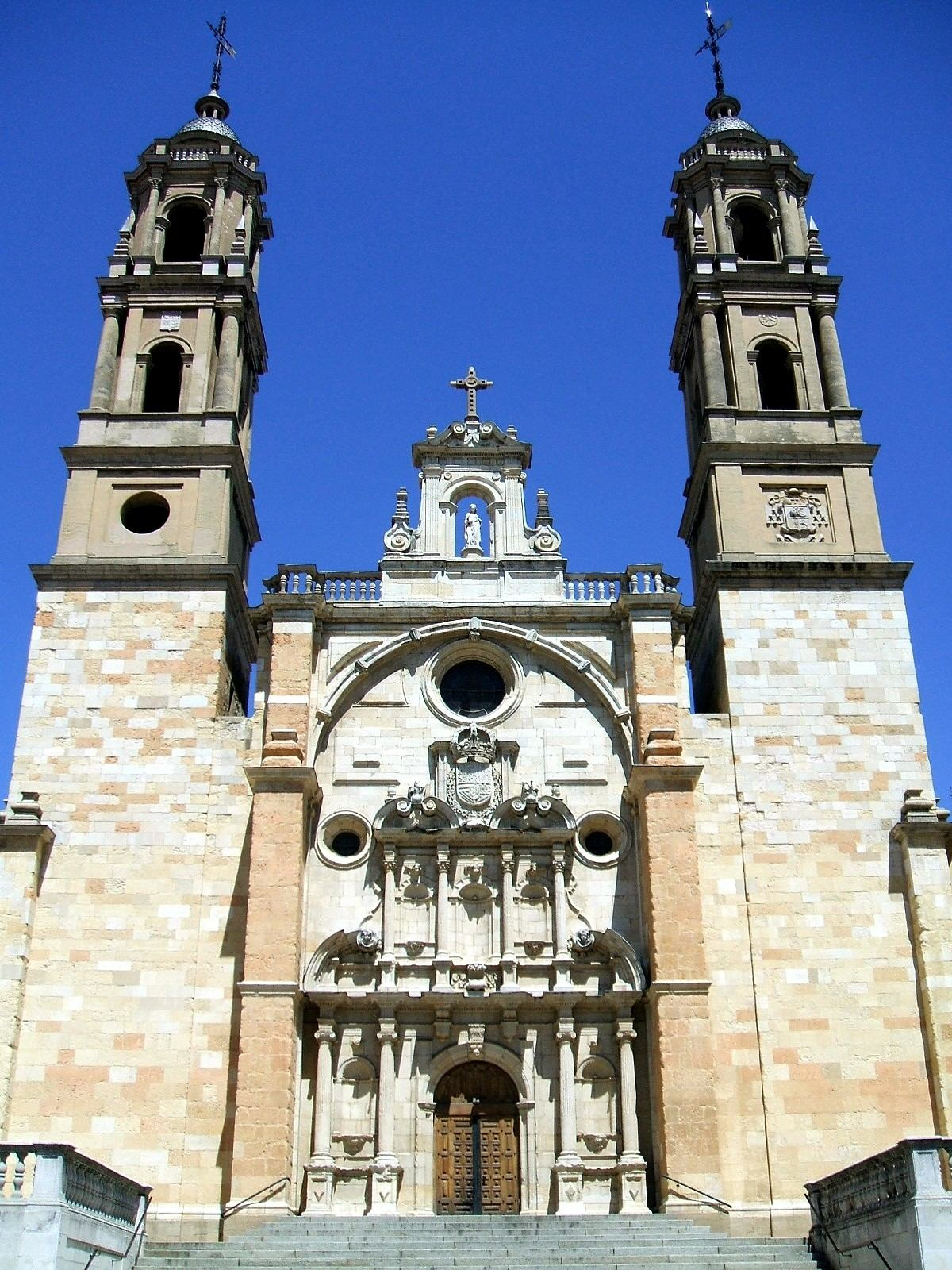
Iglesia de San Juan y San Pedro de Renueva

#### Palacios
Palacio de los Guzmanes
Mandado construir por Juan Quiñones y Guzmán, obispo de Calahorra, se comenzó la obra en 1560 bajo la dirección de Rodrigo Gil de Hontañón. El edificio fue adquirido por la Diputación Provincial de León en 1882, teniendo ampliaciones en los años 1973 a 1976 por parte del arquitecto Felipe Moreno. De forma trapezoidal, los dos primeros cuerpos tienen vanos protegidos por rejería, siendo los balcones del superior adintelados, y el tercer cuerpo presenta una galería o paseador con arquillos entre pilastras corintias y gárgolas de grandes dimensiones. Tiene dos puertas del siglo XVI, una de ellas con una estructura de dos columnas jónicas, flanqueadas por dos soldados con los escudos de armas de la familia.

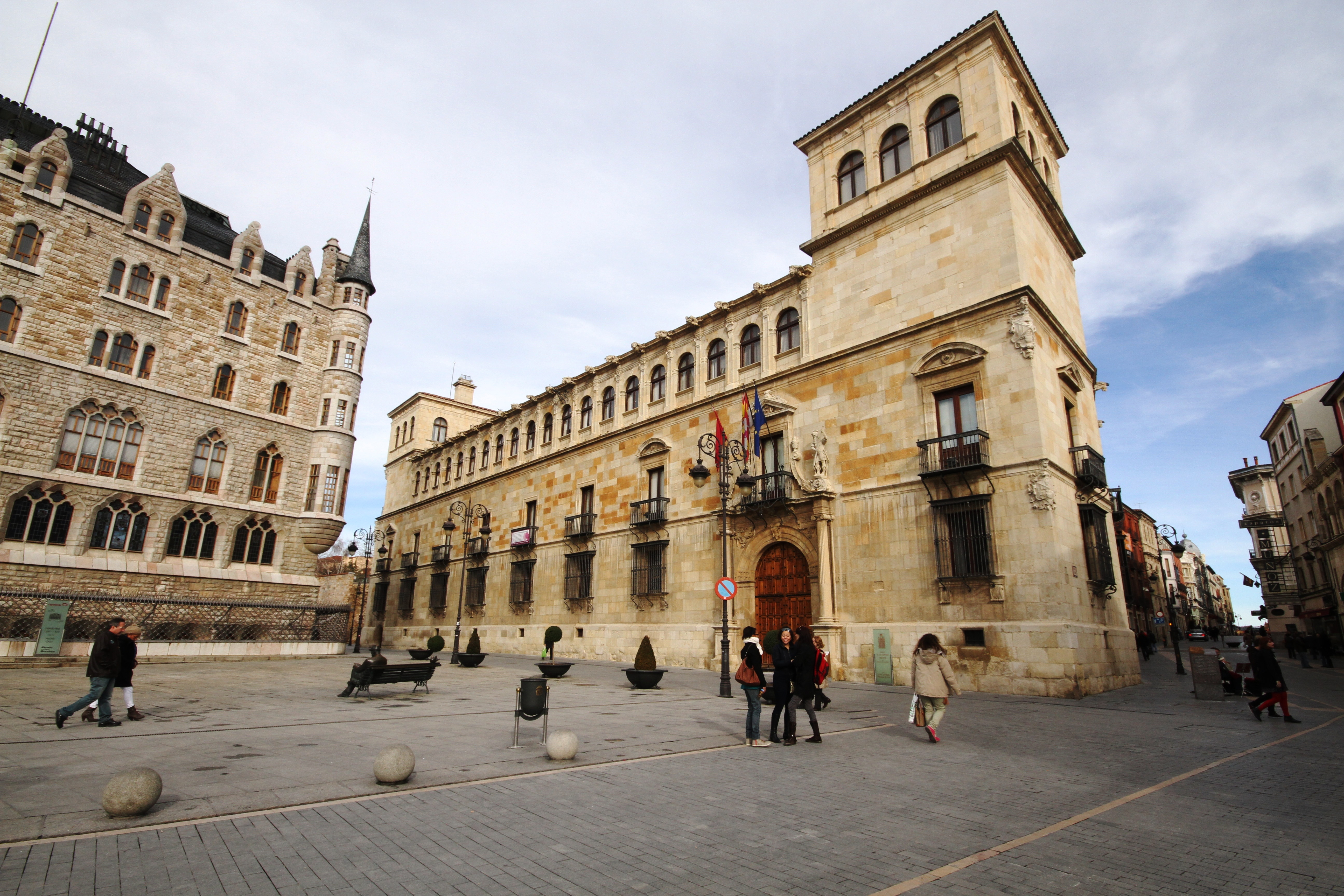
Fachada principal
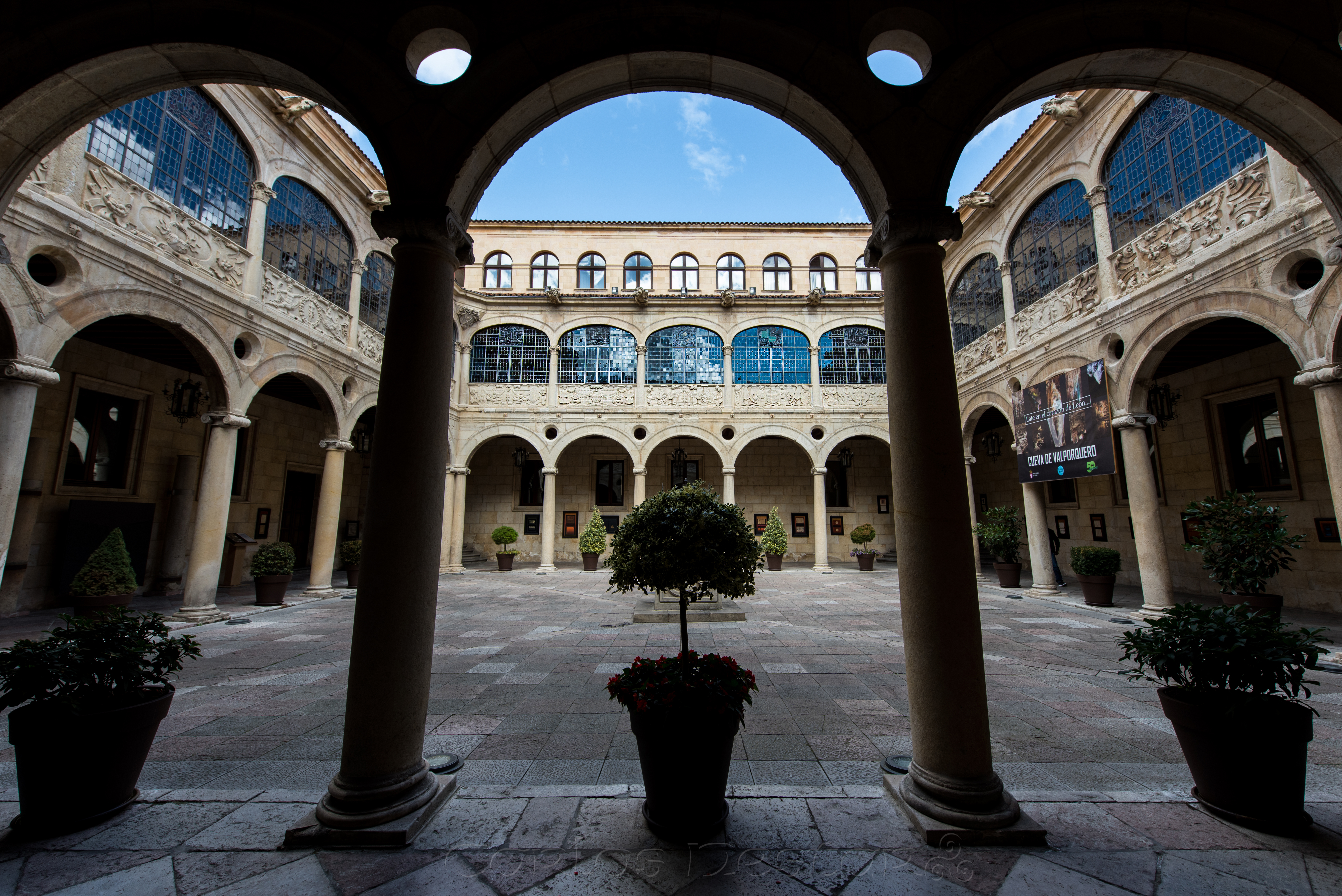
Claustro del palacio
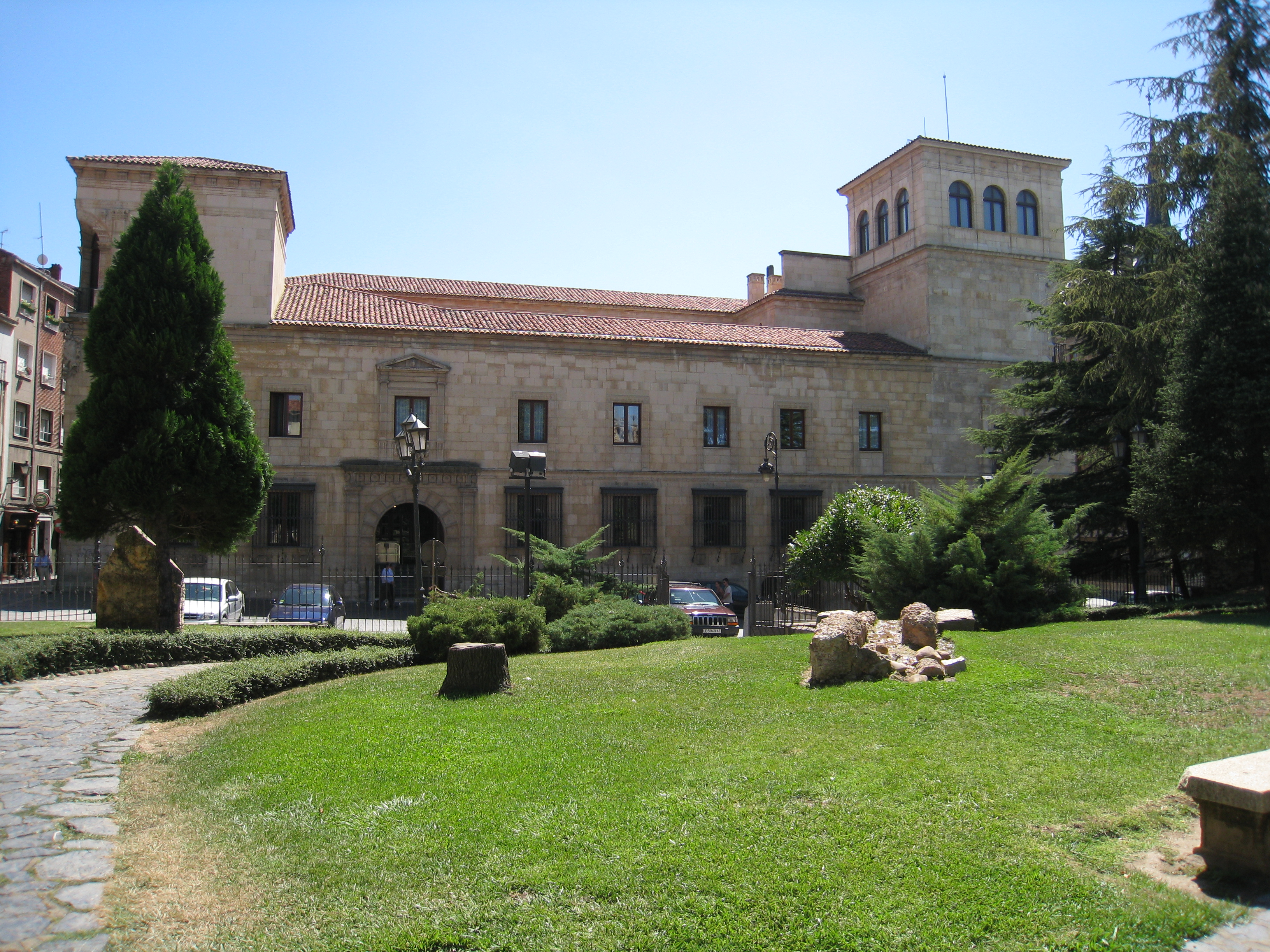
Fachada lateral

Palacio del Conde Luna
Antigua residencia de la familia Quiñones, condes de Luna, fue realizado en el siglo XIV, época de la que se conserva el cuerpo central de la fachada. Está construido de piedra sillería y tiene cerca de once metros de ancho. La portada es gótica con dintel sobre modillones, un gran arco apuntado cobija el tímpano, y se encuadra en ancho molduraje. Se conserva también uno de los grandes torreones, de finales del siglo XVI, cuando se reformó el palacio al estilo renacentista. El edificio ha tenido diversos usos a través de la historia, además de su función original de residencia de los condes de Luna, como el ser sede del Tribunal de la Inquisición de la ciudad y vivienda particular, entre otros. Cedido al Ayuntamiento por la Fundación Octavio Álvarez Carballo, alberga la sede española de la Universidad de Washington así como la sede de la Fundación León Real.

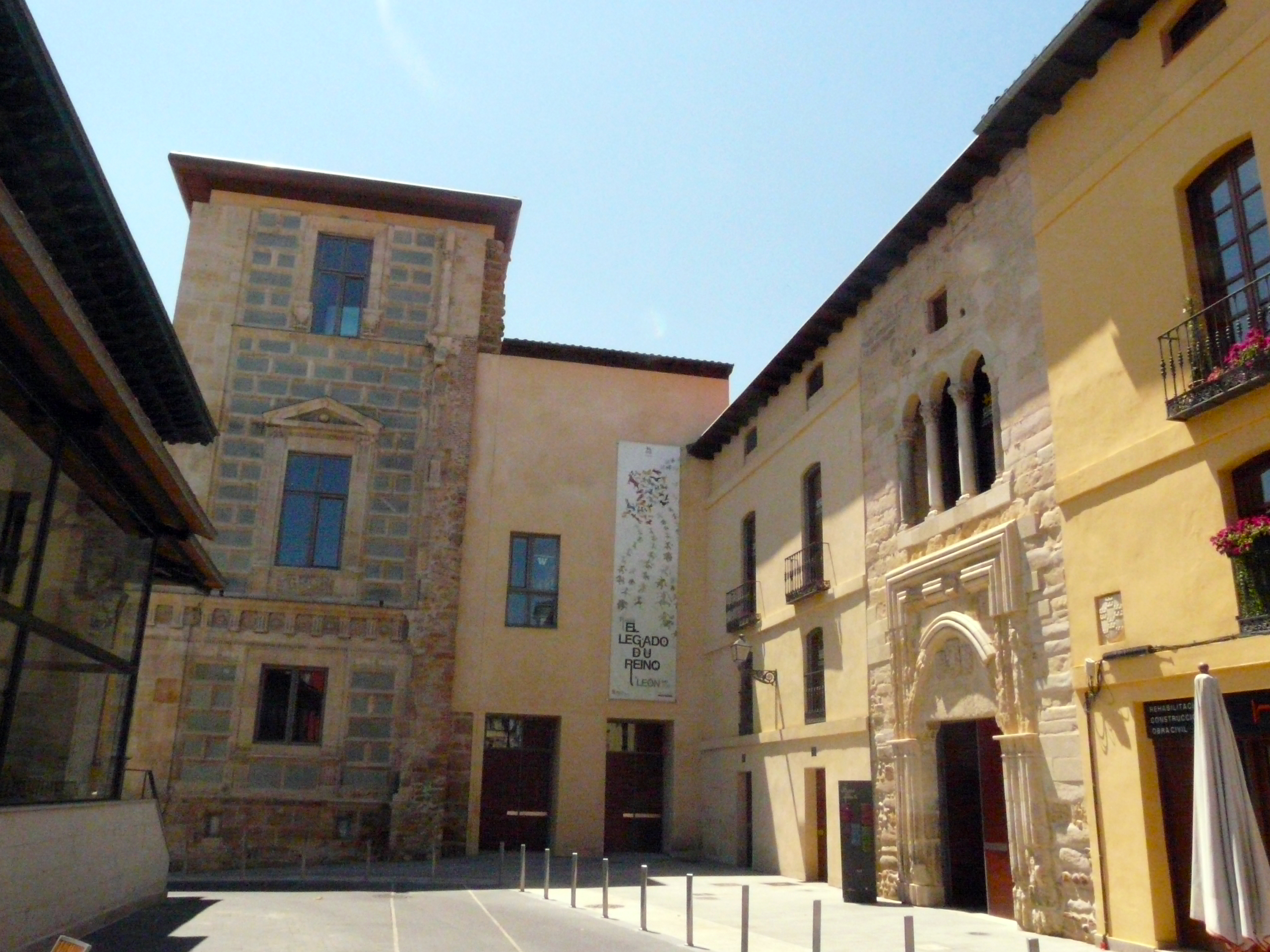
Fachada principal del palacio
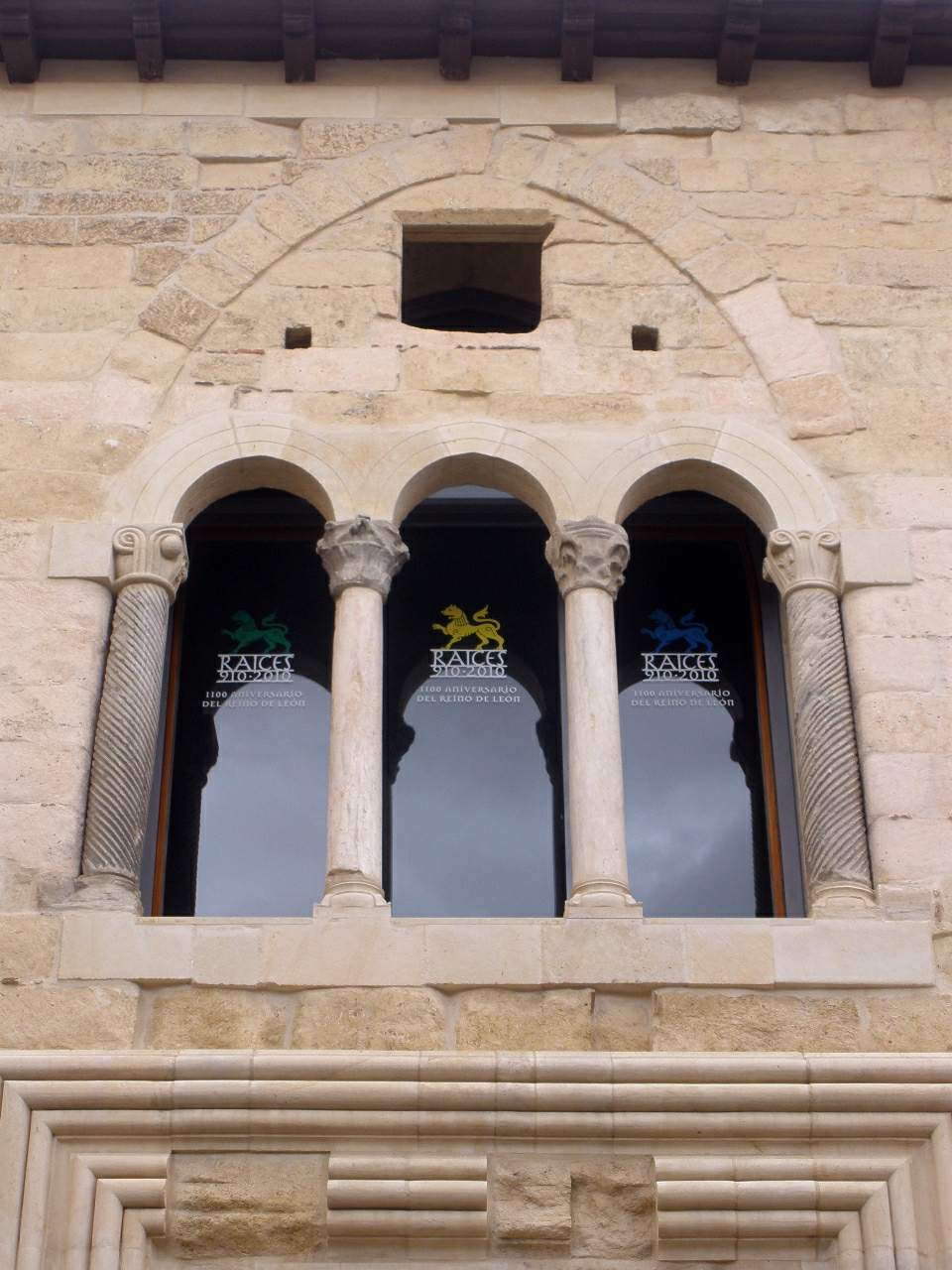
Detalle de la entrada

Otros palacios
Además de los dos palacios que representan a las dos casas principales de la ciudad, el caserío del casco antiguo tiene a su vez otra serie de edificaciones palaciegas, entre las que podríamos destacar el palacio episcopal, donde reside el obispo, el palacio de los marqueses de Prado, el del marqués de Torreblanca, de Don Gutierre y la Casa de las Carnicerías. Por último, en el patio del colegio de las Teresianas se encuentran los restos del único palacio del siglo XII que se conserva.
El palacio episcopal es un edificio cuya construcción comenzó en el siglo XVIII pero no se vio totalmente terminado hasta 1936. Durante años fue la residencia oficial del obispo de León. Posee una estructura cuadrada con un patio en el centro. El palacio de los marqueses de Prado, de estilo barroco del siglo XVII, albergaba la residencia de los marqueses de Prado, señores de Valdetuéjar. Actualmente es el Hospital de Regla. Presenta una fachada barroca en la que se repiten los blasones de los Prado. Por su parte, el palacio del marqués de Torreblanca Construido en el siglo XVII, consta de grandes dimensiones, planta cuadrada y patio interior, y su fachada está recubierta de ladrillo ornamental. Actualmente es la sede del Recreo Industrial. El palacio de Don Gutierre, cuyo edificio actual data del siglo XVII aún conserva el blasón de esta familia, descendientes del emperador Alfonso VII y de Guzmán el Bueno.
El palacio medieval del colegio de las teresianas es el único edificio civil del siglo XII de la ciudad. De planta cuadrada en ruinas, en una cara conserva puerta y ventanas románicas y una escalera interior de caracol. Se desconoce el servicio que se le dio en la Edad Media. Por último, cabe mencionar la casa de las carnicerías, situada en pleno corazón del Barrio Húmedo, se inició en estilo renacentista a finales del siglo XVI. La fachada, de corte clásico, consta de dos pisos. Actualmente es la sede de la capital gastronómica.

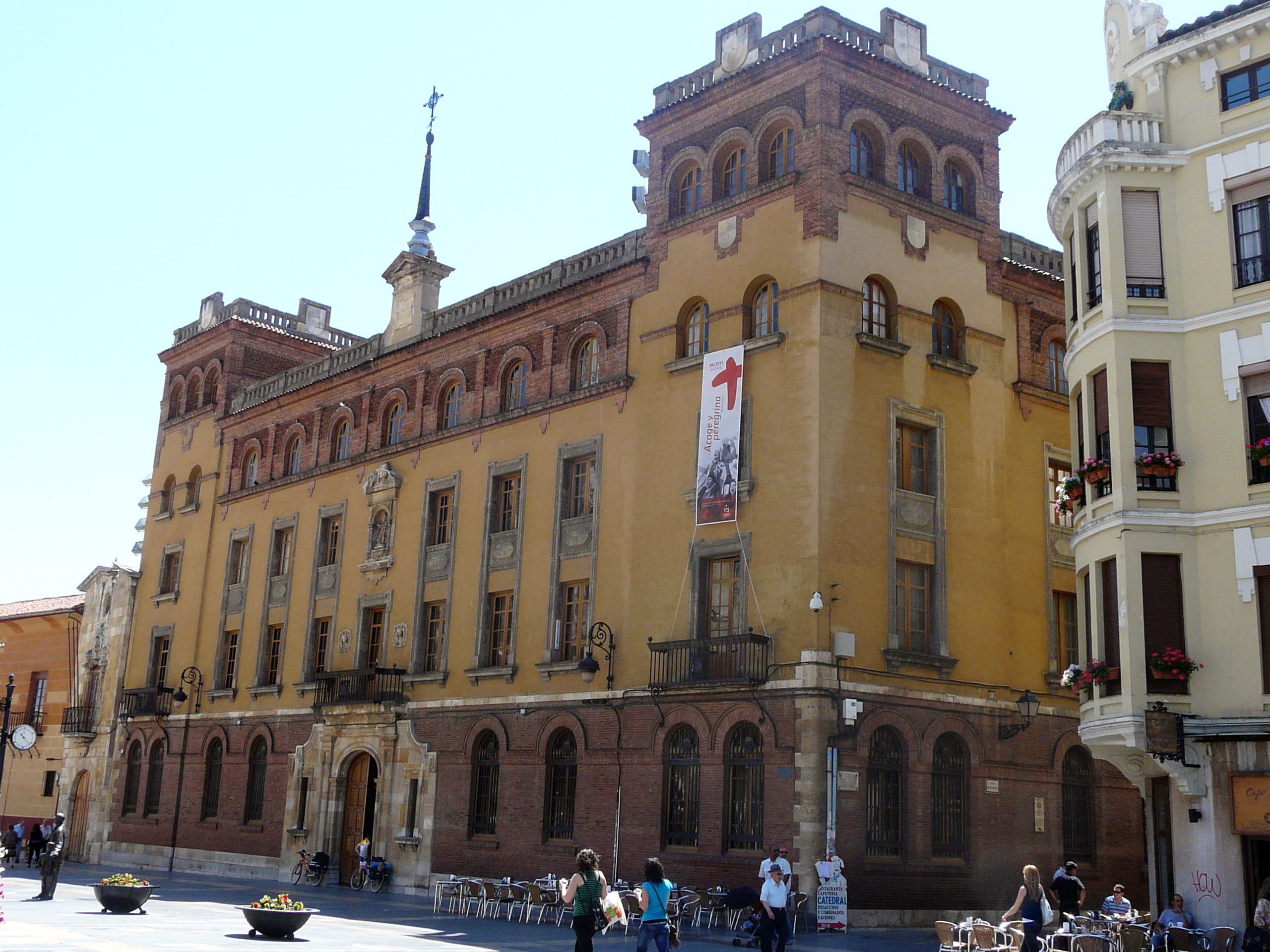
Palacio Episcopal
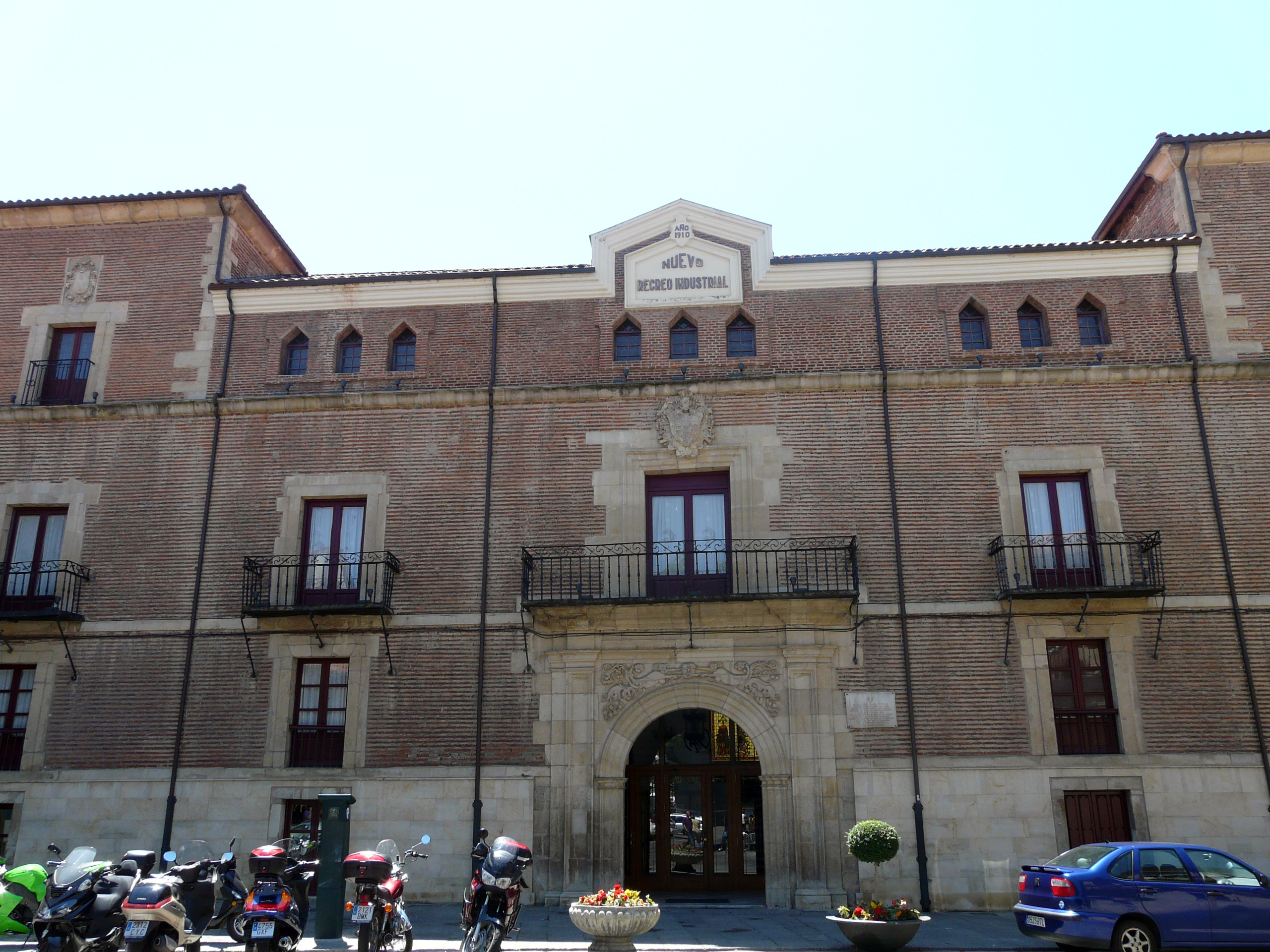
Palacio del marqués de Torreblanca
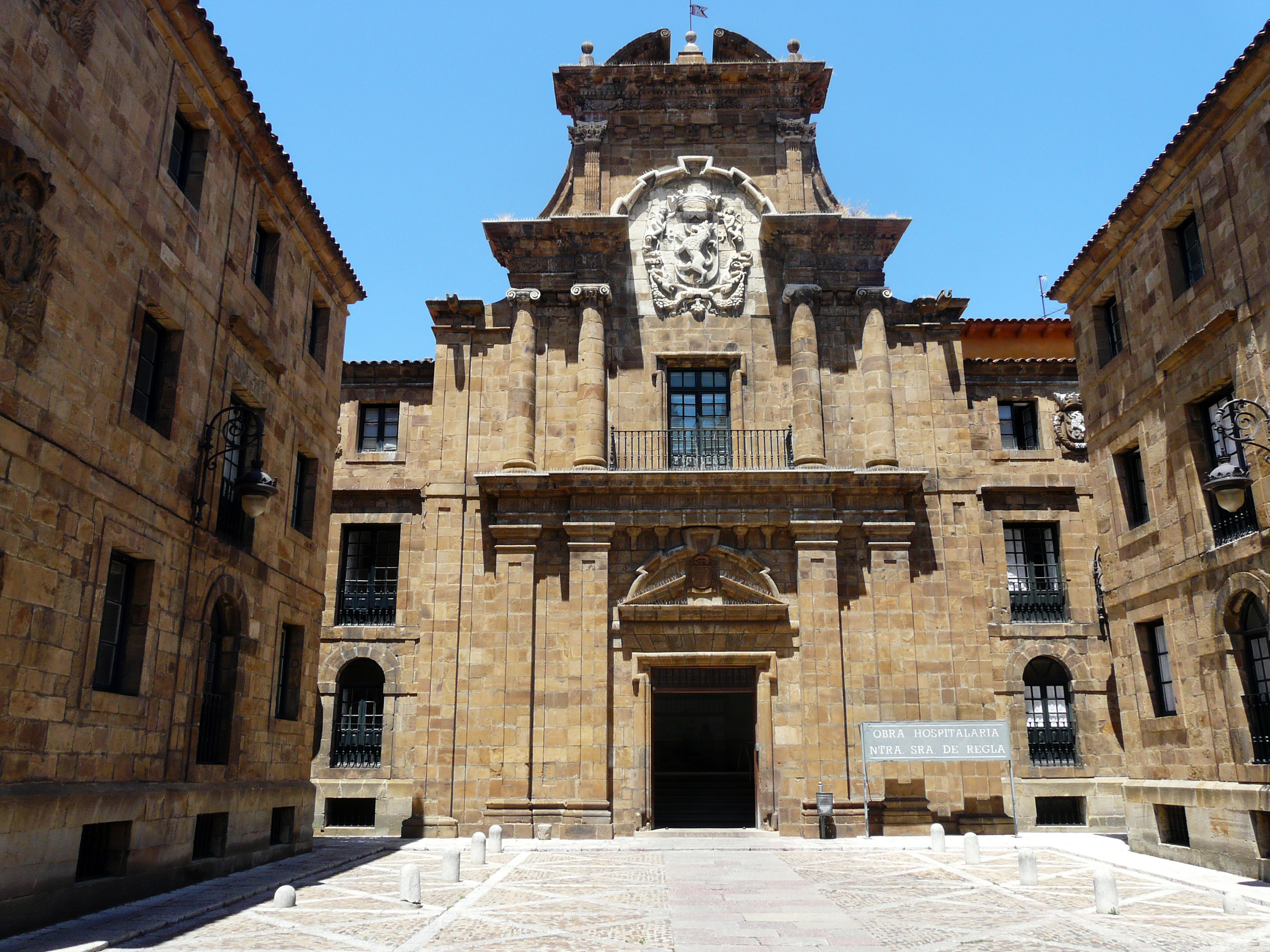
Palacio de los marqueses de Prado
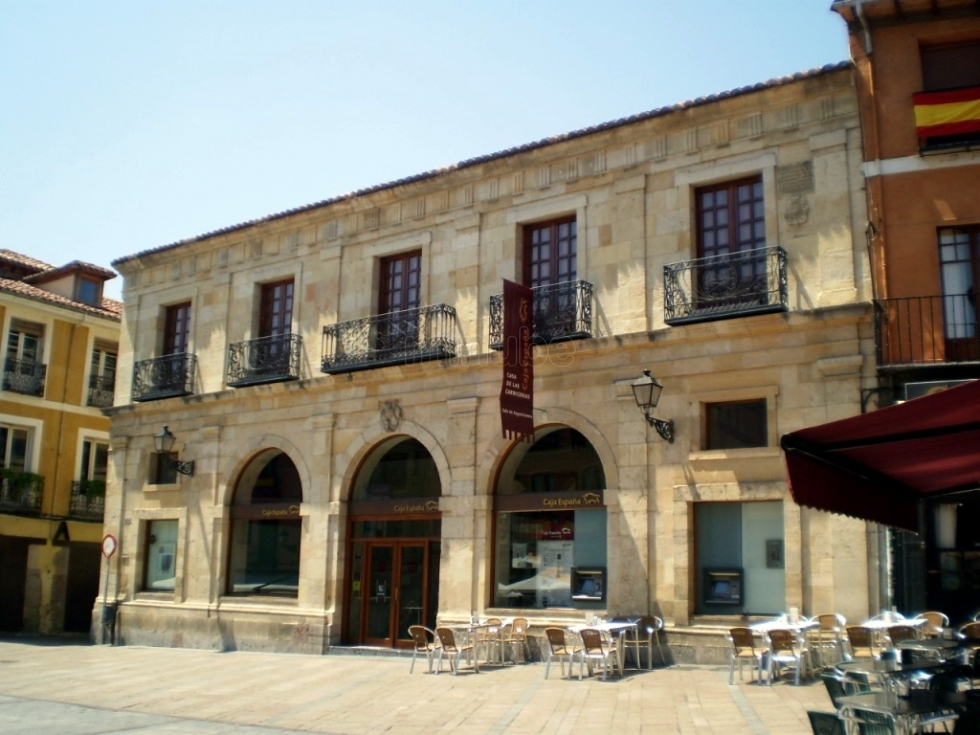
Casa de las Carnicerías

#### Otros monumentos
Murallas
La muralla romana de León tiene su origen en una primera fortificación militar de época augustea, en torno al s. I a. C., y consistía en dos muros paralelos de madera rematados por un parapeto que estaban unidos por un entarimado. Pronto fueron sustituidos por una construida en piedra por la Legio VII en torno al siglo I, cuyos restos aún son visibles en la zona de San Isidoro. En torno a los siglos III y IV se construyó la que puede contemplarse hoy en día. Declarada Monumento Histórico Artístico en junio de 1931, aún quedan en pie muestras que encerraban el recinto de la ciudad en un cuadrilátero que fue rodeado de construcciones y más tarde deformado en las restauraciones de Alfonso V y Alfonso IX, con apertura de nuevas entradas a la ciudad. Está regularmente conservada desde la torre llamada de los Ponces (de origen también romano) hasta Puerta Castillo, y desde aquí hasta la torre de San Isidoro, en total casi la mitad del recinto, aunque con desigual estado de conservación. Se está procediendo actualmente a su restauración.
En cuanto a las cercas medievales, su origen data del siglo X, y fueron construidas para proteger la expansión de la ciudad extramuros de la muralla romana, que en la época romana se denominaba cannaba y que daría lugar al actual Barrio Húmedo. Las actuales murallas datan del siglo XIV y se conservan dos trazados importantes. En medio de su trazado se conserva parcialmente Puerta Moneda, antigua entrada al barrio judío de la ciudad.
En la muralla, podemos destacar la entrada de Puerta Castillo, que desde tiempos romanos era una de las puertas de entrada a la ciudad. Se situaba junto a una fortaleza que se conservó en la Edad Media. Actualmente, la fortaleza o castillo -sede del AHP de León- aún es visible, mientras que el arco de entrada fue reconstruido en el siglo XVIII. Está presidido por una estatua dedicada a Don Pelayo y es la única puerta de entrada a la ciudad que se conserva.

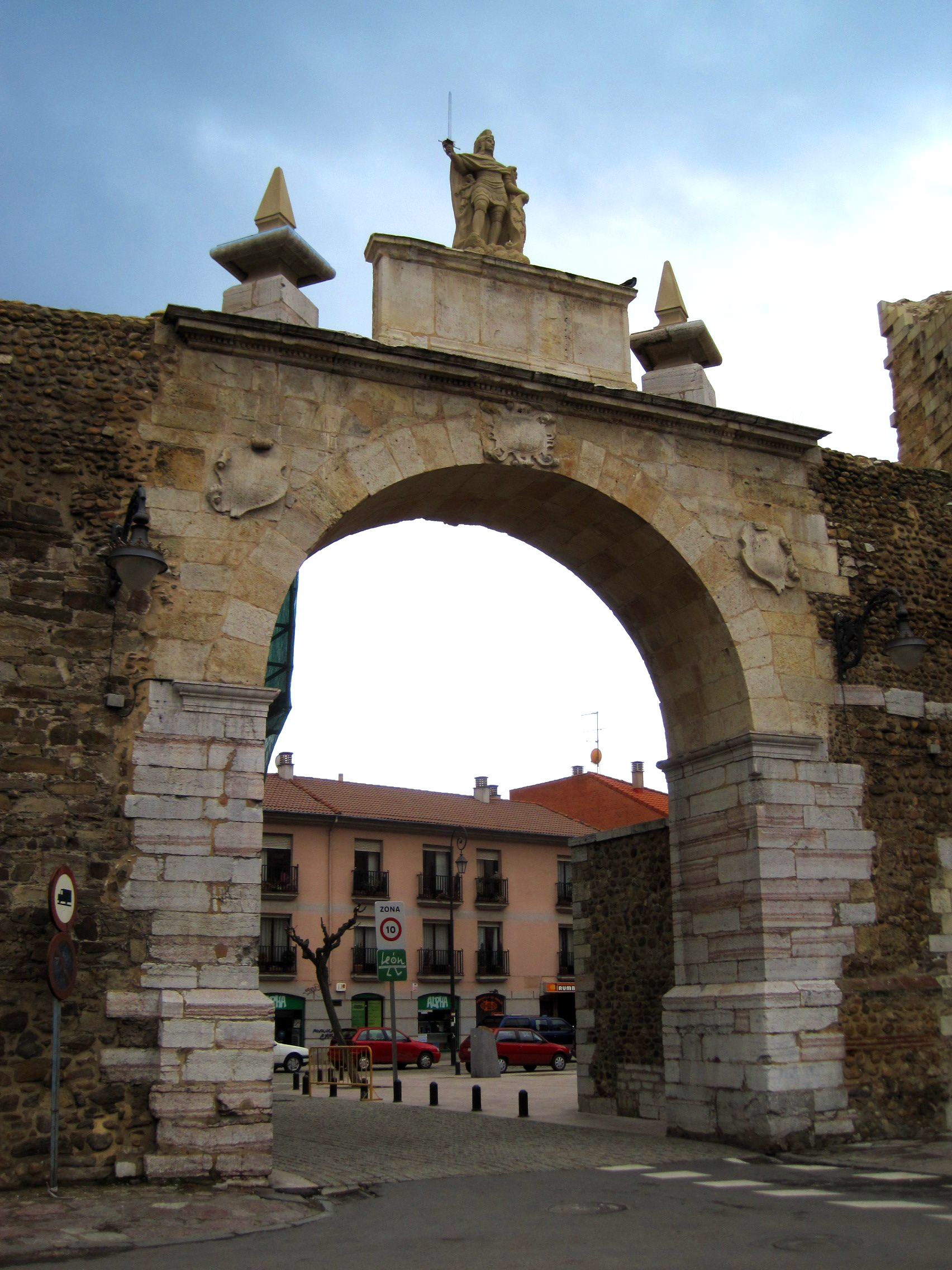
Arco de Puerta Castillo
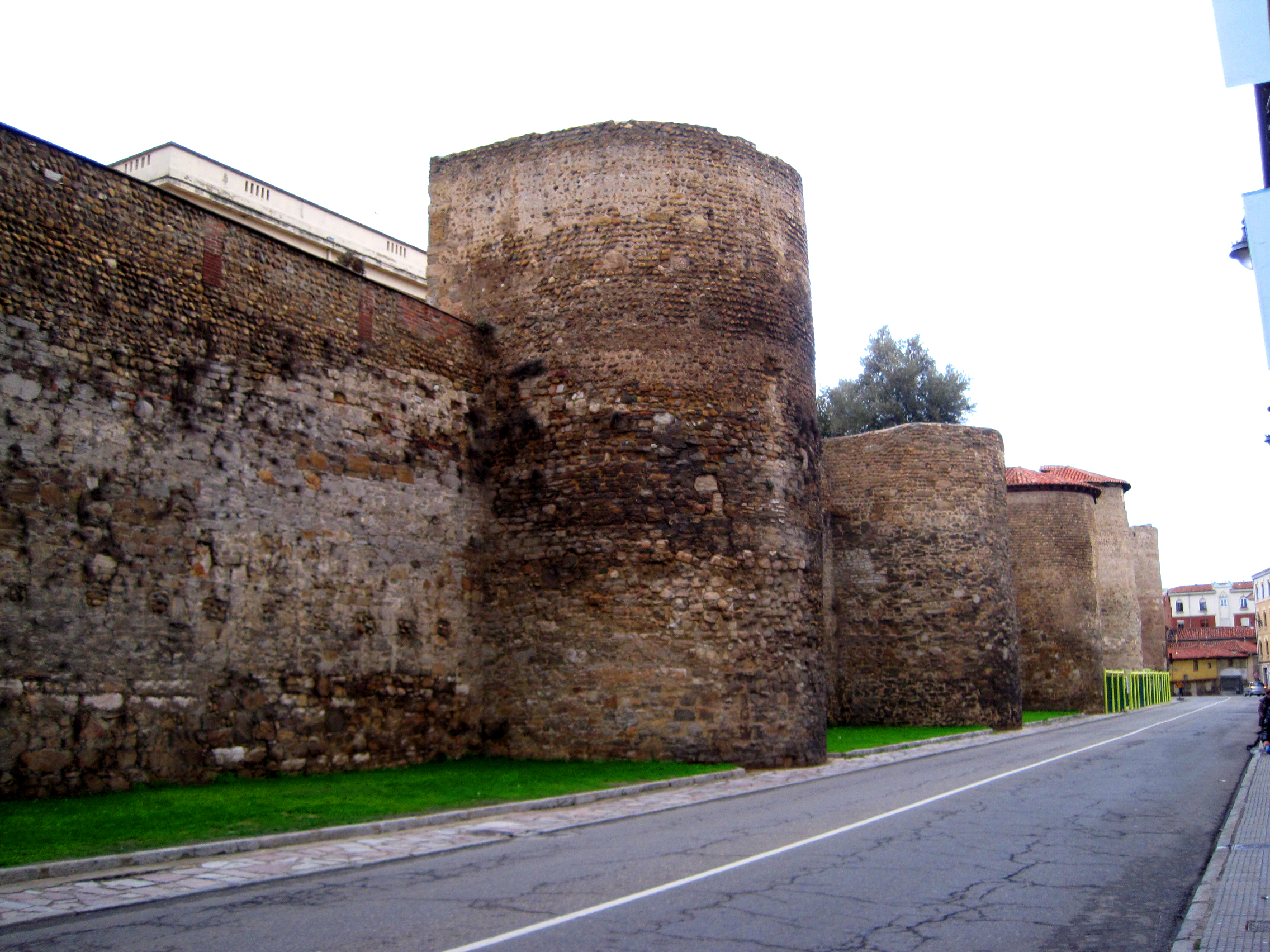
Cubos de la muralla romana de León
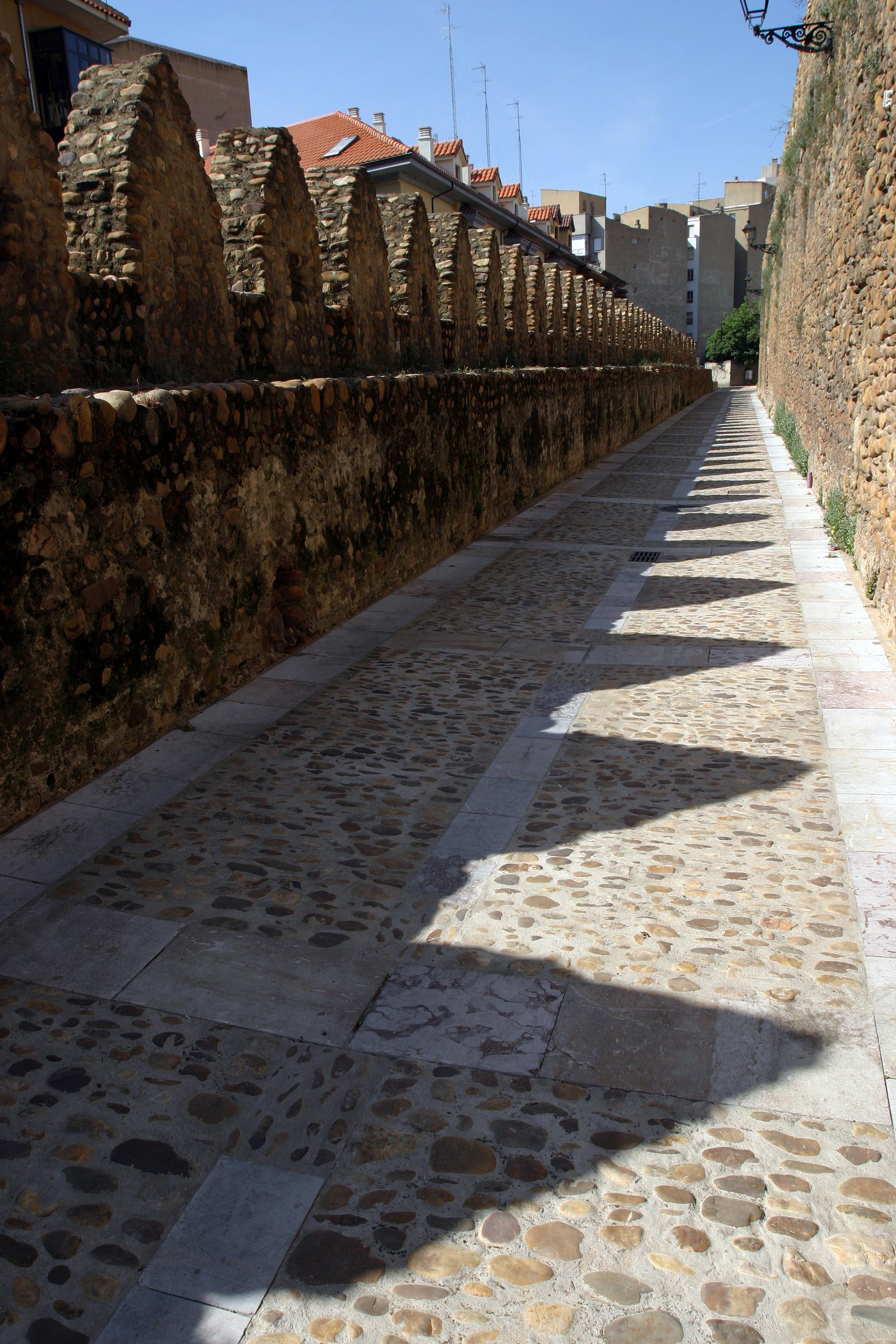
Cercas medievales de León
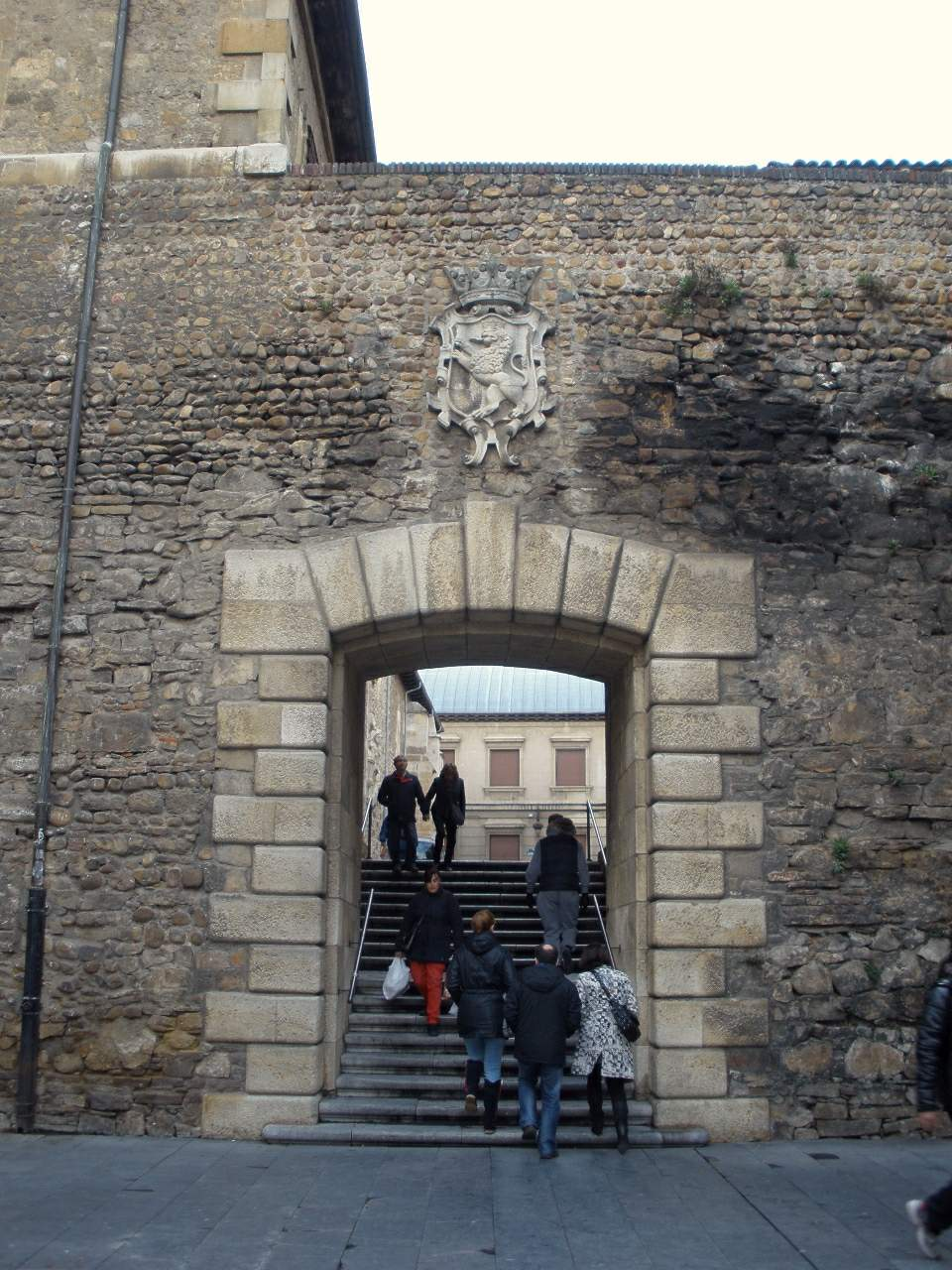
Entrada desde la avenida de los cubos
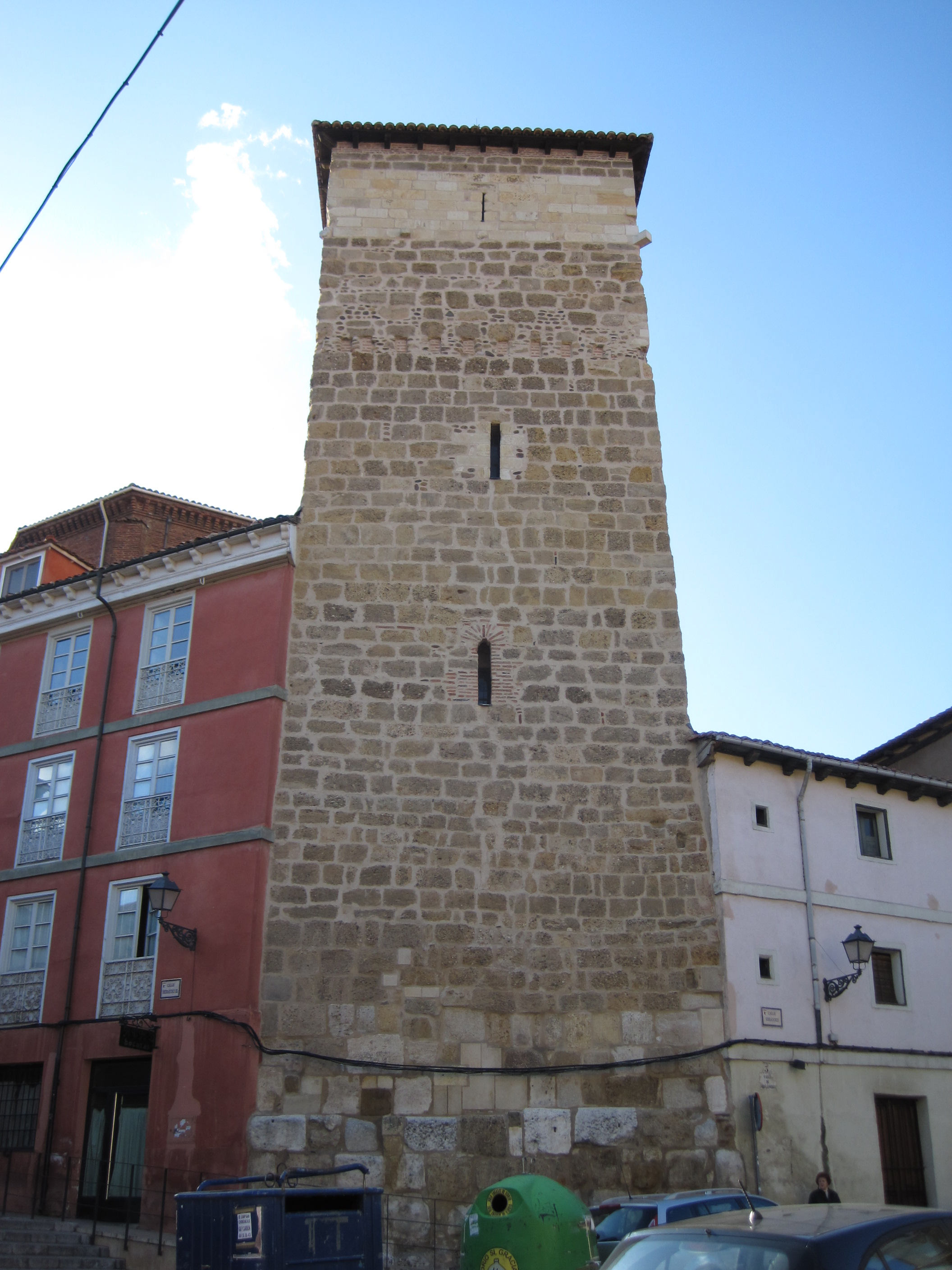
Torre de los Ponce

Plaza Mayor
La plaza mayor de León, ubicada en el corazón del casco antiguo, fue finalizada en 1677 según planos de Francisco del Piñal siguiendo el ejemplo de otras plazas mayores españolas, en particular la de Madrid. El edificio del Consistorio que preside la plaza es de estilo barroco y fue diseñado por el propio Francisco del Piñal como balcón para que la corporación municipal presidiera los eventos de la plaza. La plaza era el gran centro comercial de la ciudad durante la Edad Media y hasta el siglo XIX, dedicándose al mercado dos veces por semana y con la existencia de todo tipo de comercios en sus soportales, con supremacía de productos alimenticios, pero también boticas, ferreterías, platerías, artesanía, etc. Hoy en día el mercado en la plaza sigue existiendo, celebrándose cada miércoles y sábado.
Ha servido para las corridas de toros, se han realizado en ella ejecuciones públicas y celebraciones de la Corte Isabelina, también fue en esta plaza donde los leoneses se reunieron para dar el grito de guerra contra la ocupación francesa de 1810. Hoy en día es una zona muy frecuentada durante las fiestas patronales de San Juan y San Froilán, también durante carnavales y Semana Santa, ya que la mayor parte de procesiones pasan por esta popular plaza leonesa.
En el entorno de la Plaza Mayor se encuentra el barrio húmedo, que es como se conoce al distrito que abarca los alrededores de esta plaza y la de San Martín. Esta plaza fue el lugar en torno al cual se concentraban los artesanos, mercaderes y peregrinos de la ciudad de León y que hoy, desaparecidas esas actividades o desplazadas a otros lugares de la ciudad, han sido sustituidas por actividades hoteleras y de esparcimiento. En el flanco sur del barrio encontramos la plaza del Grano. El barrio, desde la calle La Rúa hasta la calle Caño Badillo, se encuentra jalonado de bares, cafés y mesones que convierten la zona en la mayor ruta del tapeo y en escaparate de las especialidades gastronómicas de la ciudad y de la provincia. Esta circunstancia, unida a la estrechez de sus calles y sus plazas, forman el espacio más típico de la ciudad, caracterizado por su trazado medieval con irregularidades urbanísticas y que es destino obligado para los turistas que visitan la ciudad. El 22 de mayo de 1995 se terminó su peatonalización.

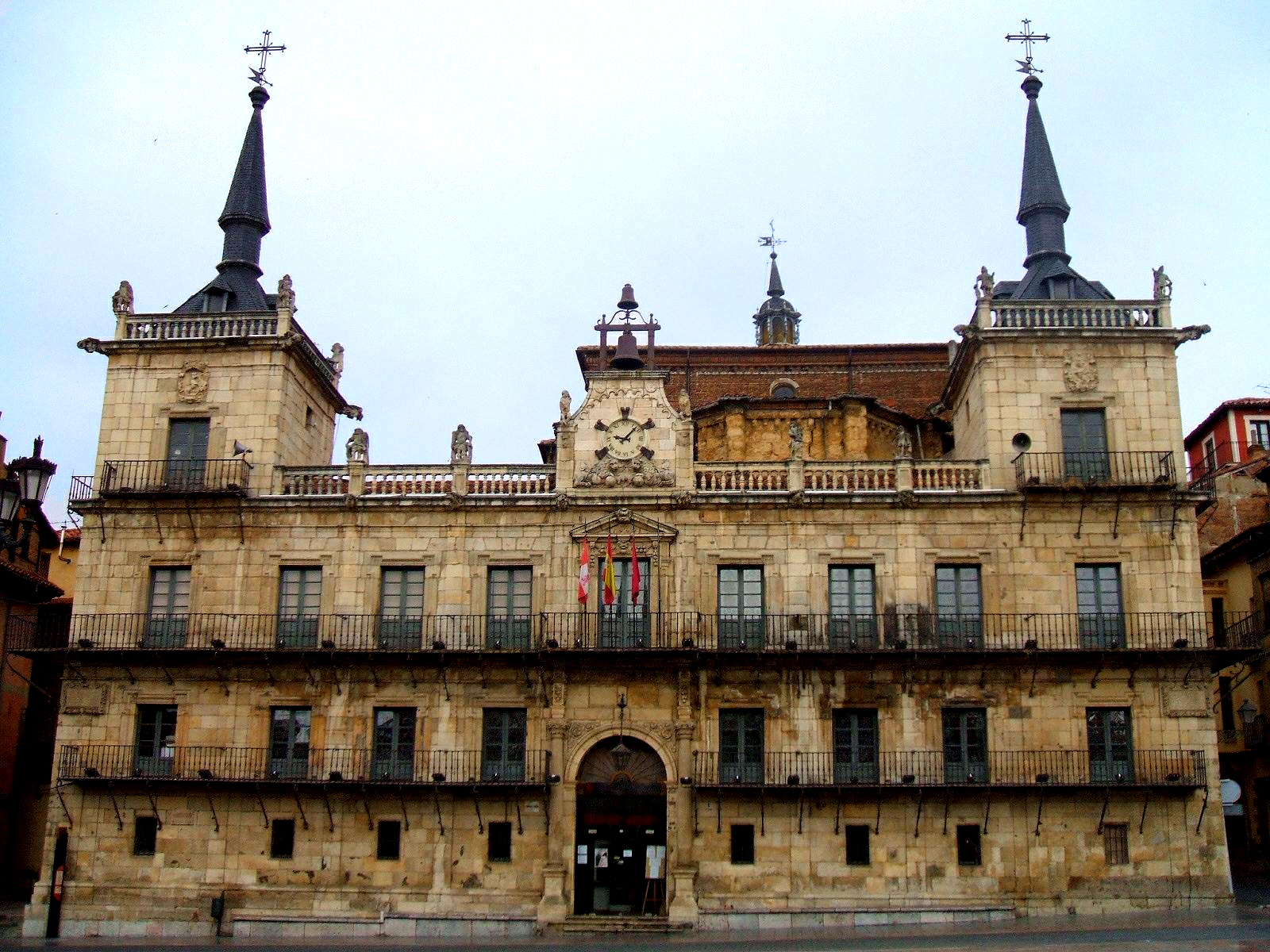
Balcón municipal de la Plaza Mayor
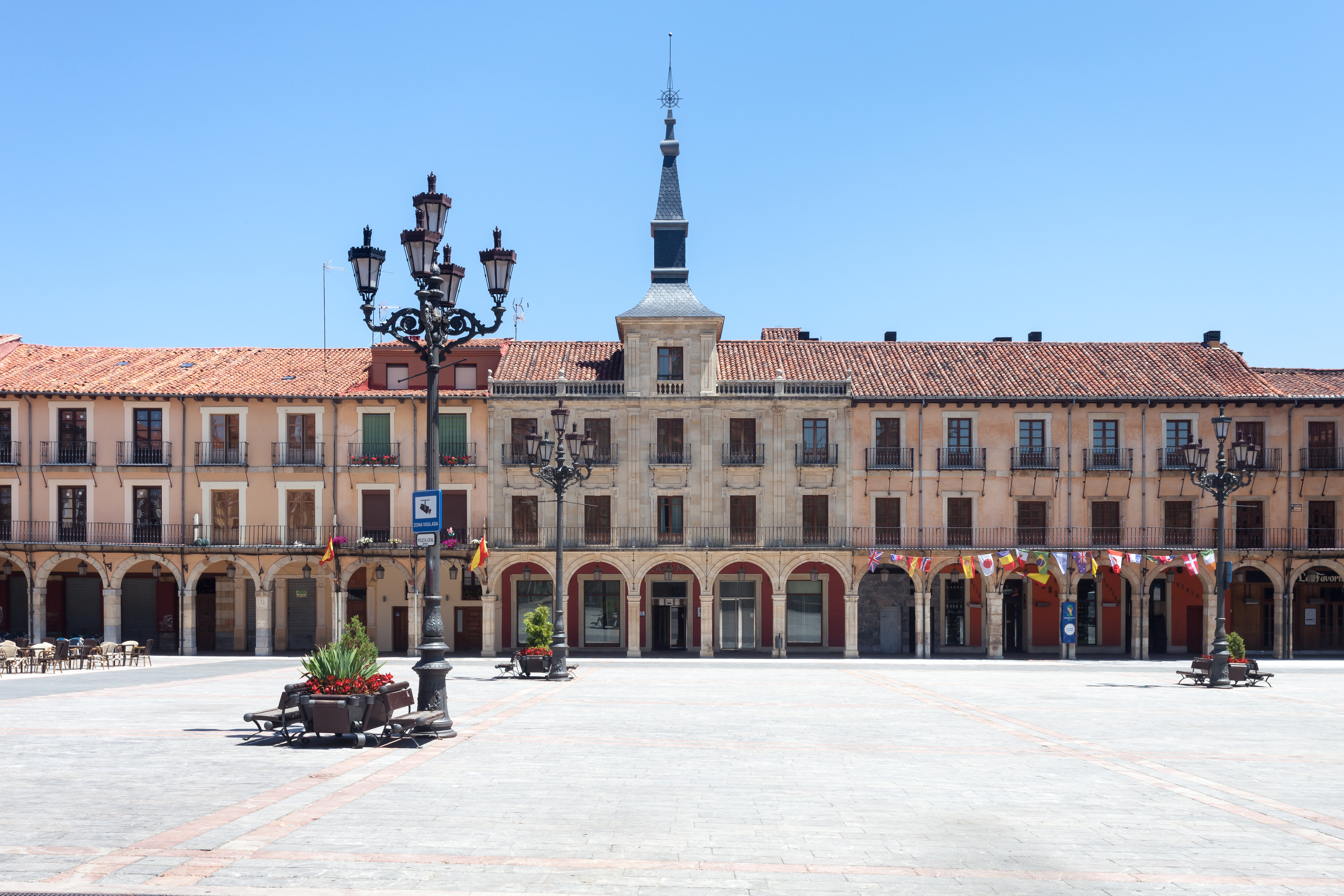
Vista de la plaza
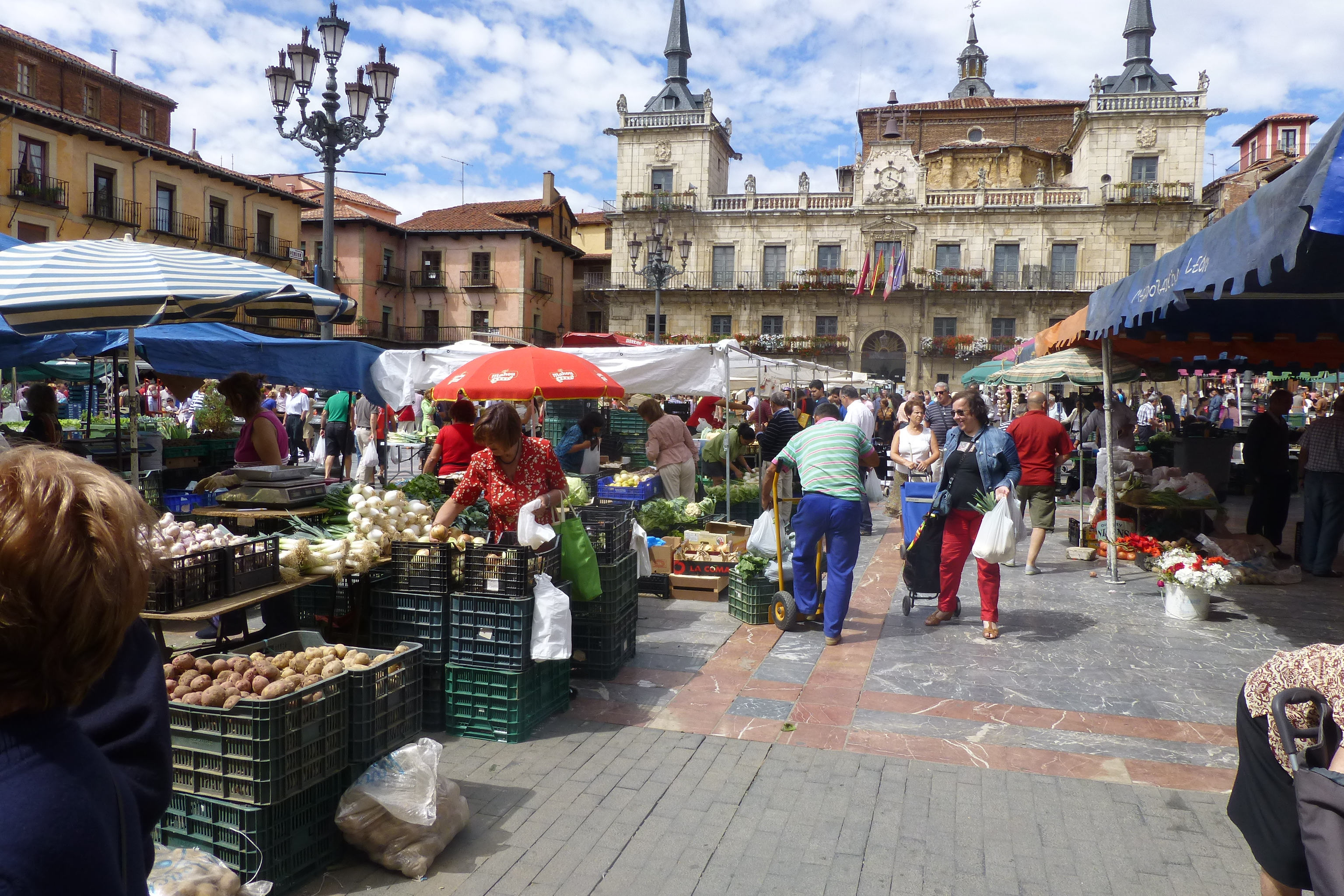
Mercado de la plaza los miércoles y los jueves
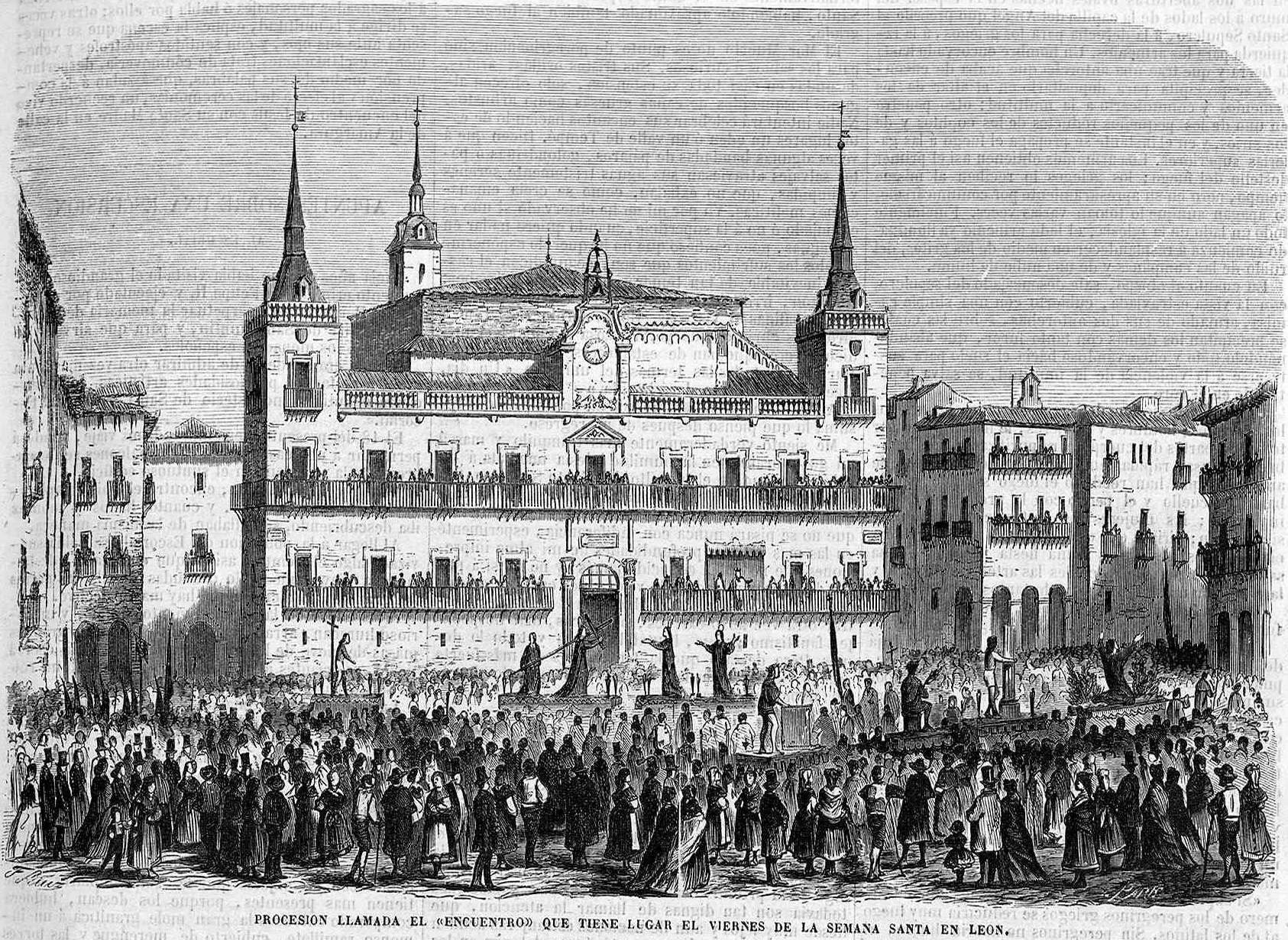
Grabado de la procesión del Encuentro a su paso por la Plaza Mayor

Casa Botines
Obra de Antonio Gaudí, de estilo neogótico. Es de planta trapezoidal, flanqueada por cuatro torres rematadas en pináculos. Las ventanas tienen su inspiración en las ventanas del triforio de la catedral leonesa. En la portada hay una talla de San Jorge matando al dragón. El edificio fue concebido para el negocio de tejido en su planta baja y semisótano, destinándose las cuatro plantas restantes a viviendas de renta.
La construcción del edificio se debió a la iniciativa de unos comerciantes de tejidos de León, Simón Fernández Fernández y Mariano Andrés Luna, que estaban relacionados con industriales textiles catalanes, uno de los cuales, Eusebi Güell, recomendó a Gaudí como arquitecto para diseñar la nueva sede del negocio en la capital leonesa, ya que por entonces estaba construyendo cerca de León el Palacio Episcopal de Astorga. Gaudí delegó la dirección de las obras en el constructor Claudi Alsina i Bonafont, uno de sus ayudantes en varias obras en Barcelona, y contó con la colaboración de varios albañiles y artesanos catalanes.

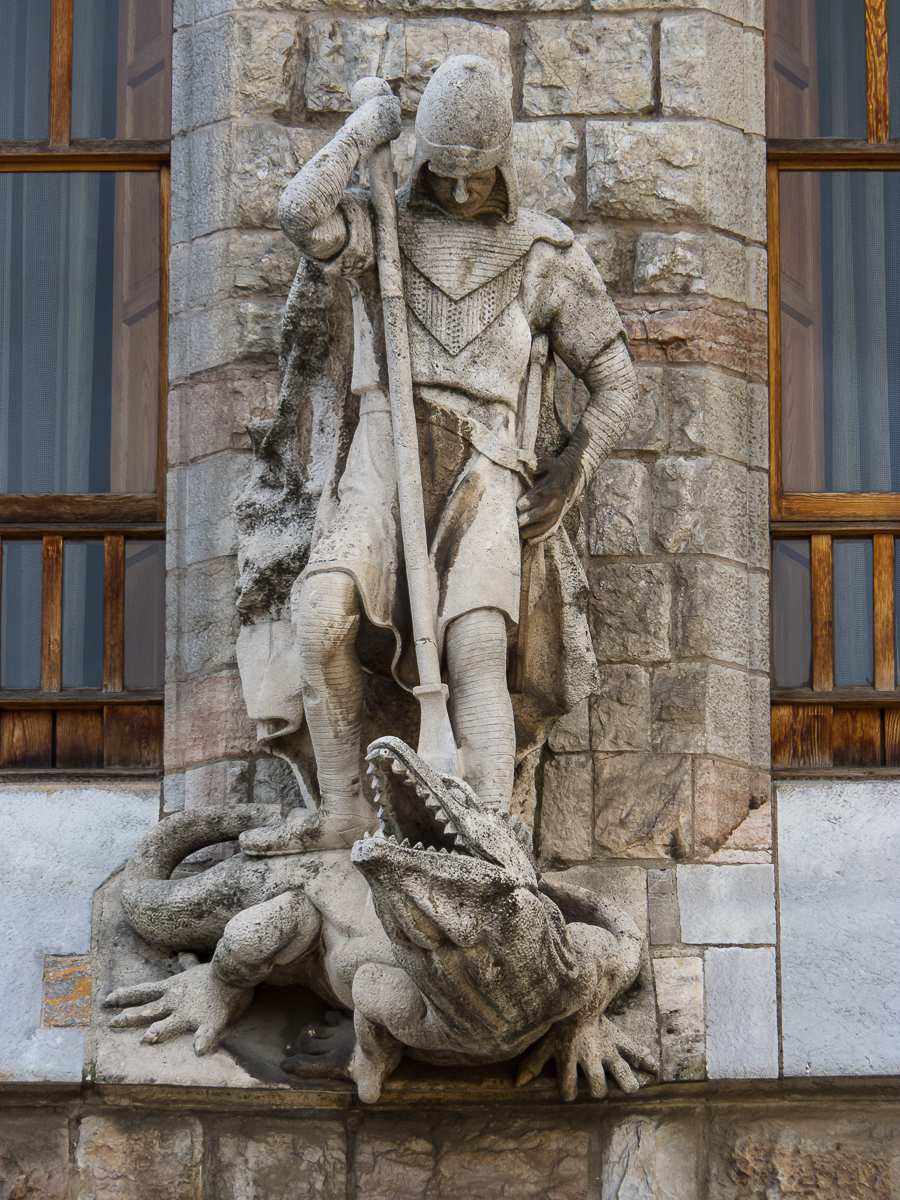
Detalle de la estatua de San Jorge en la entrada
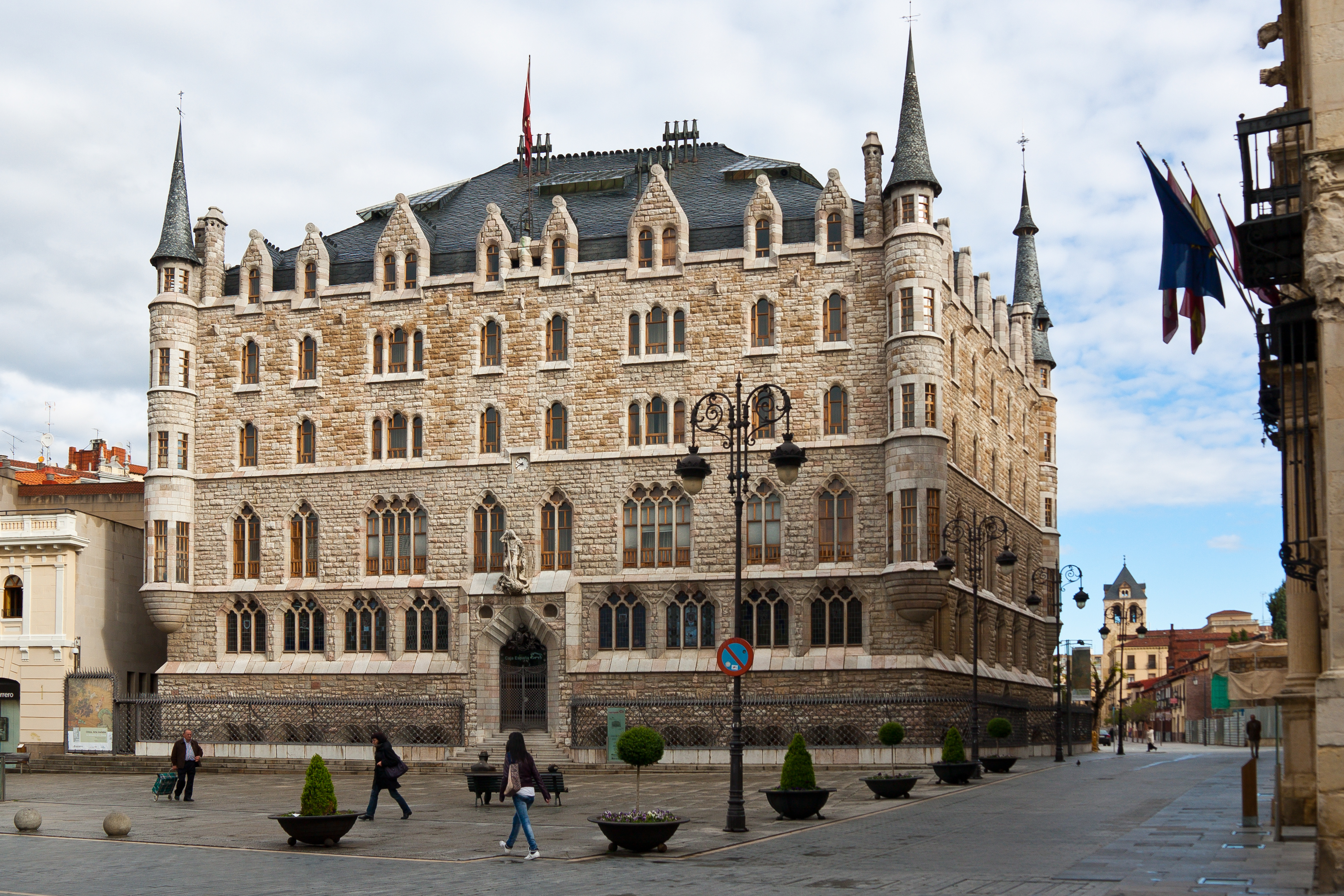
Casa Botines, realizada por Antoni Gaudí
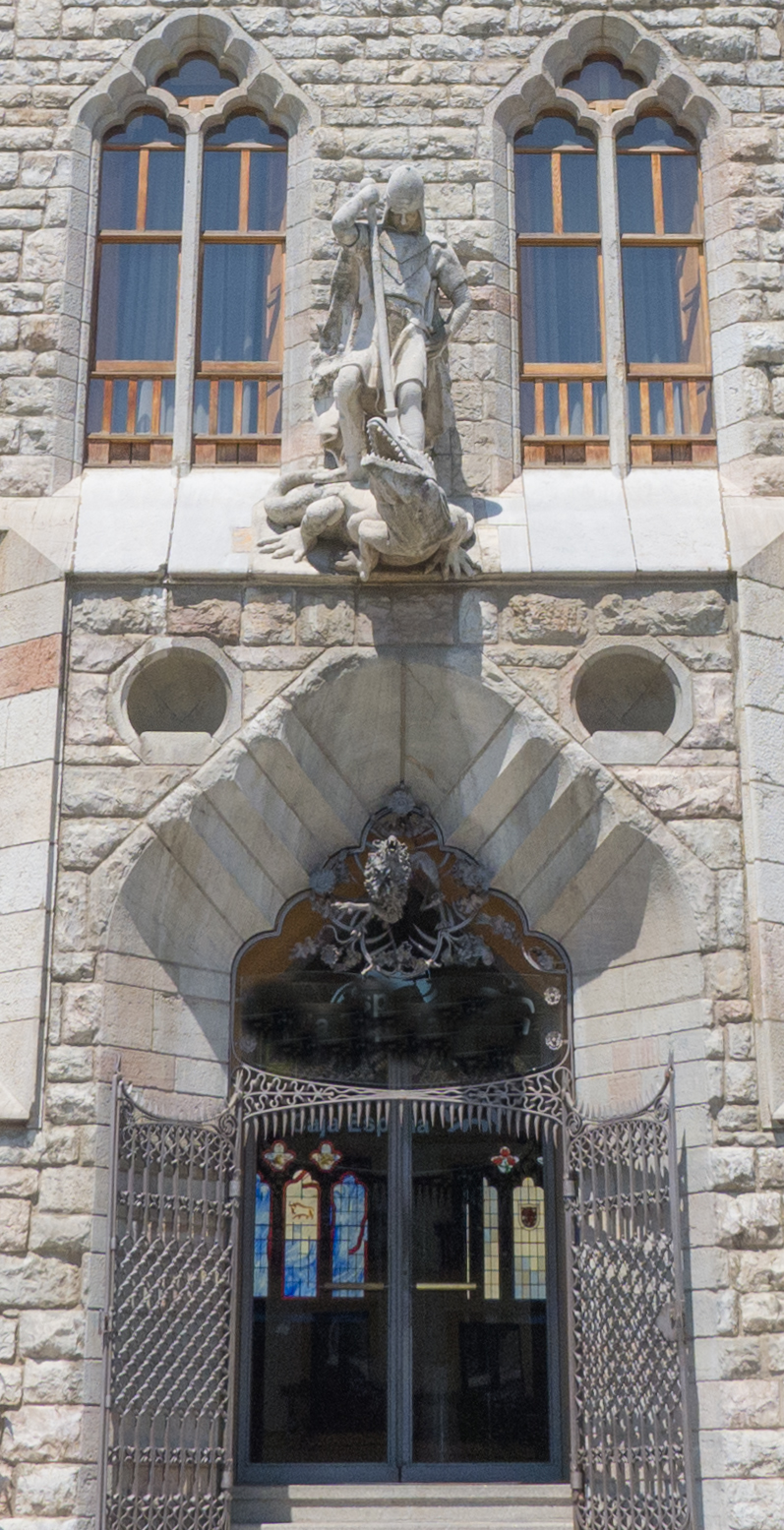
Entrada a la casa

Otros monumentos
Otros ejemplos de arquitectura destacada los encontramos en el antiguo consistorio, ubicado en la plaza de San Marcelo, el cual fue construido a finales del siglo XVI por Juan de Rivero para ser la sede del gobierno municipal, es de estilo renacentista y consta de tres alas y una escalera interior. Actualmente solo conserva algunas de las concejalías del ayuntamiento. Subiendo la calle ancha y ya junto a la catedral tenemos el antiguo edificio de correos, edificado en la primera década del siglo XX por el arquitecto leonés Manuel de Cárdenas, su estilo arquitectónico trata de no romper la armonía gótica catedralicia. Se observan también influencias de Gaudí en un edificio de gusto neogótico.
Destacable es también el Castrum Iudeorum. Los primeros testimonios de presencia judía en la ciudad de León se remontan al siglo X; entonces se documenta la existencia de una próspera comunidad hebraica asentada en el cerro de la Mota, cercana a la actual pedanía de Puente Castro, sobre el curso del río Torío y a la vera del Camino de Santiago, circunstancia esta que favoreció su tradicional dedicación a actividades vinculadas al comercio y la banca. Sin embargo, tras el ataque que la aljama sufrió en el siglo XII a manos del rey de Castilla, sus moradores fueron obligados a abandonarla y asentarse en la ciudad de León, donde crearon una nueva aljama. En la actualidad, se están llevando a cabo una serie de investigaciones y estudios arqueológicos en torno a este yacimiento, dirigidas desde los departamentos de Historia y Patrimonio de la Universidad de León por Jorge Sánchez-Lafuente Pérez y José Luis Avello Álvarez.

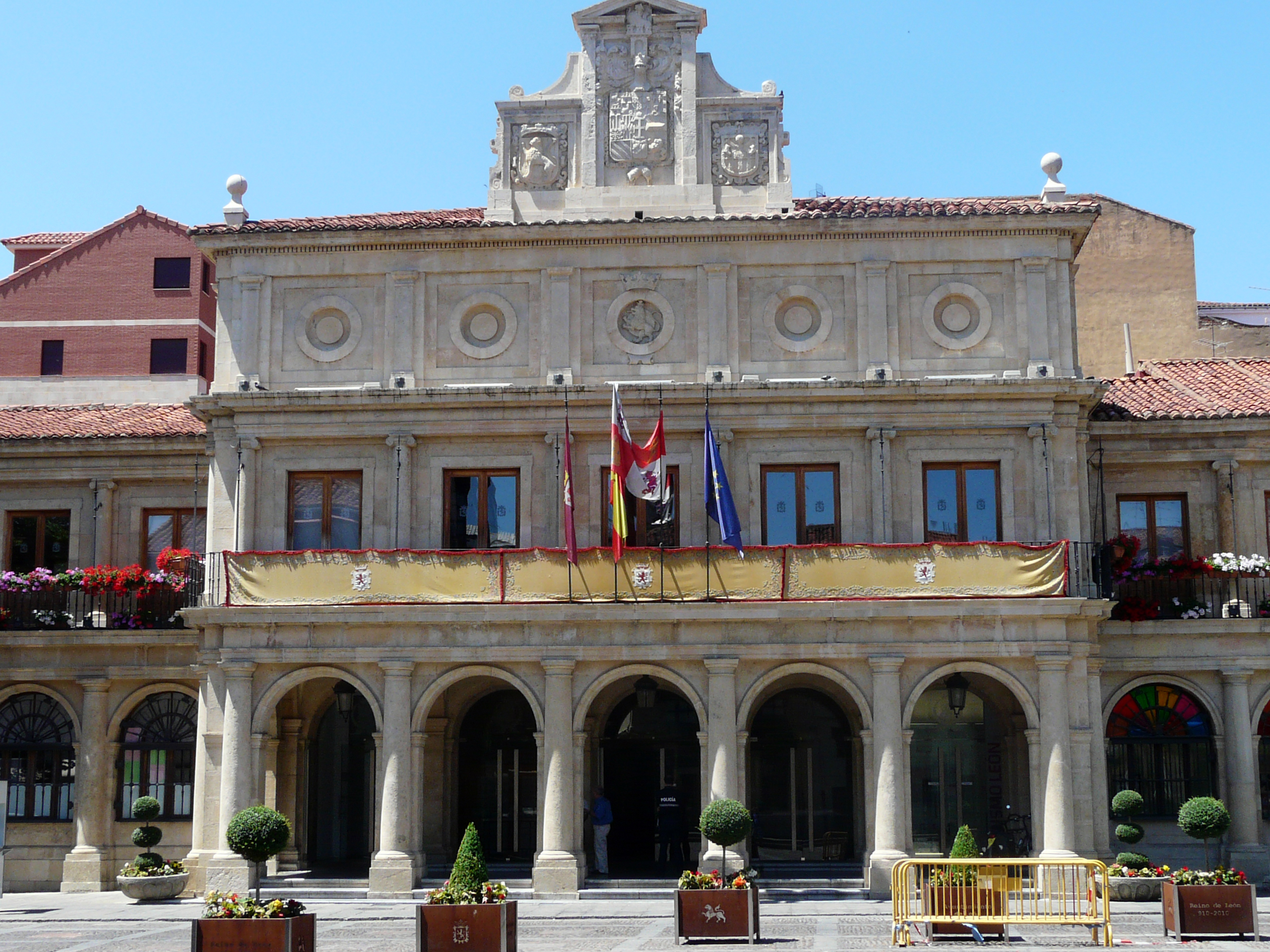
Antigua Casa Consistorial, el primitivo ayuntamiento
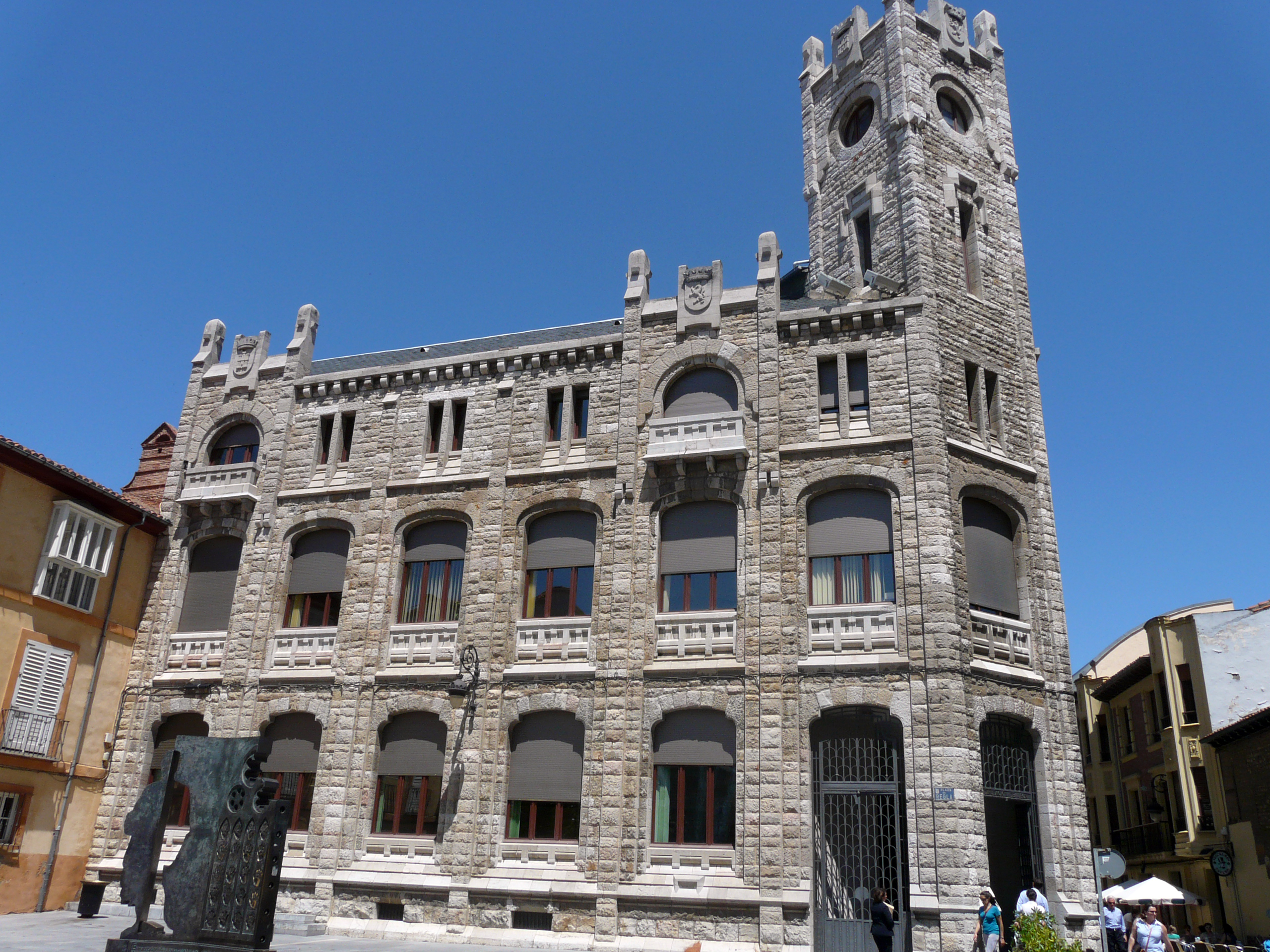
Antiguo edificio de Correos

### Escultura urbana
La escultura en León está protagonizada por obras que representan a ilustres personajes, a eventos y a la propia esencia de la ciudad a los que se les ha recordado de esta manera. Así, en 1789 se instaló la escultura de Neptuno, inicialmente en la plaza de la catedral, trasladándose a la Plaza Mayor y más tarde al jardín de San Francisco, donde permanece actualmente. En la misma fecha se inaugura la fuente del mercado, en la plaza del Grano. Guzmán el Bueno cuenta también con su propia escultura, presidiendo la plaza homónima, instalada en 1900, recibió numerosas críticas en su día, llegando a ser con el paso del tiempo una de las esculturas más emblemáticas de la ciudad. El escultor Julio del Campo, oriundo de la provincia, posee su propia escultura en el ensanche, inaugurada en 1917, también en el ensanche, se encuentra la escultura de la Inmaculada, inaugurada en los años 50.
Otra escultura de gran relevancia es La Negrilla, llegó por primera vez a la plaza de Santo Domingo en diciembre de 1997, donde permaneció diez años, hasta que un conductor ebrio se empotró contra ella en 2007. Amancio González modeló entonces la figura de nuevo y, gracias al patrocinio de Renfe, la nueva negrilla se volvió a colocar en el mismo lugar en 2009. Con una diferencia: la segunda vez se hizo en bronce –la anterior era de hormigón–, «para que los niños pudieran subirse a ella y jugar, como hacía yo de pequeño con la vieja negrilla de mi pueblo», recuerda Amancio.
Son destacables también los cuatro leones, que adornan el puente de los leones, anteriormente del ferrocarril, instaladas en 1967, obra del autor Víctor de los Ríos y lejos de allí el Don Quijote en Sierra Morena, en la universidad, instalada en 1964 inicialmente en el Alto del Portillo por un encargo de Caja León y trasladada más tarde al campus universitario.
Entre las nuevas esculturas, instaladas desde finales del siglo XX en nuevos barrios en zonas remodeladas, como la avenida Ordoño II, cabe destacar a escala humana el monumento a la lucha leonesa, de Ángel Muñoz Alique y situado junto al estadio Reino de León, el Peregrino sentado en el Crucero (1998), de Martín Vázquez de Acuña e instalado en la plaza de San Marcos tras su remodelación, el Homenaje al Maestro Odón Alonso, de Ángel Muñiz Alique, junto al auditorio Ciudad de León, Antoni Gaudí sentado en un banco (1998), de José Luis Fernández y en frente de la obra de Antoni Gaudí, la Casa Botines. Otros ejemplos son Padre e Hijo (1997), en la plaza de la Regla y obra de Jesús Trapote Medina y Las Cabezadas, obra de José Luis Fernández.

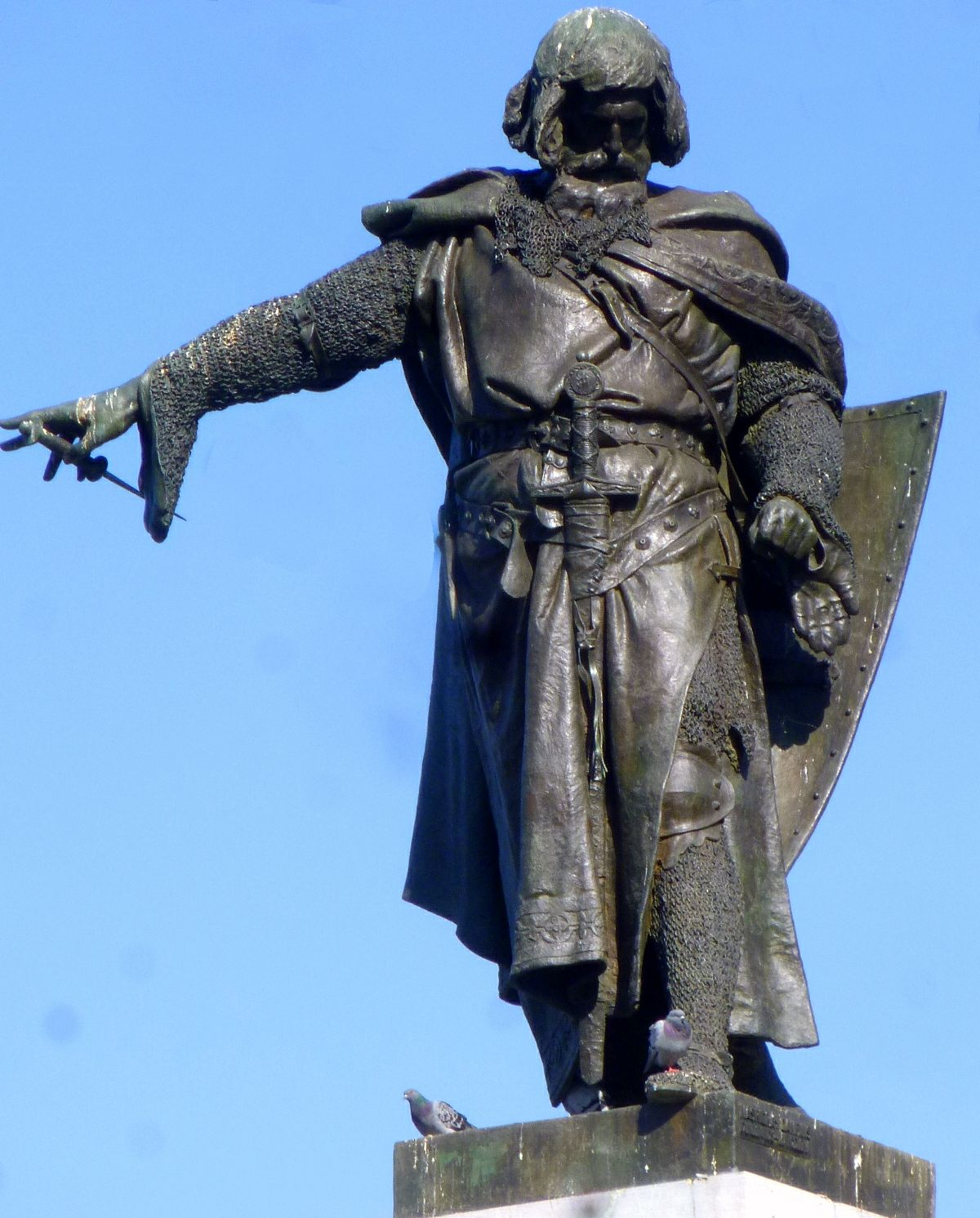
Guzmán el Bueno, en el centro de la Glorieta del mismo nombre
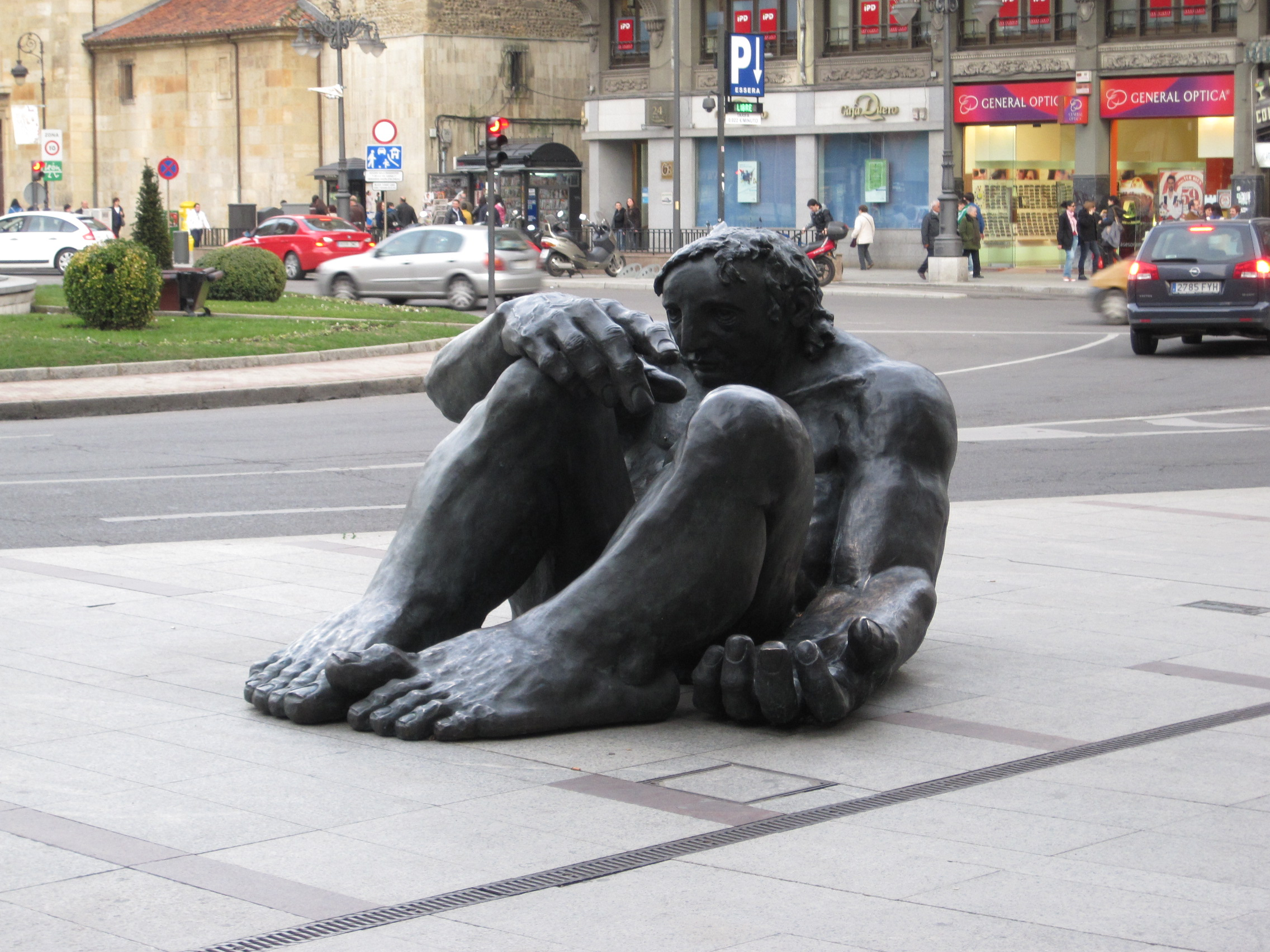
La Negrilla, en la Plaza de Santo Domingo
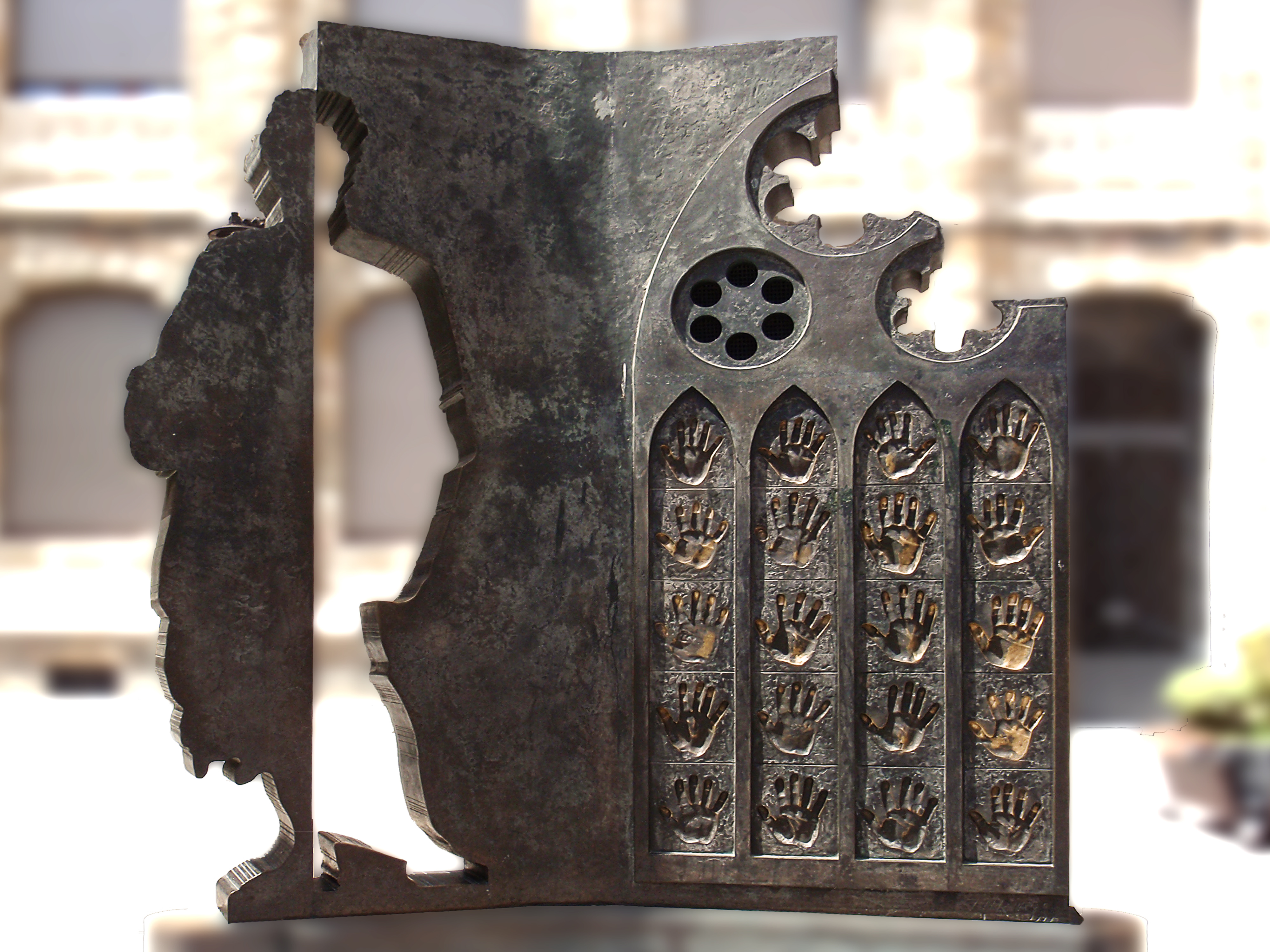
Escultura homenaje a los constructores de catedrales junto a la catedral
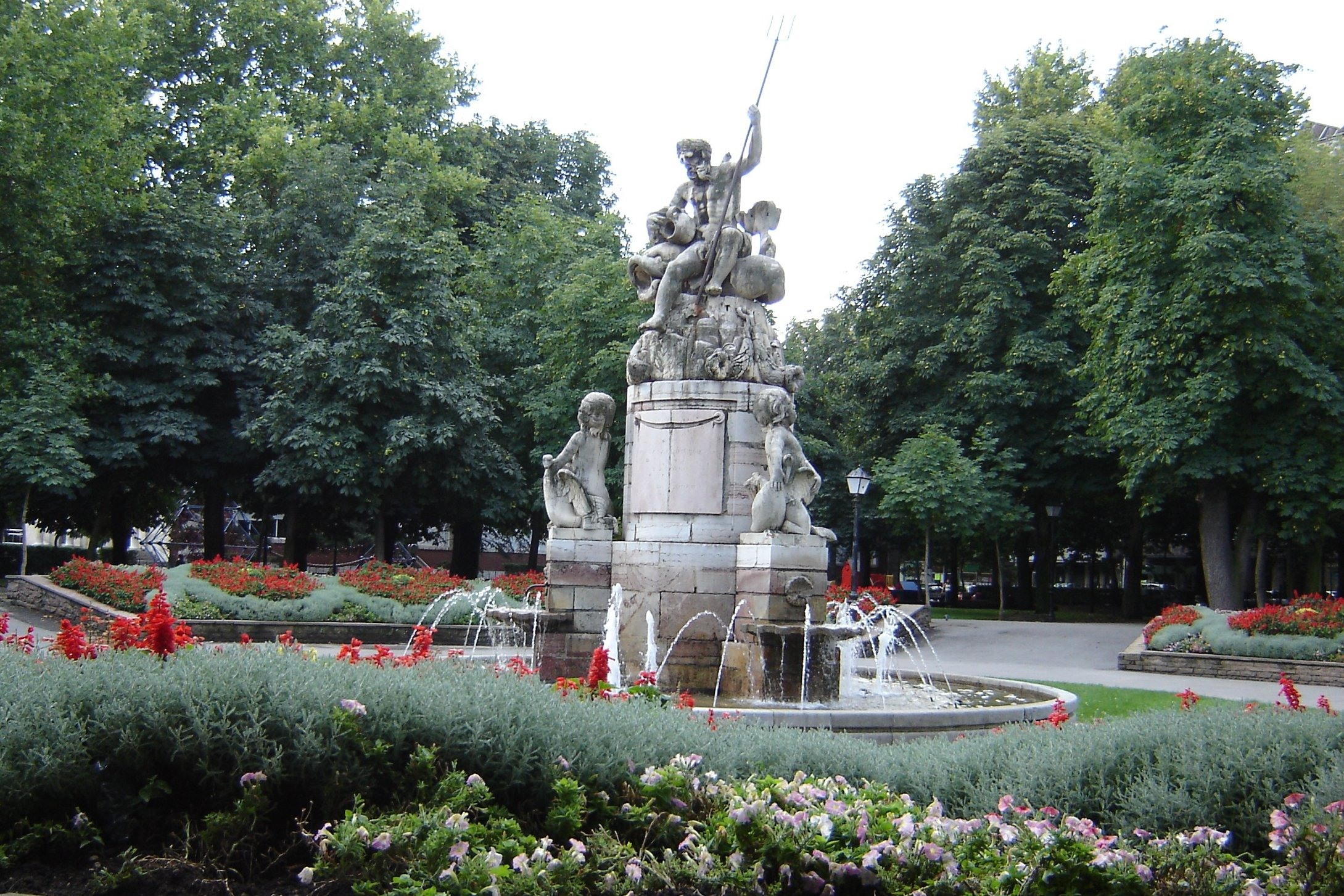
Neptuno, en el Jardín de San Francisco
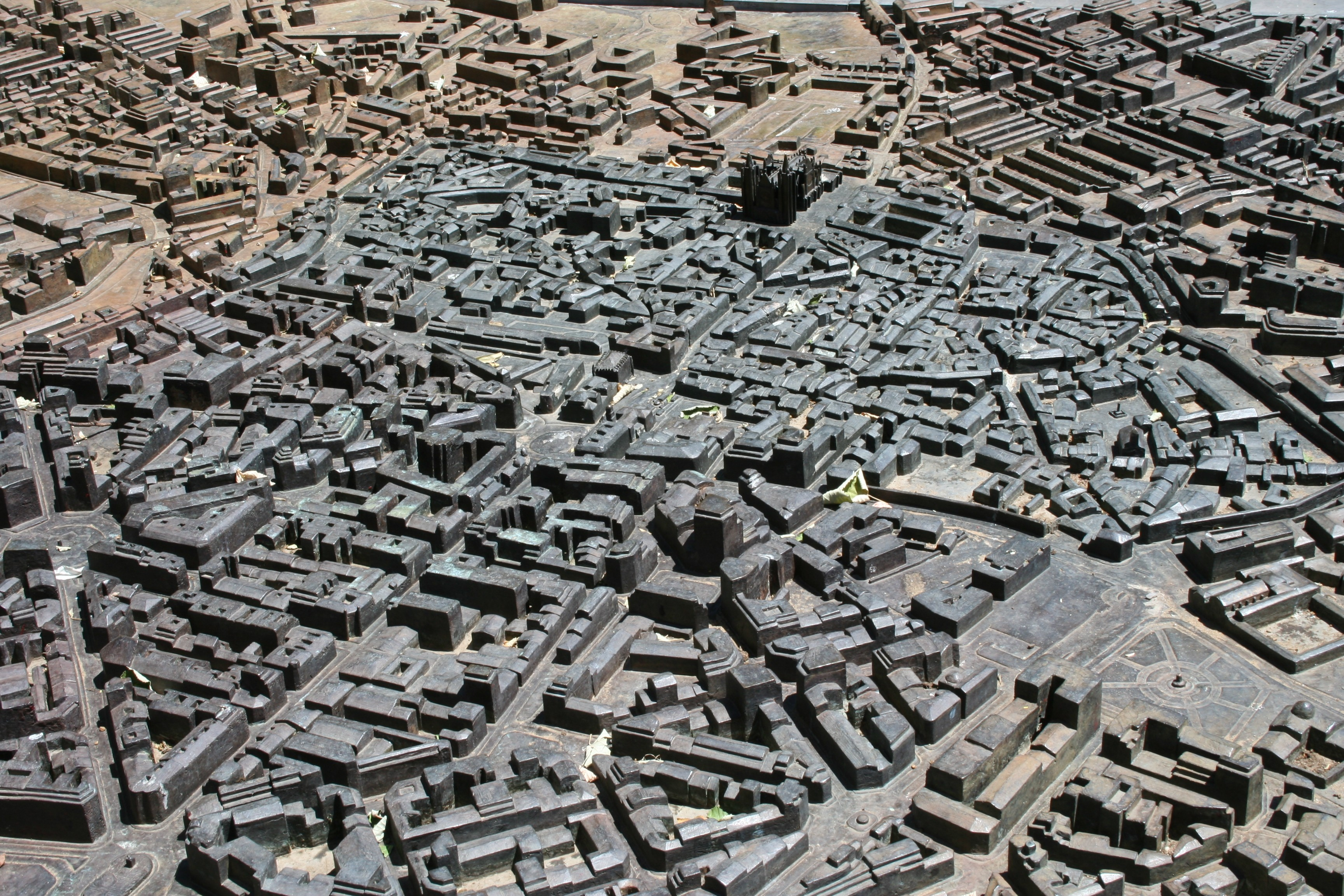
León, ciudad bimilenaria, en la Plaza de San Marcelo
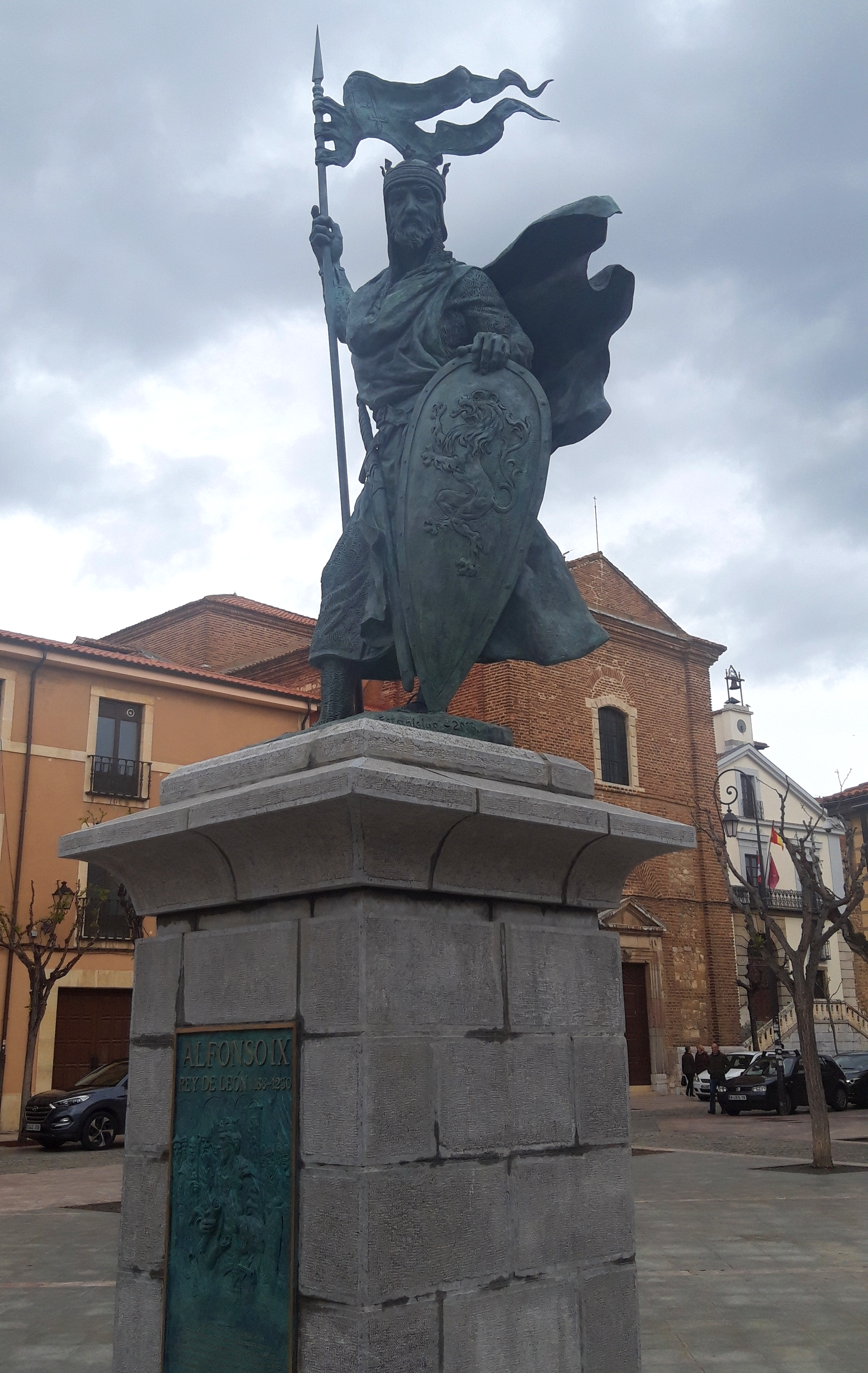
Escultura de Alfonso IX
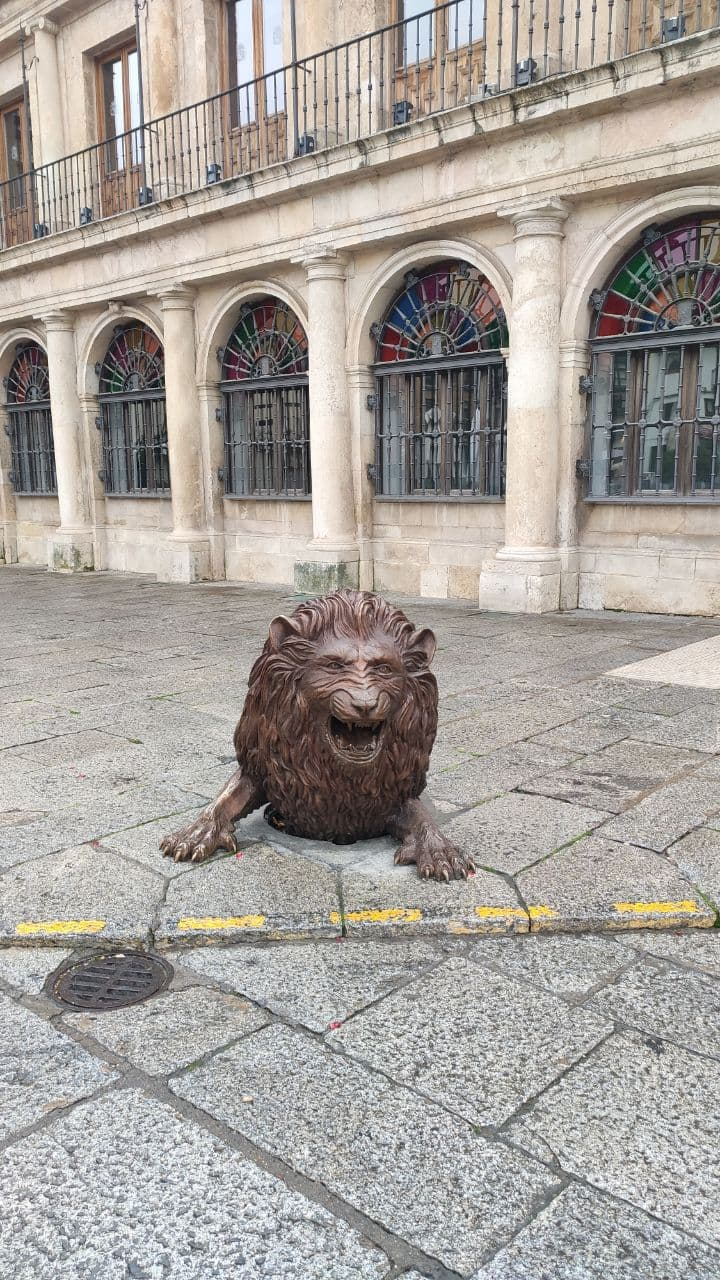
León saliendo de la alcantarilla

### Parques y jardines
La ciudad de León es una ciudad reconocida por su gran cantidad de zonas verdes, tanto es así que León es la ciudad española que más zonas verdes pone al servicio de sus ciudadanos. León cuenta con 2 196 542 m² de zonas verdes distribuidos por toda la ciudad. Este espacio se encuentra dividido entre numerosos parques, entre los que destacan, por tamaño, el parque del Chantre, parque de Quevedo, el jardín del Cid, el jardín de San Francisco y el parque de La Granja.
Parques de las riberas
Es el pulmón verde más notable de la ciudad, paralelo al río, se extiende desde el convento de San Marcos hasta las inmediaciones de la plaza de toros, interrumpido por la plaza de Guzmán el bueno, que marca la línea divisoria entre el paseo de la Condesa, aguas arriba, y el paseo de Papalaguinda, aguas abajo. Ambos se encuentran comunicados por el parque de la ribera del Bernesga, construido aprovechando la canalización del río.
Los orígenes de esta gran zona verde hay que buscarlos a principios del siglo XIX, cuando se planteó el ensanche para unir el casco histórico con el Bernesga, cuya unión definitiva se realizó a través de esta extensa zona verde. Hoy se encuentra jalonado de esculturas modernas y de quioscos de música, así como de escaleras para descender al río. El parque está poblado por un buen número de diferentes especies de árboles, arbustos y aves. Por su gran presencia, destacan los ciruelos, arces blancos, cipreses, enebros, castaños de indias, olmos, encinas, hayas y glicinia, entre otras especies. Entre las aves, es común la presencia en el parque de currucas capirotadas, de golondrinas zapadoras, de verderones comunes y aguzanieves.

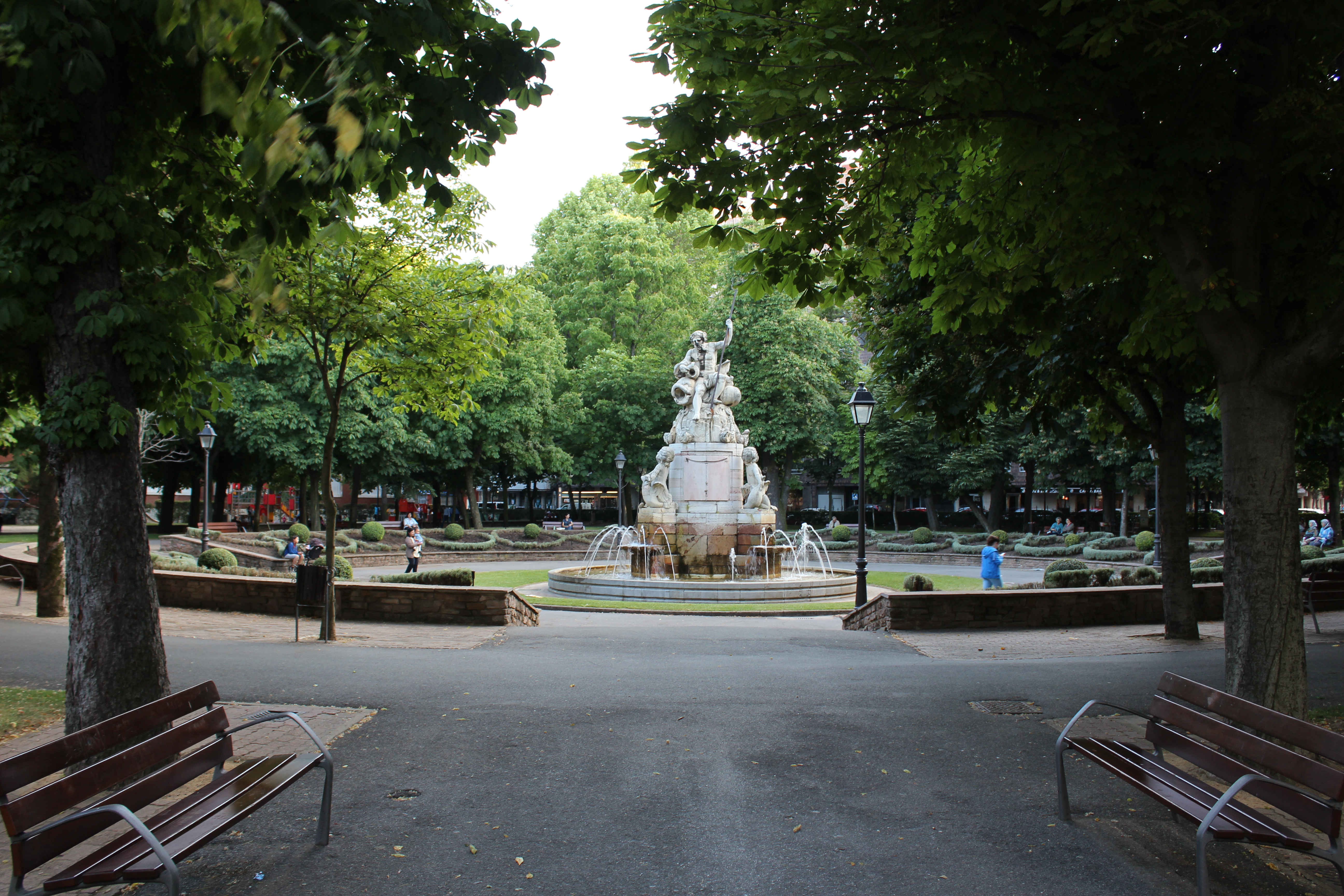
Parque de San Francisco
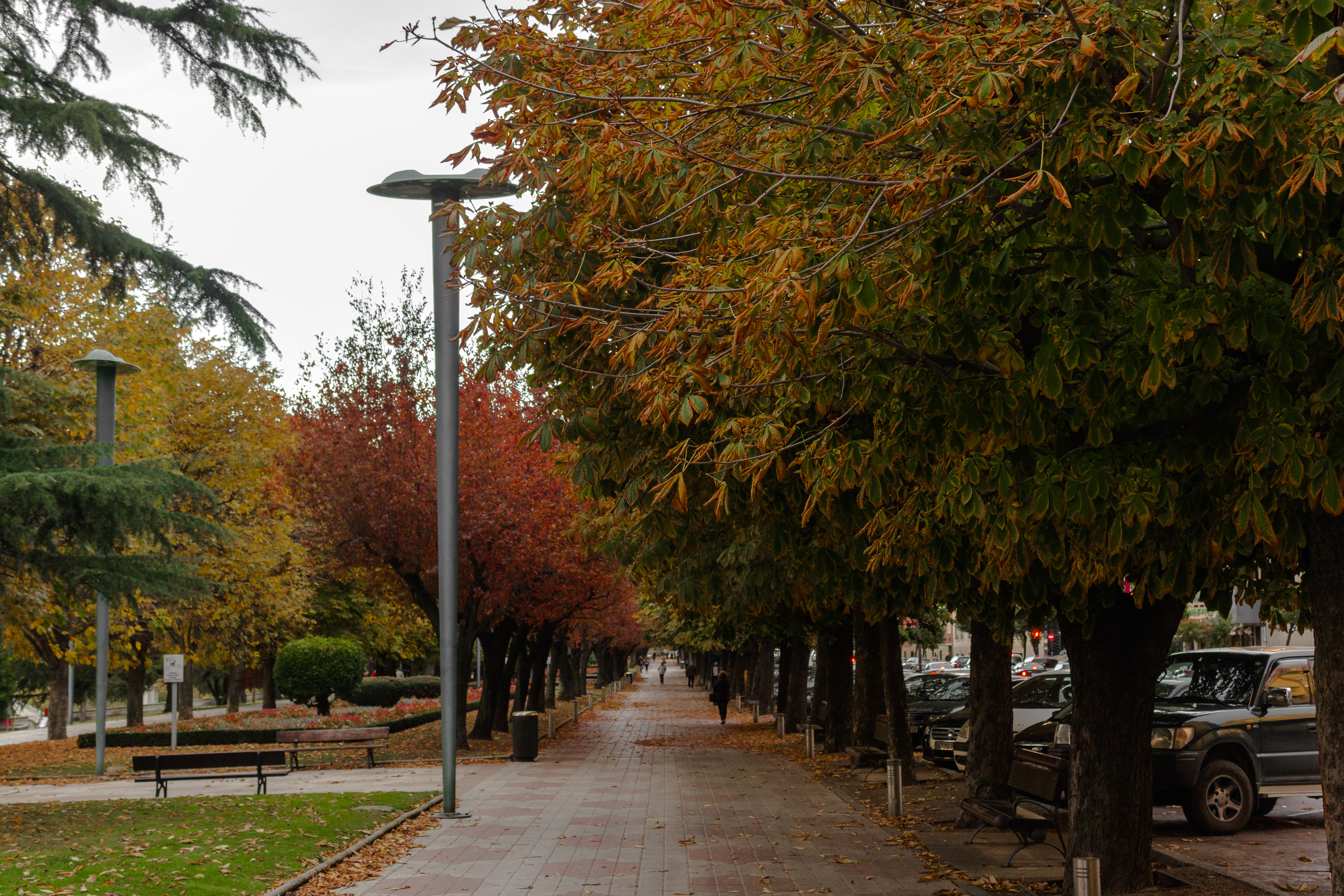
Paseo de la Condesa de Sagasta
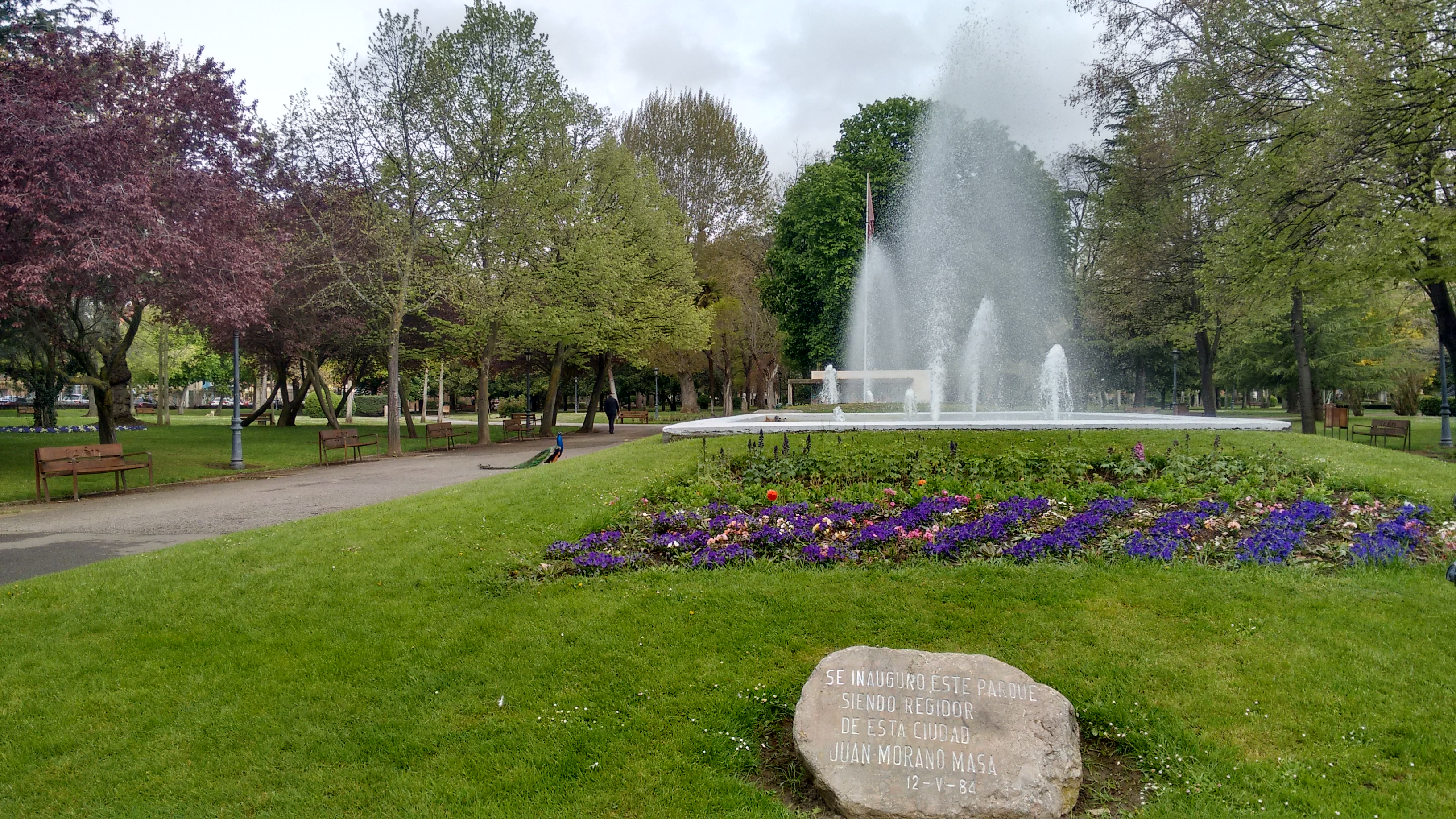
Parque de Quevedo
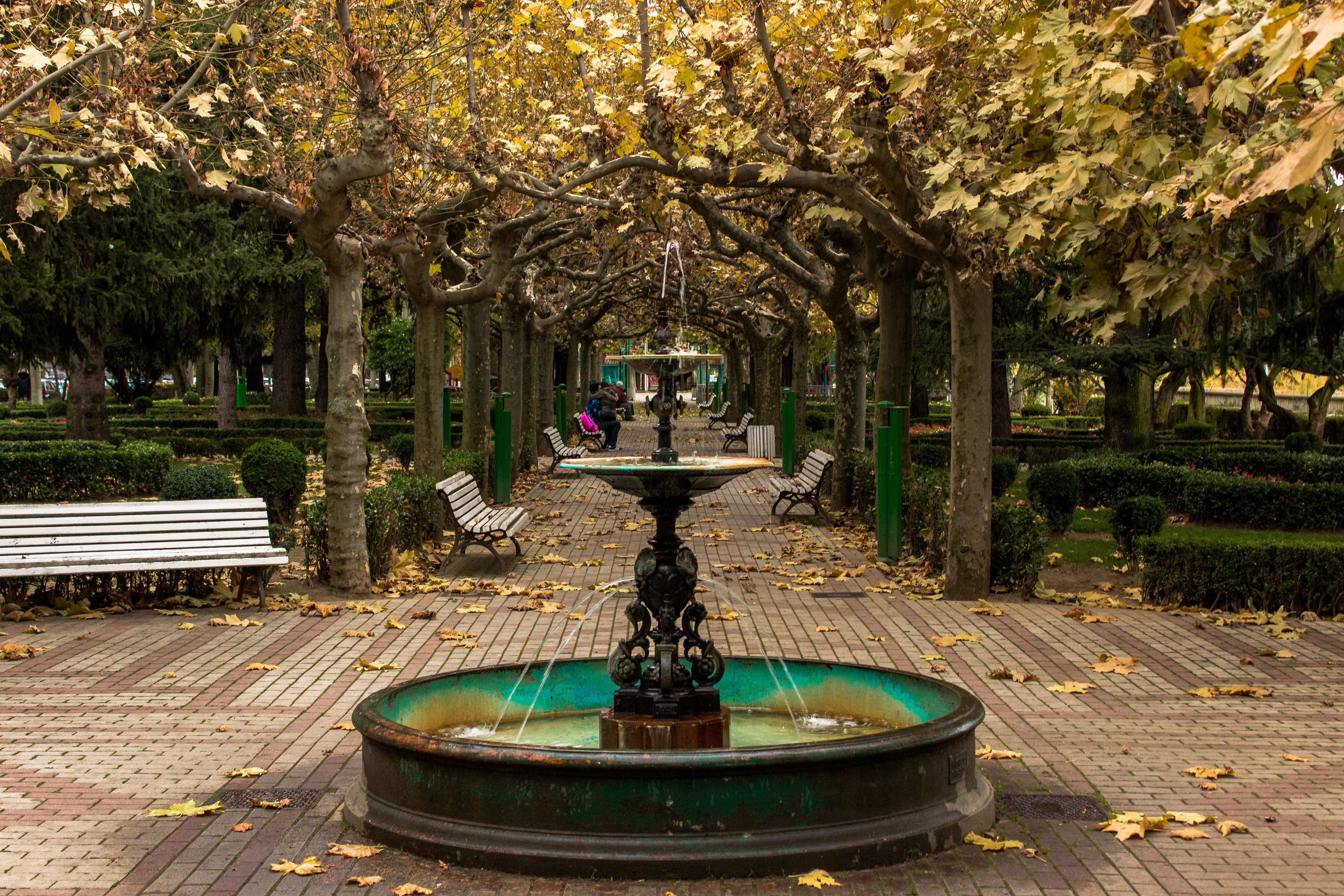
Paseo de Papalaguinda
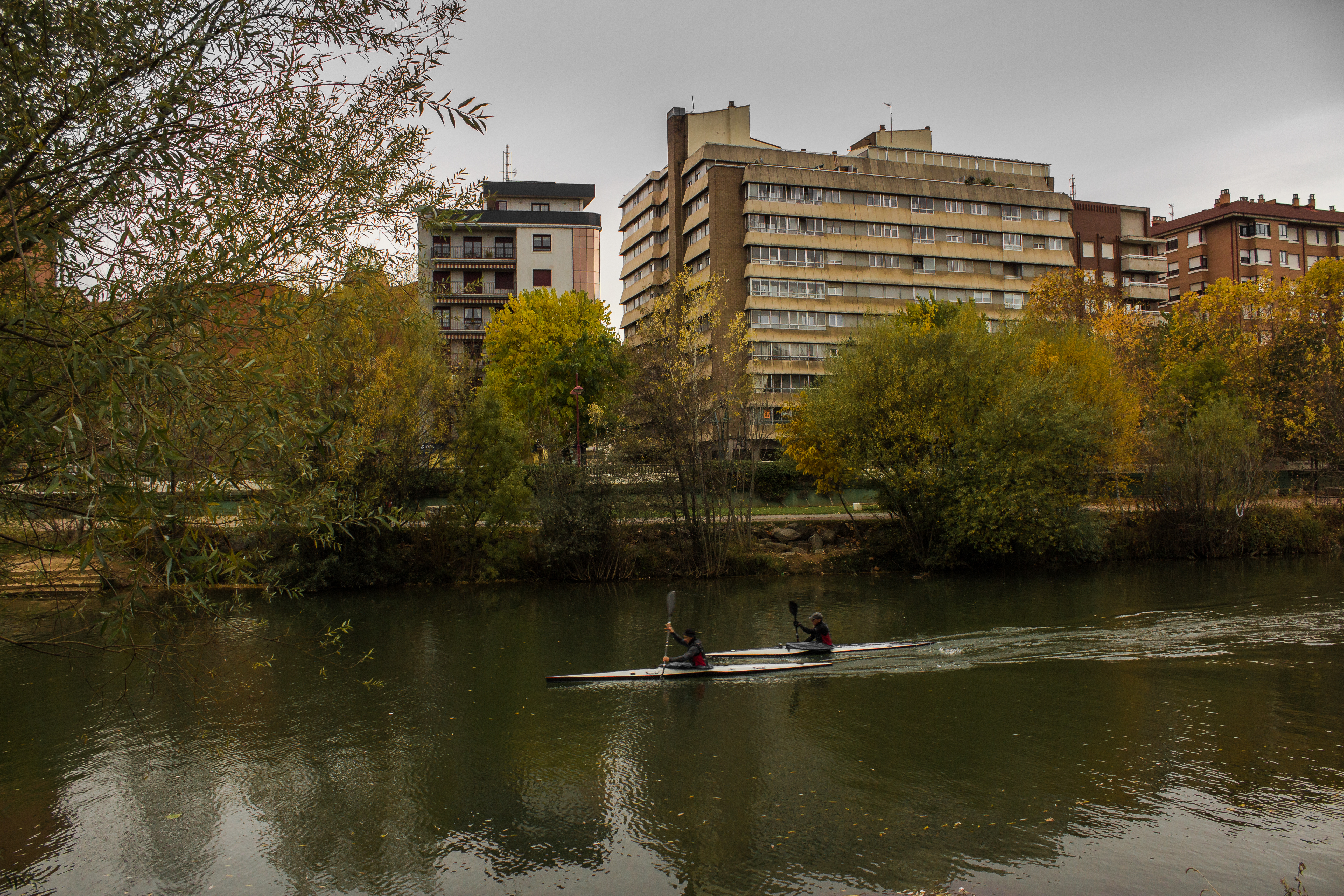
Parque del Bernesga

### Puentes
- Puente de San Marcos sobre el río Bernesga.
- Puente de la Estación, también conocido como de Los Leones sobre el río Bernesga.
- Pasarela atirantada sobre el río Bernesga.
- Puente de Carlos III o de Puente Castro sobre el río Torío.

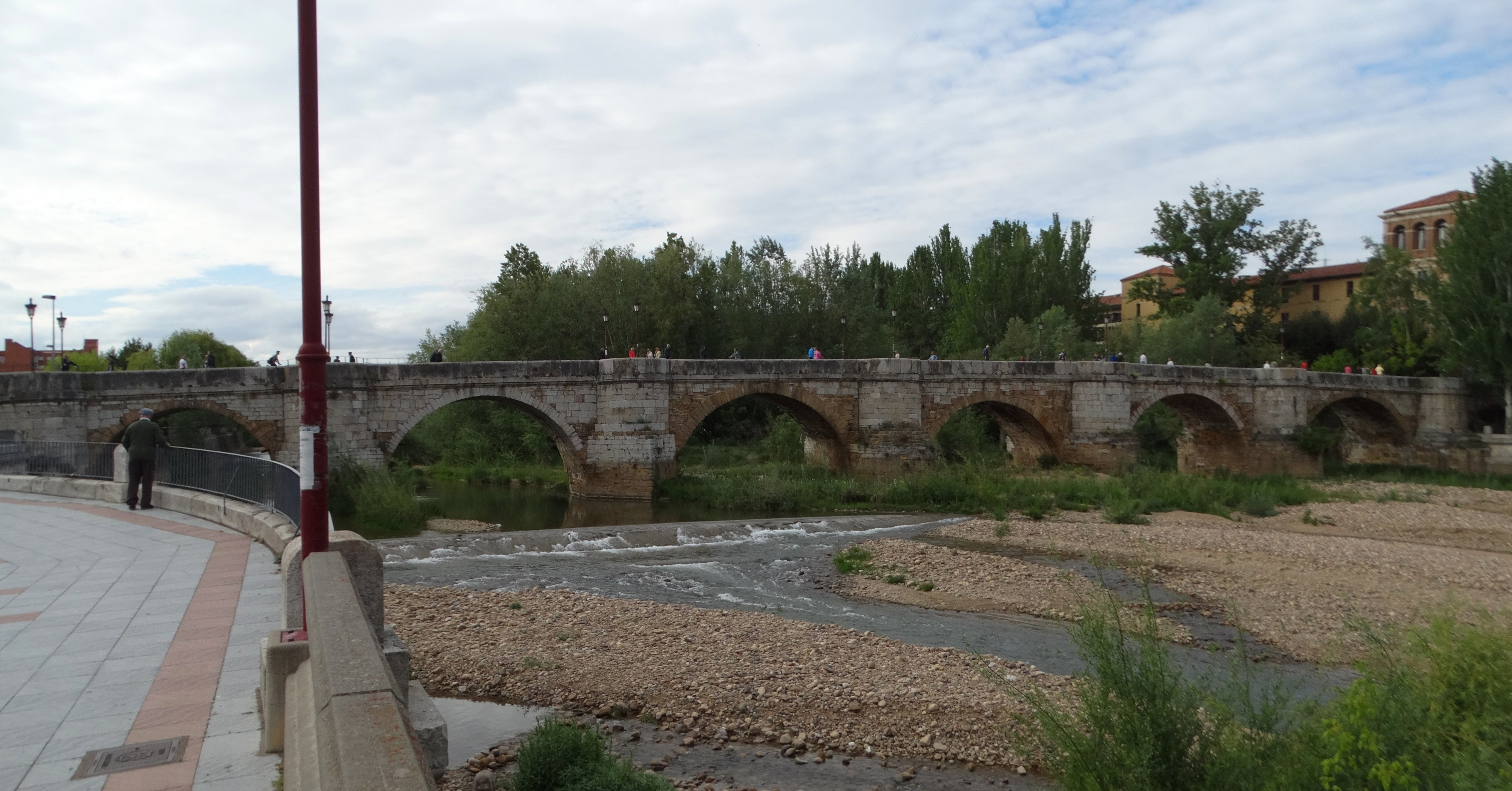
Puente de San Marcos
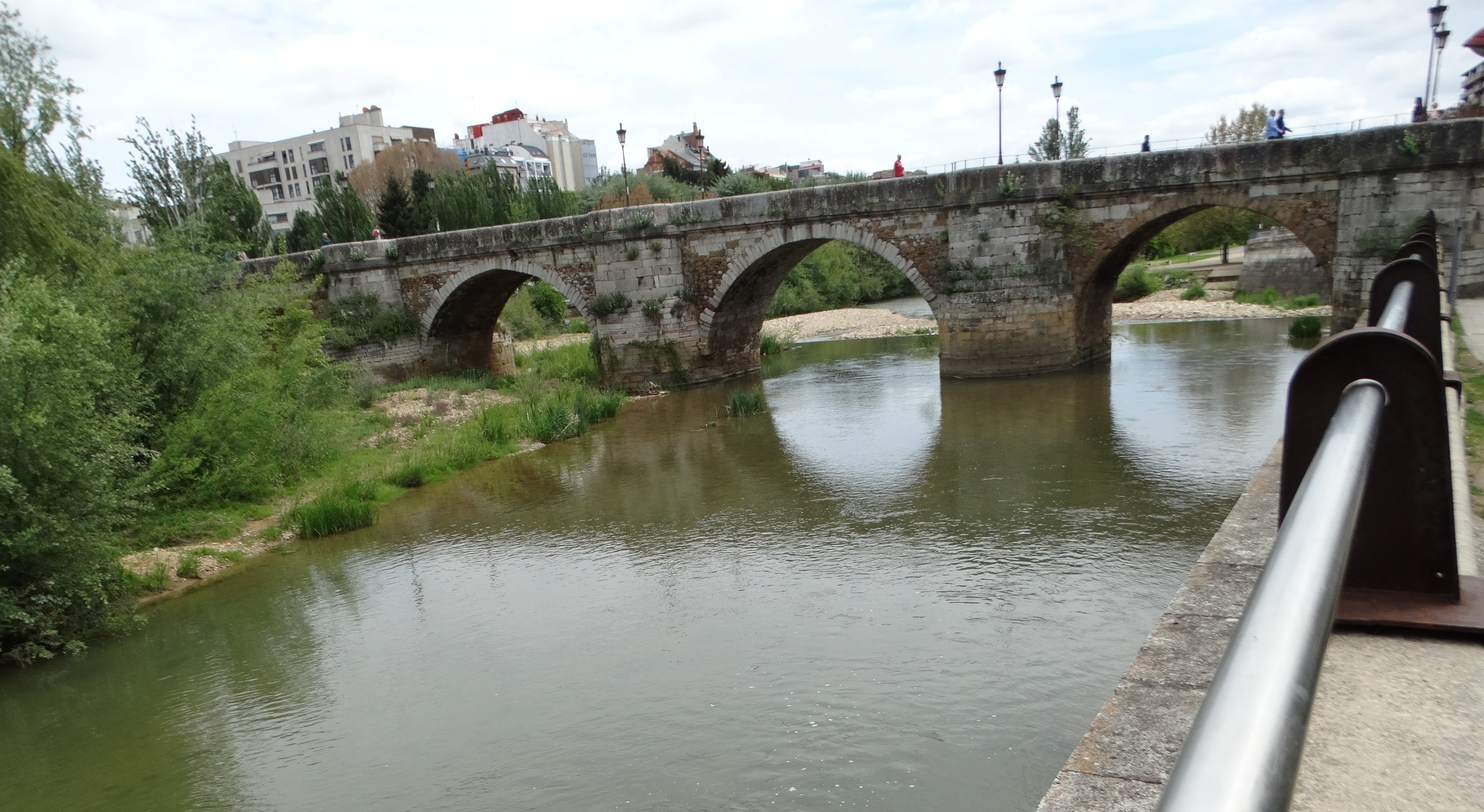
Puente de San Marcos
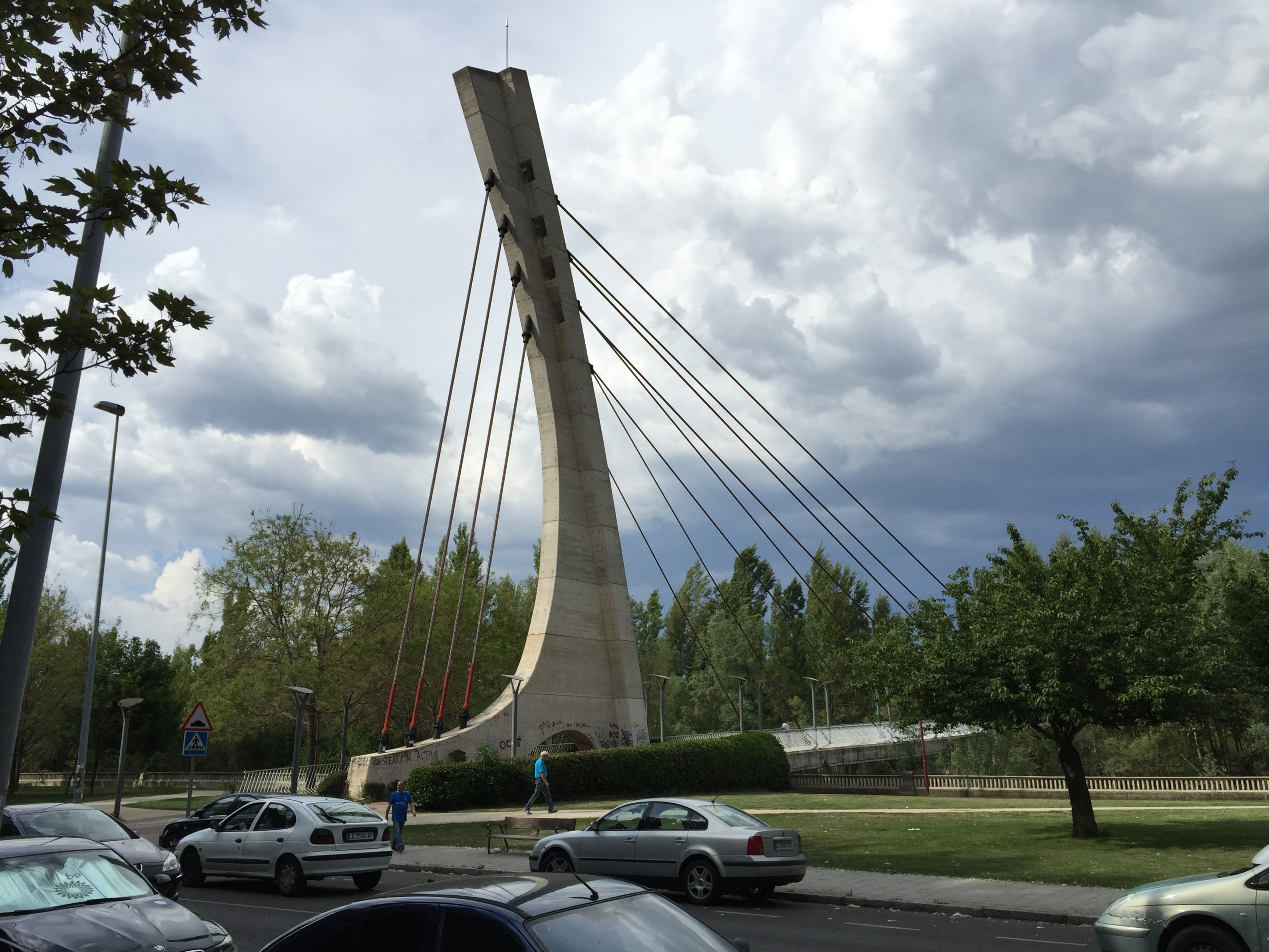
Pasarela atirantada sobre río Bernesga
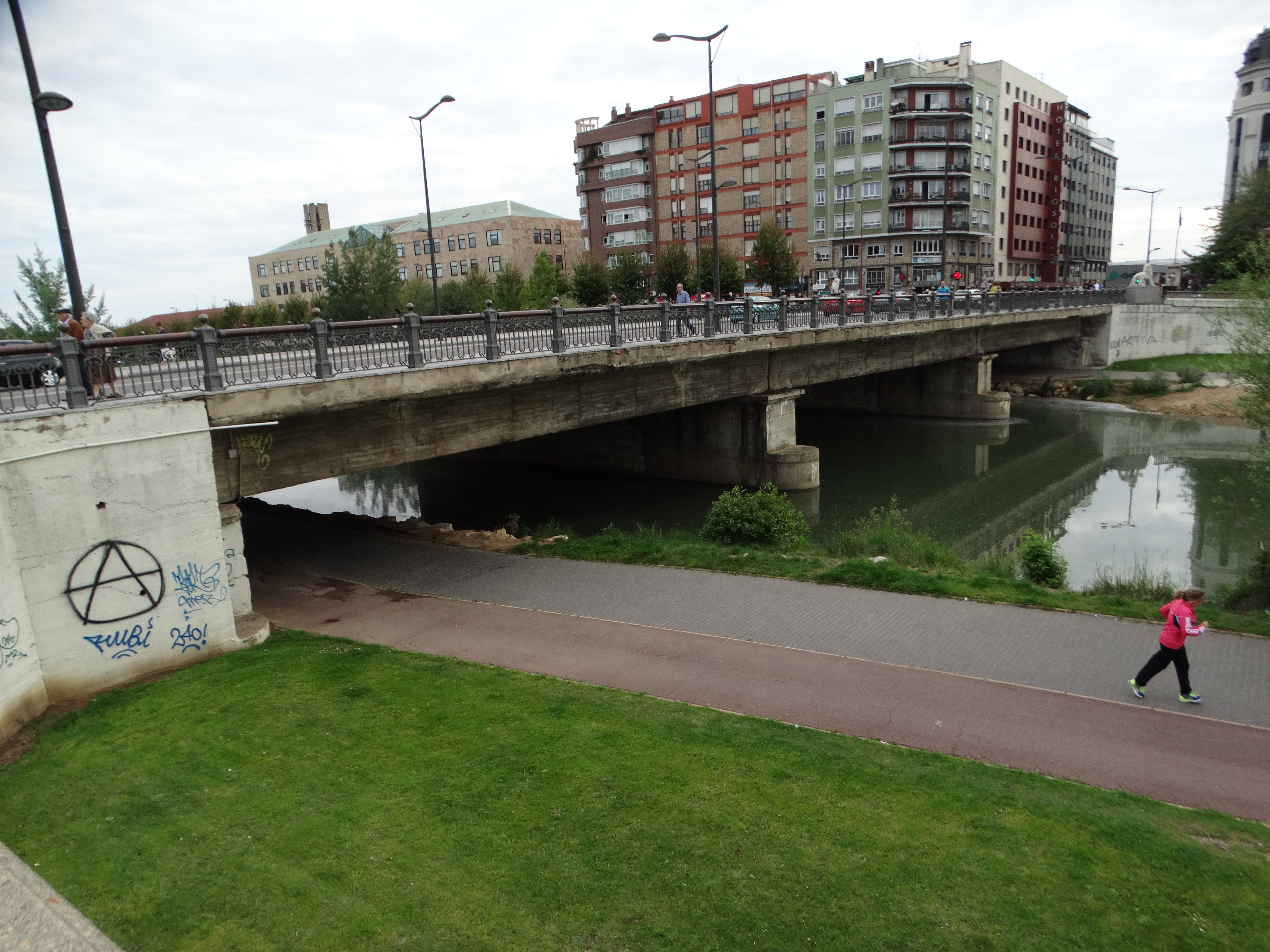
Puente de la Estación o de los leones
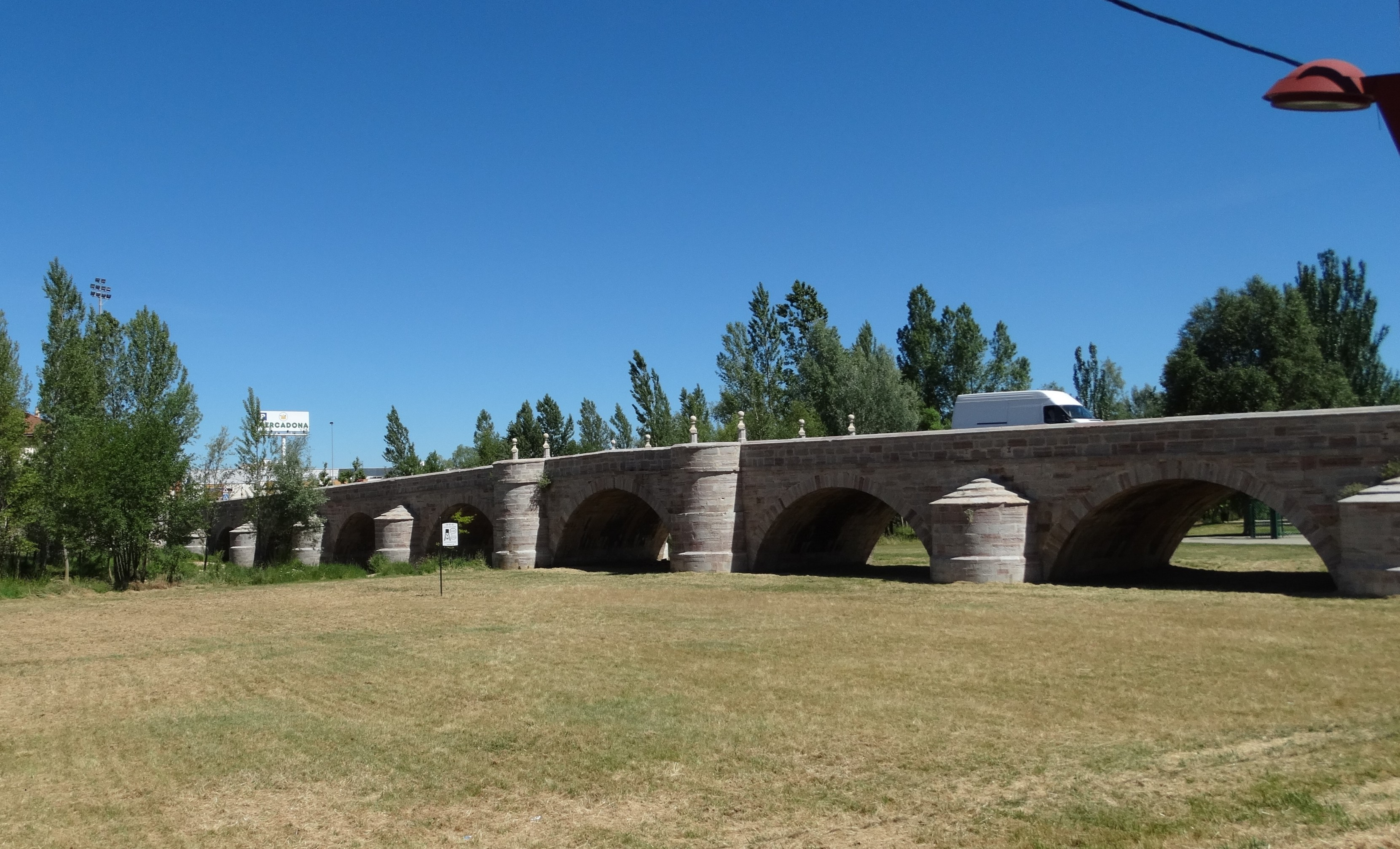
Puente de Puente Castro

### Lengua leonesa

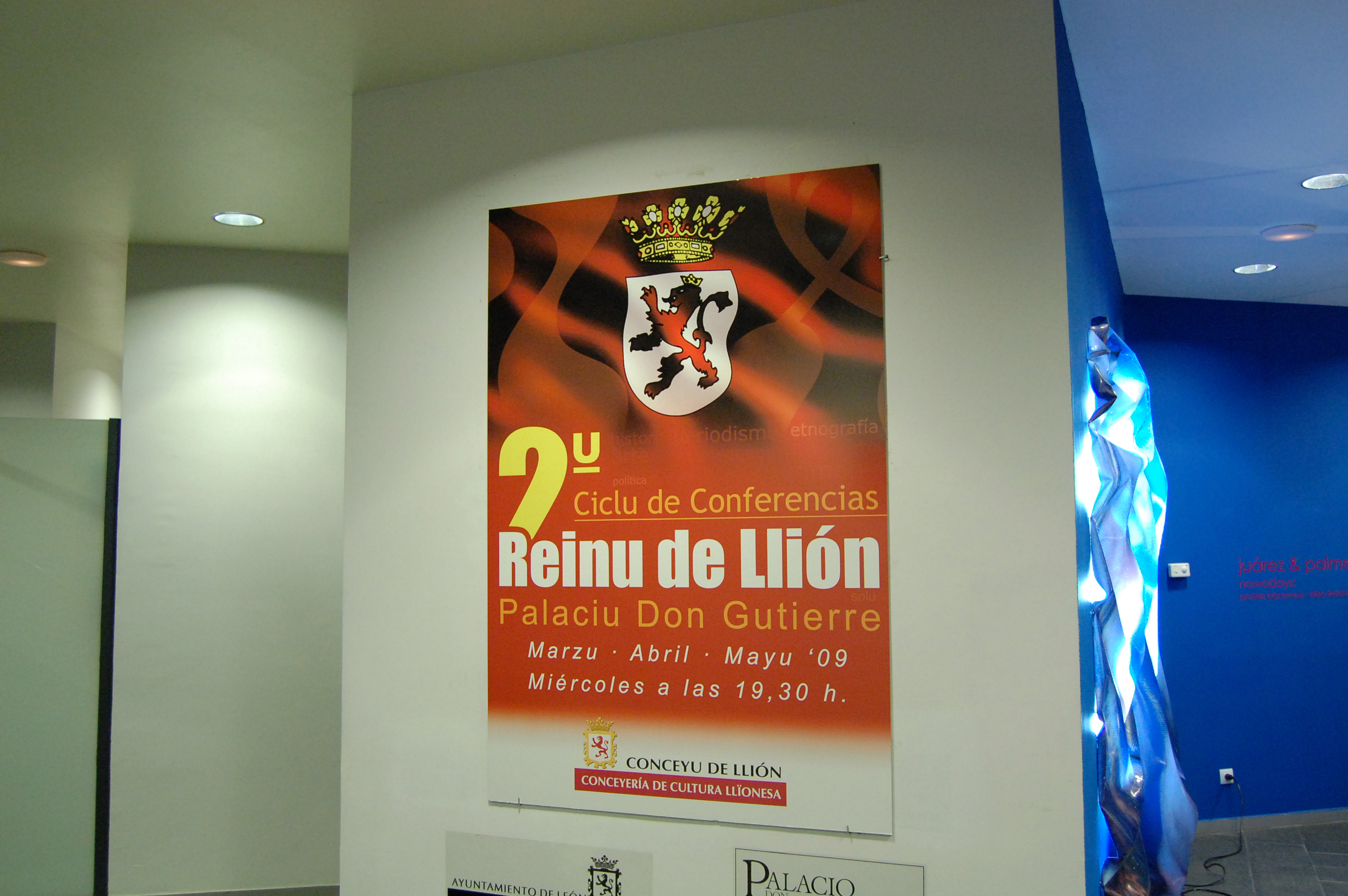
El Ayuntamiento usa tanto el español como el leonés, publicitando este último en ciclos culturales, como el de la imagen

El Ayuntamiento de León ha impulsado el conocimiento y uso de la lengua leonesa en la ciudad de León, tanto en enseñanza para adultos como con la creación de la asignatura Llingua y Cultura Llïonesa que se ofrece de manera optativa y extraescolar en los centros escolares.
En el curso 2008-2009 comenzó a impartirse la asignatura en 16 centros públicos y concertados de la ciudad de León, para niños de quinto y sexto curso de Educación primaria, con ochenta niños matriculados. El ayuntamiento, en colaboración con la Universidad de León, también ofrece cursos para adultos, habiéndose superado los cien matriculados. Los cursos de adultos se estructuran en seis niveles, llegándose en 2009 al quinto nivel.
El Ayuntamiento de León también realiza campañas de promoción del leonés y en leonés, ofreciendo algunas de sus concejalías información en leonés y castellano en los formularios públicos, y publicando las noticias en su página web en ambos idiomas.

### Museos
MUSAC

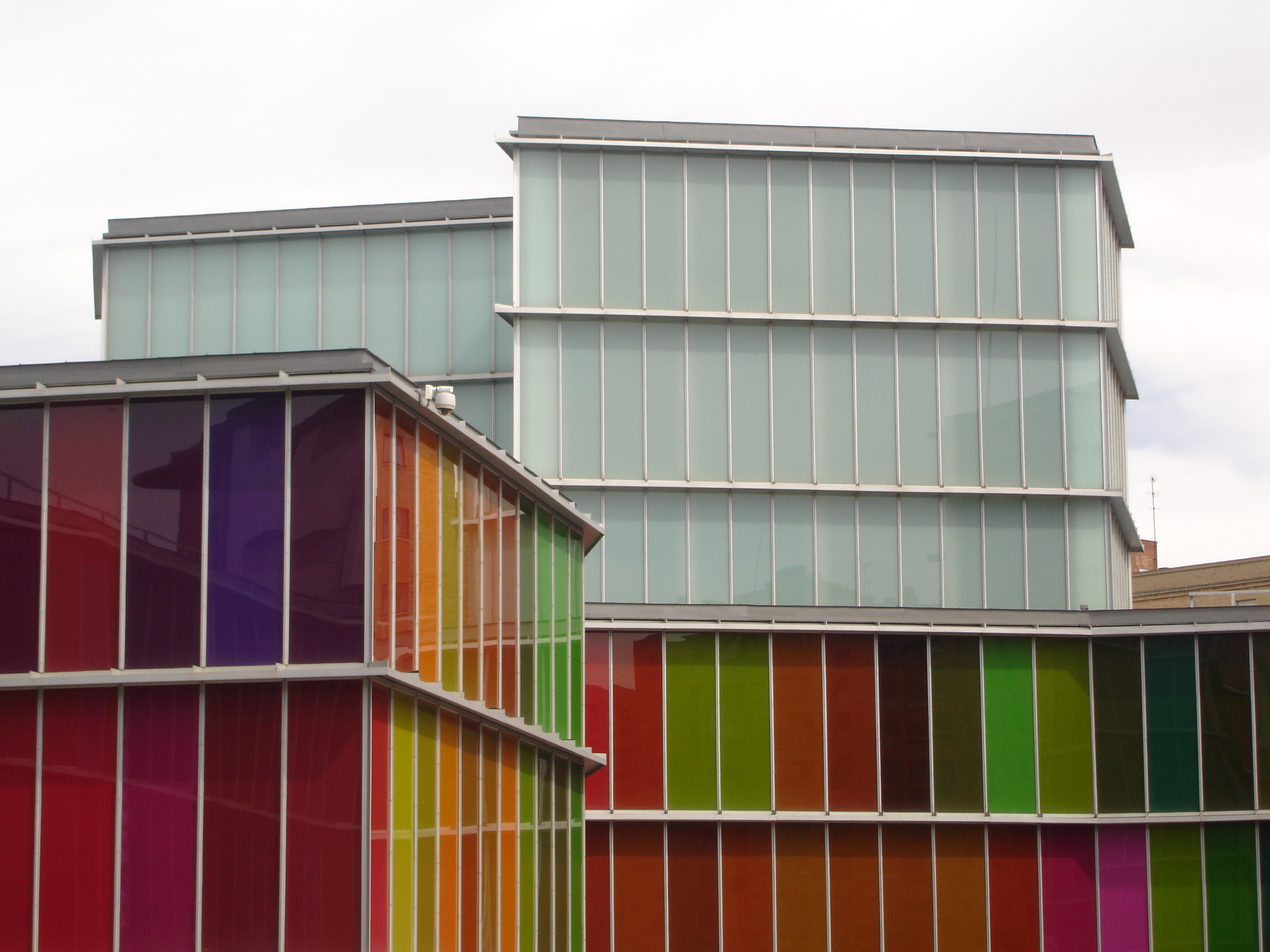
Detalle del Museo de Arte Contemporáneo de Castilla y León

El Museo de Arte Contemporáneo de Castilla y León fue inaugurado por los entonces Príncipes de Asturias, Felipe de Borbón y Letizia Ortiz, el 1 de abril de 2005, con un firme propósito: ser un Museo de Presente y convertirse en pieza fundamental en el desarrollo del Arte Contemporáneo, a nivel internacional. Este museo nace con un amplio sentido experimental a la hora de concebir y desarrollar proyectos y exposiciones a todos los niveles. El MUSAC se encuentra trabajando exclusivamente en el área temporal del presente, marcado por la memoria más cercana: el museo se inicia con la idea de desarrollar un nuevo comportamiento a la hora de abordar el arte del siglo XXI.
El Museo, se ha convertido en uno de los referentes internacionales en Arte Contemporáneo, superando su número de visitantes los 500 000, cifra muy superior a la de la ciudad de León, de los cuales, 51 % son locales, un 28 % del ámbito nacional, un 9 % de Castilla y León, un 8 % de la provincia y el 4 % restante del extranjero.
Está localizado en Eras de Renueva, junto al edificio del EREN (Ente Regional de la Energía de Castilla y León) y es un edificio de nueva planta, obra del estudio madrileño Mansilla + Tuñón Arquitectos.
El MUSAC se une en la provincia al Museo de la Siderurgia y la Minería de Castilla y León para formar la Red de Museos Regionales de Castilla y León, en la que también se integran el Museo Etnográfico de Castilla y León, situado en Zamora, y el Museo de la Evolución Humana situado en Burgos.

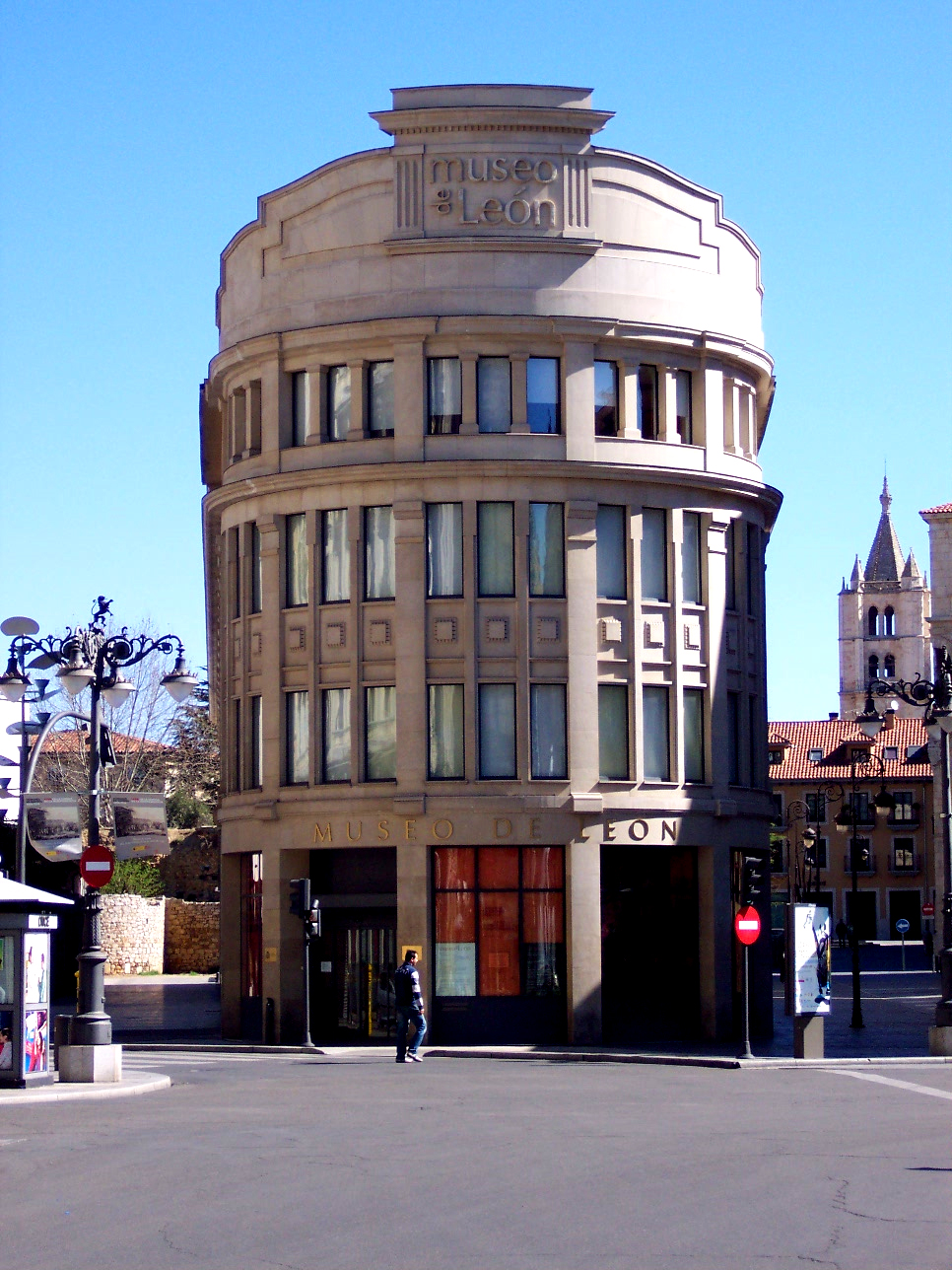
Museo de León

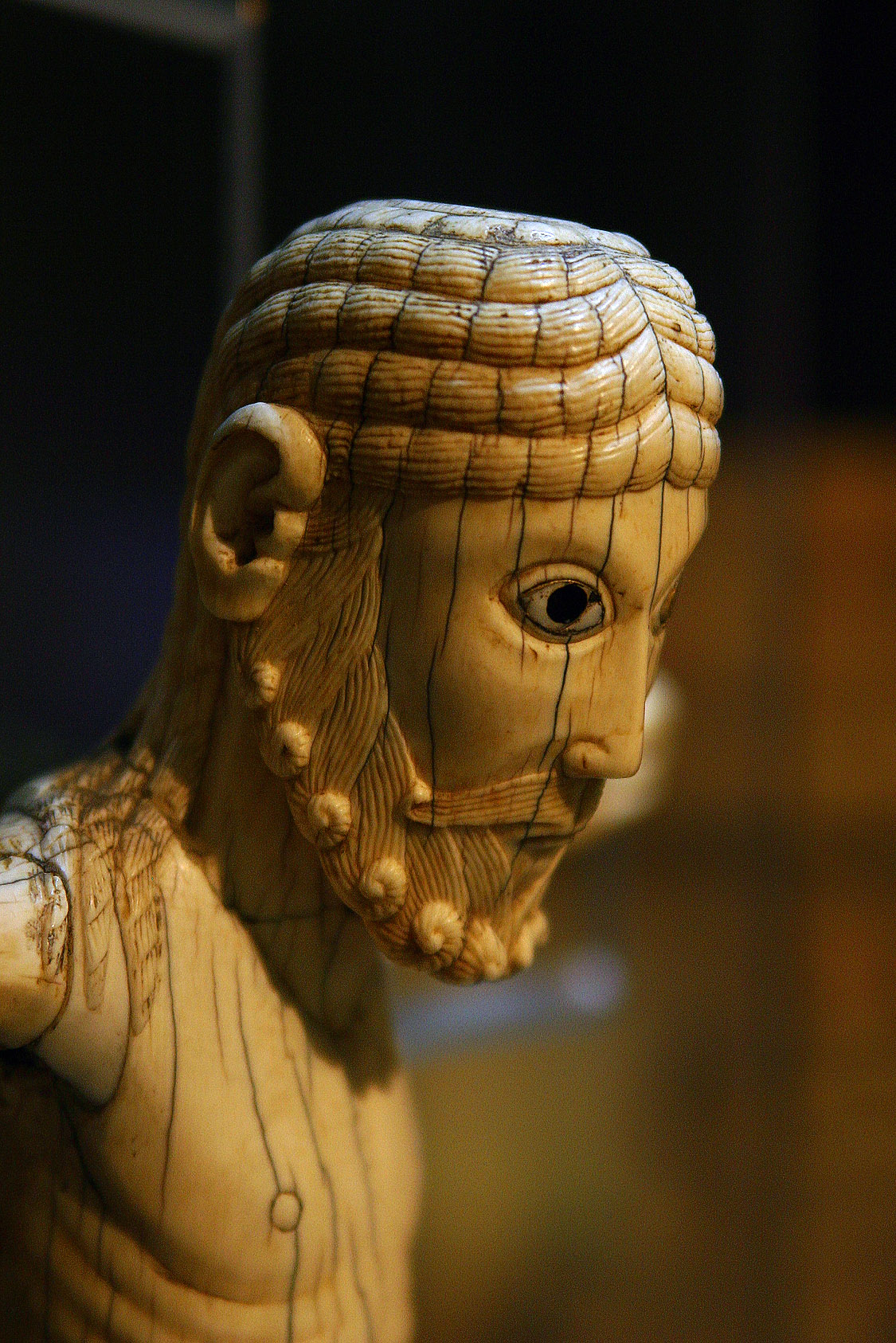
Cristo de Carrizo, una de las piezas más valiosas del Museo de León

El Museo de León es el más antiguo de la provincia y está dedicado a narrar su historia a través de la Arqueología, el Arte y la Etnografía. Inaugurado en 1869, aunque fundado a partir de la actividad de la Comisión Provincial de Monumentos de León en el contexto de la Desamortización decimonónica, desde 2007 se encuentra ubicado en el conocido como edificio Pallarés, en el centro de la ciudad. Asimismo, cuenta con dos anexos: la villa romana de Navatejera, en el vecino municipio de Villaquilambre, y el antiguo convento de San Marcos, en la misma capital, que es asimismo la sede histórica del Museo.
La exposición permanente del Museo ofrece un itinerario por la historia del territorio provincial a través de algunas de sus realizaciones culturales más significativas y cualificadas. Está articulada en siete áreas de conocimiento en las que el desarrollo cronológico permite ofrecer otras reflexiones paralelas y recorridos alternativos. De este modo, el visitante puede recorrer la historia de León desde la Prehistoria hasta el mundo contemporáneo, pasando por la romanización, el final del mundo antiguo, la Edad Media y la Edad Moderna. Hay además otra sala que ofrece una panorámica sobre la ciudad de León, que incluye uno de los miradores más completos que existen sobre su perfil urbano histórico.
Museo de la Real Colegiata de San Isidoro

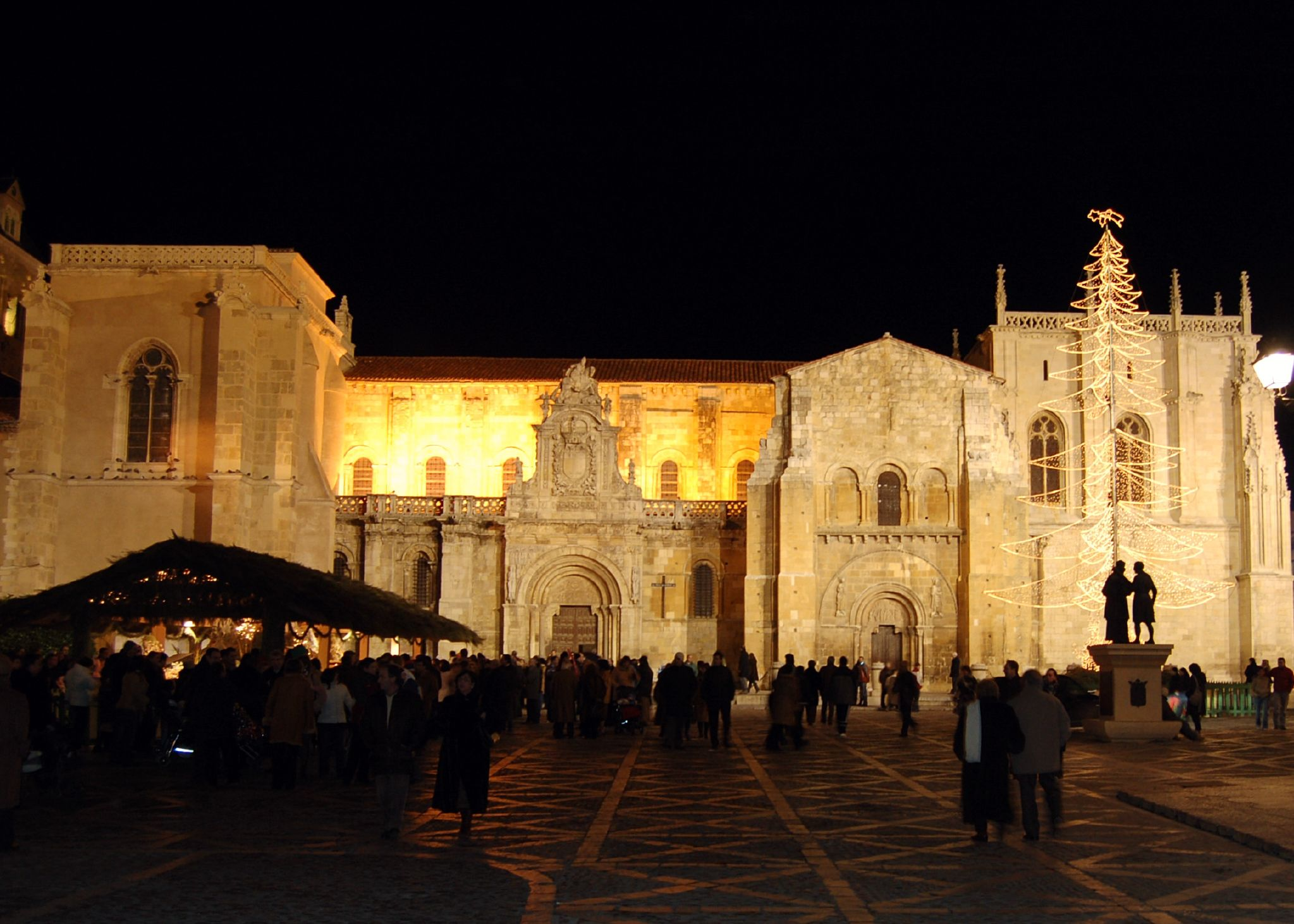
Basílica de San Isidoro de León

El Museo de la Real Colegiata de San Isidoro se destaca por el Panteón de los Reyes, el cual es denominado Capilla Sixtina del Románico por sus elaborados frescos. Otras piezas relevantes son la arqueta de San Isidoro, el cáliz de doña Urraca, del siglo XI, la Arqueta de los Marfiles y el Portapaz del Pantocrátor, del mismo siglo, y la Arqueta de Limoges, entre otros.
Museo Fundación Vela Zanetti
El Museo Fundación Vela Zanetti, recoge una muestra muy significativa de la obra de este autor burgalés, aunque leonés de adopción.
Museo Catedralicio Diocesano de León
Fue inaugurado en 1981 y es el resultado de la fusión del antiguo museo catedralicio con el diocesano. Este último había sido creado por el obispo Almarcha el año 1945, aunque el mayor incremento de sus fondos se realizó a partir de la década de 1960.
En la actualidad constituye un conjunto único en su género, albergando piezas de todas las etapas de la historia del arte, desde la prehistoria hasta el siglo XX, todas ellas repartidas en diecisiete salas, en el entorno del claustro catedralicio. Se accede a él por una hermosa puerta de nogal que, según el profesor Merino Rubio, había sido hecha para la librería por Juan de Quirós, antes de 1513; en su tímpano se narra la escena de la Anunciación, plenamente flamenca, sobre un espacio con arquerías góticas.
En la primera estancia se nos muestra la escalera plateresca de Juan de Badajoz el Mozo, que facilitaba la subida a la sala capitular. El soporte de sus tres cuerpos está profusamente decorado con labores menudas de bueráneos, candelieri, medallones y otros temas del mejor Renacimiento. Se buscó como pretexto para colocar el escudo del obispo mecenas, Pedro Manuel, la pequeña tribuna que resalta sobre la balaustrada.

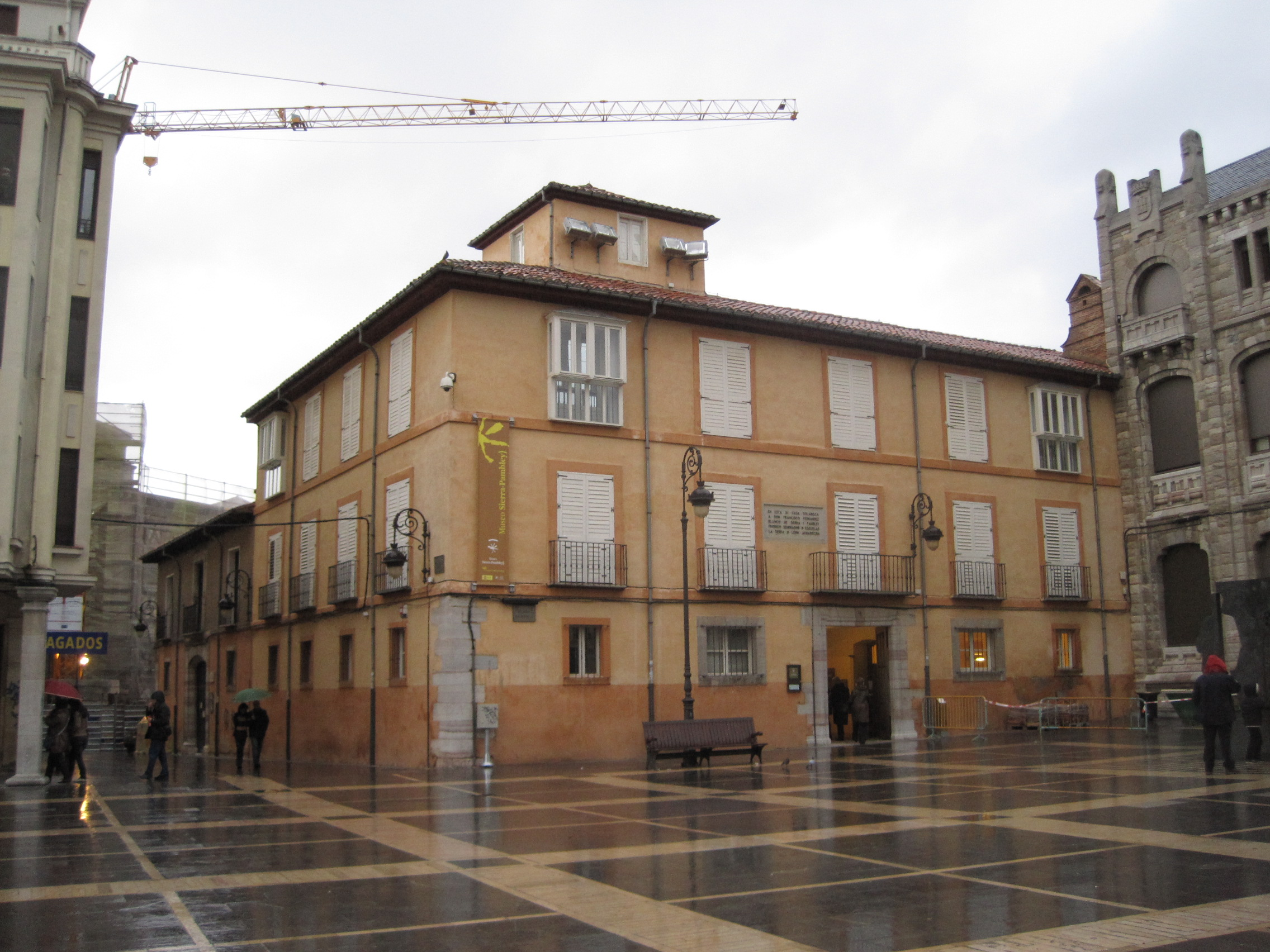
Museo Sierra Pambley
El Museo Sierra-Pambley muestra el retrato de la vida doméstica de una familia ilustrada del siglo XIX y el recorrido por la labor pedagógica de la Fundación Sierra-Pambley, fundada en 1885 por Francisco Fernández-Blanco y Segundo Sierra-Pambley en una reunión con los más notables miembros de la Institución Libre de Enseñanza en su casa de Villablino. El museo se encuentra dividido en dos partes claramente diferenciadas:
- La casa, construida en 1848 por Segundo Sierra-Pambley, conserva todo el ajuar con que se amuebló y equipó: papeles pintados y moquetas, muebles, tejidos, vajillas inglesas y de Sargadelos, y algunas de las piezas más antiguas de la platería civil de la zona, además de novedades aportadas por la industrialización (mejoras en la iluminación y calefacción, nuevos materiales como la gutapercha, los muelles, etc.).
- La sala Cossío, destinada a mostrar la obra docente de la Fundación Sierra-Pambley que propugnaba el método educativo de los responsables de la Institución Libre de Enseñanza, creada por Francisco Fernández Blanco y Sierra Pambley bajo los auspicios de Francisco Giner de los Ríos, Gumersindo de Azcárate y Manuel Bartolomé Cossío. La historia de la Fundación se relata a través de documentos procedentes de su riquísimo archivo, fotografías, materiales educativos y trabajos de los alumnos de las escuelas primarias, y de las de agricultura, industrias lácteas, carpintería y forja.

Museo Bíblico y Oriental

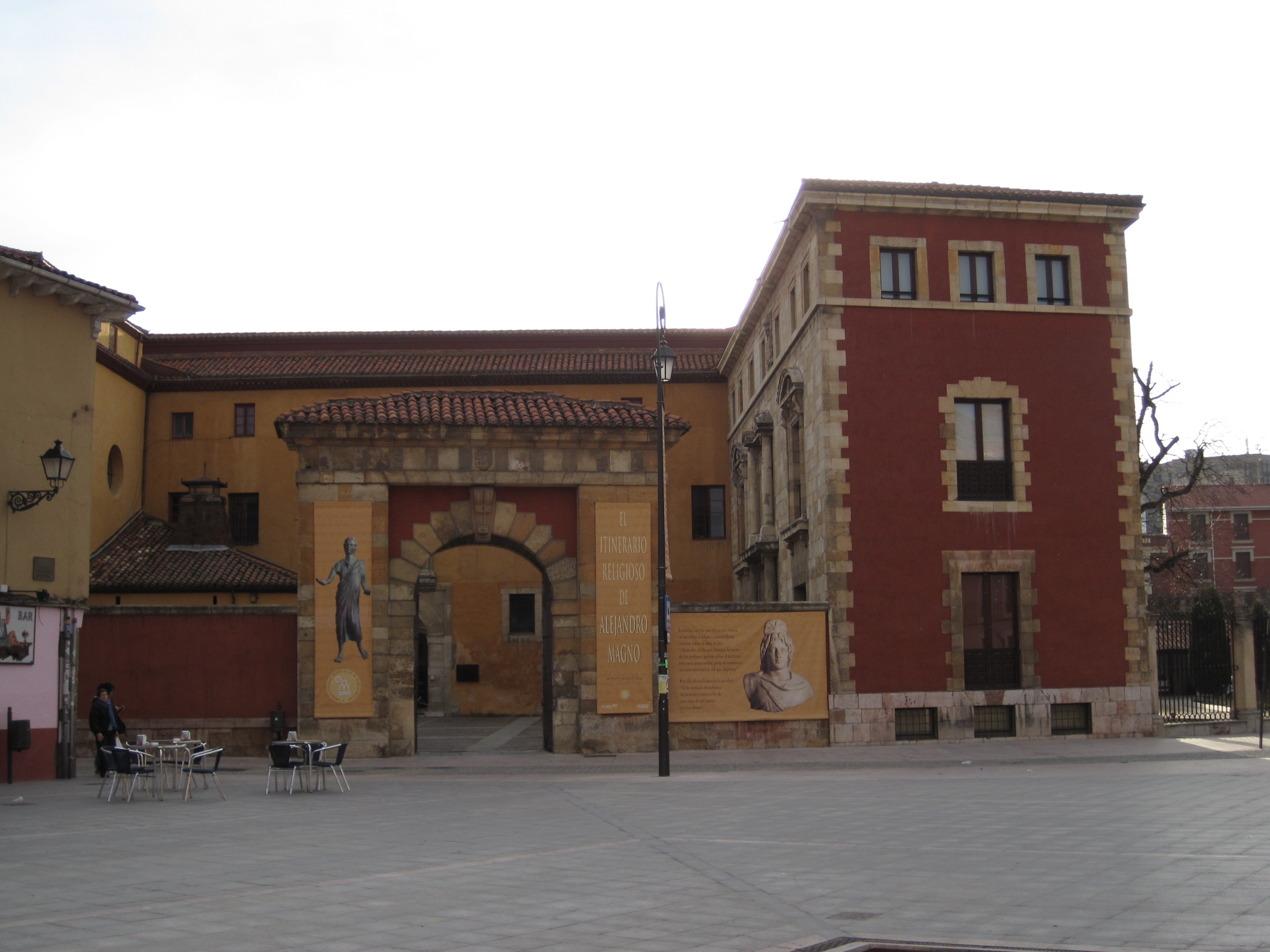
Instituto Bíblico y Oriental

Ubicado en la Basílica de San Isidoro, cuenta con una colección de arqueología próximo-oriental que consta de cerca de mil piezas y una biblioteca de más de 10 000 volúmenes. Fue inaugurado por la reina Doña Sofía el día 11 de marzo de 2009, (la Reina, en la inauguración, pudo abrir una carta sumeria de 3000 años de antigüedad que se había mantenido inédita) abriendo sus puertas al público el día 19 del mismo mes.
Centro Leonés del Arte
El complejo de edificios fue realizado por uno de los arquitectos más destacados de la primera mitad del siglo XX en León, Juan Crisóstomo Torbado (Galleguillos del Campo 1867-1947). Es una obra de tipo neohistoricista que se construyó en 1927 para albergar el Instituto Provincial de Higiene, hasta que en el año 2006 se rehabilitó para albergar el Legado Caneja y convertirse en un centro expositivo y cultural de la Diputación de León.
La inauguración oficial del centro fue el 2 de febrero de 2007, con la presentación de dos muestras: Legado Caneja y El paisaje en el coleccionismo leonés.
La Casona de la Fundación Carriegos
La Casona es la sede de las actividades culturales de la Fundación Carriegos, ubicada en la avenida Suero de Quiñones. La casa-museo fue la vivienda particular del industrial Miguel Pérez Vázquez, importante ebanista leonés. Proyectada en 1925 por el arquitecto Manuel de Cárdenas, fue decorada en estilo modernista y art decó y amueblada según diseño y manufactura propia. Las dos plantas históricas de la casa conservan completo su ajuar original. Hoy el inmueble es un centro cultural que acoge el Aula Literaria El fulgor de la memoria dedicada a Victoriano Crémer que repasa la figura del poeta y periodista a través de una exposición permanente y una sala de exposiciones temporales que muestra el quehacer artístico más actual.

### Espacios culturales
Auditorio Ciudad de León
El auditorio Ciudad de León está situado en el barrio Eras de Renueva, junto al histórico convento de San Marcos y la Delegación del gobierno autonómico. El edificio es obra de Emilio Tuñón Álvarez y Luis Moreno Mansilla (Mansilla + Tuñón Arquitectos) y tiene una superficie construida de 9000 m cuadrados. Cuenta con tres salas, siendo la mayor para 1128 personas, y las otras dos, más pequeñas, de 388 y 100 personas. Además, el auditorio cuenta con dos salas de exposiciones, retroproyectores, equipo de proyección y posibilidad de incorporar equipo multiconferencia.
El edificio supone un hito en la arquitectura de la ciudad, por ser de los primeros de arquitectura moderna. Su uso está en las artes escénicas y representaciones, aunque también acoge congresos de diverso tipo.
Teatro Emperador
El Teatro Emperador, abierto al público en 1951 y obra del arquitecto Manuel de Cárdenas, fue uno de los teatros más destacados y bellos de León durante décadas. A finales del siglo XX, sin embargo, su uso para representaciones teatrales había quedado muy disminuido y su principal función era la de sala de cine. Finalmente, la empresa propietaria del inmueble clausuró el edificio en 2006 con una fuerte oposición de la ciudadanía leonesa. Tras un acuerdo inicial de compra por parte del Ayuntamiento de la ciudad, el edificio pasó a manos municipales, que tras las elecciones de 2007 transfirió el inmueble al Ministerio de Cultura, que proyectaba usarlo como sede del Centro Nacional de las Artes Escénicas y de las Músicas Históricas de España, organismo adscrito al INAEM. El proyecto nunca se puso en marcha y el edificio fue puesto a subasta en 2014.
Teatro Trianón
El Teatro Trianón, situado en la avenida Ramón y Cajal es uno de los dos teatros que se conservan en la ciudad y el único con declaración de Bien de Interés Cultural. Esta medida de protección no ha evitado su deterioro hasta la situación actual. Además de su uso como escenario teatral, el pequeño edificio fue en tiempos sala de fiestas y de cine, e incluso, en su último uso, parque infantil. La maestría en el aprovechamiento del espacio a través de su estructura en chaflán o su decoración interior son algunos de sus aspectos más destacados.
Plaza de toros
La plaza de toros del Parque, actualmente también conocida como León Arena, fue construida en 1948 en el lugar de una plaza anterior de madera, edificada en 1912. Tiene dos pisos, 50 m de diámetro, y un aforo de 11 300 localidades. Desde 2003, tras su conversión en plaza cubierta (cuando adquiere el nuevo nombre), acoge no solo espectáculos taurinos durante las fiestas patronales, sino también conciertos nacionales e internacionales, eventos deportivos, ferias y congresos, exposiciones y grandes espectáculos.

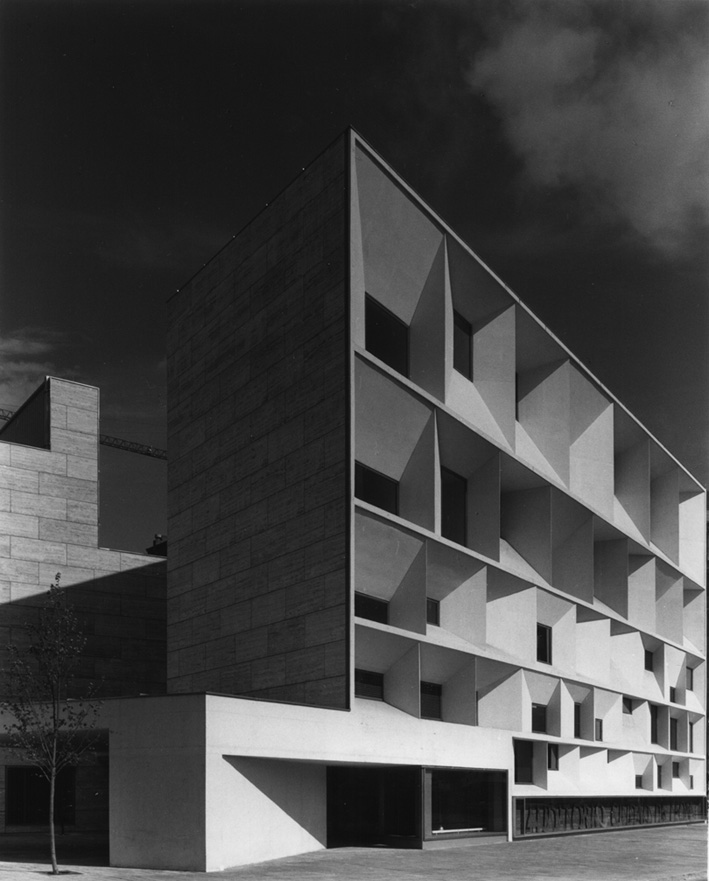
Auditorio Ciudad de León
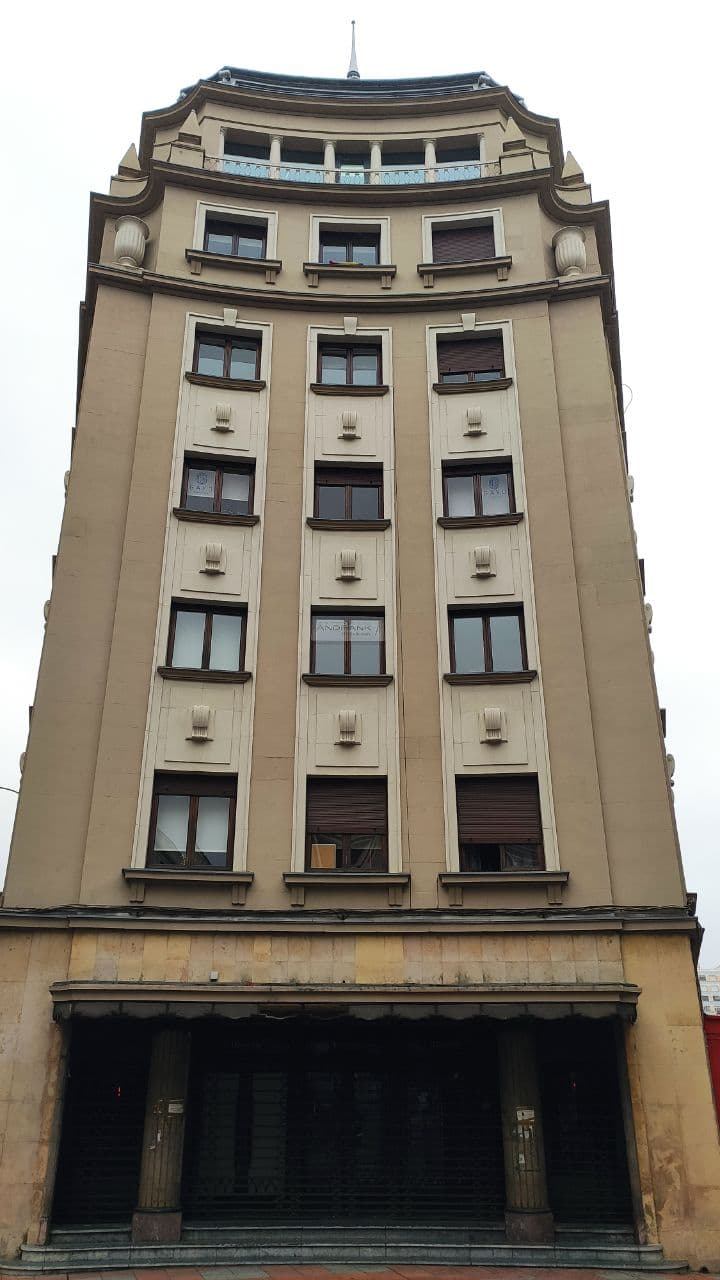
Teatro Emperador
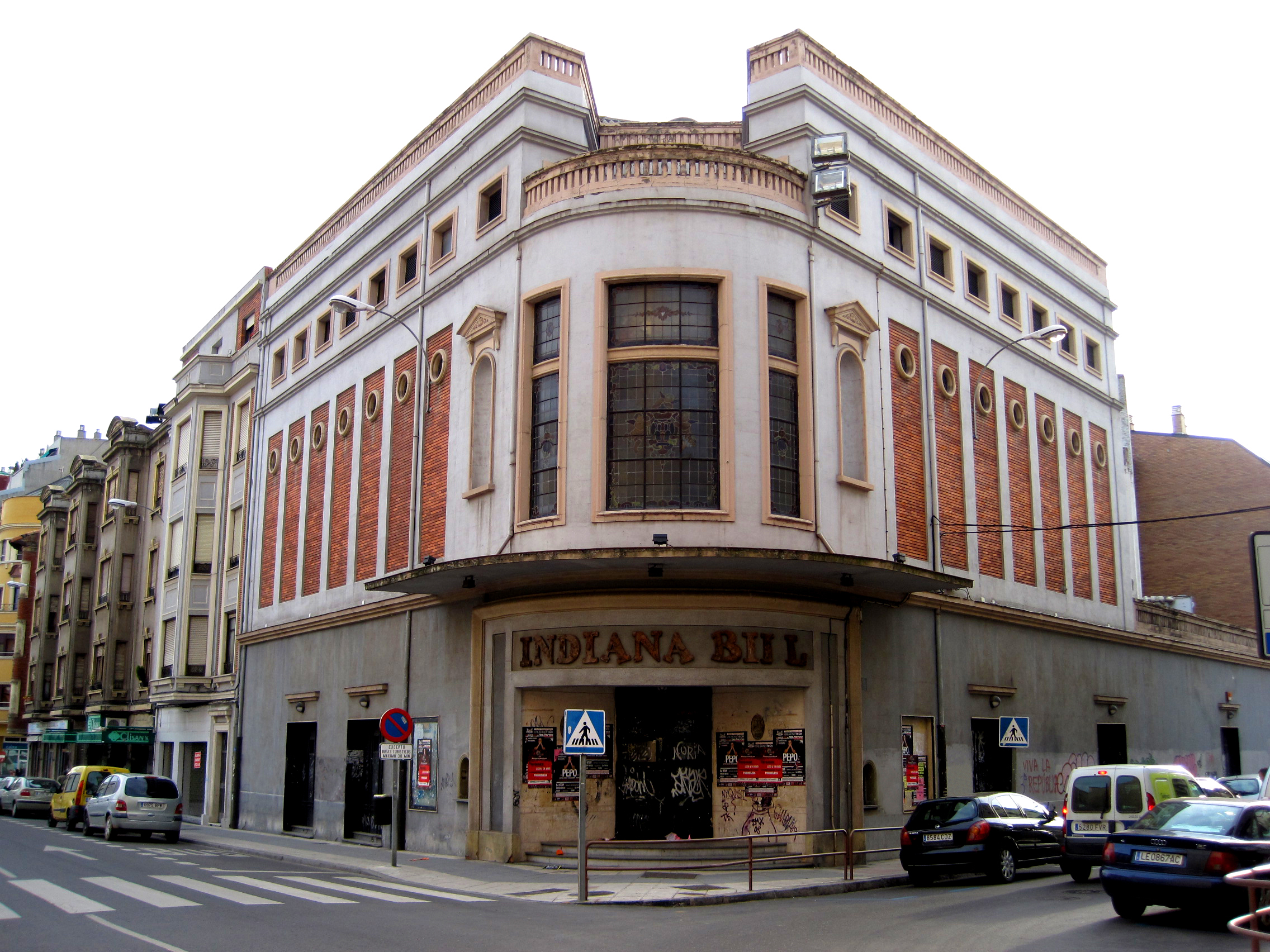
Teatro Trianón
Plaza de toros de León

### Itinerarios culturales
Debido a su importancia como núcleo histórico y monumental, la ciudad de León forma parte de redes turísticas o culturales como la Red de Ciudades Catedralicias o la Red de Juderías de España.
Asimismo, por León pasa el Camino de Santiago, en concreto el Camino Francés, siendo el final de una de sus etapas. La ciudad cuenta con dos albergues, ambos abiertos todo el año, uno municipal y otro el de las Carbajalas (M.M. Benedictinas). La Asociación de Amigos del Camino de Santiago en León, Pulchra Leonina, se encarga de informar a peregrinos, defender y conservar el patrimonio cultural relacionado con el Camino, así como promocionar todo tipo de actividades culturales.

### Semana Santa
La Semana Santa en León es una fiesta declarada de Interés Turístico Internacional, señalada en el calendario festivo leonés como la más importante del año.
Durante los diez días que transcurren desde el Viernes de Dolores al Domingo de Pascua, un total de 16 cofradías y hermandades, integradas por decenas de miles de papones (término único y de gran personalidad que en León reciben los hermanos cofrades) a las que se unen la Junta Mayor de la Semana Santa de León y la iglesia parroquial de Nuestra Señora del Mercado y del Camino La Antigua, recorren las calles de una ciudad atestada de gente como en ningún otro momento del año.
Entre sus acontecimientos más significativos está La Ronda, la cual es un acto singular y único, reflejo de la gran tradición que envuelve la Semana Santa leonesa. Parte a las 24:00 de la plaza de San Marcelo, en pleno centro de la ciudad, donde lleva a cabo ante el antiguo Ayuntamiento el primero de sus toques oficiales, con el que llama al pueblo de León a la procesión de los Pasos, auténtica recreación del Calvario, la cual arranca a las 7:30 y no acaba hasta las 16:00 horas.

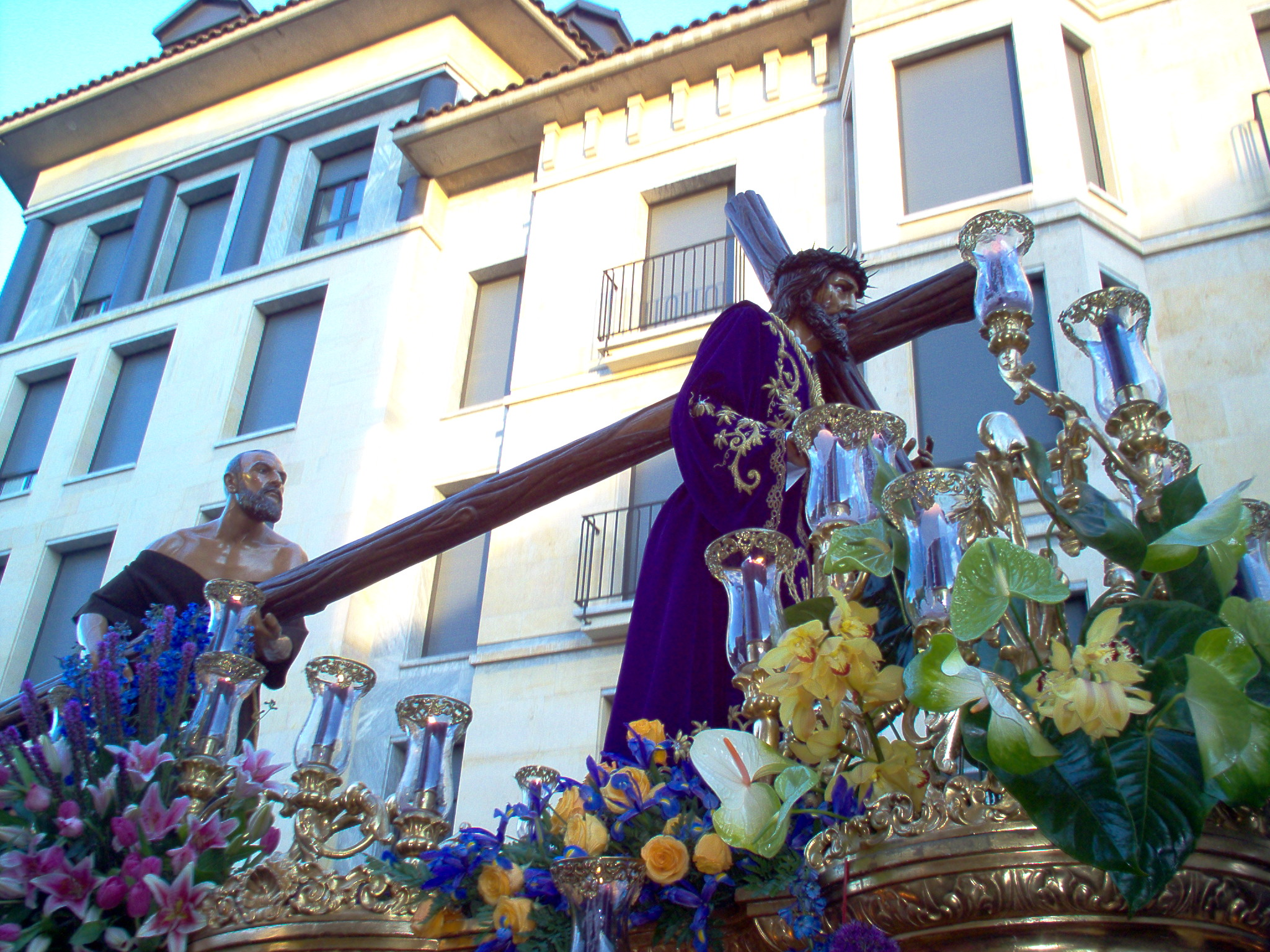
El Nazareno, durante la Procesión de los Pasos
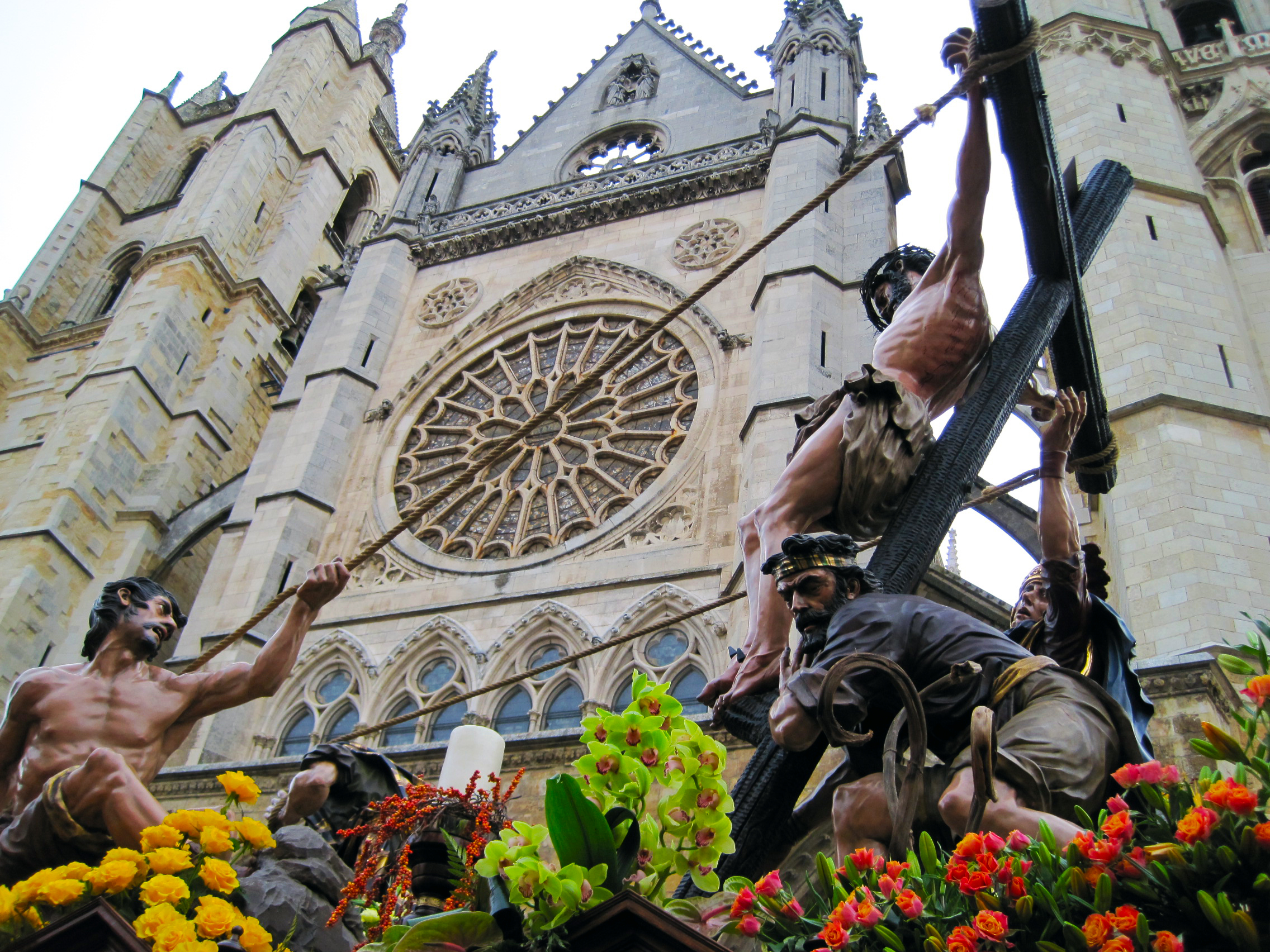
La Exaltación de la cruz
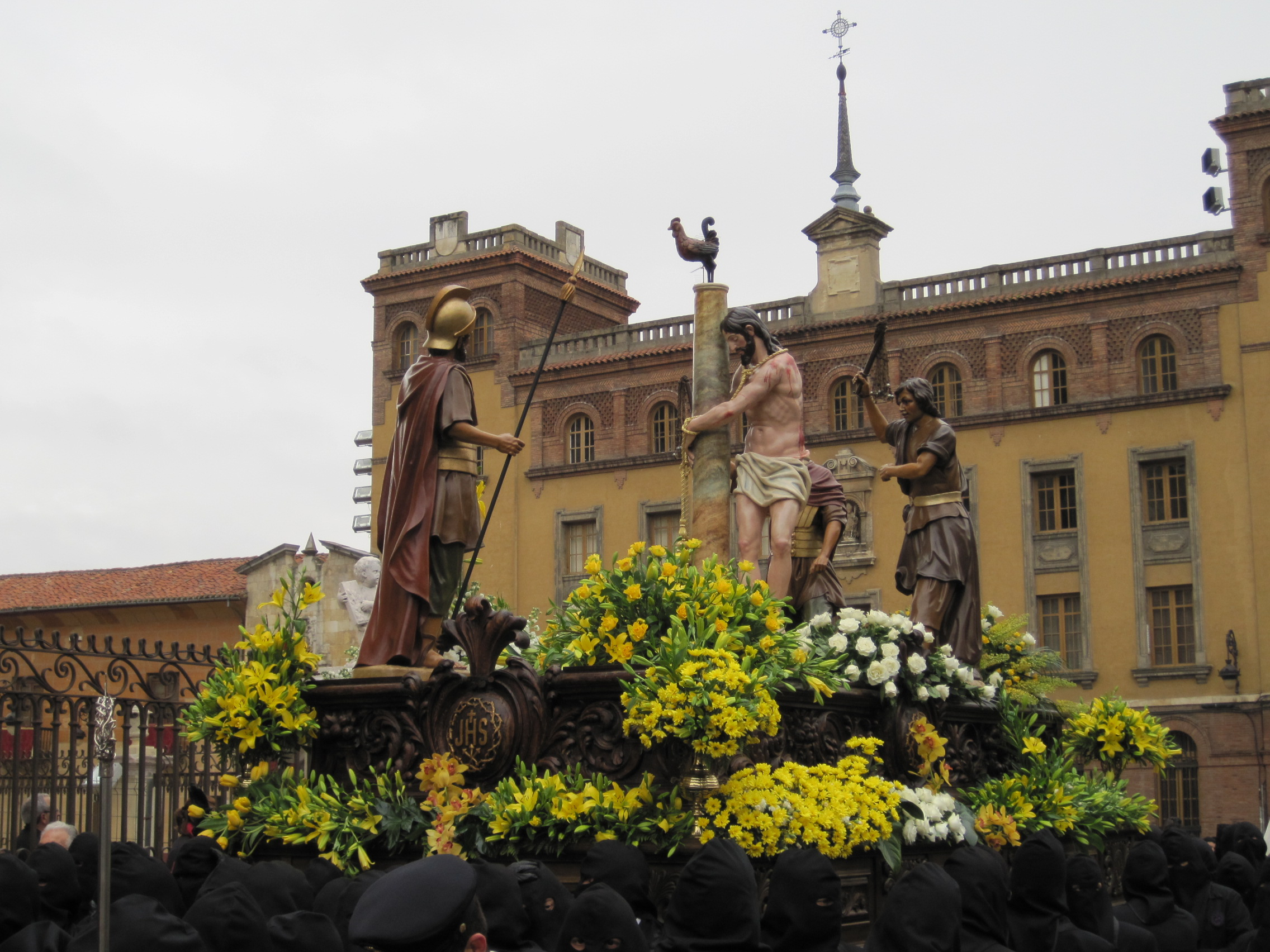
La Flagelación
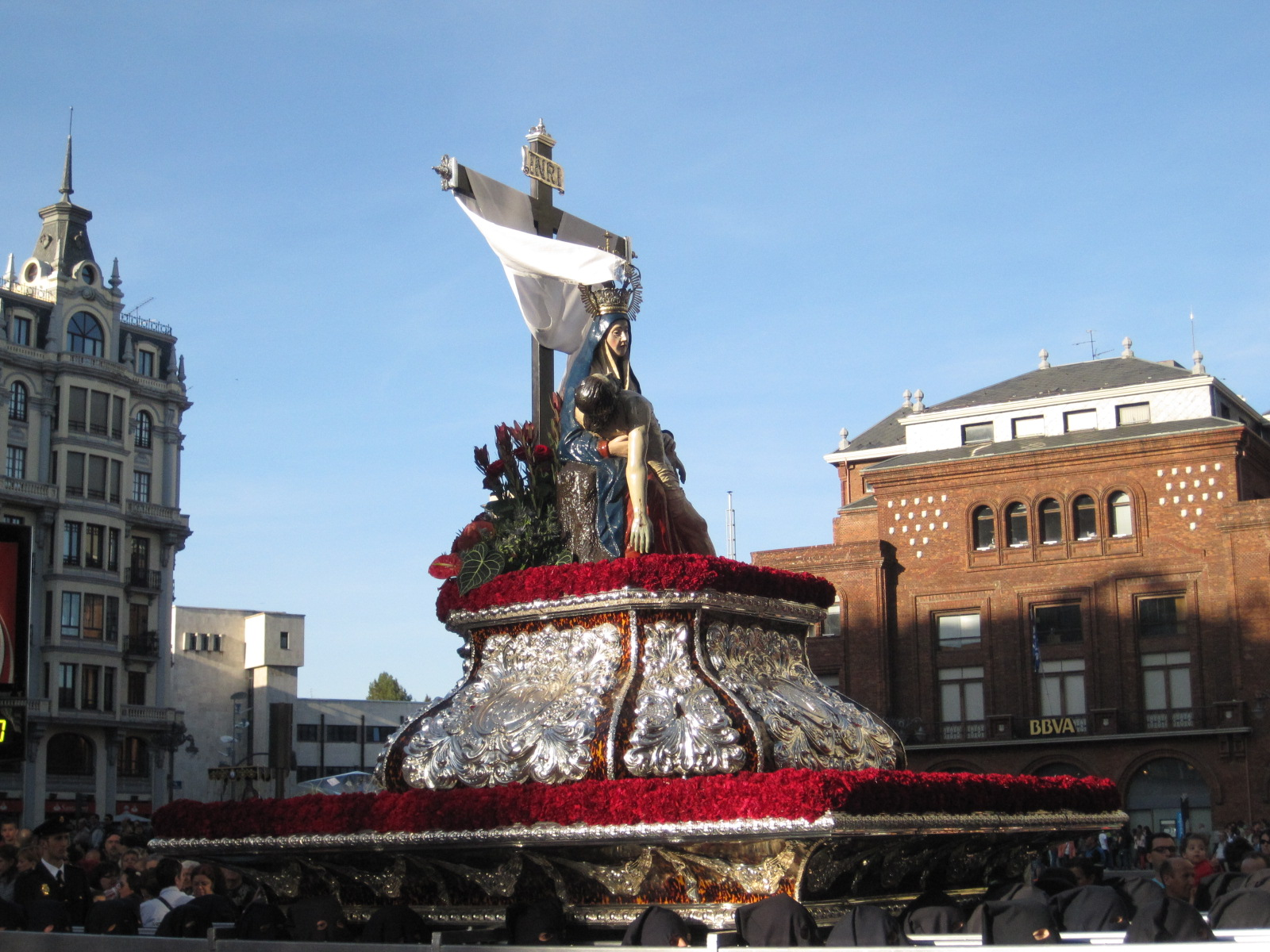
Virgen de la piedad y del milagro
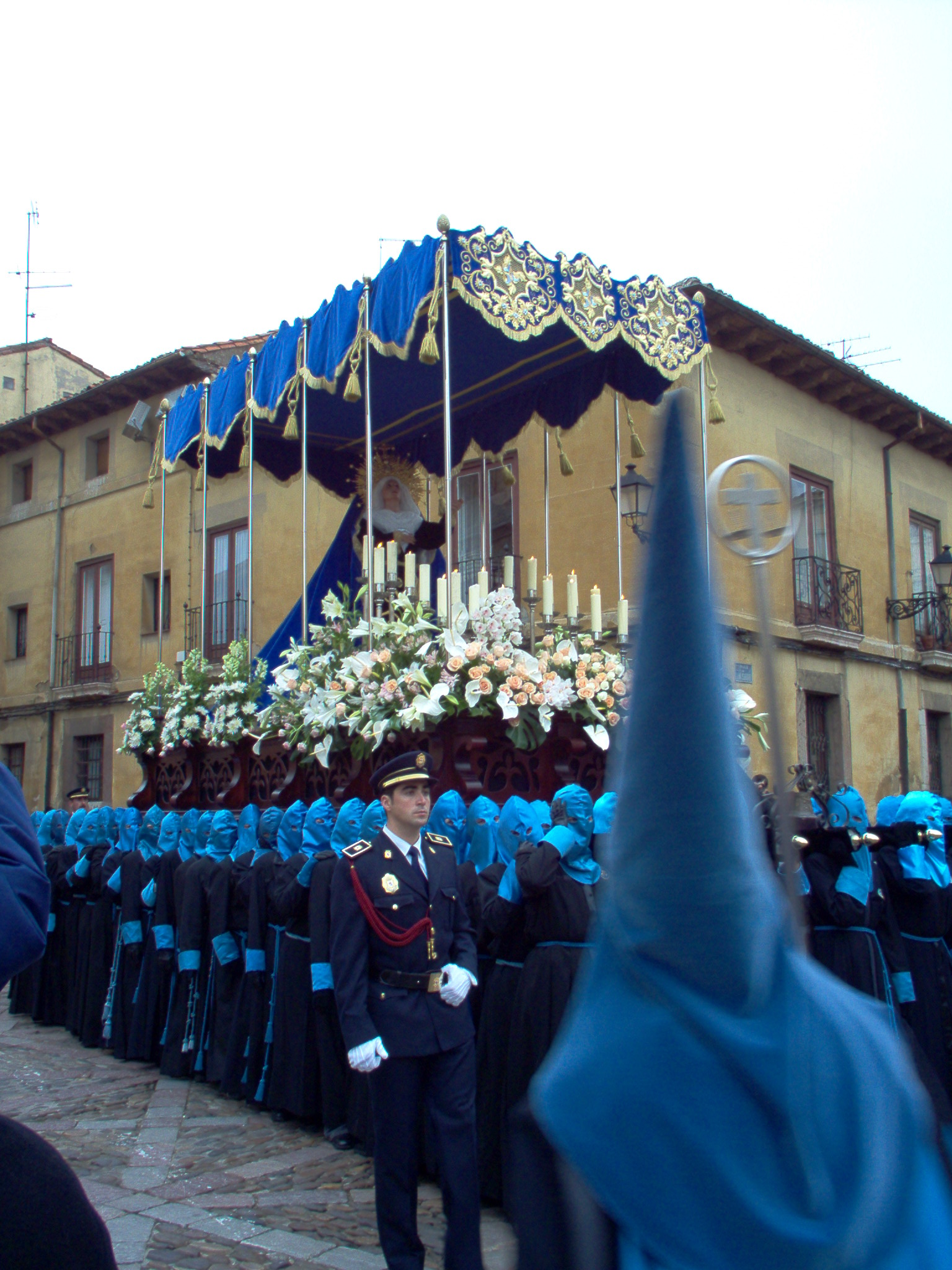
Virgen de la Pasión

### Festividades y eventos
A lo largo del año son numerosos los eventos culturales y festivos que tienen lugar en León. Cronológicamente, en el mes de enero tiene lugar el CiLe (Festival de Cine Digital de León). En febrero se celebran los carnavales, en la que tienen lugar multitud de actividades como la Gala de Elección de la Reina de Carnaval, el Festival Infantil, el Desfile del Martes de Carnaval o el Entierro de la Sardina.
En el mes de marzo tiene lugar el FIMA (Festival Internacional de Música Avanzada), cuya última edición se celebró en 2007. También en este año se celebró la Feria Leer León (Feria Internacional del Libro Infantil y Juvenil). Durante la Semana Santa se celebra el Entierro de Genarín, fiesta conmemorativa en honor de Genarín, pellejero muy conocido en León, atropellado por el primer camión de basura de la ciudad mientras hacía sus necesidades en la base del tercer cubo de la muralla, lugar donde se celebra todos los años el homenaje. A finales de abril se celebran Las Cabezadas, en las cuales la ciudad, representada por la corporación municipal, ofrece un cirio y dos hachas de cera en la Basílica de San Isidoro, enfrentándose dialécticamente con el Cabildo.
En junio (en 2001, 2002, 2009 y 2010, mientras que en 2011 tuvo lugar en octubre, durante las fiestas de San Froilán) se celebra el Festival Celta Internacional Reino de León, en el que participan diversos grupos musicales representativos de la música celta. A finales del mismo mes tienen lugar las fiestas de San Juan y San Pedro, fiestas patronales de la capital leonesa; se trata de la fiesta grande de la ciudad y referente en el resto de la provincia. Parte de las mismas son la calle Ancha Muestra de Teatro de Calle y el Festival Flamenco de León. También en época estival tiene lugar el Festival de Música Española.

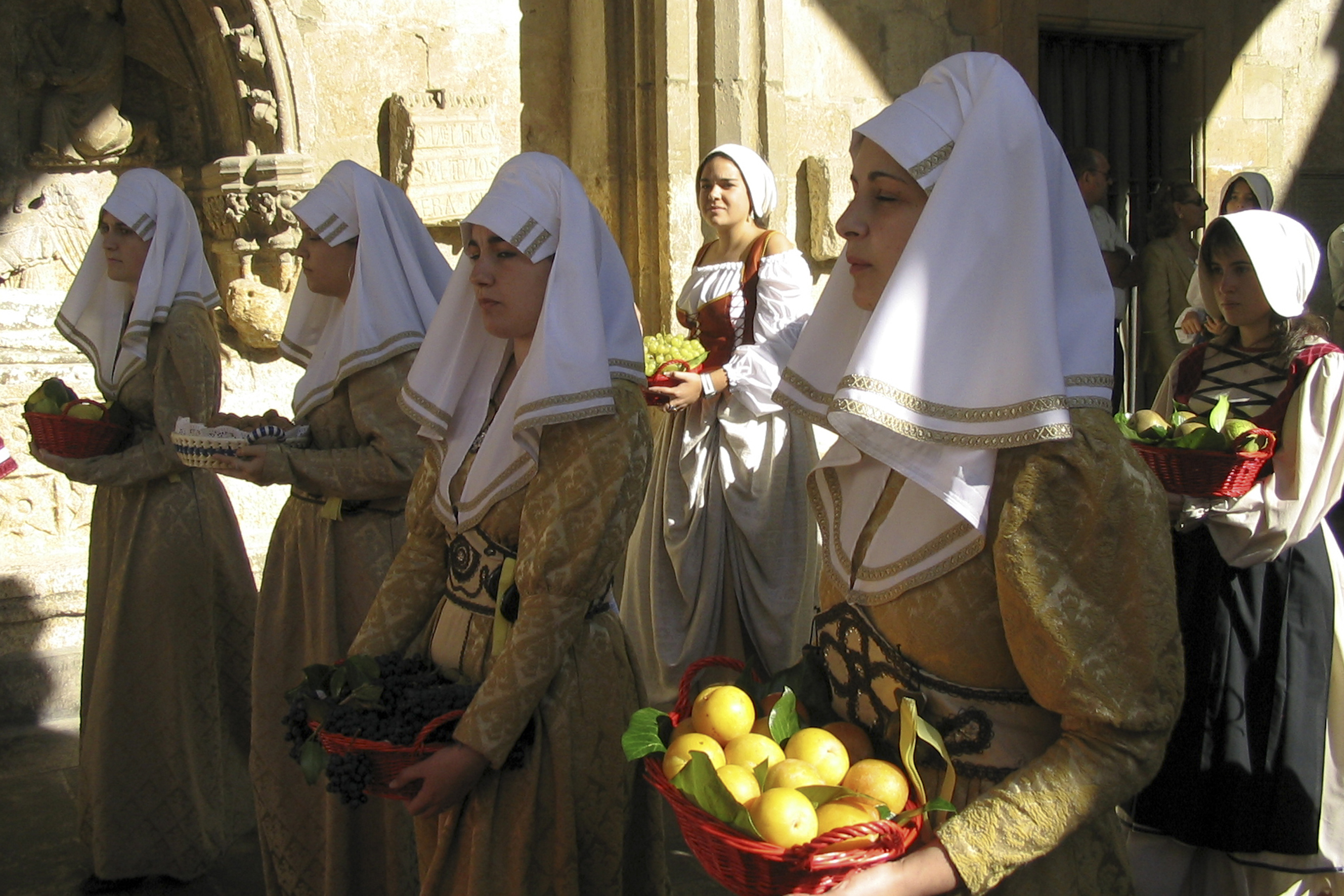
Las Cantaderas
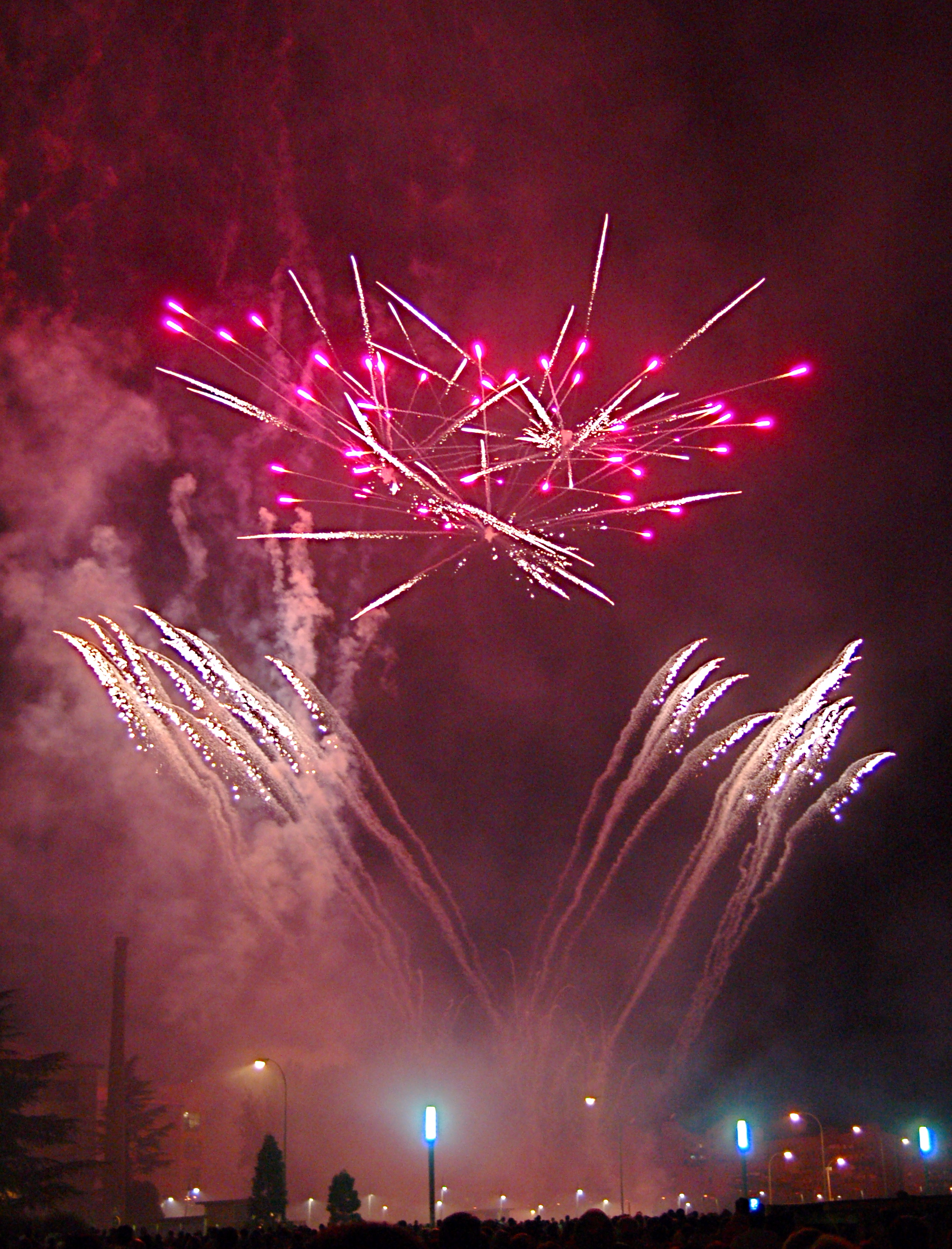
Las fiestas de San Juan y San Pedro
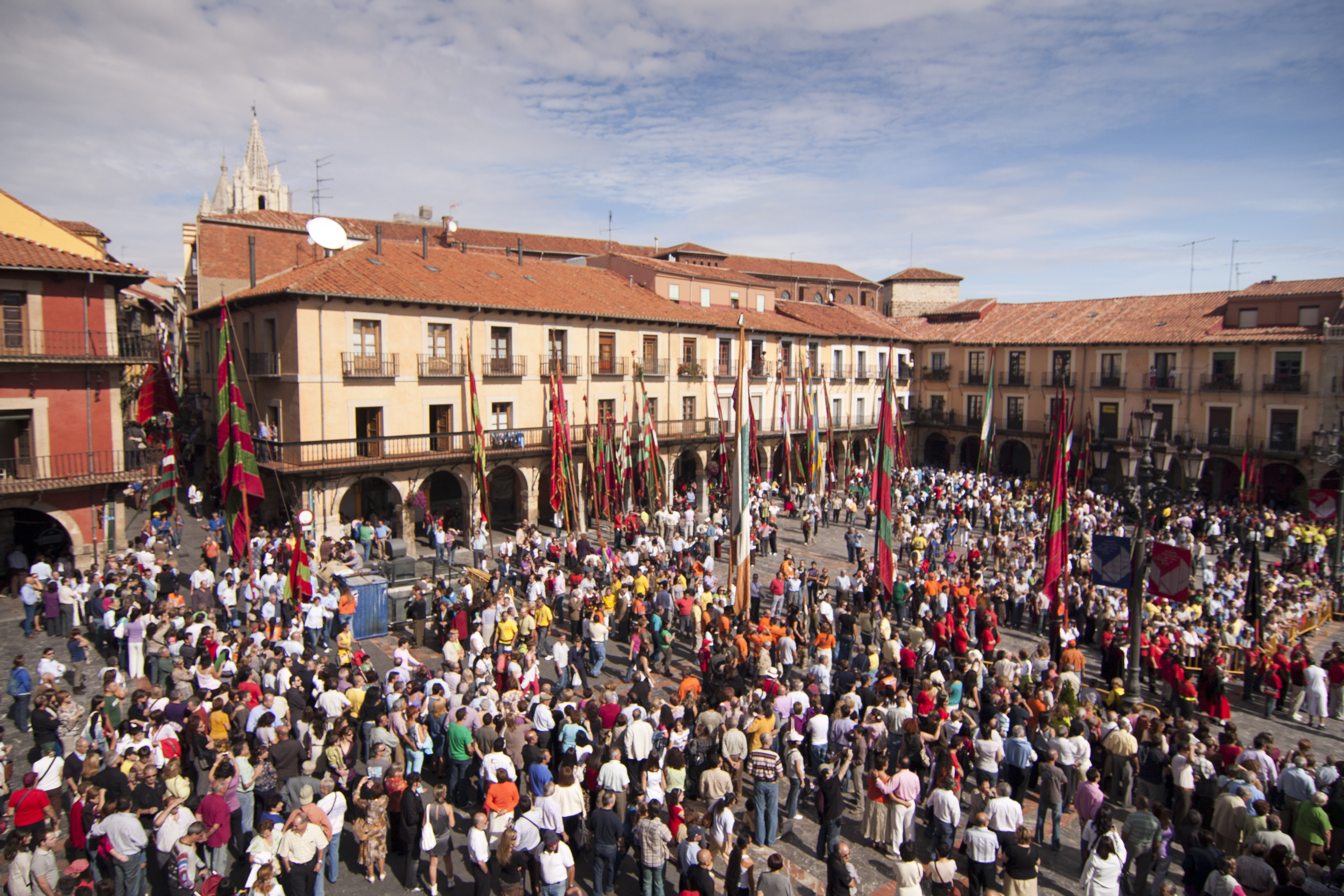
San Froilán

En otoño se celebran dos acontecimientos musicales, el Festival Internacional de Órgano Catedral de León y el Campeonato de Bandas de Gaitas del País LLionés. El domingo previo al día de San Froilán (5 de octubre) tiene lugar una de las fiestas más tradicionales de cuantas tiene la ciudad de León, pues viene celebrándose desde la Edad Media. Son fechas en las que se puede asistir a la romería de la Virgen del Camino, disfrutar de los Carros Engalanados, contemplar una de las mayores concentraciones de Pendones que se da en la provincia y asistir a la lucha dialéctica que provoca el Tributo de las 100 Doncellas así como el Foro u Oferta de Las Cantaderas.
Por último, en el mes de diciembre, tiene lugar el Purple Weekend y el Festival Internacional Tiempo de Magia, durante las fiestas de Navidad.

### Gastronomía
La gastronomía de la ciudad es una composición de los diferentes platos típicos de la gastronomía provincial, adaptada al frío clima provincial mediante platos energéticamente ricos que permitían afrontar las tareas cotidianas durante los fríos inviernos leoneses.
El embutido es pieza clave en este aspecto, por lo que en la ciudad de León se pueden saborear productos como la cecina de León, la morcilla de León, el chorizo de León y el botillo del Bierzo, entre otros. Platos de mayor consistencia como el cocido Maragato, la sopa de trucha, la trucha frita y fría y el lechazo asado también son muy relevantes en la gastronomía de la ciudad, compendio de la presente en el resto de la provincia. Todo ello sin olvidar los platos de legumbres y hortalizas provenientes de las huertas leonesas, tales como las alubias de La Bañeza, pimientos de El Bierzo y de Fresno de la Vega y puerros de Sahagún.
En la bebida, destacan los vinos, avalados por dos denominaciones de origen Bierzo y León. Acompañando a estos, la limonada es un producto muy típico que se bebe en Semana Santa, en la tradición de matar judíos.
Sin embargo, las tapas son sin lugar a duda el mayor exponente de la gastronomía de la ciudad. Las tapas pueden ser de todo tipo, desde guisos y platos calientes pasando por fritos, arroces hasta la más ligera de platos fríos y sencillos. Una peculiaridad de la tapa leonesa es que se sirve gratuitamente junto a la bebida en cualquier bar de la ciudad, aunque sin duda el lugar donde el tapeo alcanza su máximo esplendor es en el Barrio Húmedo, donde la concentración de bares y el esmero de los propietarios de los mismos a la hora de preparar las tapas ha propiciado el ambiente idóneo para el tapeo.
En cuanto a la repostería, bebiendo en este caso también de la provincia, sobresalen las mantecadas de Astorga, los lazos de San Guillermo de Cistierna, los imperiales de La Bañeza, los nicanores de Boñar y las rosquillas de San Froilán. Destacan también el arroz con leche y la leche frita.

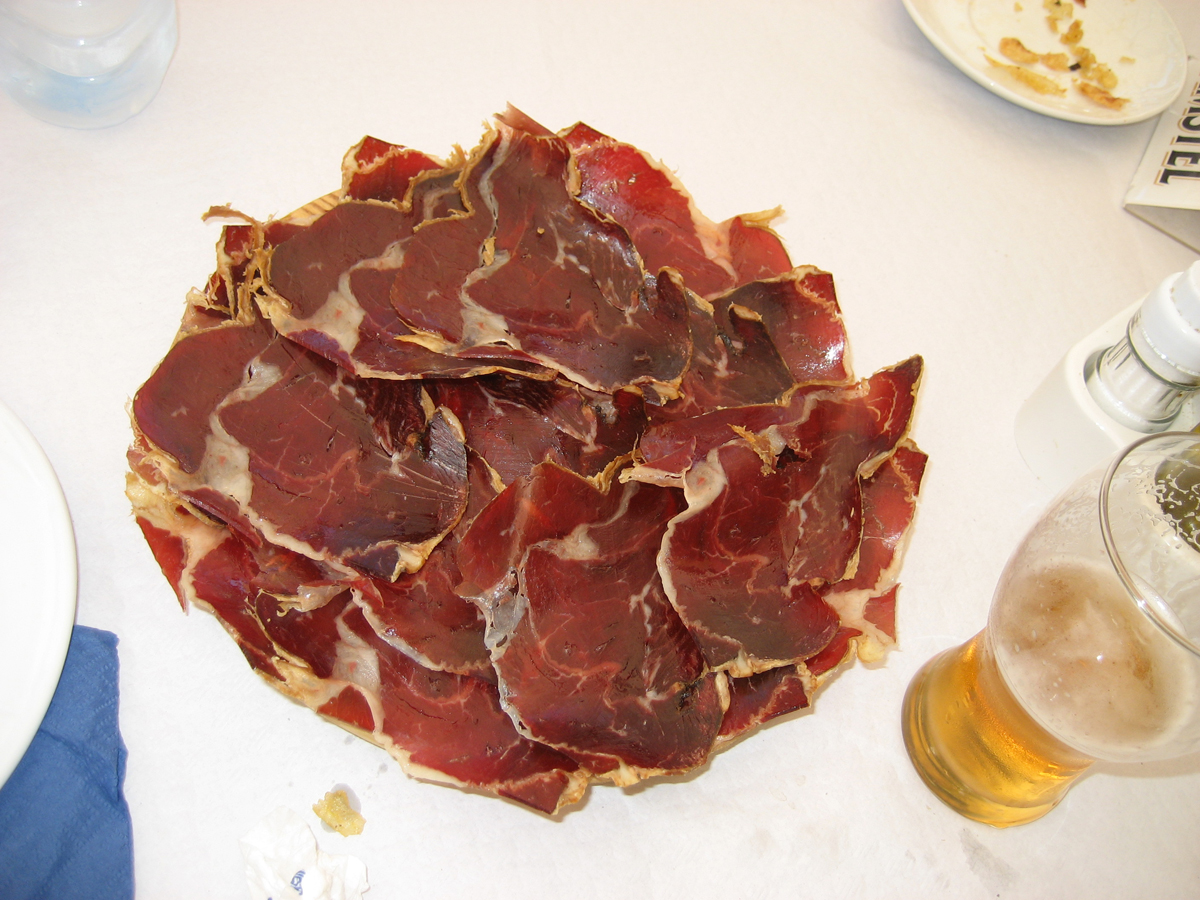
Cecina de León
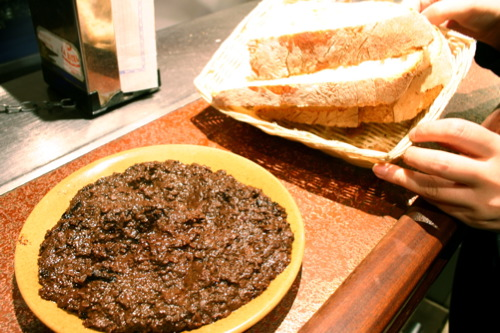
Tapa de morcilla leonesa
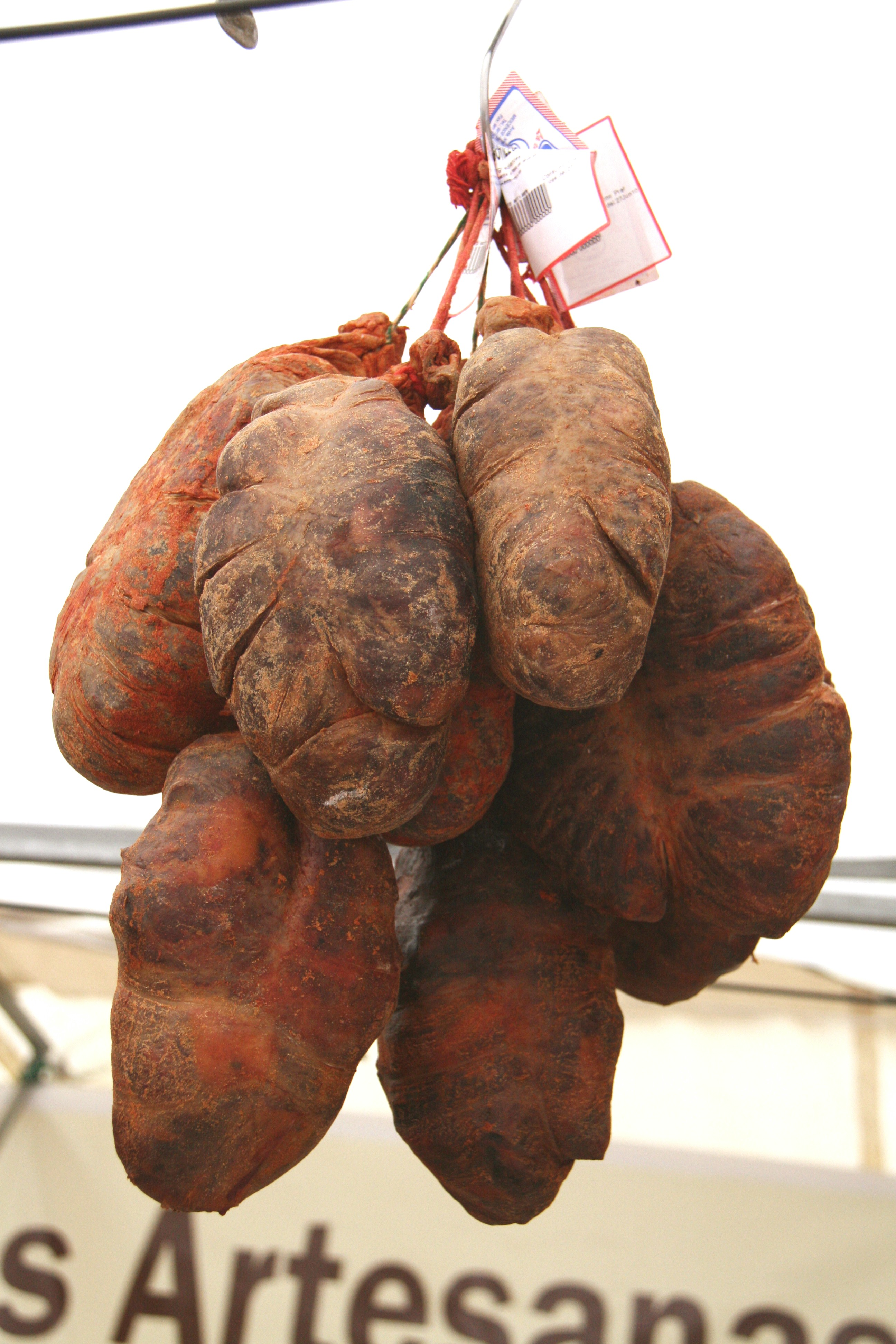
Botillo berciano
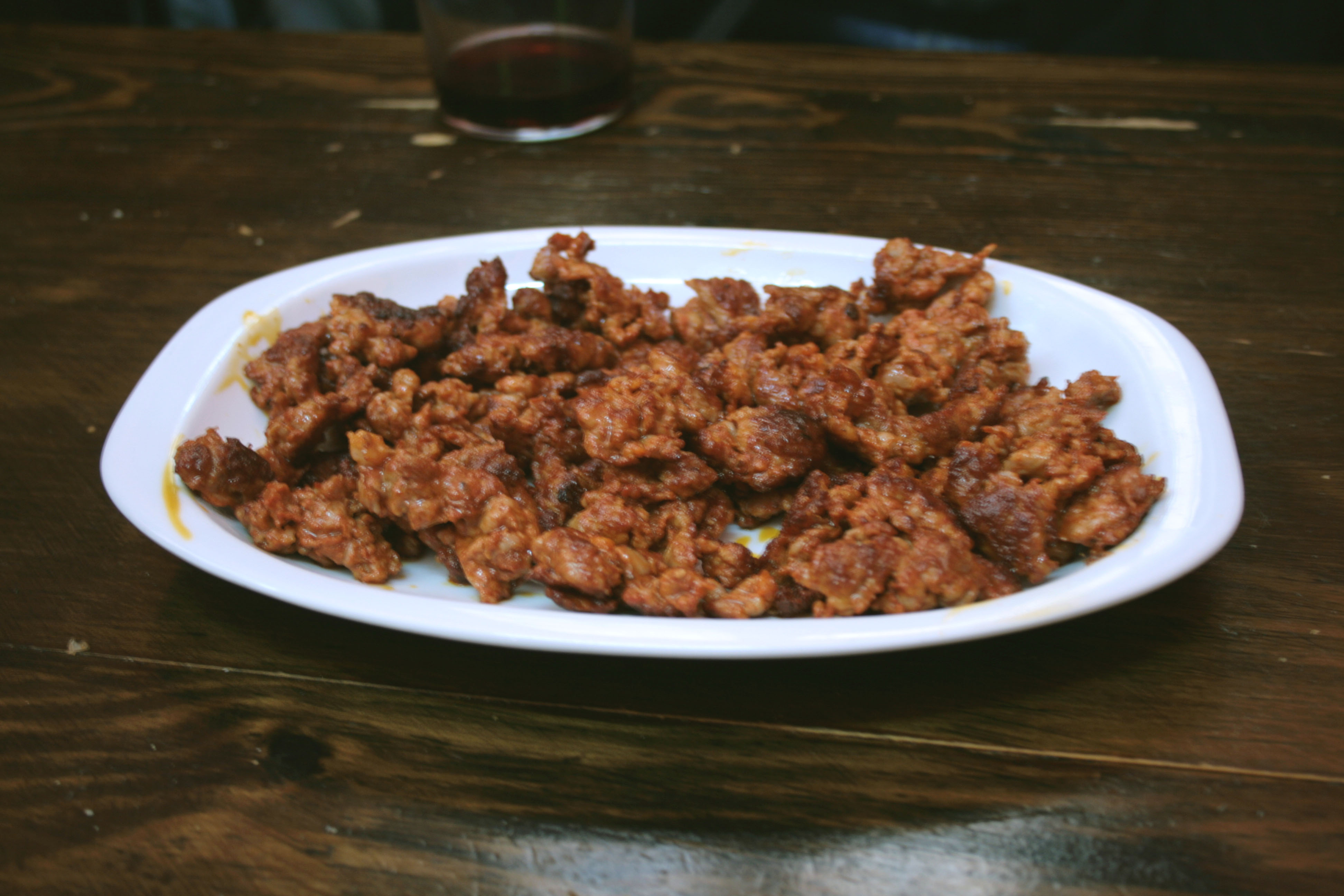
Picadillo de chorizo

### Medios de comunicación
A nivel de prensa escrita, en la ciudad pueden adquirirse los periódicos nacionales e internacionales de mayor difusión, así como los periódicos provinciales Diario de León y La Nueva Crónica. En cuanto a medios digitales, cuenta con Leonoticias, iLeón, Digital de León, Ahora León, León7Días y Gente León. En radio se pueden sintonizar las principales cadenas que operan a nivel estatal y autonómico, alguna de las cuales cuenta con emisiones locales: Radio Nacional de España, Radio 3, Radio Clásica, RNE 5 - Castilla y León: León, Cadena SER, Onda Cero, COPE, Cadena Dial, Cadena 100, Castilla y León Radio / esRadio, Europa FM, Kiss FM, Los 40, Radio Marca, LOS40 Classic, Vive! Radio y Rock FM. También alguna emisora local como Radio Universitaria de la Universidad de León. En relación con la televisión, cuenta La 8 León, de Radio Televisión Castilla y León, así como el canal en línea N8S.

### Deporte
El deporte en la ciudad de León es regulado por la Concejalía de Deportes, mostrando su apoyo tanto a los equipos profesionales como a los que empiezan. Así, el Ayuntamiento ofrece una serie de Escuelas Deportivas para formar a todos aquellos niños que quieran iniciarse en algunos de los deportes ofertados.

#### Entidades deportivas
Además de los deportes que se practican en las instalaciones municipales y de los equipos escolares, en la ciudad destacan una serie de entidades, aunque la que más logros ha obtenido en su historia es el Club Balonmano Ademar León, ganador de una Liga ASOBAL, dos copas ASOBAL, una Copa del Rey y dos Recopas de Europa. El otro club de balonmano de la ciudad es el Club León Balonmano (Cleba), militante de la Liga femenina.
En fútbol, la ciudad cuenta con la Cultural y Deportiva Leonesa que juega en Primera RFEF, cuyo máximo logro ha sido la estancia en primera división en la temporada 1955/56, el C. F. Atlético Pinilla, el Club Deportivo Ejido de León, equipo de provincial y que jugó varias temporadas en tercera división, CD Bosco y el Club Ruta Leonesa Fútbol Sala (O.E. Ram León), militante de la División de Plata de la LNFS.
En cuanto a baloncesto, León estaba representada, en categoría masculina, por el Baloncesto León SAD, durante muchos años equipo de la Liga ACB, llegando incluso a jugar la Copa Korać en la temporada 1996/97, En categoría femenina la ciudad contó con el Club Baloncesto San José, cuyo máximo logro fue ser subcampeón de la Copa de la Reina en 2008, pero debido a una difícil situación derivada de problemas de diversa índole, el club desapareció como tal en julio de 2009, cerrándose así la trayectoria del club de baloncesto femenino más laureado de la capital leonesa.
Otras disciplinas tienen representación en la ciudad en clubes como Rugby León (Pasgon Play), Sprint Atletismo León, Club Voleibol León, C. D. León Curling, Club Natación León, Club Ajedrez Ciudad de León, Equipo Ciclista Diputación de León (Diputación de León/Deyser), el Grupo de Montaña Yordas y el Club Ritmo de gimnasia rítmica.

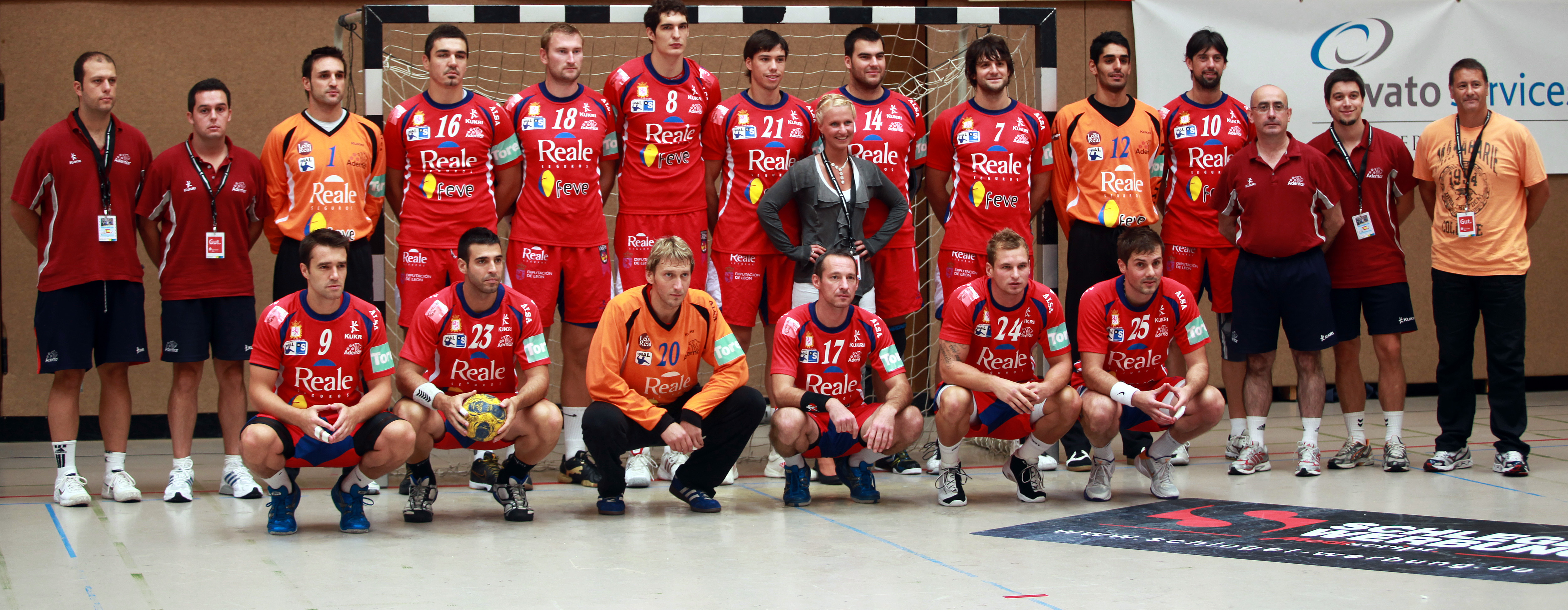
El Ademar León en la Schlecker Cup de 2010
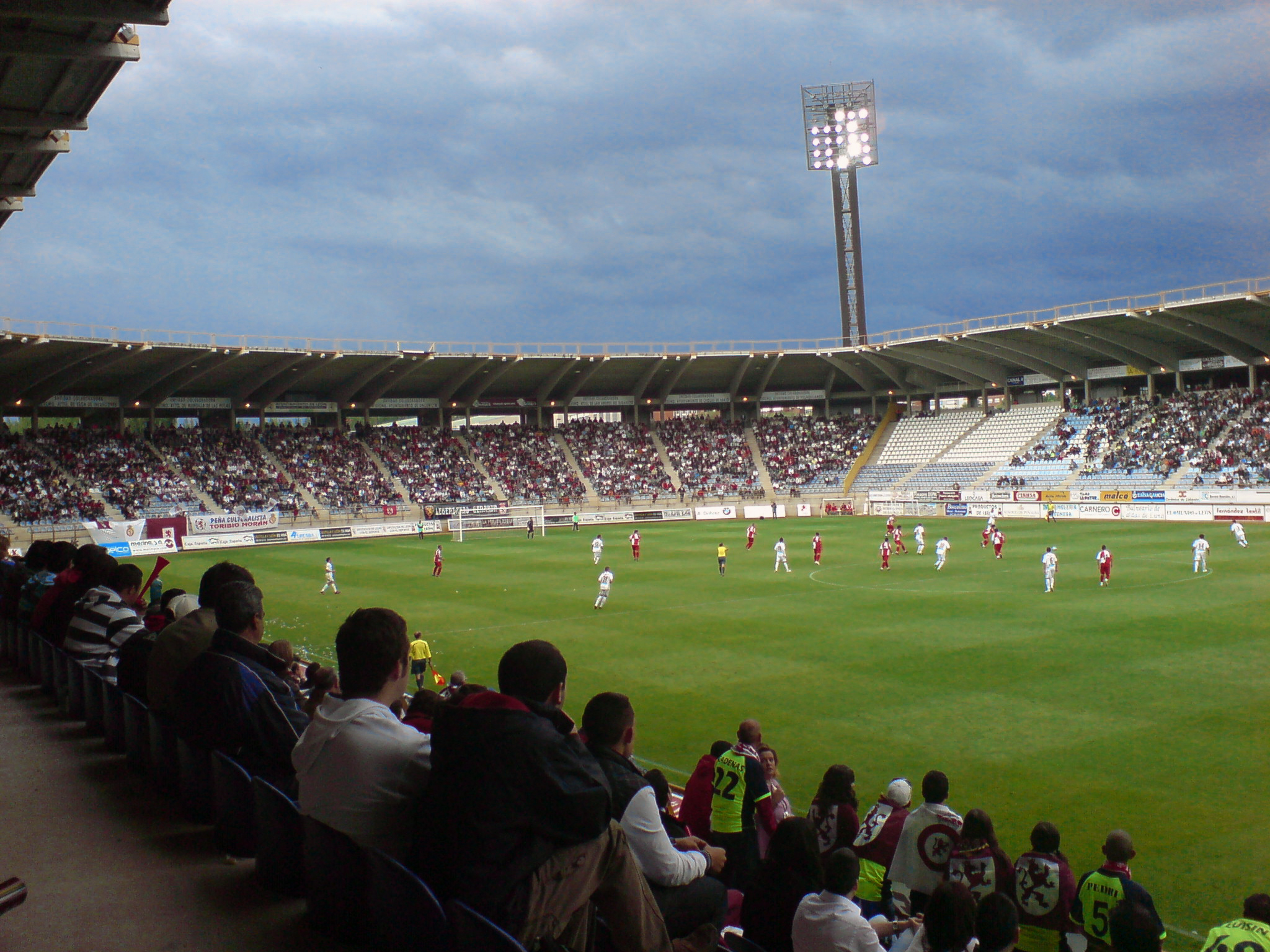
La Cultural y Deportiva Leonesa, el equipo de fútbol de la ciudad frente al CE Sabadell
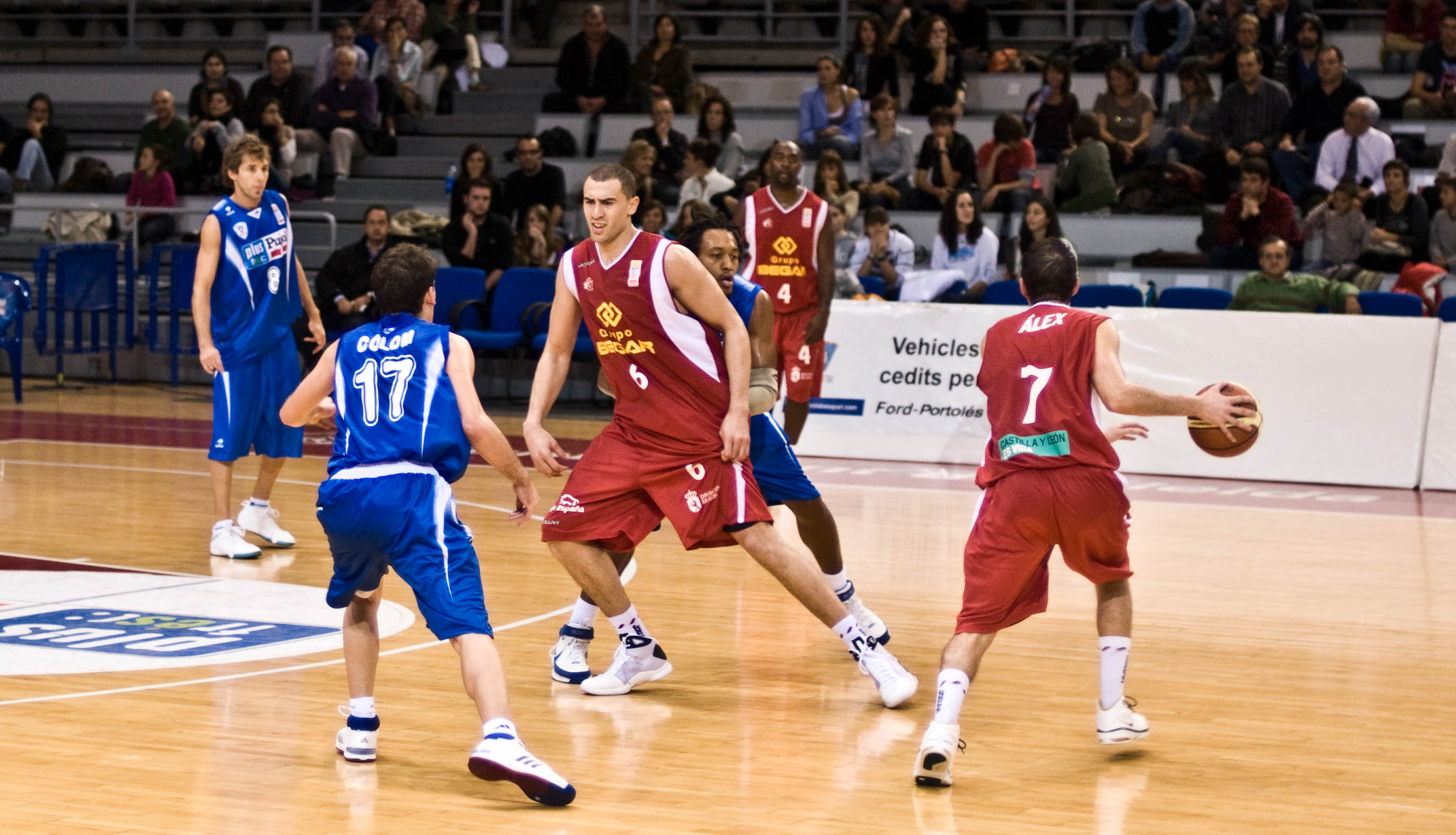
El Baloncesto León fue el equipo de baloncesto de la ciudad hasta su desaparición

#### Instalaciones deportivas
León cuenta con numerosos centros deportivos dependientes de la Concejalía de Deportes, en los cuales se pueden practicar multitud de actividades. Entre ellos dos polideportivos (La Palomera y Sáenz de Miera), cuatro pabellones (La Torre, San Esteban, Margarita Ramos y Gumersindo Azcárate), los estadios Reino de León e Hispánico, el Palacio de Deportes, el Campo Hípico El Parque y el Área Deportiva de Puente Castro. En agosto de 2010 se inauguró el Centro Especializado de Alto Rendimiento, perteneciente al Consejo Superior de Deportes y situado junto al campus de la Universidad de León. Dedicado casi exclusivamente al atletismo, está especializado en los lanzamientos y consta de dos zonas de lanzamiento, una exterior y otra interior, y un edificio central de oficinas, vestuarios, etc. También es el lugar de entrenamiento del Club Ritmo de gimnasia rítmica.
Estadio municipal Reino de León
El estadio municipal Reino de León comenzó su construcción en 1999 y fue inaugurado el 20 de mayo de 2001, con el nombre de Nuevo Antonio Amilivia, con un partido entre el equipo de fútbol de la ciudad, la Cultural, contra el Xerez, que se saldó con una victoria a favor de los locales.
El estadio, ubicado junto a la avenida Sáenz de Miera, paralela al río Bernesga, tiene un aforo de 13 451 espectadores, con las dimensiones exigidas por la FIFA para albergar partidos de carácter internacional, 105 x 68 m. El estadio, ligado al club de fútbol de la ciudad, se encuentra en manos del ayuntamiento y ha vivido, aparte de las celebraciones propias del equipo, otros eventos deportivos de cierta entidad como un partido clasificatorio para la Eurocopa 2004 entre España y Armenia.
En septiembre de 2008 el nombre Nuevo Antonio Amilivia fue sustituido por el de Reino de León por decisión del ayuntamiento de la ciudad.
Palacio de los Deportes
El Palacio de los Deportes de León es un recinto deportivo inaugurado en 1970. Ubicado en la avenida Ingeniero Sáenz de Miera, junto al río Bernesga, tiene un aforo de 6500 espectadores. En él disputan sus partidos diversos equipos de la ciudad, entre los que destacan el Baloncesto León, el Club Balonmano Ademar y el Ruta Leonesa Fútbol Sala.
Área Deportiva de Puente Castro
El área deportiva de Puente Castro es una instalación deportiva municipal del Ayuntamiento de León construida en 1998. Con un aforo de 4600 espectadores, es lugar de juego del equipo filial de la Cultural y Deportiva Leonesa. Las instalaciones se completan con un campo de hockey, otro de rugby y otro de entrenamiento.

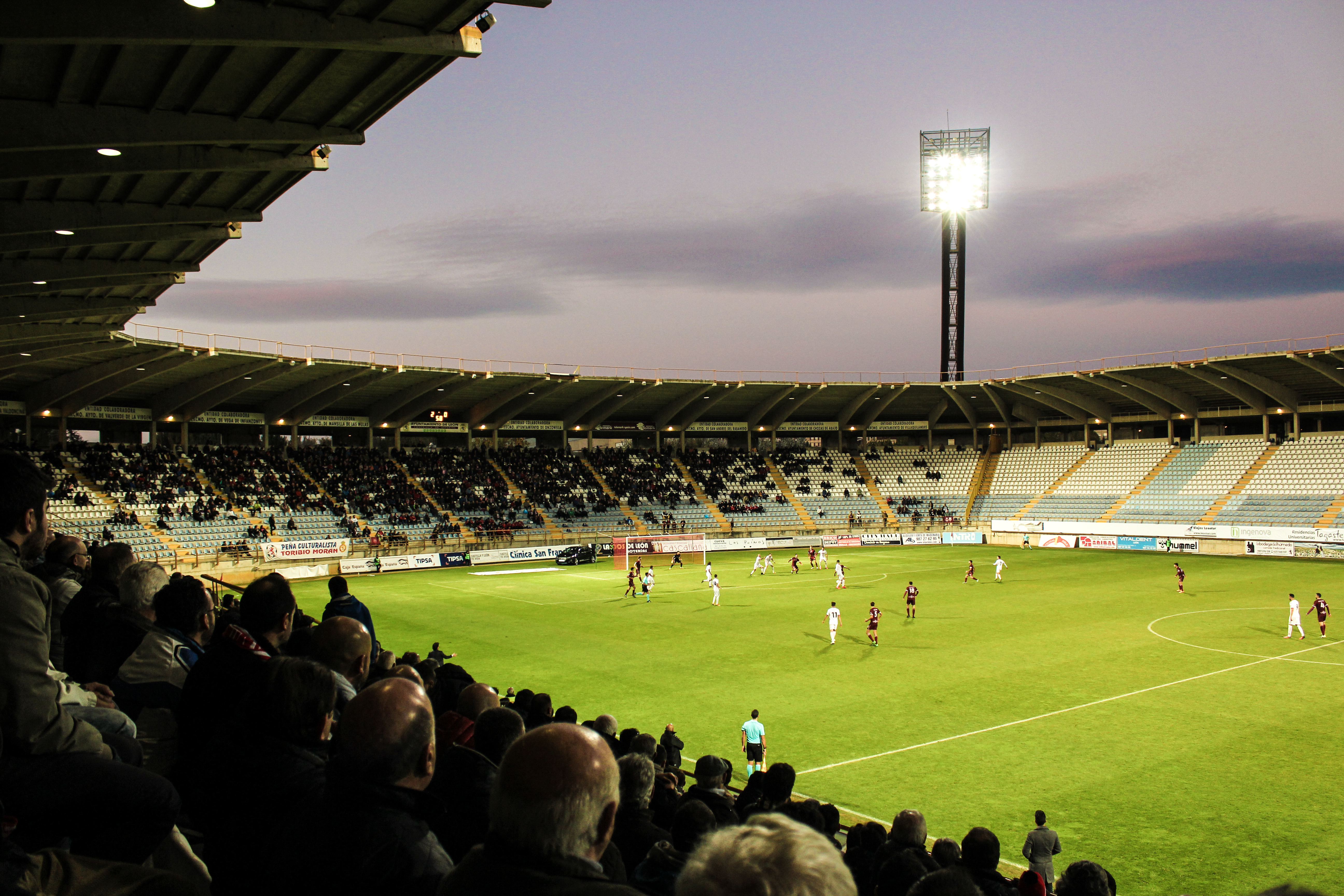
Estadio Reino de León
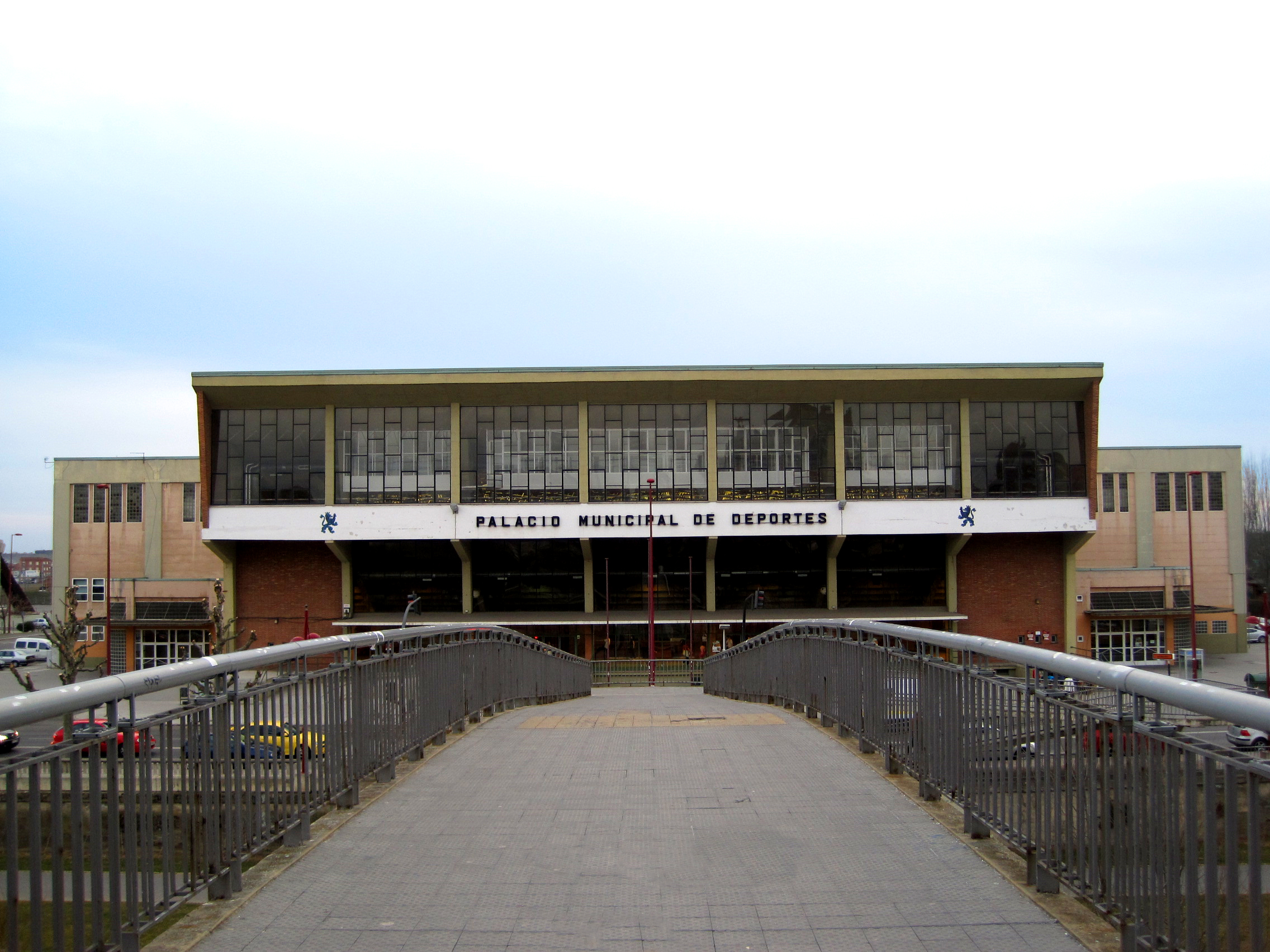
Palacio municipal de los deportes
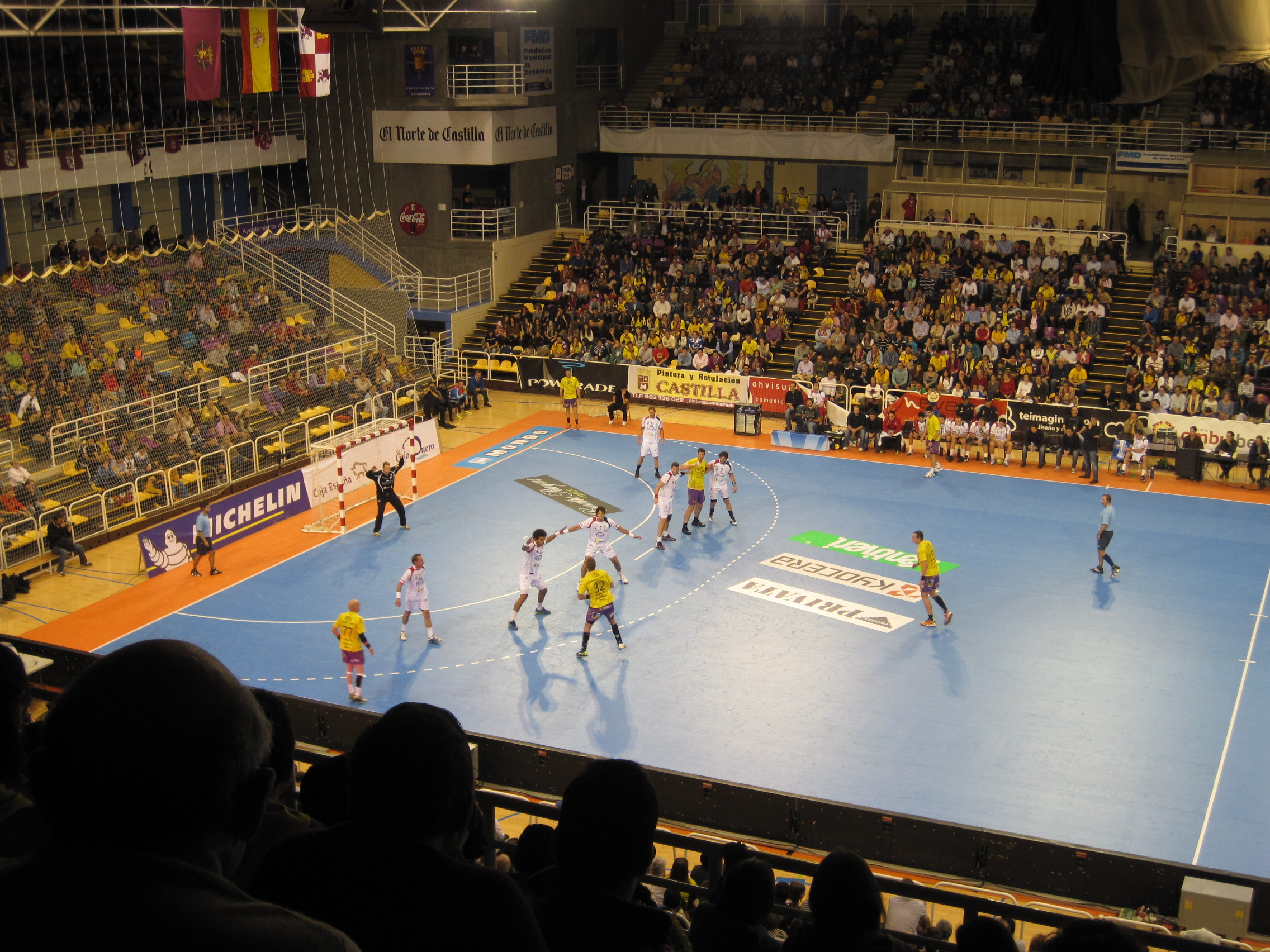
Interior del palacio de los deportes, jugando el Ademar
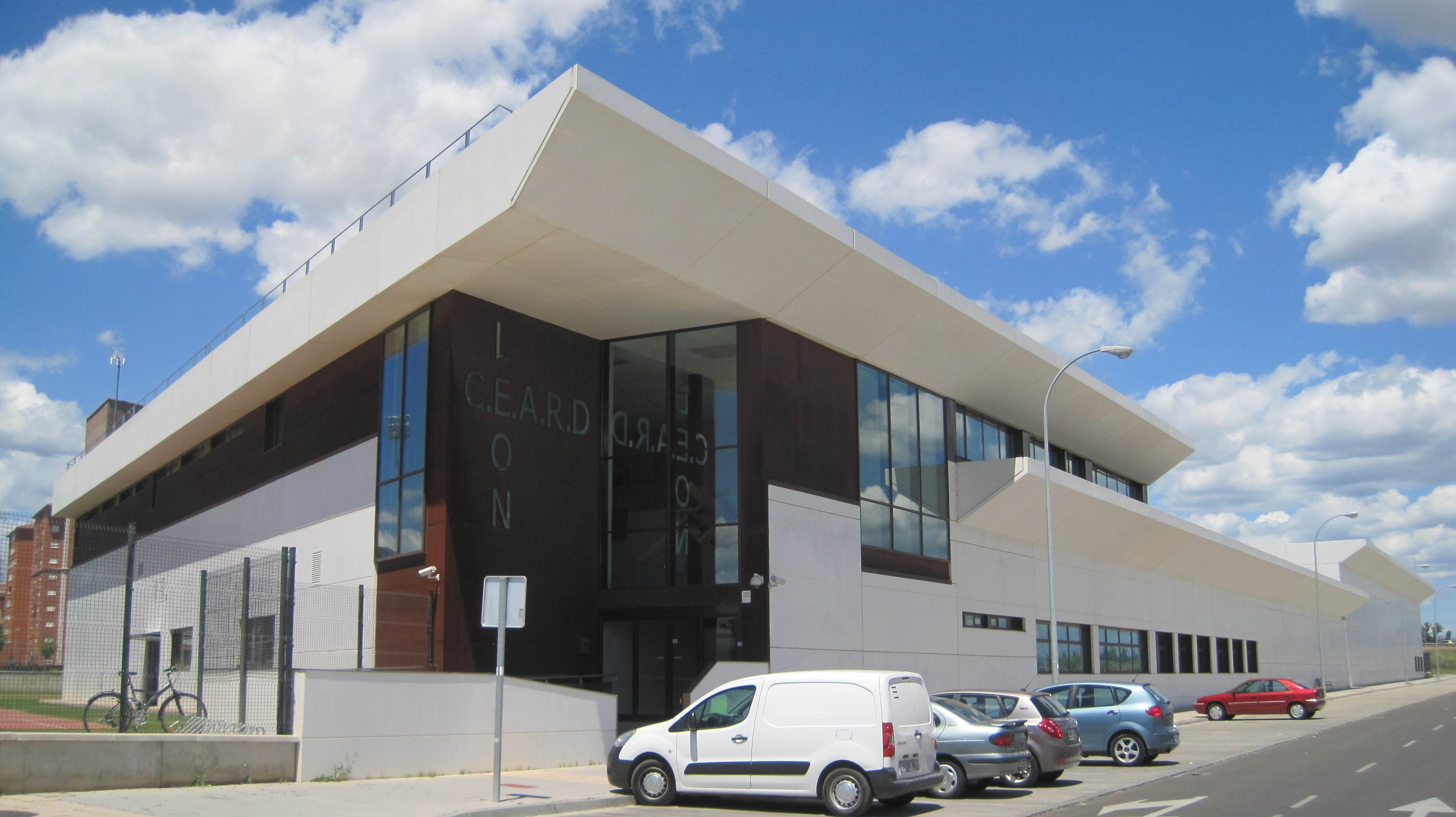
Centro de alto rendimiento

#### Eventos deportivos
Entre los acontecimientos deportivos que tienen lugar en León a lo largo del año, destaca el Magistral de Ajedrez Ciudad de León, en el cual participan algunos de los mejores jugadores del mundo de ajedrez, y que se celebra desde 1988, siendo en 2009 su XXII edición. En 2009 se celebró la I Media Maratón Ciudad de León, en la que participaron 1200 atletas.
Por otra parte, la ciudad ha acogido distintos eventos deportivos de carácter nacional e internacional. Desde 1984, León ha sido en 14 ocasiones meta o salida de etapas de la Vuelta ciclista a España, siendo 27 el total de veces desde el inicio de la prueba. León fue sede de la Copa del Rey de Baloncesto en las temporadas 1969-70 (por entonces llamada Copa del Generalísimo) y 1996-97. Asimismo, en 2003, la Selección Española de Fútbol jugó un partido oficial clasificatorio para la Eurocopa 2004 contra Armenia. En 2001 la ciudad acogió el Campeonato de Europa de ajedrez, resultando vencedor Países Bajos, y en 2008 León fue sede del XXIX Campeonato del Mundo de Lucha de Brazos, en el cual la delegación leonesa fue la triunfadora con casi 20 medallas de oro, y dándose la peculiaridad de que la Federación Internacional reconocía al País Leonés como miembro de pleno derecho.

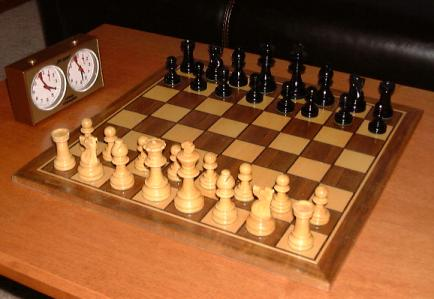
El Magistral de Ajedrez Ciudad de León se celebra desde 1988
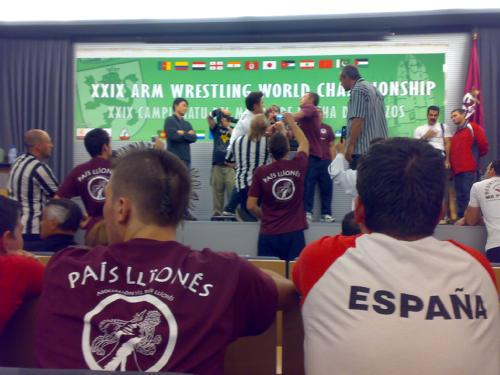
XXIX campeonato de lucha de brazos

## Ciudades hermanadas
La ciudad de León participa en la iniciativa de hermanamiento de ciudades promovida, entre otras instituciones, por la Unión Europea. A partir de esta iniciativa se han establecido lazos con las siguientes localidades:
- Braganza, Portugal
- Oporto, Portugal
- León, México
- Vorónezh, Rusia
- Dublín, Irlanda
- Chartres, Francia
- Baeza, España
- Córdoba, España
- Xiangtan, China